# Maroc
Pour les articles homonymes, voir Maroc (homonymie).
Cette page contient des caractères tifinaghs. En cas de problème, consultez Aide:Unicode ou testez votre navigateur.
Royaume du Maroc
(ar) ٱلْمَمْلَكَة ٱلمَغْرِبِيَّة
(ber) ⵜⴰⴳⵍⴷⵉⵜ ⵏ ⵍⵎⵖⵔⵉⴱ 
Le Maroc (/maʁɔk/  ; en arabe : ٱلْمَغْرِب, al-Maġrib ; en amazighe : ⵍⵎⵖⵔⵉⴱ, Lmɣrib), en forme longue le royaume du Maroc, autrefois appelé Empire chérifien, est un État unitaire régionalisé situé en Afrique du Nord. Son régime politique est une monarchie constitutionnelle semi-parlementaire unitaire et décentralisée. Sa capitale administrative et politique est Rabat et sa plus grande ville, ainsi que sa capitale économique, est Casablanca.
Le Maroc se compose de zones montagneuses ou désertiques, et il est un des seuls pays — avec l'Espagne et la France — à comporter des rivages sur la mer Méditerranée d'un côté et l'océan Atlantique de l'autre. Sa population est de près de 37 millions d'habitants en 2023 et sa superficie de 446 550 km2 (76,84 hab./km2), ou de 710 850 km2 en incluant le Sahara occidental, — ex-« Sahara espagnol », considéré comme un territoire non autonome par l'Organisation des Nations unies — dont il administre de facto environ 80 % et qu'il revendique dans sa totalité, tout comme le Front Polisario sous le nom de République arabe sahraouie démocratique. Sa culture est arabo-berbère depuis plusieurs siècles et s'est étendue principalement au Maghreb et dans le Sud de l'Espagne.
Le territoire marocain possède les traces d'une présence d'hominidés datant d'environ 700 000 ans et fut habité dès la préhistoire par des populations diverses. Le premier État marocain, en tant qu'entité distincte, est fondé en 789 par Idris Ier, bien qu'il ne porte pas encore le nom de Maroc.
Par ailleurs, il fait partie de l'Organisation des Nations unies, de la Ligue arabe, de l'Union africaine, de l'Union du Maghreb arabe, de l'Organisation de la coopération islamique, de l'Organisation internationale de la francophonie, du Groupe des 77, de l'Union pour la Méditerranée et candidat à l'adhésion à la CEDEAO.
La constitution royale marocaine définit l'Islam, l'arabité et l'amazighité comme « composantes fondamentales » de l'identité du peuple marocain. Cette constitution est « forgée par la convergence de ses composantes arabo-islamique, amazighe et saharo-hassanie, […] nourrie et enrichie de ses affluents africain, andalou, hébraïque et méditerranéen ». L'Islam y est défini comme religion d'État, État qui garantit à tous le libre exercice des cultes.

## Toponymie

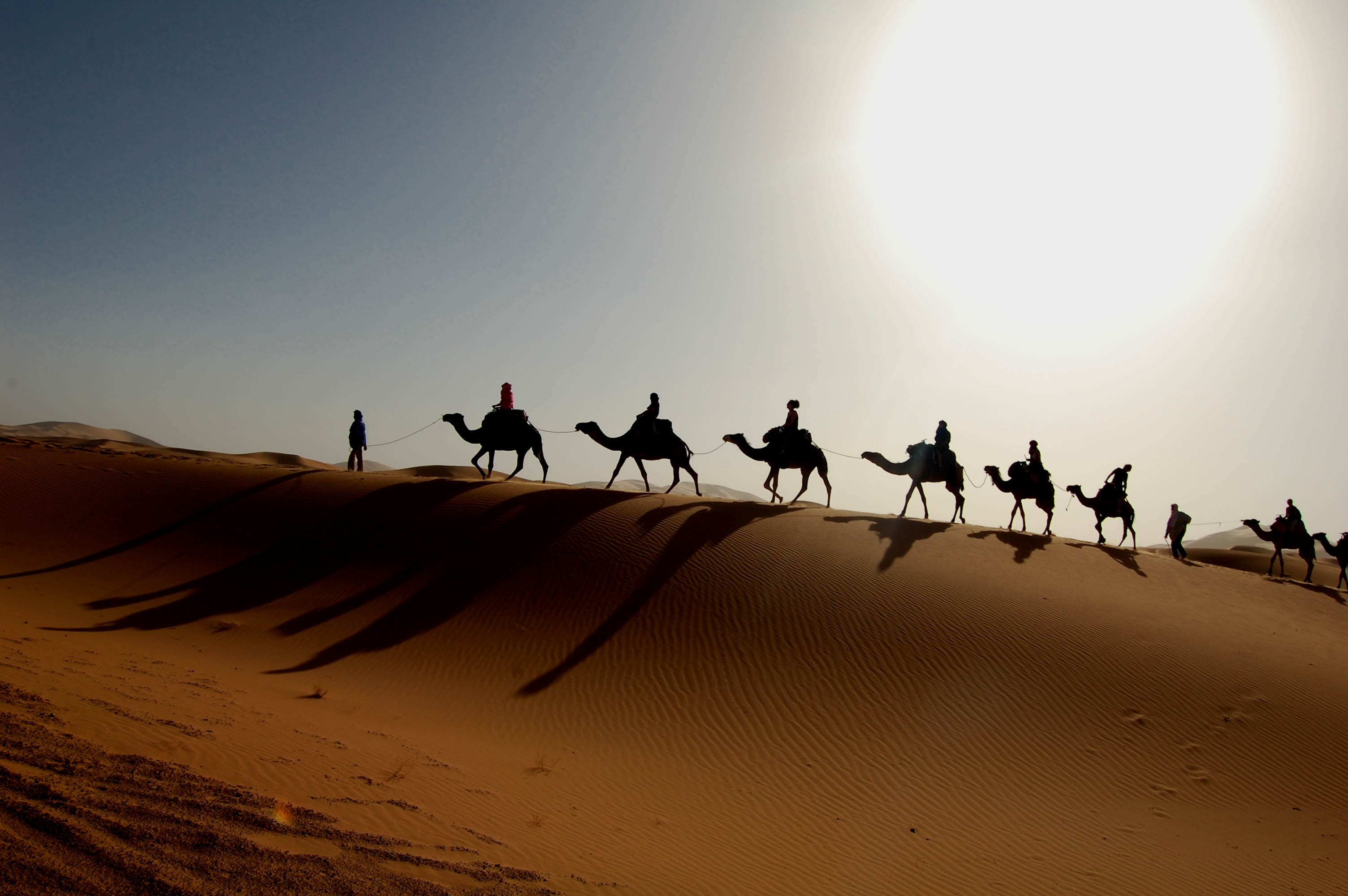
Caravane saharienne au sud du Maroc.

Le nom arabe al-Maghrib (en arabe : ٱلْمَغْرِب) signifie « le couchant ». Pour les références historiques, les historiens et les géographes arabes médiévaux ont désigné par Maghrib une aire géographique plus large, et ont évoqué le Maroc sous le terme al-Maghrib al-Aqsa (en arabe : المغرب الأقصى, qui signifie « l'Occident le plus lointain ») pour le distinguer de régions historiques voisines appelées al-Maghrib al-Awsat (en arabe : المغرب الأوسط, ce qui signifie « le Moyen-Ouest ») et al-Maghrib al-Adna (en arabe : المغرب الأدنى, qui signifie « l'Occident le plus proche »).
Le mot français « Maroc » est dérivé du nom de Marrakech. Ce dernier est probablement issu du berbère *amur n Yakuš, où amur a pour significations « part, lot, promesse, protection » et Yakuš (et ses variantes Yuš et Akuš) signifie « Dieu ». Le sens original du nom serait donc (le lieu sous la) « protection de Dieu ».
Les prononciations portugaise et espagnole, Marrocos et Marruecos, dérivent également de Marrakech, ainsi que les appellations du pays dans plusieurs autres langues indo-européennes (Marocko en suédois, Morocco en anglais et Marokko en allemand, norvégien et néerlandais). Les Persans emploient directement le nom « Marrakech » pour désigner le Maroc (en persan : مراکش).
Les Turcs l'appellent Fas, qui vient du nom de l'ancienne capitale du Maroc sous les dynasties mérinide, wattasside et alaouite (avant 1912), Fès. Dans l'Antiquité, les Grecs appelaient les habitants de la région les Maurusiens. À partir de cette appellation, la région composée du Maroc et de l'Algérie occidentale fut connue sous le nom de Maurétanie (à ne pas confondre avec la Mauritanie). La région fut par la suite divisée en deux provinces par les Romains : la Maurétanie tingitane, avec Volubilis pour capitale (ancienne cité berbère d'Oulil), et la Maurétanie césarienne, avec Cesarea (Cherchell) pour capitale (centre et ouest de l'Algérie). Le Maroc était le pays où les Grecs anciens situaient le mythique jardin des Hespérides.
Le Maroc était connu sous le nom de « royaume de Marrakech » sous les trois dynasties qui avaient cette ville comme capitale, puis sous le nom de « royaume de Fès », sous les dynasties qui résidaient à Fès. Au XIXe siècle, les cartographes européens mentionnaient toujours un « royaume de Maroc », en indiquant l'ancienne capitale « Maroc » (pour Marrakech). Sous la dynastie des Alaouites, toujours au pouvoir, le pays est passé de l'appellation d'« Empire chérifien » à celle de « royaume du Maroc » en 1957, le sultan Sidi Mohammed ben Youssef en devenant le roi, en tant que Mohammed V. Il peut être aussi surnommé « Royaume chérifien », en référence au souverain alaouite, descendant du prophète de l'islam, Mahomet, qualifié de « chérif ».

## Géographie physique

### Localisation, frontières et espaces maritimes
Le Maroc est un pays de l'hémisphère nord situé au nord-ouest de l'Afrique et dont le territoire est positionné à 32° nord et 5° ouest. Le pays partage des frontières terrestres avec l'Algérie, la Mauritanie, le Sahara occidental qu'il revendique et contrôle en grande partie et l'Espagne (notamment via Ceuta et Mellila). Sa superficie s'étend sur 446 550 km2 (hors Sahara occidental) ou 710 850 km2 (Sahara occidental inclus). Le territoire marocain est aussi bordé par l'océan Atlantique, à l'ouest, et la mer Méditerranée, au nord. En cela, le cap Spartel (promontoire situé à la limite occidentale du détroit de Gibraltar) matérialise la jonction entre les littoraux atlantique et méditerranéen. Le pays partage des frontières maritimes avec l'Algérie, l'Espagne et le Portugal, et sa ZEE s'étend sur 274 577 km2.

#### Territoires limitrophes
Les distances indiquées séparent entre elles les capitales des pays nommés.
| Groenland, à 4 520 km     | Espagne, à 765 km      | Italie, à 1 900 km |
| États-Unis, à 6 150 km    | Maroc                  | Algérie, à 950 km  |
| Îles Canaries, à 1 050 km | Mauritanie, à 2 000 km |                    |

## Topographie
Les montagnes occupent plus des deux tiers du territoire marocain et renferment quatre principales chaînes : le Rif au nord, le Moyen Atlas à l'est, le Haut Atlas et l'Anti-Atlas. Plusieurs sommets franchissent la barre des 4 000 m. Le djebel Toubkal, culminant à 4 167 m, est le plus haut d'entre eux.

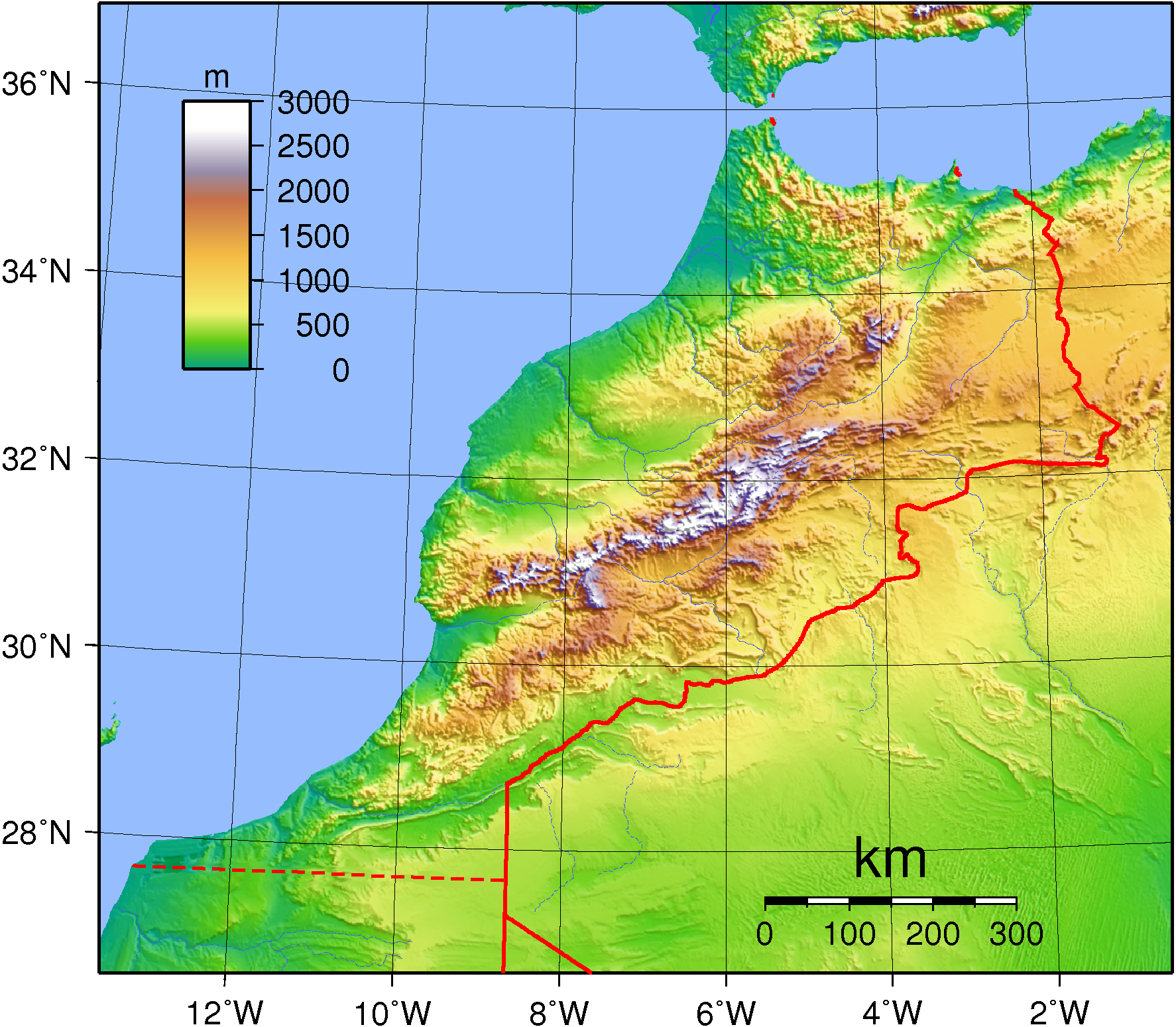
Carte topographique du Maroc.
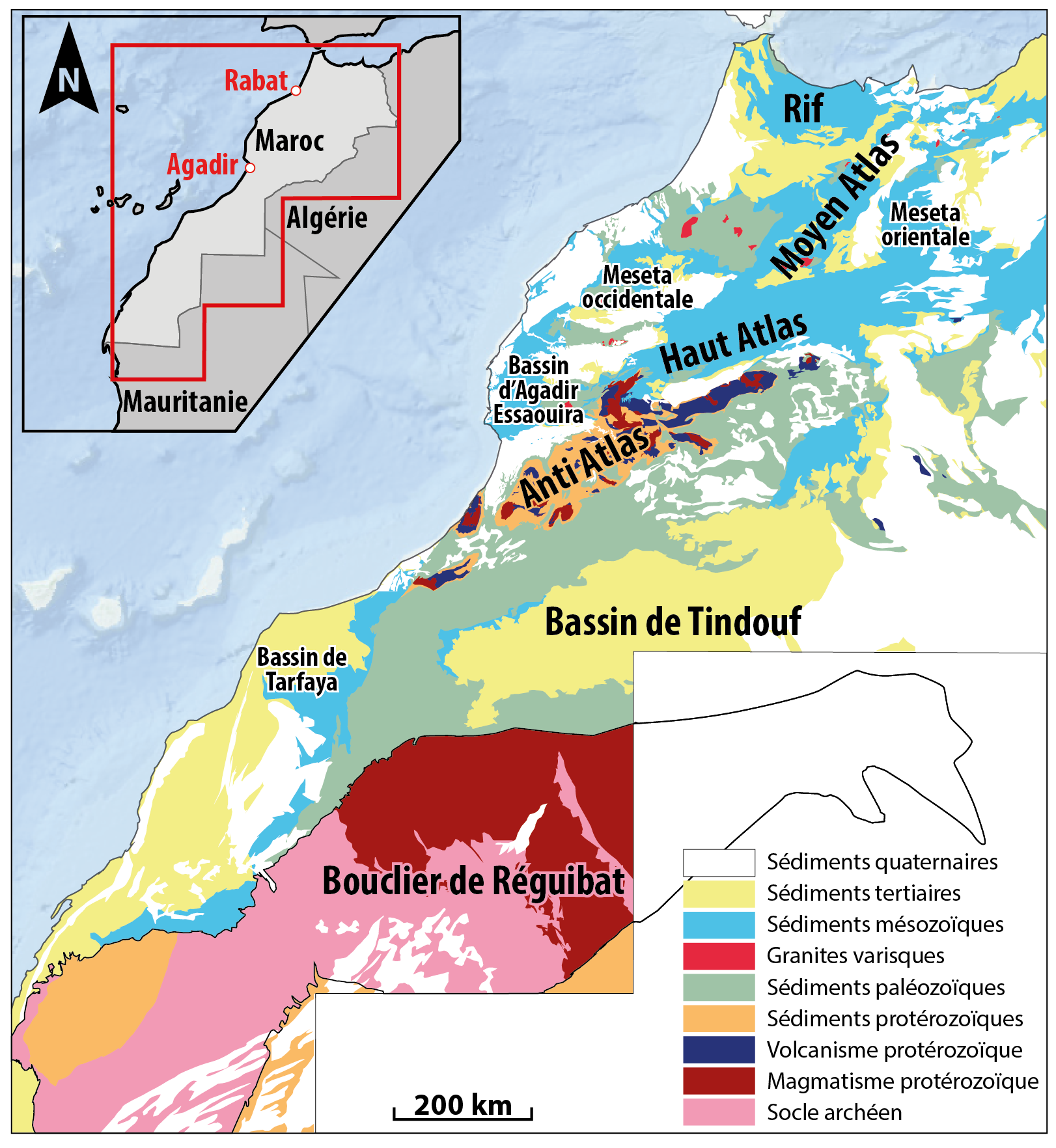
Carte géologique du Maroc.

## Relief

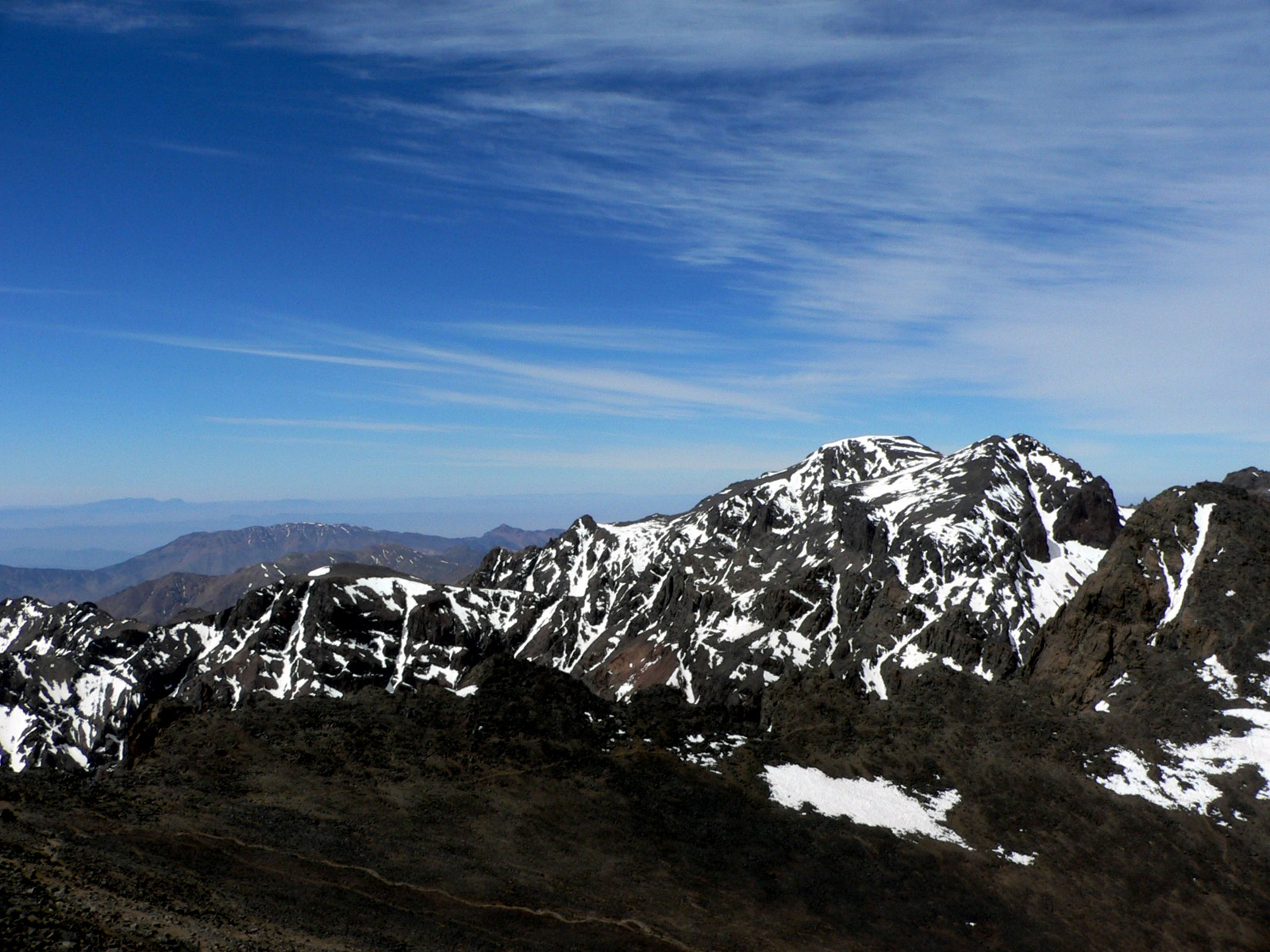
Le massif du Toubkal.

### Montagnes
Quatre grandes chaînes montagneuses composent le territoire marocain :
- Le Rif : situé au nord du pays, il borde la mer Méditerranée et culmine à 2 456 m au djebel Tidirhine ;
- Le Moyen Atlas : séparé du Rif par les plaines arides de l'est et fertiles de l'ouest, il en est dissocié par la fameuse trouée de Taza. Le massif se compose de deux sous-parties dont l'une, vers l'est, est escarpée et compte des sommets de plus de 3 100 m (Djebel Bou Naceur ou Bouiblane) tandis que l'autre, vers l'ouest, s'adoucit et laisse place à des reliefs plus abordables et quelques petits plateaux ;
- Le Haut Atlas : chaîne dont le plus haut sommet culmine à près de 4 167 m (Mont Toubkal), il ceinture le pays d'est en ouest ;
- L'Anti-Atlas : cette chaîne de montagnes est située au sud-ouest du pays et orientée sud-ouest et nord-est sur près de 600 km, entre le Haut Atlas central et du Souss au Tafilalet.

### Plaines
Les plaines sont souvent très étendues et s'étirent des montagnes du Rif jusqu'au Moyen Atlas. Le bassin de Sebou (36 000 km2) se compose de bas plateaux, de cours d'eau, de quelques collines et des plaines fertiles. La plaine du Gharb (région agricole) se distingue des autres par la présence de la forêt de Maâmora (notable pour l'exploitation de chênes-lièges et d'eucalyptus).
Au-delà du pays de Zaïr, le plateau des phosphates ainsi que de vastes plaines apparaissent comme Chaouia, Doukkala et plus à l'est, au pied du Moyen Atlas, Tadla, tandis que plus au sud, on retrouve la plaine du Haouz et celle du Souss (formant un triangle entre océan, Haut Atlas et Anti-Atlas). Enfin, d'autres plaines et vallées fertiles de moindres tailles sont localisées surtout au nord : Lukos, Nekkor, Trifa, la vallée des oueds Ouergha, Baht, Inaouen.

### Désert

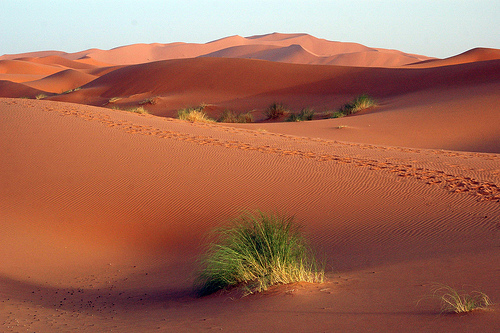
Erg Chebbi.

Dans le sud du pays, l'erg Chebbi est la deuxième plus vaste étendue de pierres et de sable à l'intérieur du Maroc après l'erg Chigaga. Certaines dunes peuvent atteindre 200 m de hauteur.

### Littoral
Le littoral marocain est diversifié par sa nature car composé à la fois de la mer Méditerranée au nord et de l'océan Atlantique à l'ouest. Comptabilisant un total de 3 500 km de côtes, le Maroc est le pays au plus grand littoral du continent africain : il comprend 512 km de côtes en Méditerranée et 2 934 km sur l'océan Atlantique.
Les eaux marocaines sont réputées pour être très poissonneuses.

## Hydrographie
Les principaux fleuves du Maroc sont : 
- la Moulouya ;
- l'Ouargha ;
- le Loukos ;
- le Sebou ;
- le Bouregreg ;
- l'Oum Errabiâ ;
- le Tensift ;
- le Souss ;
- le Drâa ;
- l'Oued Guir.

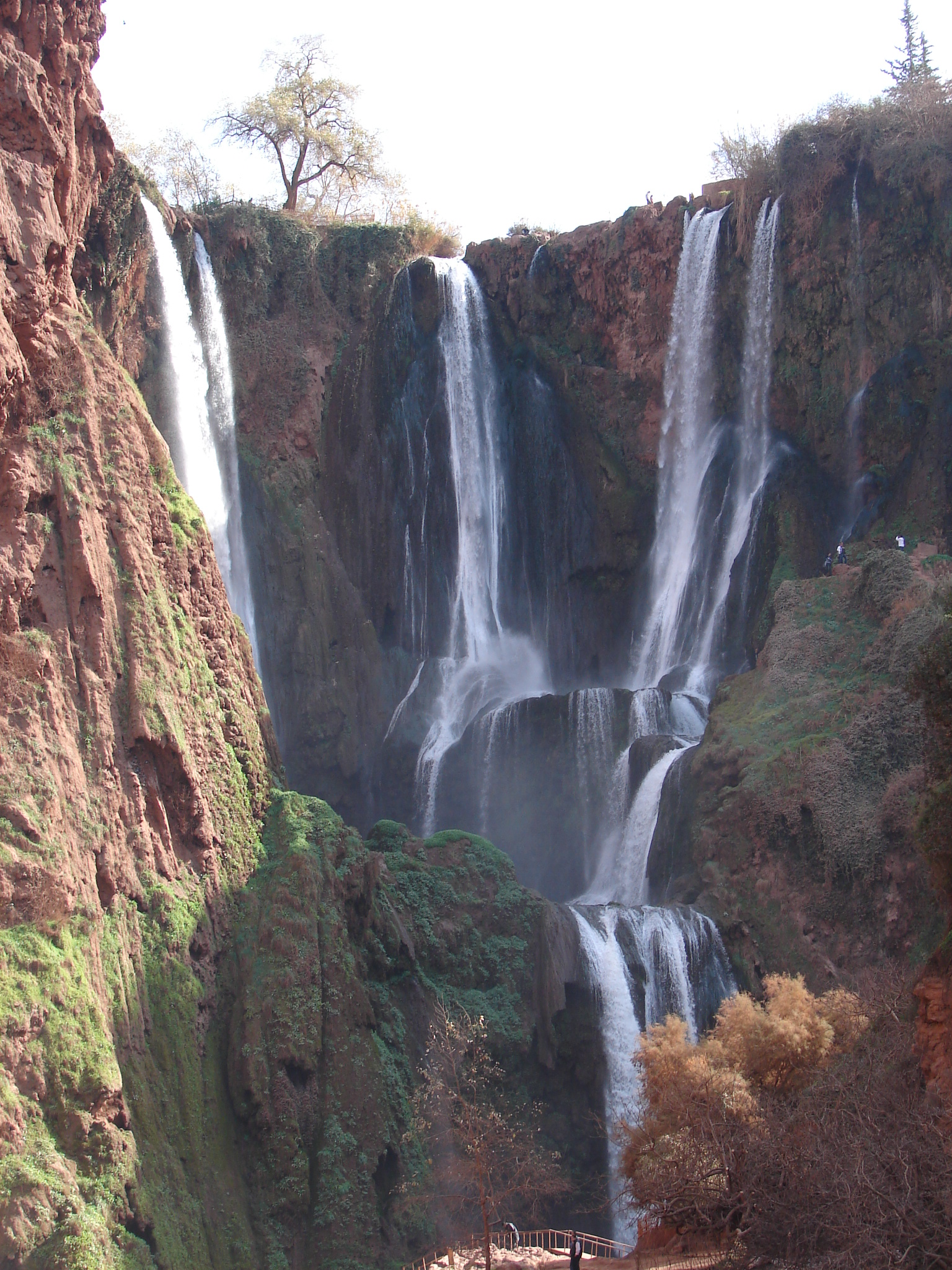
Vue sur les cascades d'Ouzoud, à 150 km de Marrakech.

Les grands fleuves tels que le Bouregreg, l'Oum Errabiâ, la Moulouya et le Sebou ont des débits très variables selon les saisons, et aussi d'année en année. Le Drâa est à sec sur les deux tiers aval de son cours. Le Guir ne rejoint aucun océan mais se perd dans le Sahara.
De nombreux cours d'eau moins importants (les oueds) peuvent même être à sec une partie de l'année (ou même plusieurs années de suite dans les zones pré-désertiques). Le manque d'eau et la grande variabilité des débits représentent un grand problème pour le Maroc, notamment pour l'agriculture (irriguée ou non). Par ailleurs, le Maroc est confronté à une situation de crise aiguë du stress hydrique, la consommation de sa population dépassant largement la quantité d'eau disponible. Ses ressources en eau par habitant ont été divisées par cinq entre 1960 et 2019, passant de 2 500 m3 par habitant et par an à 500 m3. Le Royaume occupe le 23e rang des pays les plus menacés par les pénuries d'eau, selon le World Resources Institute (WRI).

## Climat

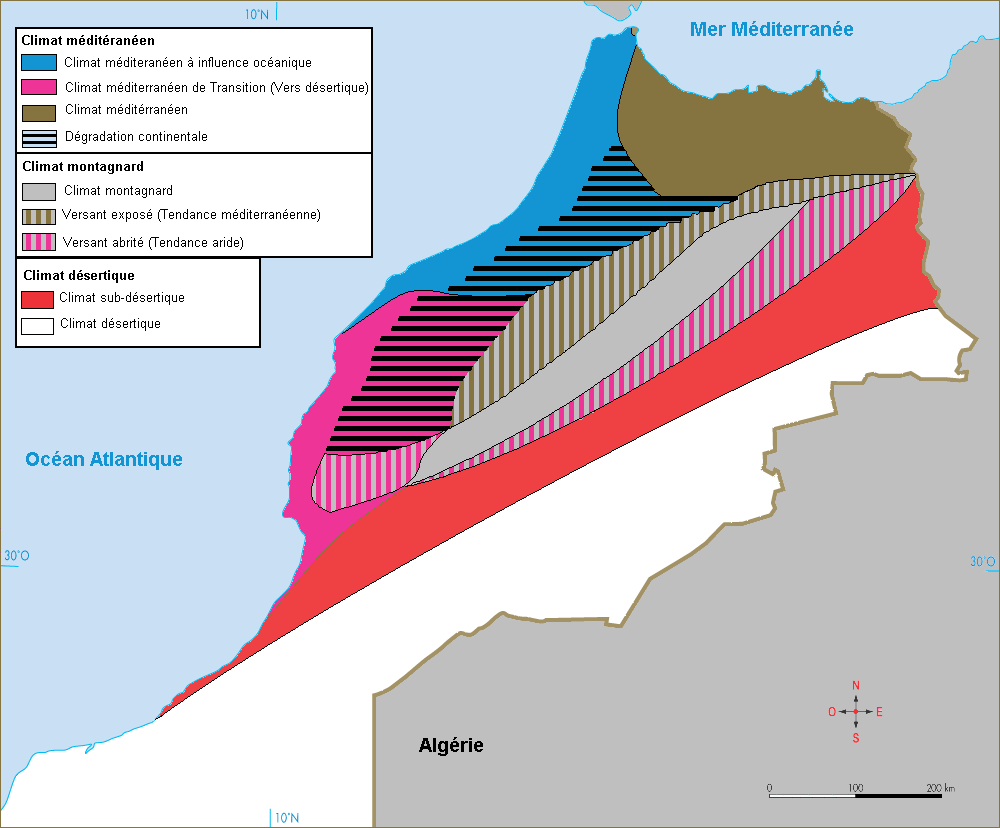
Carte de la répartition des climats au Maroc.

Le climat marocain est principalement de type méditerranéen mais peut toutefois être divisé en sept sous-zones, déterminées par les différentes influences que subit le pays : influences océaniques, méditerranéennes, montagnardes, continentales et sahariennes.
D'un point de vue général, au niveau des plaines, on observe une influence de courants atlantiques marquée par une saison sèche et chaude doublée d'une saison froide et humide, la fin de la période chaude étant marquée par les pluies d'octobre. Les influences maritimes atténuent les écarts de température, tempèrent les saisons et accroissent l'humidité de l'air (400 à 1 000 mm de pluies sur le littoral). Dans l'intérieur, le climat varie en fonction de l'altitude. Les étés sont chauds et secs, surtout lorsque souffle le sirocco brûlant ou le chergui, vent d'été venant du Sahara. En cette saison, les températures moyennes sont de 22 °C à 24 °C. Les hivers sont froids et pluvieux avec gel et neige. La température moyenne évolue alors de −2 °C à 14 °C et peut descendre jusqu'à −26 °C. Dans les régions montagneuses, les précipitations sont très importantes (plus de 2 000 mm de précipitations au Rif ou encore 1 800 mm au Moyen-Atlas). Le Maroc pré-saharien et saharien a un climat désertique sec.
| Ville       | Cumul en mm/an | Ville      | Cumul en mm/an | Ville      | Cumul en mm/an | Ville        | Cumul en mm/an |
| ----------- | -------------- | ---------- | -------------- | ---------- | -------------- | ------------ | -------------- |
| Agadir      | 231            | Errachidia | 133            | Marrakech  | 221            | Safi         | 366            |
| Al-Hoceima  | 335            | Essaouira  | 300            | Meknès     | 461            | Sidi-Ifni    | 137            |
| Beni-Mellal | 465            | Fès        | 488            | Midelt     | 186            | Sidi-Slimane | 407            |
| Bouarfa     | 163            | Ifrane     | 961            | Nouaceur   | 311            | Tanger       | 671            |
| Casablanca  | 408            | Kenitra    | 539            | Ouarzazate | 115            | Tan-Tan      | 101            |
| Dakhla      | 30             | Laayoune   | 48             | Oujda      | 271            | Taza         | 555            |
| El Jadida   | 404            | Larache    | 700            | Rabat      | 522            | Tétouan      | 655            |

## Paysage et environnement

### Paysage
Le Maroc est un pays avec une grande diversité de paysages : montagnes, désert, plaines, plateaux, oasis…

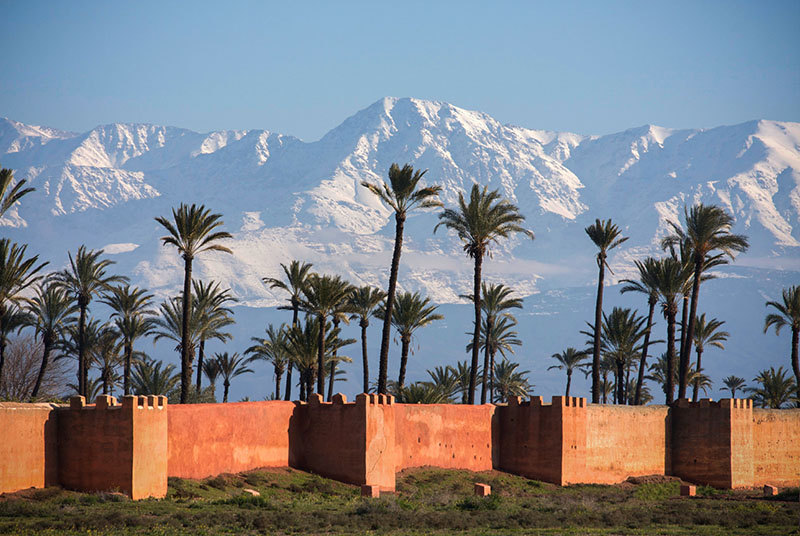
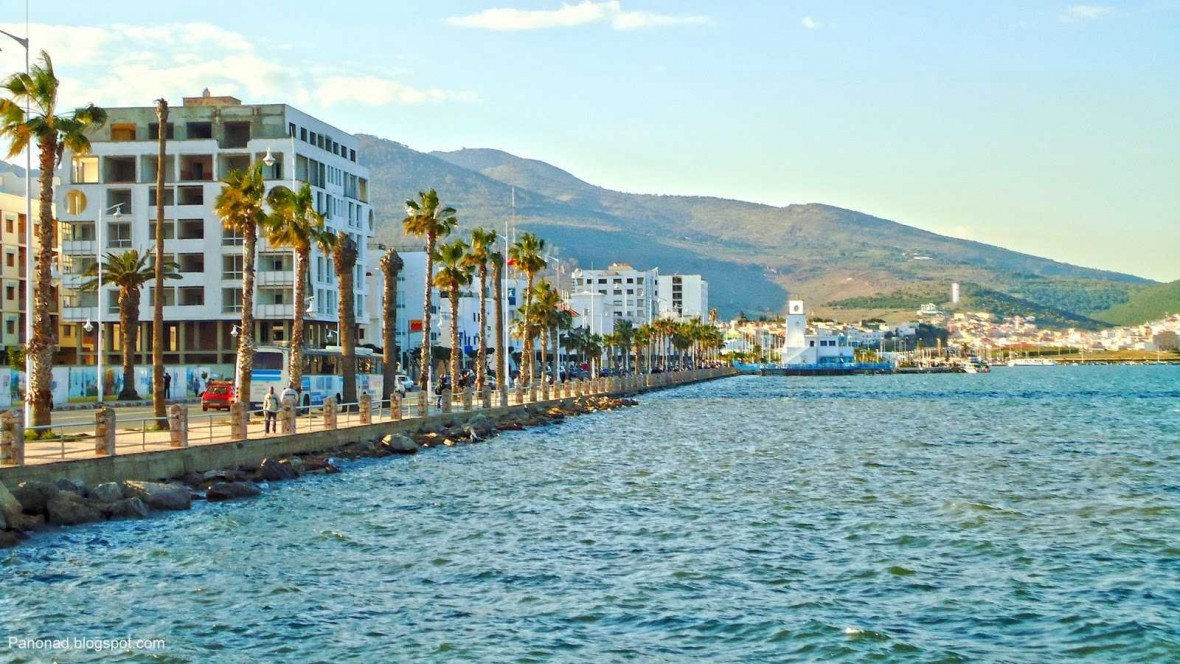
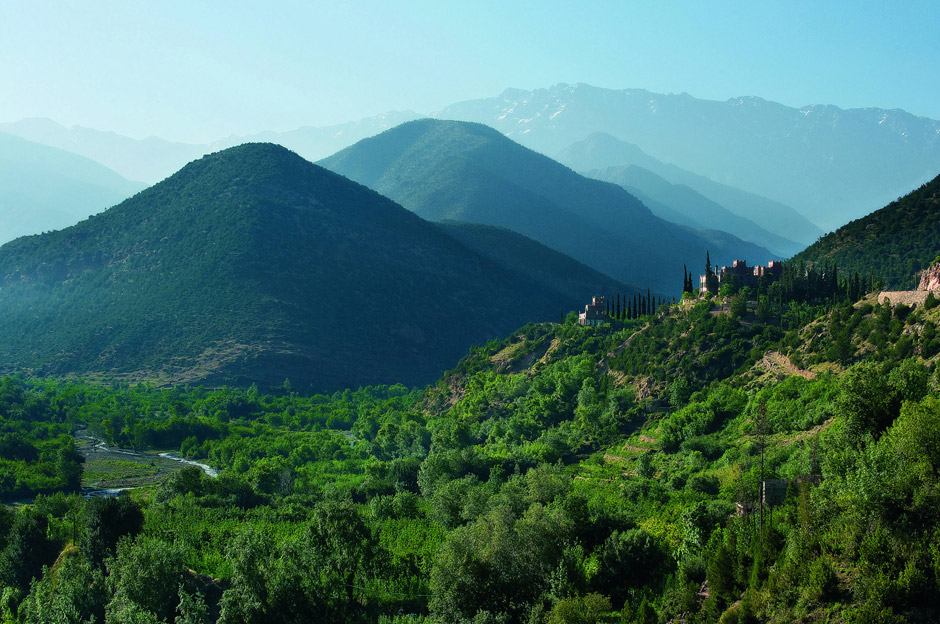
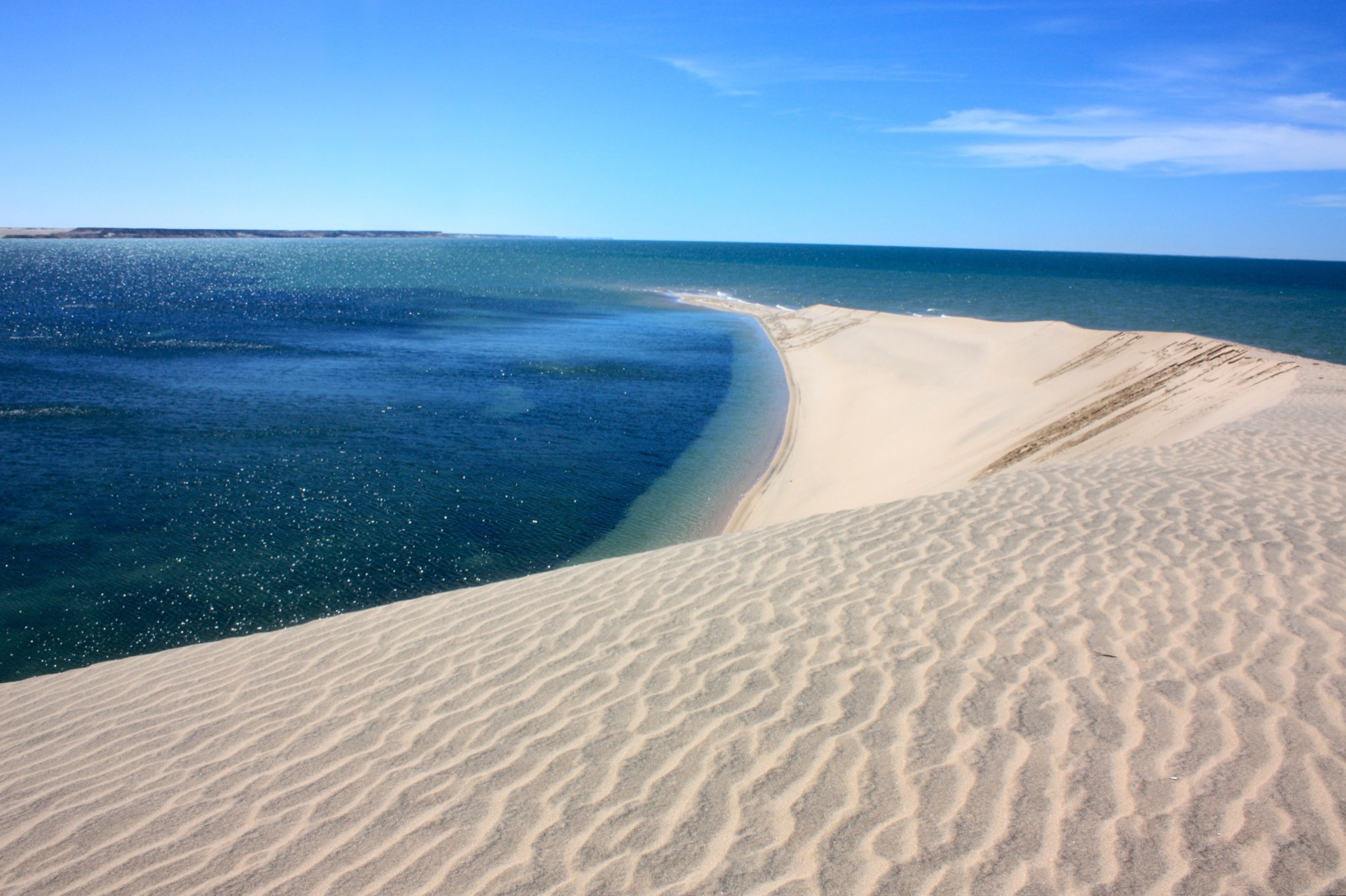
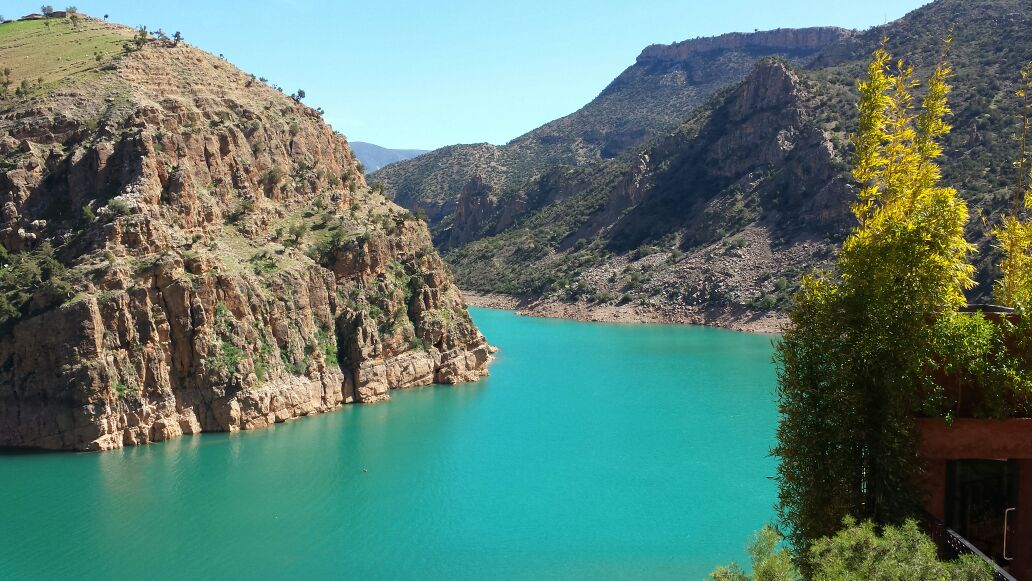
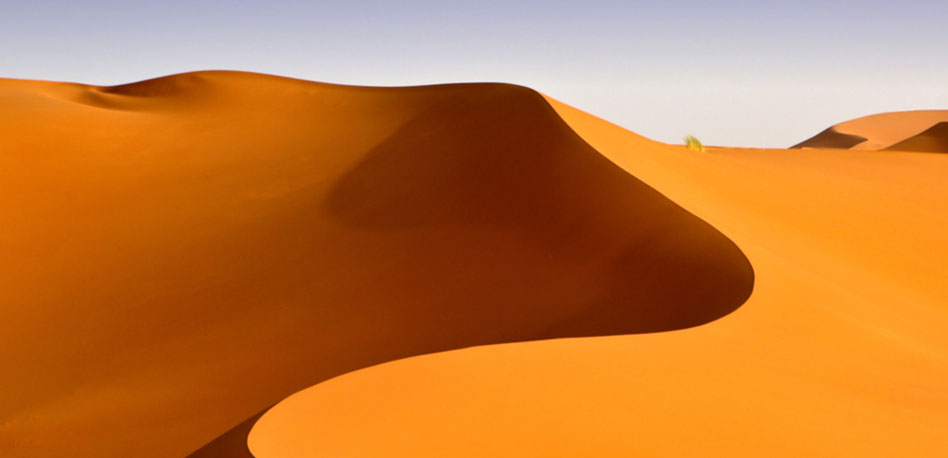
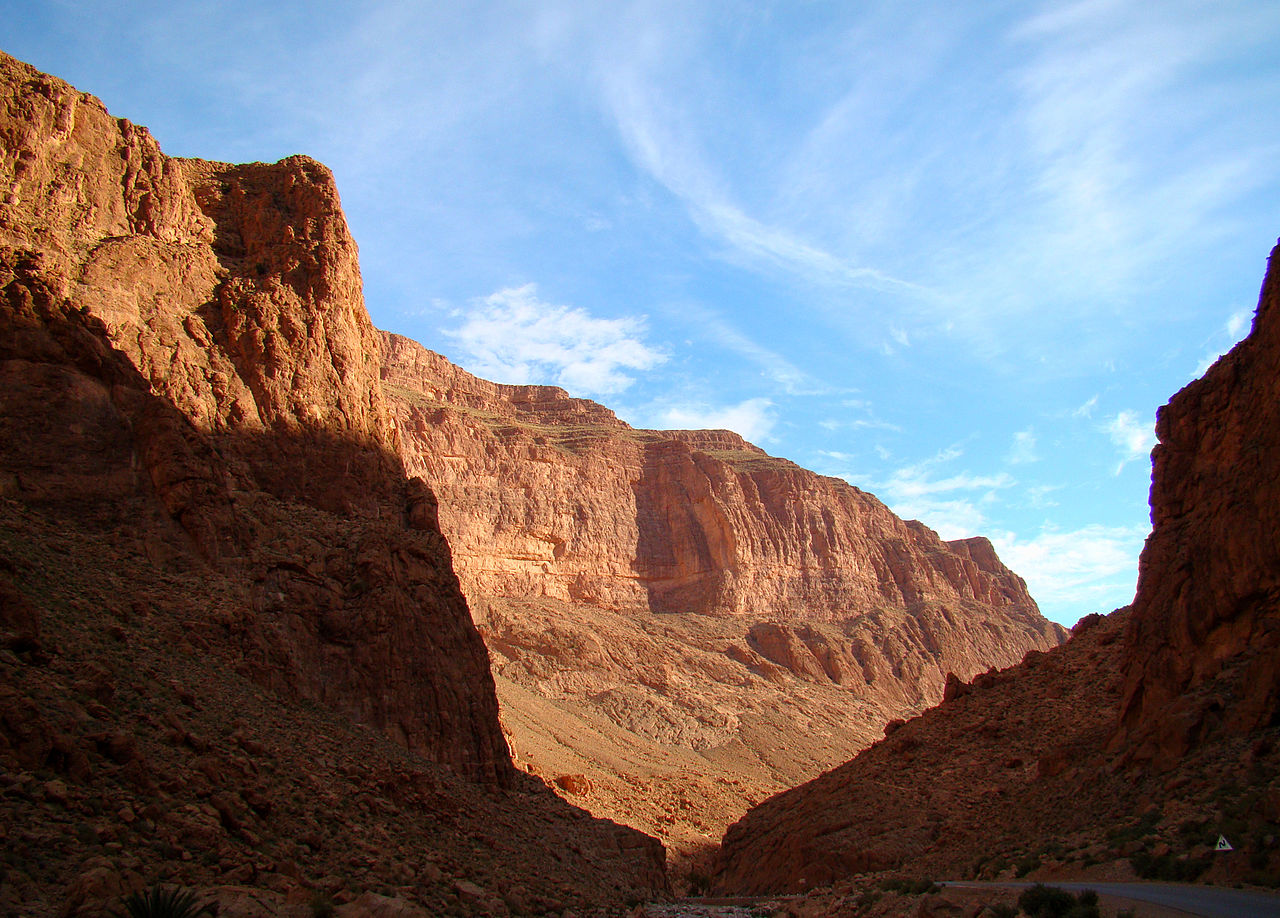
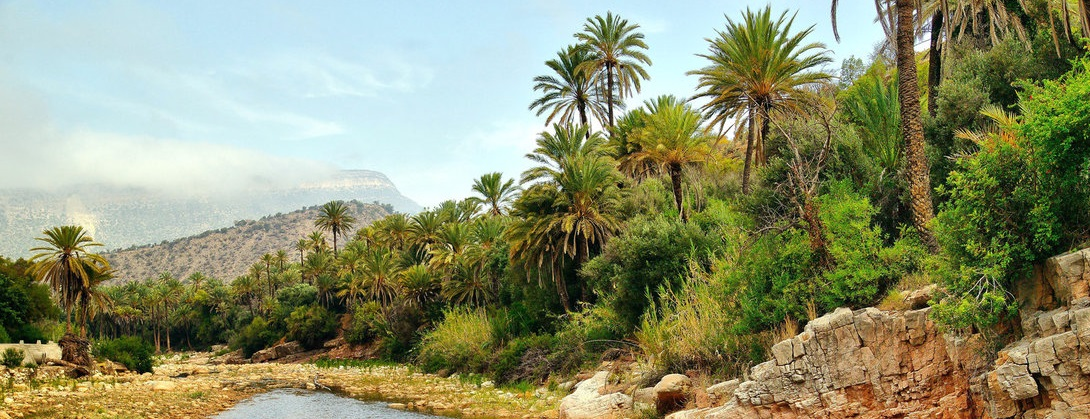

### Environnement
Le Maroc est un pays méditerranéen par excellence, le botaniste français Louis Emberger en parle en 1934 dans la citation suivante : « Réunissant sur son territoire toutes les formes du climat méditerranéen, le Maroc peut être considéré comme le type phytogéographique méditerranéen au sens systématique du mot. La végétation des autres pays groupés autour de la Méditerranée pourra être examinée et appréciée en fonction de celle de l'Empire chérifien. Le Maroc est, à lui seul, une synthèse méditerranéenne. »
Depuis 2009, le roi Mohammed VI s'intéresse au développement durable, encourageant les centrales solaires. En 2016, le pays accueille la COP 22. De même, depuis février 2017, le Maroc s'est doté d'une « police de l'environnement » qui se charge de lutter contre les infractions environnementales.
La police de l’environnement est chargée du contrôle, de l’inspection, de la recherche, de l’investigation, de la constatation des infractions et de la verbalisation prévus par les dispositions des lois environnementales. Elle met également à la disposition des collectivités territoriales les moyens de répondre aux enjeux du changement climatique et travaillera en étroite collaboration avec la DGSN et le ministère de la Justice.

## Faune et flore terrestres

### Faune
Entre autres espèces d'animaux, le territoire marocain héberge des oiseaux : l'Échassier, l'Aigrette garzette, la Courvite isabelle, le Flamant rose, le Vautour percnoptère, l'Aigle royal ; et des mammifères : le Cerf de Barbarie, l'Écureuil de Barbarie, le Dromadaire, le Fennec, le Loup doré, la Hyène rayée (en voie rapide d'extinction), le Renard de Rüppell (très rare), le Renard roux, le Lynx caracal (menacé d'extinction), le Serval (menacé d'extinction), la Panthère (menacée d'extinction immédiate), le Guépard (menacé d'extinction, des individus survivraient à la frontière maroco-algérienne), la Gazelles dorcas, la Gazelle de Cuvier (en raréfaction), le Magot (menacé par la mort lente de la cédraie et les captures par les trafiquants) et le Dauphin.
Également, il abrite parmi les reptiles : la sous-espèce du Cobra égyptien (qui s'est considérablement raréfiée et a disparu de régions entières), l'Eryx jaculus (espèce de tout petit boa fouisseur), de nombreuses couleuvres et quelques vipères. Au Maroc, la majorité des serpents sont inoffensifs (17 espèces sur 25) et les quelques espèces venimeuses existantes n'attaquent jamais.
Le territoire marocain héberge encore une trentaine d'espèces de scorpions (de nouvelles espèces sont presque chaque année identifiées au Maroc), dont une ou deux seulement sont potentiellement dangereuses pour l'homme (comme Androctonus mauritanicus), notamment pour les petits enfants. Toutefois, un scorpion n'attaque presque jamais, il ne fait que se défendre.

#### Protection
L'Union internationale pour la conservation de la nature (IUCN) indique que « près de la moitié des espèces d'oiseaux est menacée » au Maroc.
Le lion de l'Atlas a disparu (exterminé) à l'état sauvage, le dernier abattu en 1943. Il en existe encore toutefois, bien que potentiellement mélangés avec des lions d'Afrique subsaharienne (environ 90 dans différents zoos du monde, dont 35 au zoo de Rabat). Des gravures récemment découvertes dans des grottes près de Ouarzazate indiquent que des crocodiles, des léopards et des éléphants vivaient dans ces lieux avant leur extinction naturelle ou leur extermination par l'homme. Les derniers spécimens vivants de crocodiles du Maroc, qui étaient localisés dans des gueltas de Tizgui Remz et de Taffagount, auraient disparu dans les années 1950. Quant à l'ours de l'Atlas, jadis très présent dans les montagnes marocaines, il se serait éteint au XIXe siècle.
En revanche, les oiseaux sont encore relativement très présents avec une grande diversité d'espèces, bien que l'autruche à cou rouge, par exemple, ait été totalement exterminée, ainsi au Sahara que l'Outarde houbara. Un assez grand nombre d'espèces de serpents (25 dont 17 espèces non dangereuses ; les 8 autres restantes n'attaquent jamais et sont moins répandues), et de lézards sont présentes au Maroc, dont un pourcentage important d'endémiques.
Toutefois nombreuses sont les espèces menacées. Elles sont victimes de l'ignorance, de la cruauté de la population et de l'irresponsabilité en matière d'écologie.

### Flore

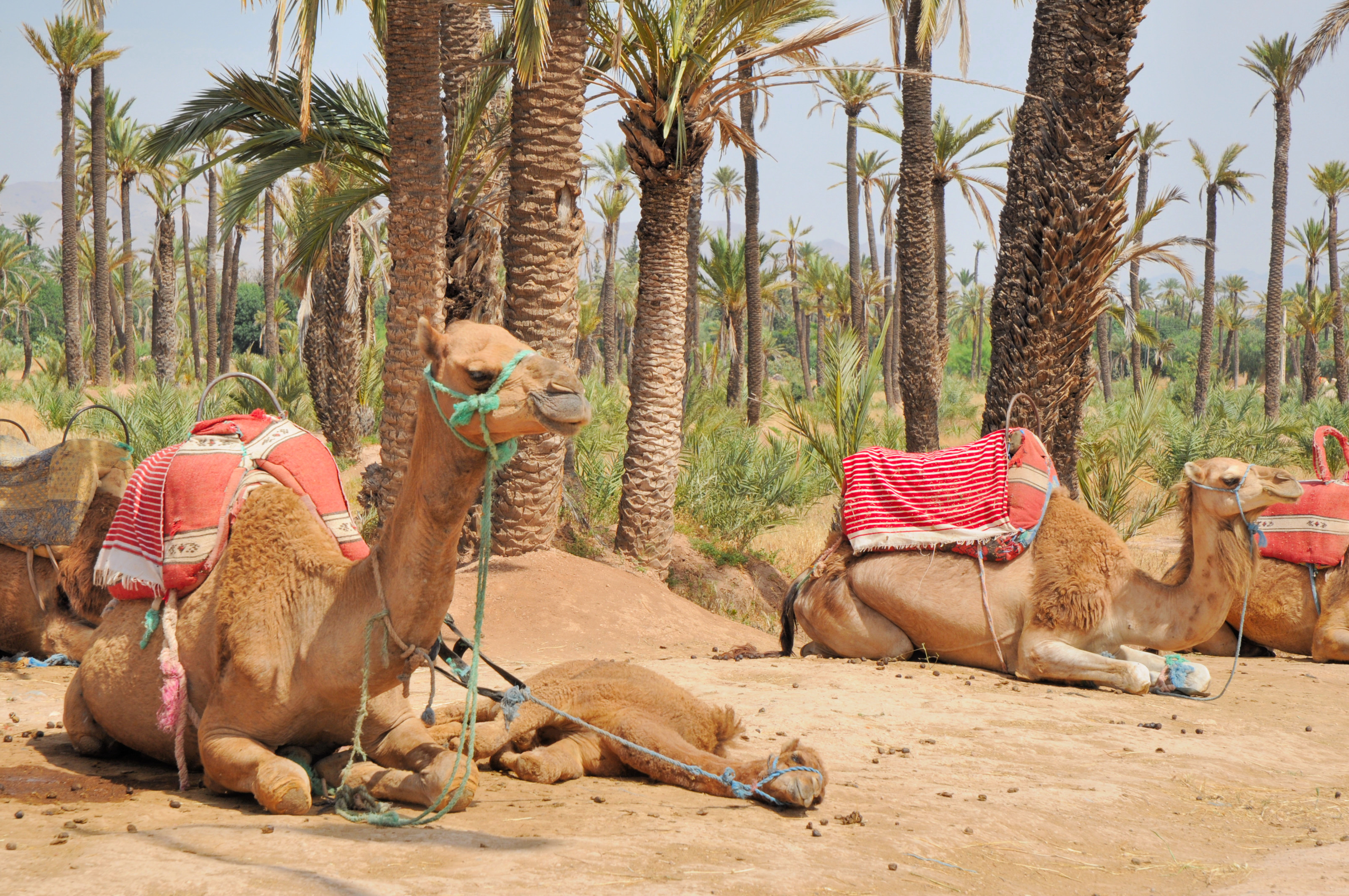
Palmeraie de Marrakech.

Le Maroc possède une flore riche du fait de sa position stratégique. En effet, il possède deux façades maritimes totalisant plus de 3 500 km, dont 500 en mer Méditerranée. Il reçoit de ce fait les courants chargés de pluie de l'océan qui s'accumulent contre la barrière montagneuse de l'Atlas, ce qui permet de fortes précipitations à Rabat, Casablanca, Fès et la formation des neiges à Ifrane et Azrou et dans les hauts sommets de l'Atlas, pendant que le sud et l'est restent arides.

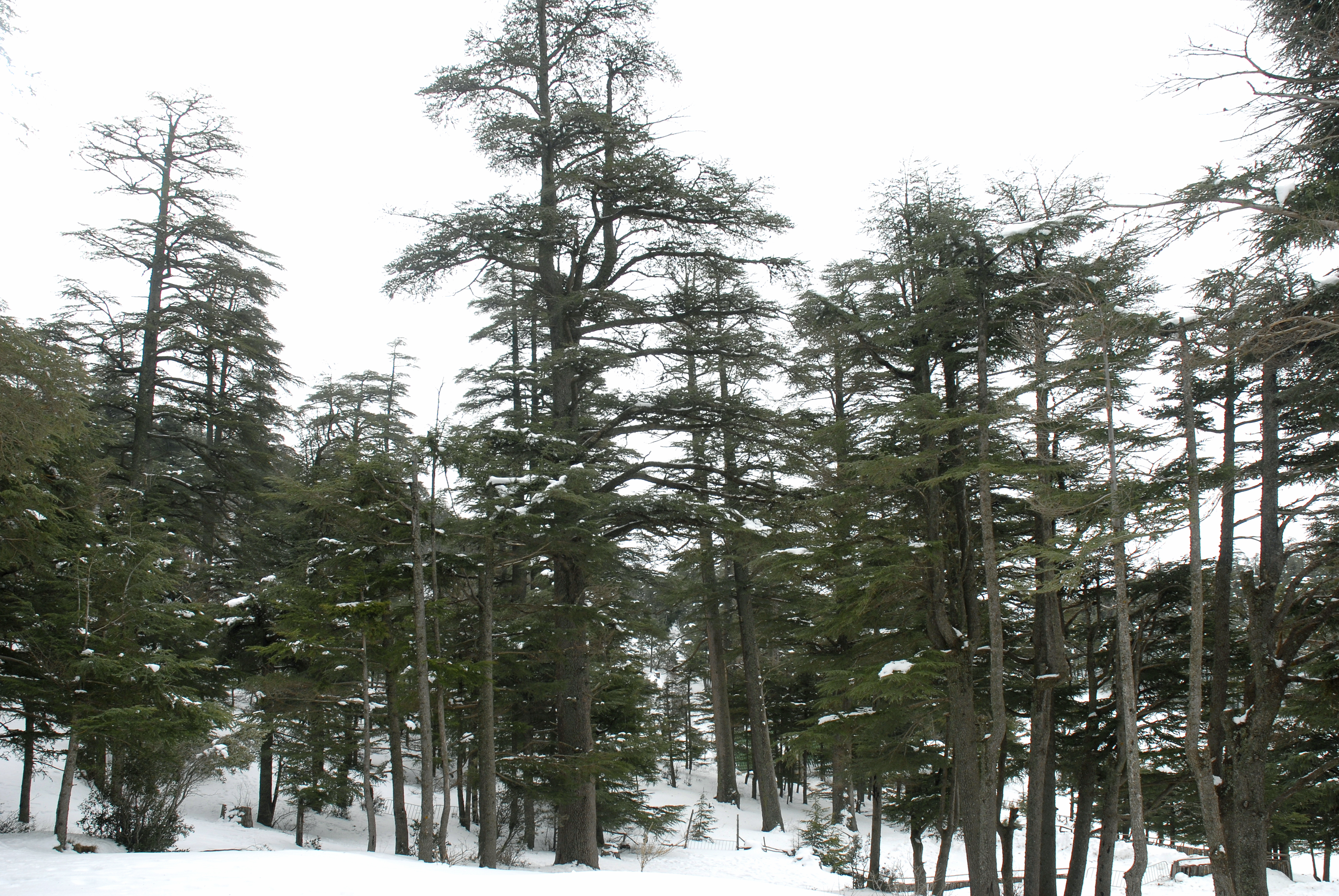
Cédraie, région d'Ifrane.

Plus de 4 500 espèces configurent la flore marocaine. Les variations du climat et du relief sont des éléments fondamentaux pour expliquer une telle richesse florale. L'intérêt botanique du Maroc est intense et on citera seulement les 2 500 000 hectares de forêt qui contiennent des cèdres, des palmiers, des thuyas, des dattiers, des amandiers, des figuiers, des oliviers, des acacias, des fruitiers, des chênes verts, des chênes-lièges, des pins, l'eucalyptus, des arbousiers, l'alfa et l'endémique arganier, dont le Maroc est le seul pays au monde à disposer de cette espèce qui est inscrite au patrimoine mondial de l'Unesco. La forêt représente environ 15 % de la surface totale.

## Géographie humaine
- Démographie du Maroc

Le fuseau horaire passe au GMT pendant le ramadan.

### Villes principales
La capitale administrative et politique du Maroc est Rabat tandis que la capitale économique et la plus grande ville du pays est Casablanca.
Les sept plus grandes villes du Maroc, selon le recensement général de la population 2024, sont dans l'ordre : Casablanca, Tanger, Fès, Marrakech, Salé, Meknès et Rabat.
| Ville      | Divers | Population (2024) |
| ---------- | --- | ----------------- |
| Casablanca | - Capitale économique - 1re métropole du Maroc et du Maghreb - Chef-lieu du Casablanca-Settat                                    | 3.819.035         |
| Tanger     | - 1re zone franche - Plus grand port de commerce - Chef-lieu du Tanger-Tétouan-Al Hoceima                                        | 1.275.428         |
| Fès        | - Capitale spirituelle - Ville impériale - Chef-lieu du Fès-Meknès                                                               | 1.256.172         |
| Marrakech  | - 1re ville touristique du royaume - Ville impériale - Chef-lieu du Marrakech-Safi                                               | 1.002.697         |
| Salé       | - Plus grande ville de la région Rabat-Salé-Kénitra                                                                              | 945.101           |
| Meknès     | - Capitale agricole - Capitale ismaélienne - Ville impériale - Une ville principale de Fès-Meknès                                | 551.503           |
| Rabat      | - Capitale du royaume - Ville impériale - Chef-lieu du Rabat-Salé-Kénitra                                                        | 509.916           |
| Kénitra    | - 3e pôle industriel du pays | 507.736           |
| Oujda      | - Ville frontalière - Chef-lieu de l'Oriental                                                                                    | 506.224           |
| Agadir     | - Ville agricole par excellence - Plus grand port de pêche - Chef-lieu du Souss-Massa                                            | 504.768           |
| Tétouan    | - Perle du Nord | 422.757           |
| Taounate   | - Plus grand barrage du pays et le deuxième d'Afrique - Plus grande réserve d'eau du pays - Chef-lieu de la province de Taounate | 39.114            |
| Témara     | | 297.098           |
| Safi       | - Important port d'exportation de sardines                                                                                       | 323.888           |

Villes du Sahara occidental contrôlées par le Maroc (provinces du Sud) :
- Laâyoune : 217 732 habitants (RGPH 2014) ;
- Dakhla : 106 277 habitants ;
- Boujdour : 42 651 habitants ;
- Es-Semara : 57 035 habitants.

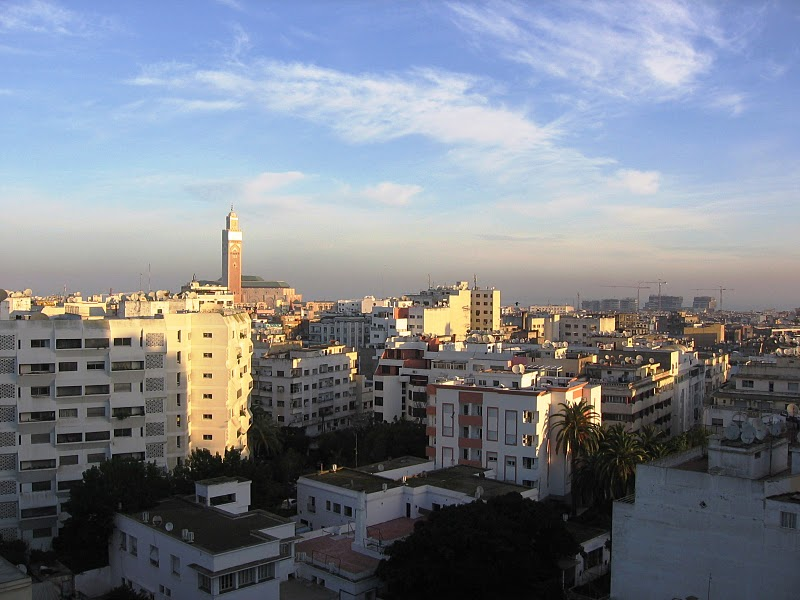
Vue sur Casablanca, plus grande ville et capitale économique du Maroc.
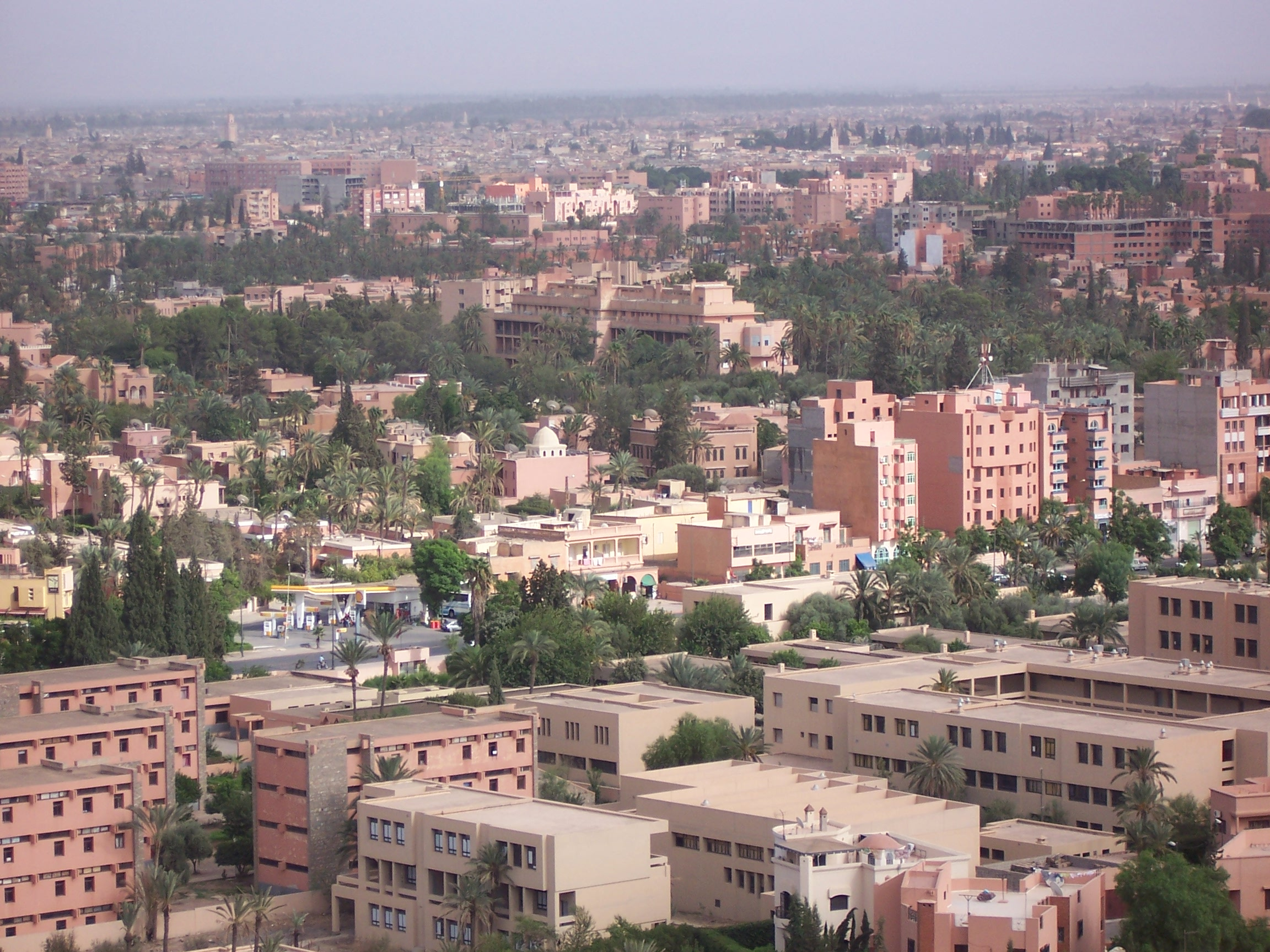
Vue sur Marrakech, 1re ville touristique du royaume.
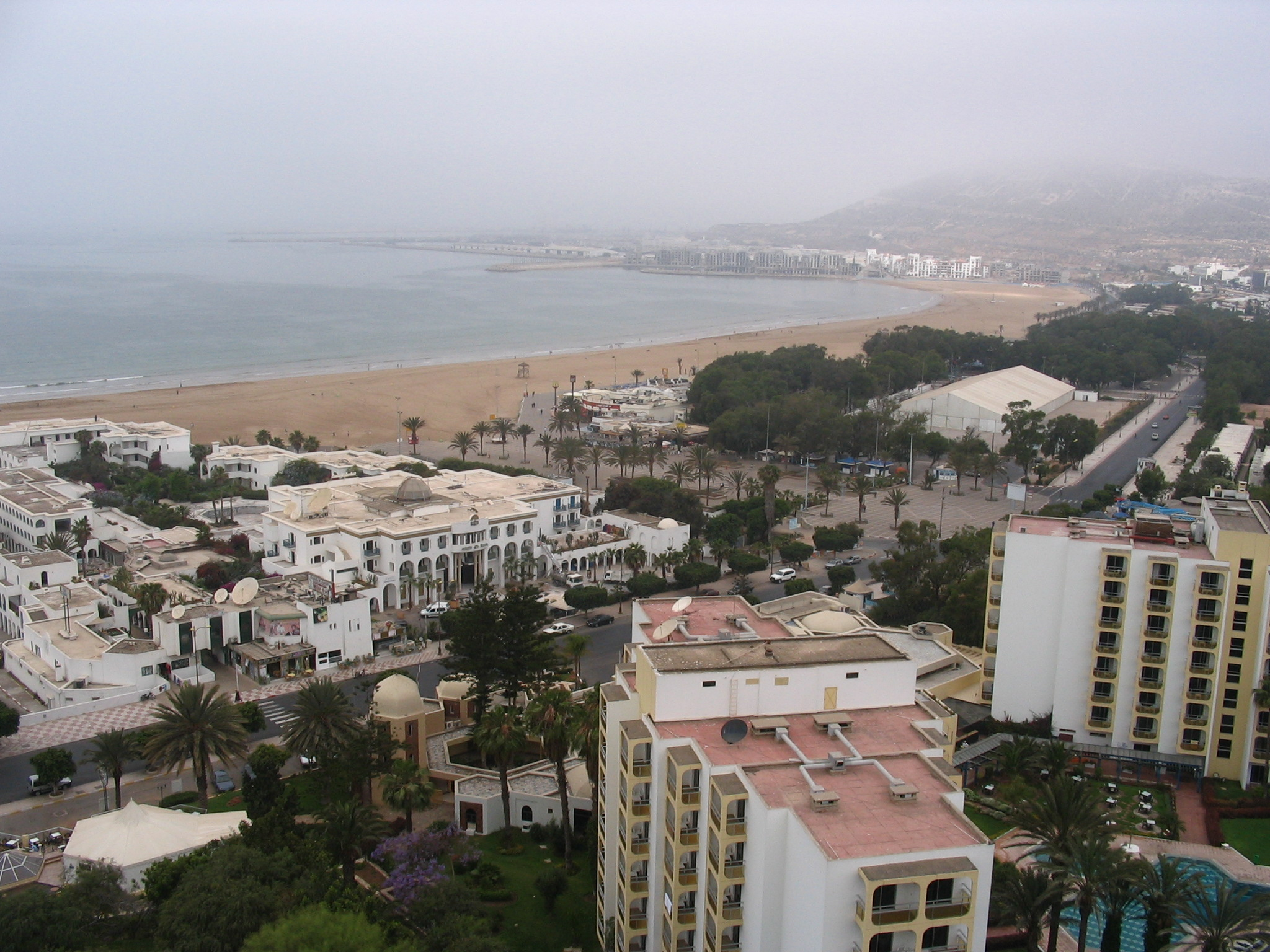
Agadir.
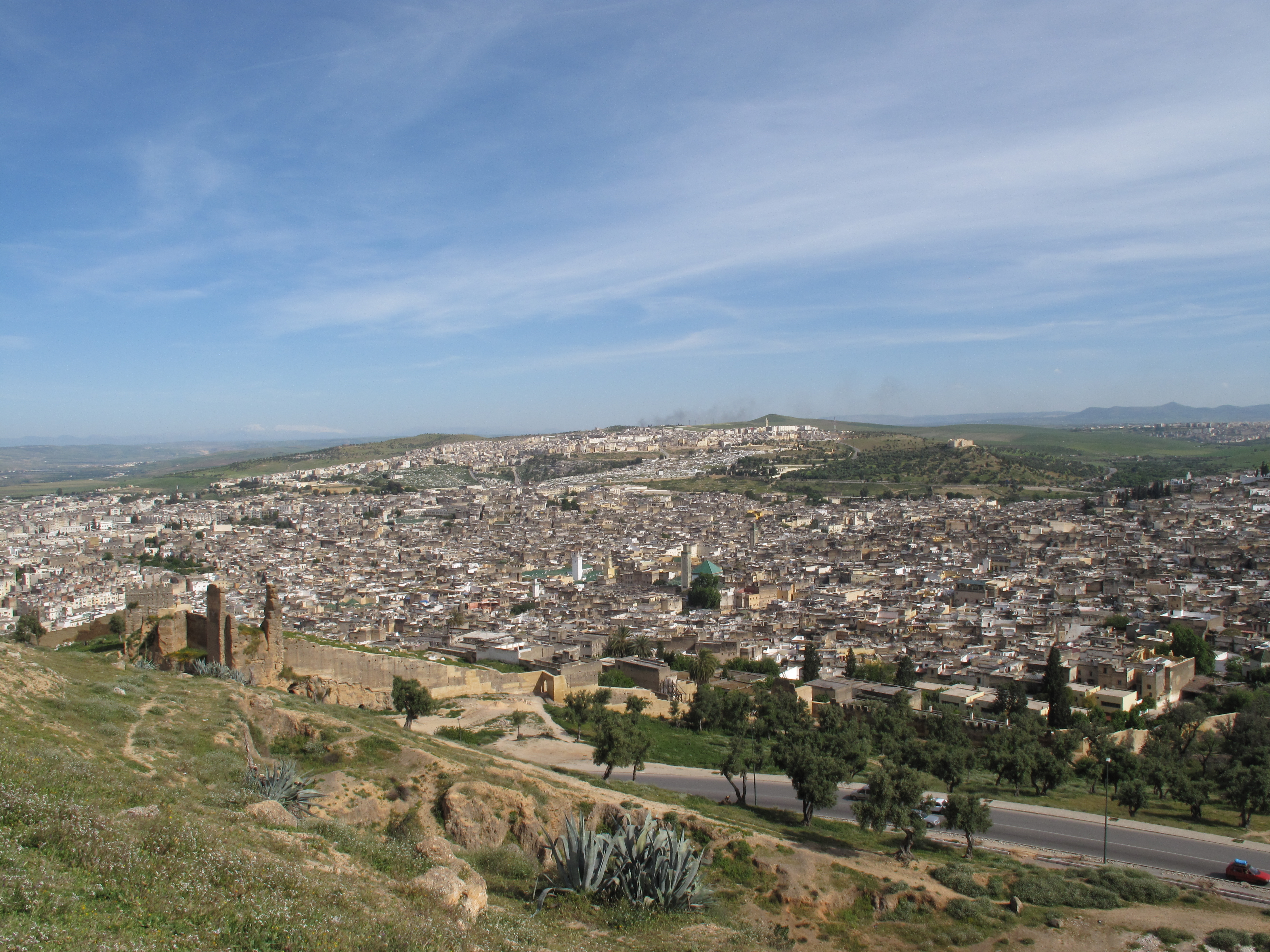
Vue sur la vieille Médina de Fès, capitale spirituelle du royaume.
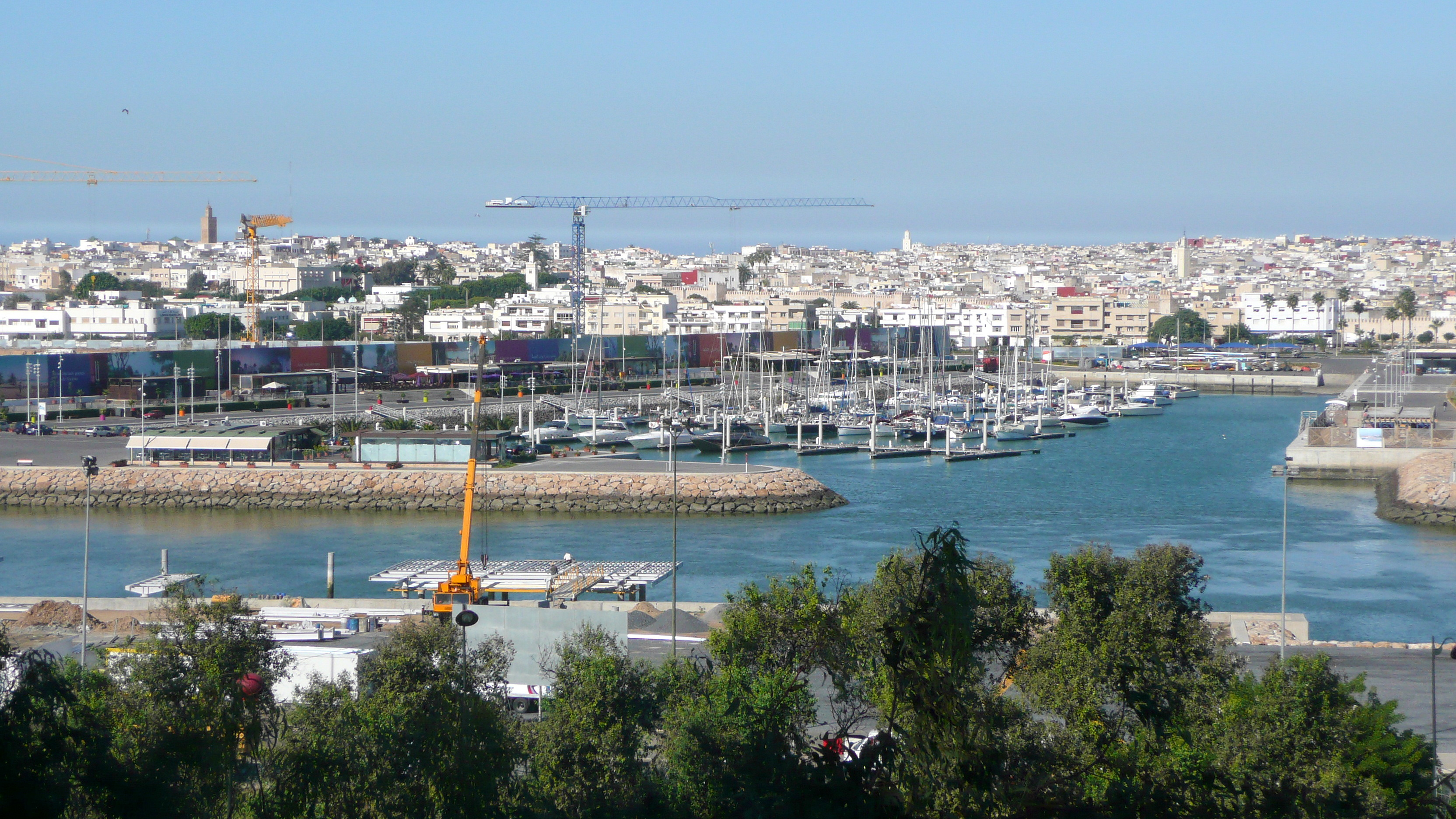
Vue depuis Rabat, capitale administrative du royaume, sur la marina de Salé.
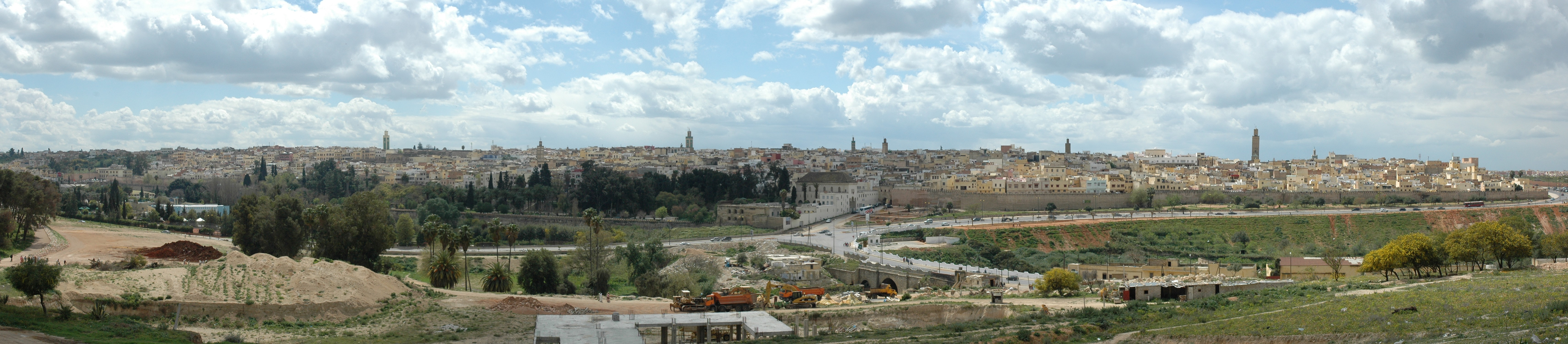
Vue sur la médina de Meknès, la capitale ismaélienne.

### Subdivisions administratives

Carte des régions du Maroc depuis le nouveau découpage régional de 2015.

Le Maroc compte douze régions ayant chacune à sa tête un wali, ainsi qu'un Conseil régional, représentatif des « forces vives » de la région. Ces régions ont le statut de collectivité locale. L'article 101 de la Constitution indique : « Elles [Les collectivités locales] élisent des assemblées chargées de gérer démocratiquement leurs affaires dans les conditions déterminées par la loi. Les gouverneurs exécutent les délibérations des assemblées provinciales, préfectorales et régionales dans les conditions déterminées par la loi. »
1. Tanger-Tétouan-Al Hoceïma ;
2. Oriental ;
3. Fès-Meknès ;
4. Rabat-Salé-Kénitra ;
5. Béni Mellal-Khénifra ;
6. Casablanca-Settat ;
7. Marrakech-Safi ;
8. Drâa-Tafilalet ;
9. Souss-Massa ;
10. Guelmim-Oued Noun ;
11. Laâyoune-Sakia el Hamra, dont la majeure partie est au Sahara occidental ;
12. Dakhla-Oued Ed-Dahab, dans le Sahara occidental.

## Axe de communication et transport

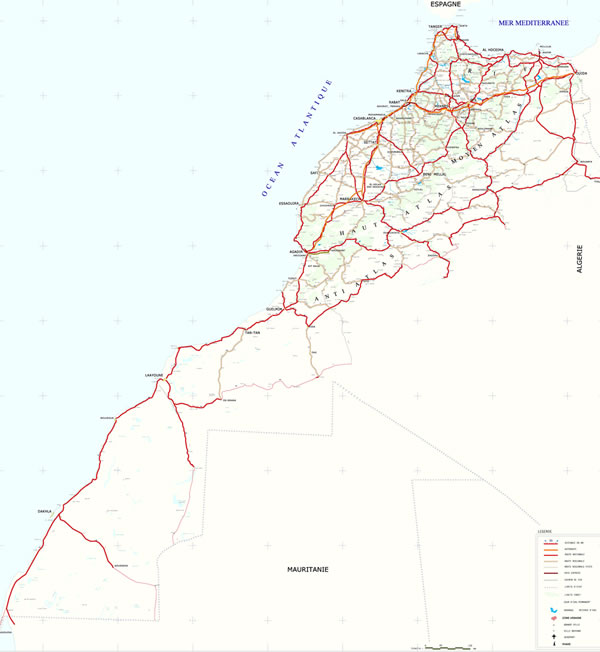
Routes principales au Maroc.

En 2016, le réseau géré par le ministère de l'Équipement, du Transport et de la Logistique totalisait 57 673 km de routes classées, dont 78,3 % revêtues se répartissant en 1 770 km d'autoroutes, 10 203 km de routes nationales, 9 370 km de routes régionales et 23 745 km de routes provinciales, 1 093 km des routes étant des voies express.
Les routes nationales marocaines sont des voies importantes ou qui traversent de larges portions du territoire, par opposition aux routes régionales ou provinciales. S'agissant des routes régionales, celles-ci traversent de larges portions du territoire, par opposition aux routes nationales ou provinciales. Par ailleurs, leur usage est gratuit et leur accès autorisé à tous types de véhicules.

### Transport urbain

#### Réseau Express Régional

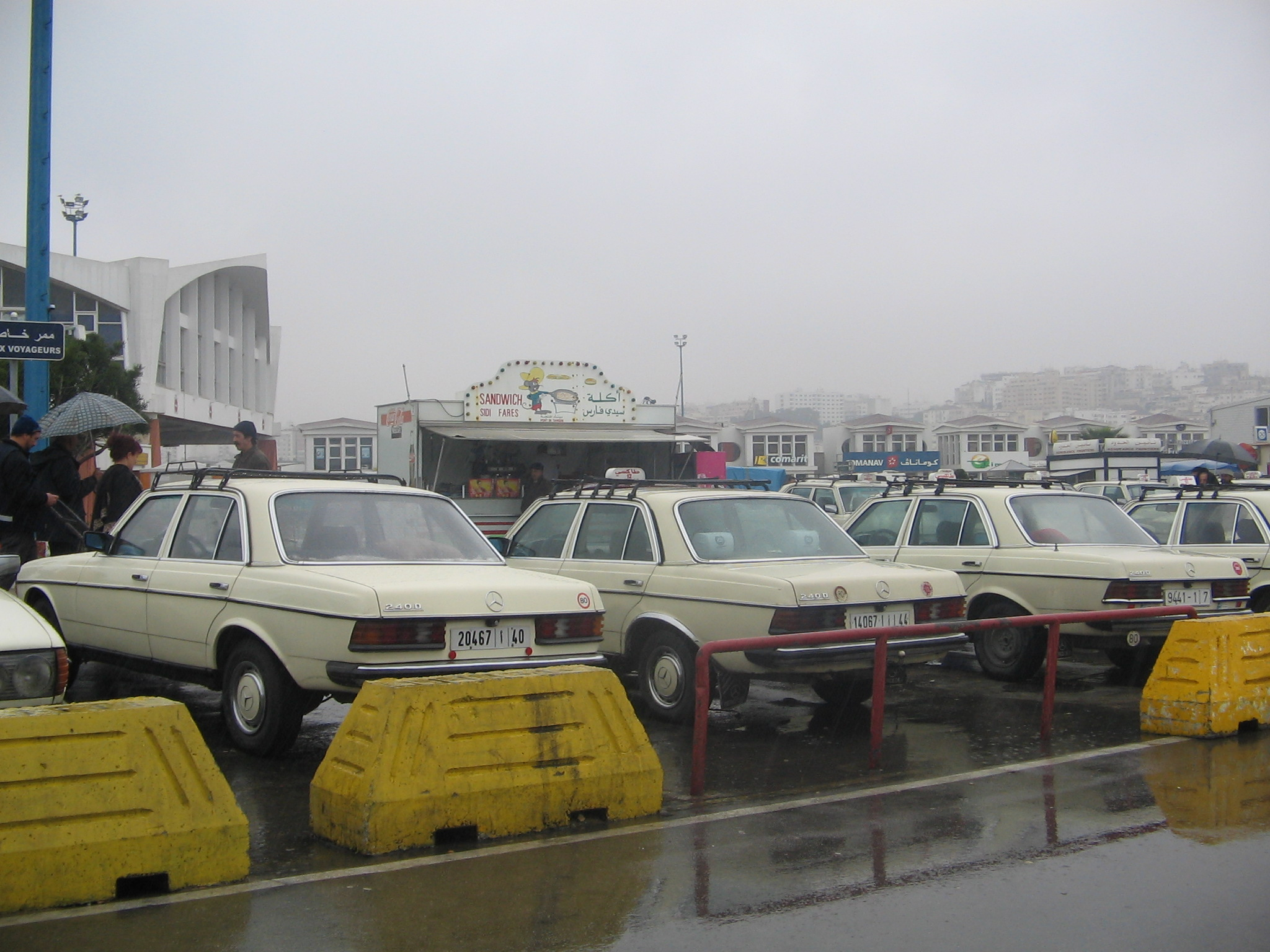
Taxis stationnés sur le port de Tanger.

Deux RER circulent au Maroc : l'un à Casablanca et l'autre à Rabat. Deux réseaux de tramway sont en fonction : l'un à Rabat et l'autre à Casablanca. Un projet de métro de Casablanca est relancé dernièrement.

#### Taxi collectif
Les taxis collectifs appelés localement Grands taxis constituent un élément indispensable pour le bon fonctionnement du système de transport urbain et interurbain et un mode de transport populaire grâce à la rapidité des trajets et à la flexibilité de ce type de transport, ils répondent aux besoins des habitants et pallient partiellement l'insuffisance des transports privés ou publics, individuels ou collectifs.

### Transport ferroviaire

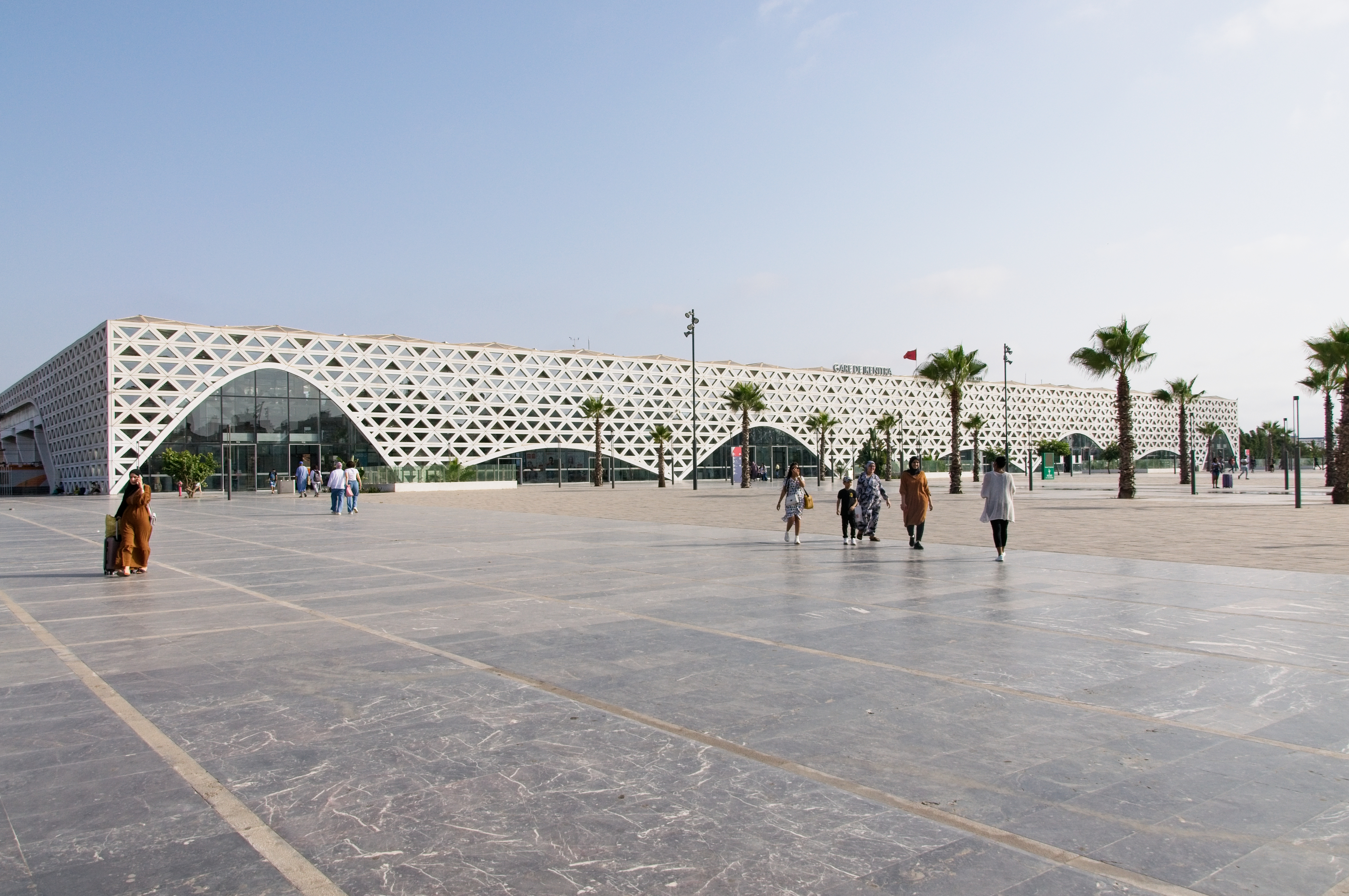
La gare TGV de Kénitra.

Avant de disposer de l’un des réseaux ferroviaires les plus modernes d’Afrique, l'introduction des chemins de fer au Maroc fut tout d’abord amorcée par les pays colons du royaume, notamment la France et l’Espagne au début du 20e siècle. Par la suite, lors du règne du souverain Hassan II, le premier train navette rapide nommé “Aouita” en éloge au champion d’athlétisme marocain allait jusqu’à 160 km/h et était le train le plus rapide du Maroc. Quelques années plus tard, en 2018, le Maroc inaugure le premier TGV d’Afrique en présence du président français Emmanuel Macron. Ce projet, qui fait la fierté de l’ONCF (l’Office national des chemins de fer), représente un investissement de 2,1 milliards d’euros, financé à 51 % par la France, soit 1,1 milliard d’euros. Ce TGV, en plus d'être premier sur le continent africain, fait un record d'Afrique avec une vitesse enregistrée à 355 km/h lors des tests. Le reste du temps, l'engin roule à 320 km/h sur la ligne à très grande vitesse entre Tanger et Kenitra et entre 160 et 180 km/h sur le reste du trajet. Al Boraq ambitionne un nouveau trajet du TGV en connectant le trajet initial aux capitales du Sud marocain, Agadir et Marrakech. Ce projet a également permis le développement de nombreuses gares au Maroc comme la gare de Kenitra ou celle de Rabat Agdal.

### Ports
Le Maroc dispose de nombreuses infrastructures portuaires de commerce comme : le port de Tanger Med (122 millions de tonnes en 2023), le port de Casablanca (100,9 millions de tonnes), le port d'El Jadida-Jorf el sfar (35 millions de tonnes) le port de Mohammadia (11,5 millions de tonnes), le port de Safi (6,2 millions de tonnes) ou le port d'Agadir (4,2 millions de tonnes).
Parmi les ports passagers, citons ceux de : Tanger Med (environ 3 millions passagers), Tanger ville (1,7 million passagers), Nador Beni Nsar (450 000 passagers), Al Hoceima (42 000 passagers), Layone (desserte des îles Canaries en 7 heures) et Tarfaya (desserte des îles Canaries en 3 heures, fermeture temporaire en attente d'agrandissement).

### Aéroports

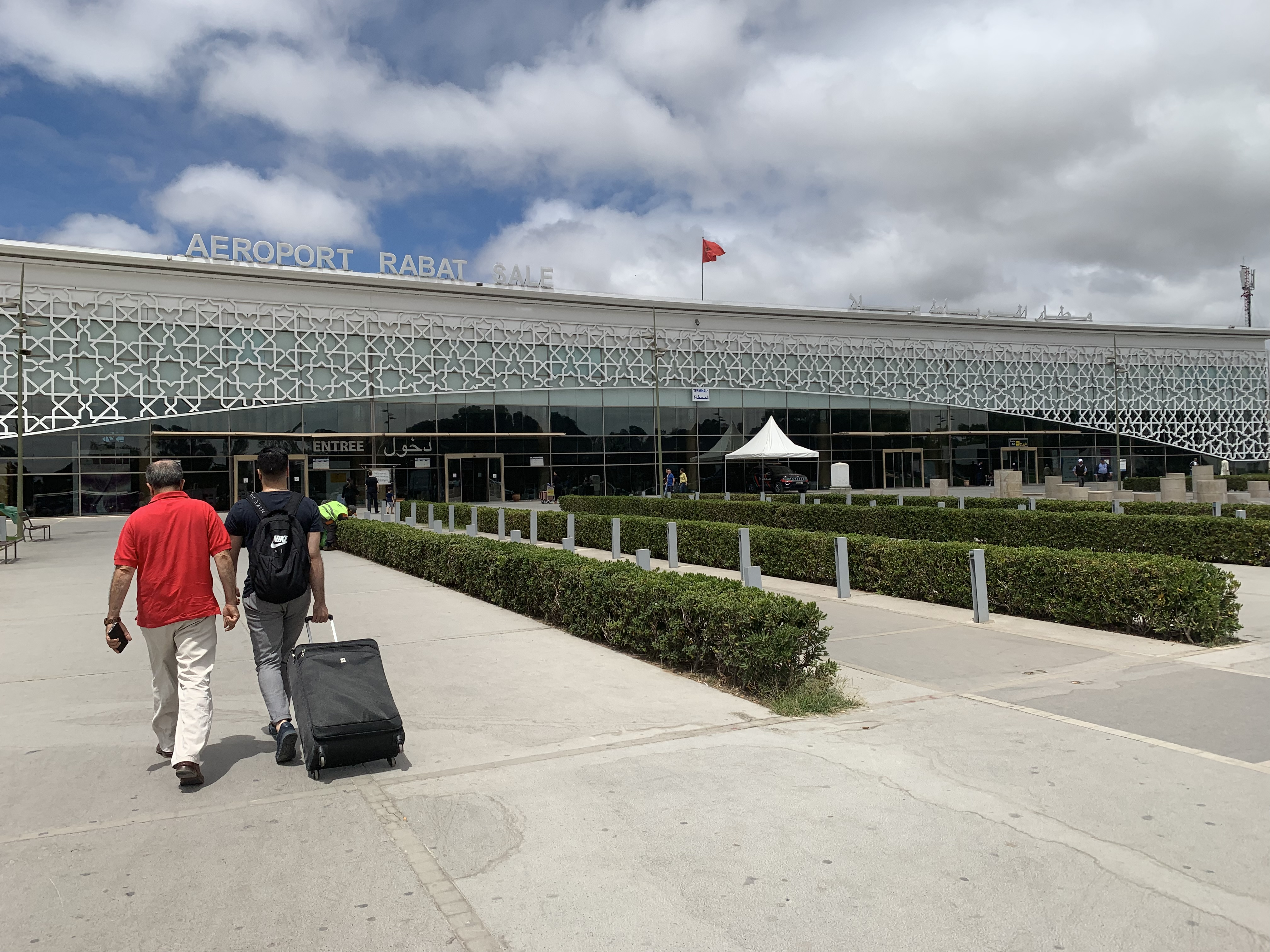
Façade de l'aéroport Rabat-Salé.

Le Maroc dispose de plusieurs infrastructures aéroportuaires dont 18 aéroports internationaux, 10 principaux aéroports nationaux et des petits aéroports à usages touristiques.
Le Maroc est desservi par 50 compagnies aériennes, le transport aérien est largement international. La compagnie nationale Royal Air Maroc (RAM) détient presque la moitié du trafic. Le total de passagers enregistrés au sein des aéroports marocains en 2023 s'élève à 27 millions de passagers. Quelques compagnies aériennes ont choisi d'installer une base au Maroc.
Compagnies principales :
- Royal Air Maroc (8 bases : Casablanca, Marrakech, Agadir, Oujda, Tanger, Rabat, Fes et Beni Mellal)"
- Air Arabia (6 bases : Casablanca, Tanger, Marrakech, Fes, Agadir, Nador)
- Ryanair (6 bases : Fes, Marrakech, Essaouira, Nador, Oujda, Agadir)

## Histoire

### Préhistoire et protohistoire
Les premières traces d'une présence d'hominidés sur le territoire marocain datent d'environ 700 000 ans. De cette période dite acheuléenne, on a retrouvé un certain nombre d'outils, notamment dans la plaine de la Chaouïa et plus précisément à proximité immédiate de l'actuelle agglomération casablancaise. Outre l'outillage, on a découvert un certain nombre de fragments humains notamment dans les carrières Thomas, près de Casablanca (mandibules, maxillaires et fragments crâniens d'Homo erectus).
De l'époque moustérienne (120 000 à 40 000 ans BP), le site le plus explicite est celui de Jbel Irhoud situé à mi-chemin entre les villes de Marrakech et de Safi et où ont été découverts deux crânes d'hominidés, des outils associés à l'industrie levalloiso-moustérienne ainsi que d'importants restes d'animaux aujourd'hui disparus.

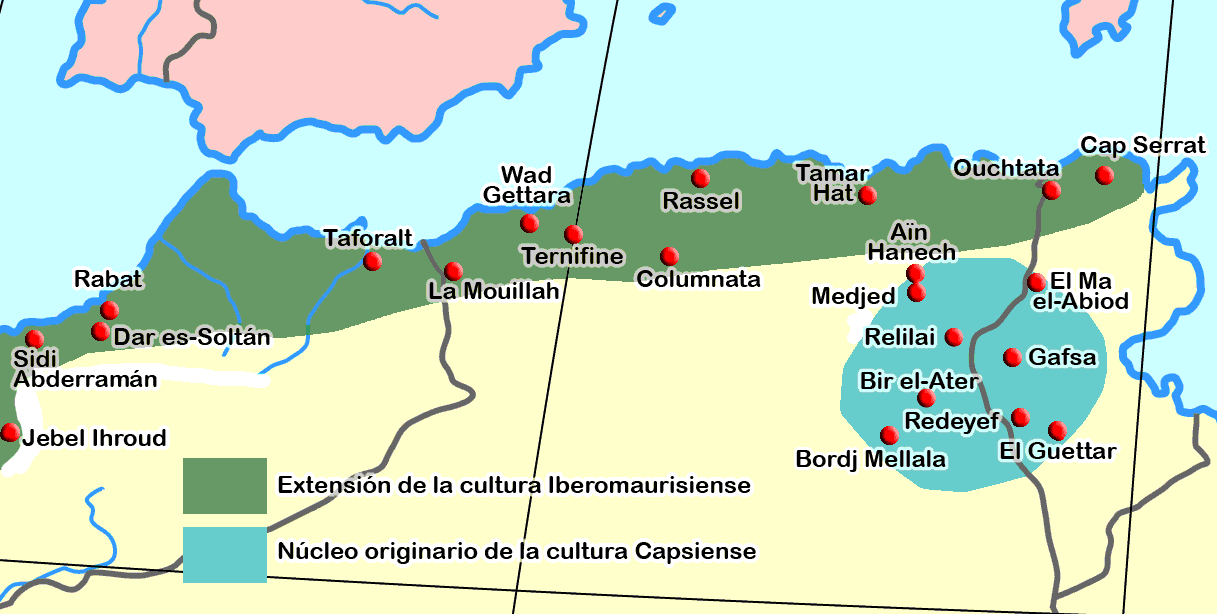
Extension de la culture ibéromaurisienne.

L'époque atérienne (60 à 40 000 ans BP) a apporté son lot d'outils pédonculés retrouvés dans de nombreuses grottes situées sur le littoral atlantique (Dar Soltane 2). Néanmoins cette période a surtout été marquée par de profonds bouleversements climatiques ayant entraîné une désertification sans précédent du territoire marocain ainsi que la raréfaction voire la disparition d'un grand nombre d'espèces animales et végétales. Cette dynamique a cependant été contrecarrée par le rempart naturel que constituent les chaînes de l'Atlas et du Rif, que ce soit au Maroc ou dans le reste du Maghreb.
L'arrivée d'Homo sapiens au Maghreb avant l'Épipaléolithique a été démontrée puisque les industries atériennes ne sont pas l'œuvre de l'homme de Néandertal, dont l'aire de répartition est exclusivement eurasiatique, mais bel et bien d'Homo sapiens présentant des caractéristiques archaïques. Les plus anciens restes d'Homo sapiens au monde ont été découverts au Maroc à Djebel Irhoud en juin 2017 et datent de plus de 300 000 ans.
Il y a environ 21 000 ans, la civilisation ibéromaurusienne voit le jour. Elle se caractérise par des rites funéraires plutôt évolués et par un raffinement de l'outillage utilisé. Néanmoins, il n'est pas encore question d'agriculture. La grotte de Taforalt dans la région d'Oujda correspond au plus grand gisement de l'époque.
Cette civilisation se maintient et se répand sur l'ensemble du Maghreb avant de se métisser progressivement vers le neuvième millénaire avant notre ère avec les populations capsiennes, ancêtres des Berbères modernes. Les premiers éléments découverts correspondant à cette période (Néolithique) datent d'environ 6 000 ans. Ceux-ci témoignent d'une sédentarisation déjà avancée ainsi que d'une maîtrise relative des techniques agricoles.

### Maroc antique

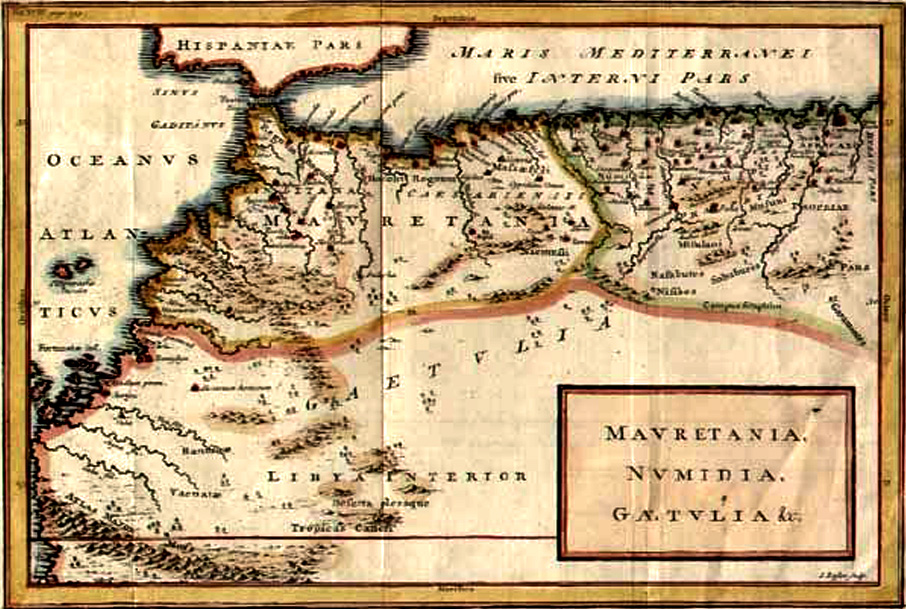
Carte de la Maurétanie et de la Numidie, à la fin de l'époque de Jugurtha.
Villes de l'Afrique romaine.
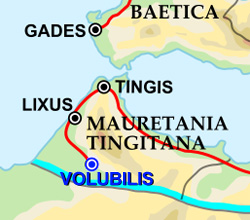
Carte de la province romaine de Maurétanie tingitane avec ses routes et cités principales.
Villes et voies de circulation en Maurétanie tingitane.
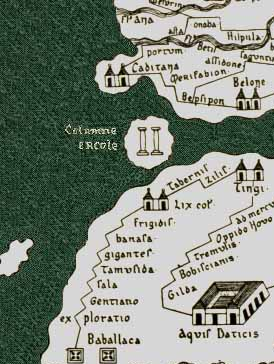
Table de Peutinger : Colonnes d'Hercule.

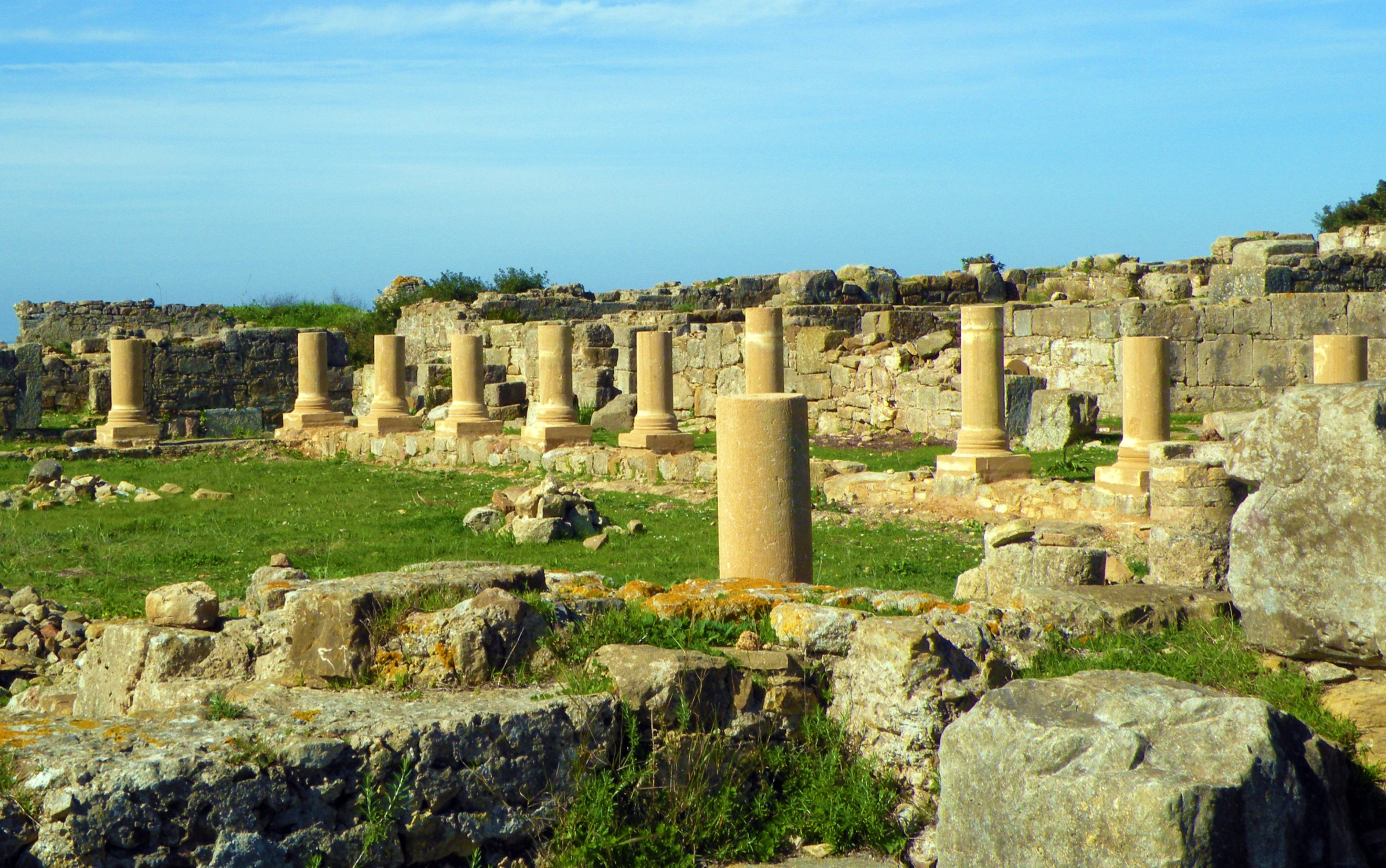
Ruines de Lixus.

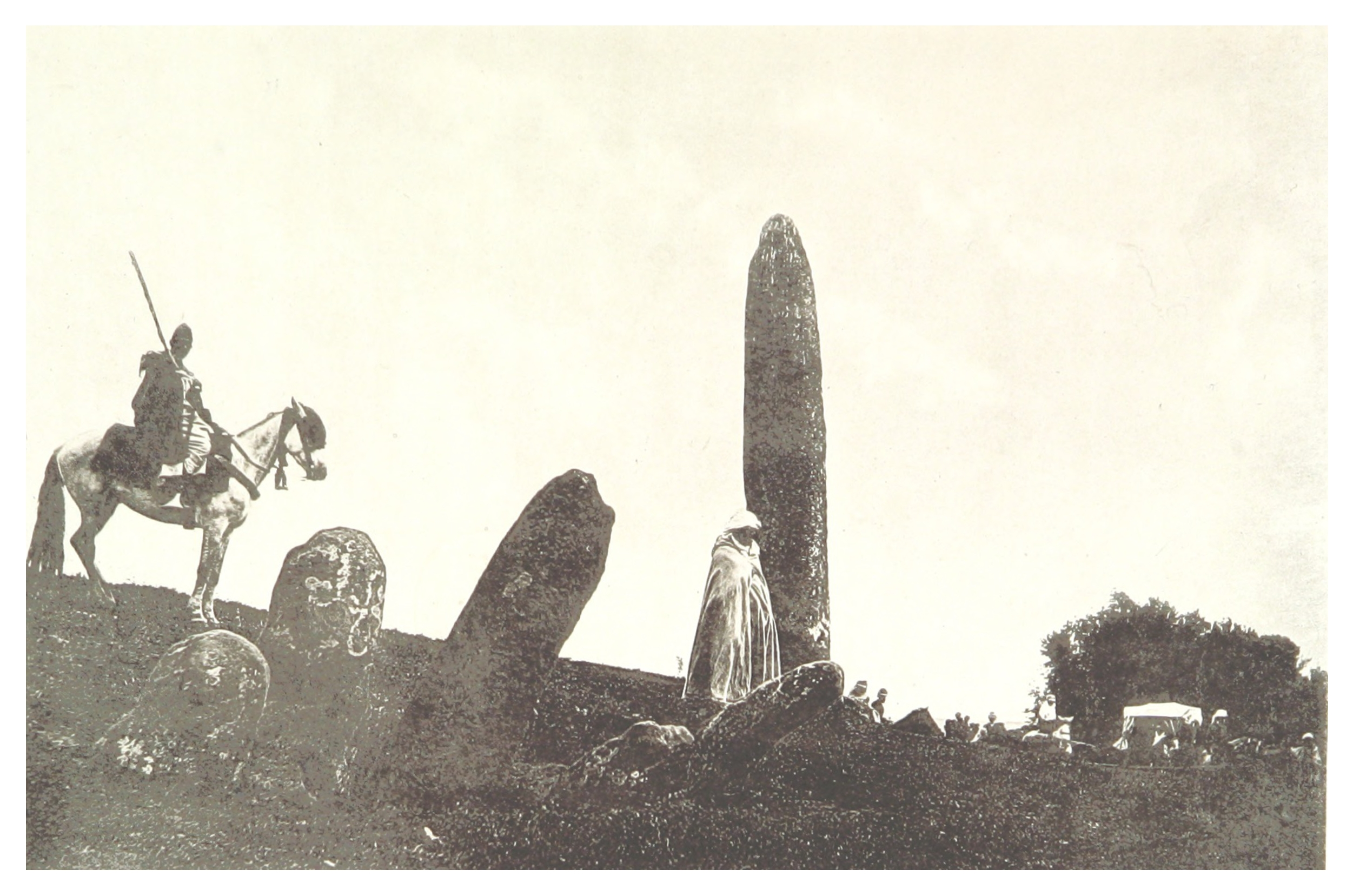
Menhir du cromlech de M'zora, monument mégalithique unique en Afrique du Nord, dont le tumulus aurait abrité selon la légende le corps du géant Antée vaincu par Hercule. Il s'agirait probablement du mausolée d'un chef berbère de l'époque de l'âge du cuivre.

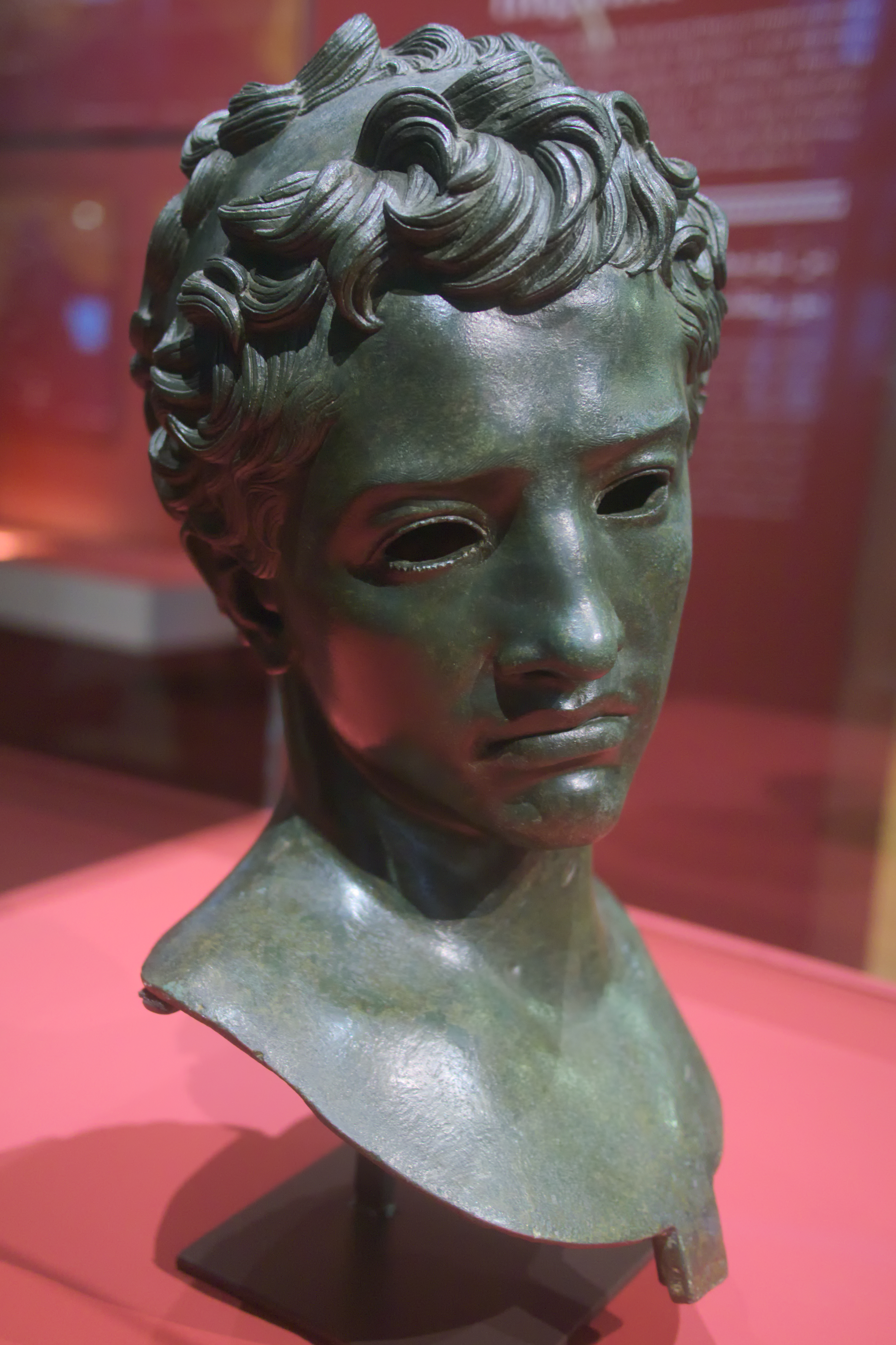
Buste retrouvé à Volubilis à l'effigie de Juba II roi de Maurétanie.

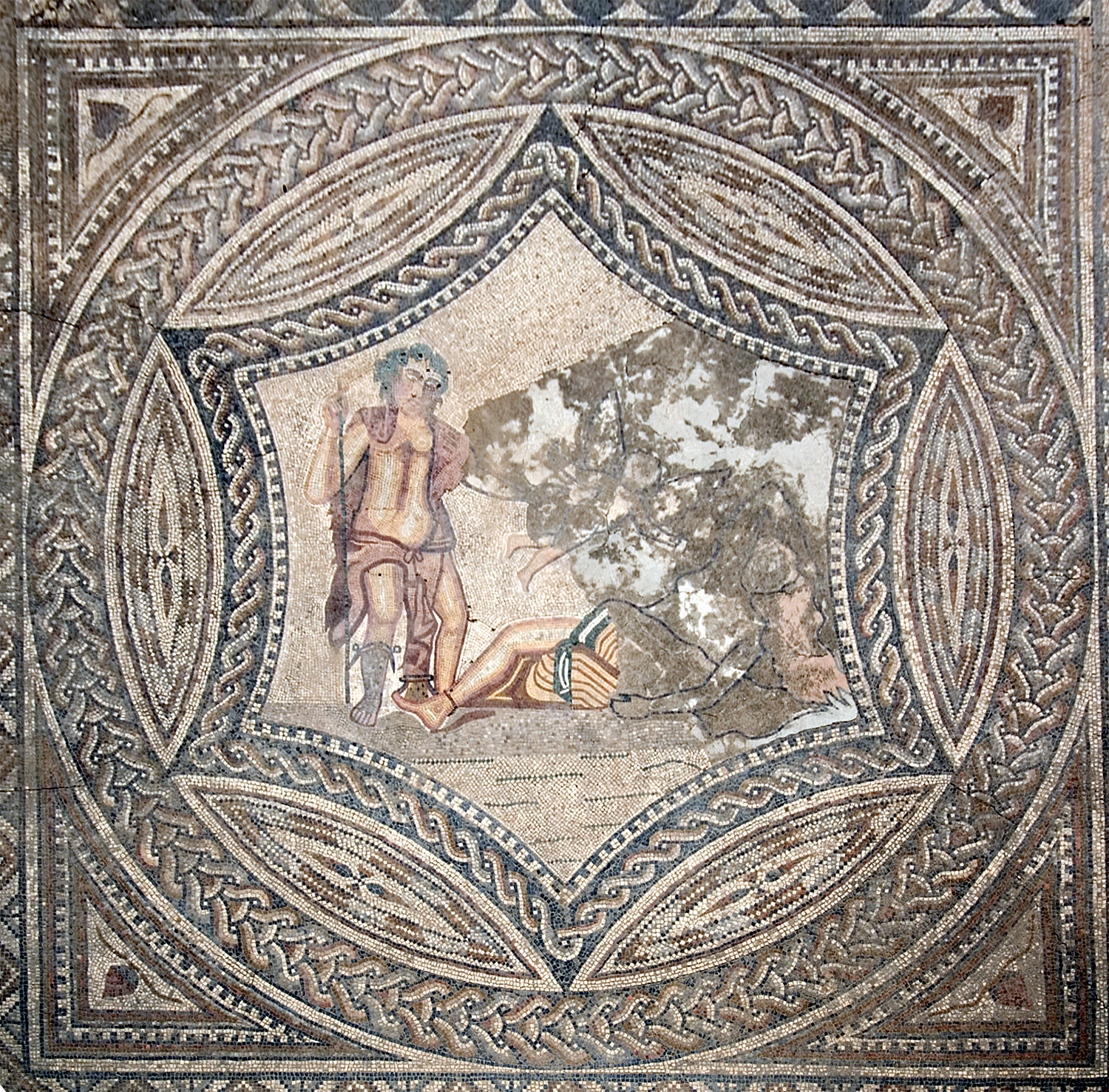
Mosaïque romaine de Volubilis représentant Cupidon entre Bacchus et Ariane.

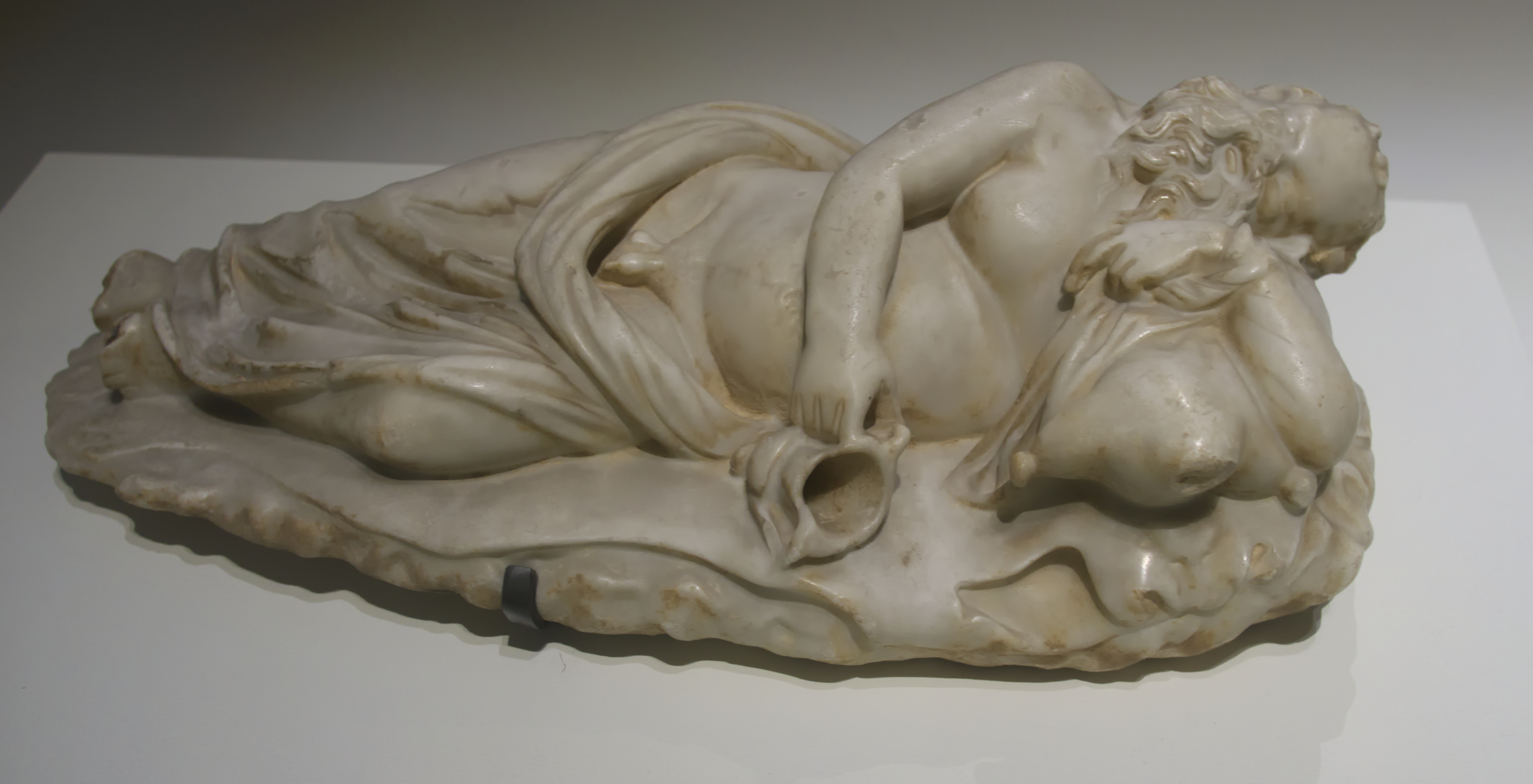
Papposilène endormi, sculpture de marbre de style gréco-romain de Volubilis.

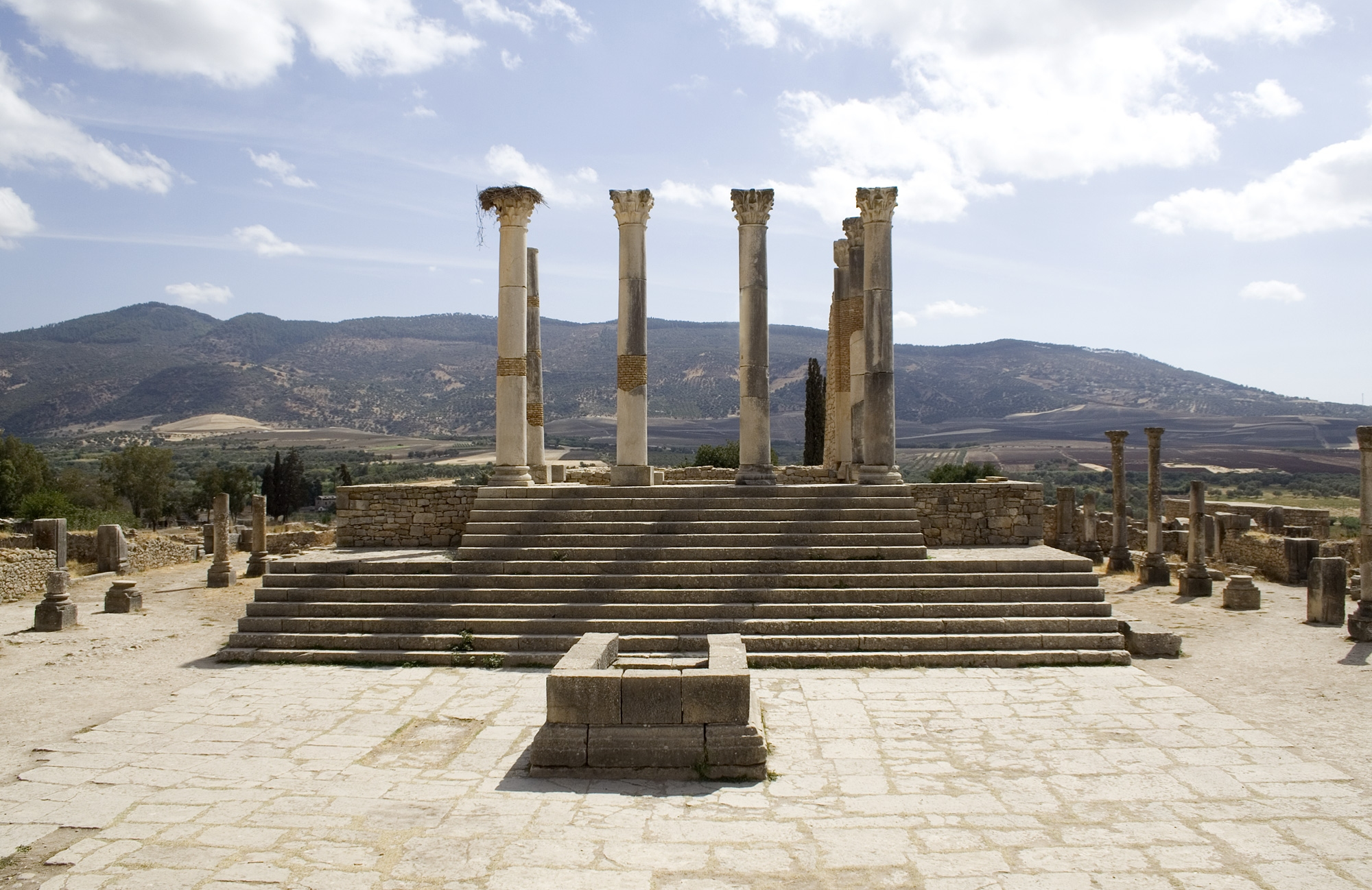
Temple du Capitole à Volubilis.

À partir du IIIe millénaire av. J.-C., se développe au Maroc la culture campaniforme. Dès lors, le pays entre dans l'âge du bronze et on assiste à la diffusion d'une céramique noire spécifique dont la présence est attestée dans un certain nombre de sépultures de la région rifaine.
Au XIe siècle av. J.-C., les hardis commerçants puniques de Carthage, atteignent les côtes marocaines et notamment le littoral atlantique. Ils fondent de nombreux comptoirs qui serviront de bases à de nombreuses cités romaines puis arabes (dont les principaux furent Tingis et Lixus, actuelles Tanger et Larache), ainsi que Thymiatéria (Mehdia), Chellah, près de Rabat, Azama et Rusibis, et Cerné, localisée à Essaouira ou plus au sud à Dakhla. C'est à cette période déjà que l'on date les toutes premières installations de populations juives au Maroc.
L'autonomie progressive de Carthage profite aux comptoirs fondés sur les côtes marocaines dans la mesure où ils seront davantage mis en valeur du fait de la proximité relative avec la nouvelle et première puissance africaine. L'influence de la civilisation carthaginoise se fait grandement sentir auprès des populations indigènes, dont l'organisation se structure parallèlement. Ainsi, les tribus berbères se fédèrent progressivement, fondant des États comme le royaume de Maurétanie (sous le règne de Baga), d'abord confiné au nord de l'actuel Maroc, et dont les souverains portent le titre d'aguellid, à l'instar des rois du royaume de Numidie. Le sud du pays est peuplé par les Gétules et les Éthiopiens occidentaux, l'ouest par les Atlantes et l'est par les Numides du peuple des Massæsyles. Les Maures sont les héritiers d'une culture très ancienne, atlanto-méditerranéenne, comme en témoigne le cromlech de M'zora qui peut être mis en relation avec les monuments mégalithiques comparables comme ceux de Ħaġar Qim à Malte et de Stonehenge en Grande-Bretagne. La Maurétanie n'est pas inconnue de la mythologie grecque, qui y situe le fabuleux jardin des Hespérides.
Du fait du soutien apporté par la Maurétanie à l'Empire romain lors de la destruction de Carthage, il se nouera une étroite amitié entre les deux États (d'où l'éviction du roi numide Jugurtha, ennemi des Romains). Le roi Bocchus se voit même décerner le titre d'Ami de Rome par le Sénat romain et gagne l'estime du consul Caius Marius. Sous le règne de Bogud, la Maurétanie devient un royaume vassal rejoignant les troupes de Jules César contre Juba Ier roi de Numidie. La Maurétanie et la Numidie seront unifiées en 25 av. J.-C. sous commandement de l'empereur Auguste. À la tête de la Maurétanie unifiée, Juba II siégera comme roi-client, royaume qui sera réputé pour ses exportations de pourpre, de bois de cèdre et de produits maritimes, assez riche pour produire sa propre monnaie d'or. Une brillante civilisation urbaine se développe, influencée à la fois par l'héritage carthaginois et par les courants artistiques provenant de la Grèce hellénistique et de l'Égypte lagide. Ces influences du bassin oriental méditerranéen sont sans doute dues au mécénat de la propre épouse de Juba II, la reine Cléopâtre Séléné, qui est la fille de Marc Antoine et de Cléopâtre VII. Juba, roi érudit, fait explorer le Haut Atlas ainsi que Madère et les îles Canaries (nommées alors îles Fortunées), et une partie du Sahara. Il n'hésite pas également à faire remonter sa généalogie jusqu'au demi-dieu Hercule. L'opulence de la Maurétanie attise toutefois les convoitises de Rome. Ptolémée, fils et successeur de Juba II, va tragiquement en subir les conséquences.
Au cours d'un déplacement à Lyon en Gaule romaine, le dernier roi maurétanien est en effet assassiné sur ordre de l'empereur Caligula. Ce meurtre entraîne deux années de troubles (résistance menée contre les légions romaines par Aedemon, un esclave affranchi de Ptolémée), puis une annexion de la Maurétanie (42 ap. J.-C.) à l'Empire romain que l'on désigne dès lors sous le nom de Maurétanie tingitane pour la partie à l'ouest de la Moulouya, décrétée officiellement province impériale de rang militaire par Claude, successeur de Caligula. Seul le nord-ouest du Maroc actuel est effectivement sous domination romaine, le reste du territoire étant contrôlé par des tribus indépendantes, notamment gétules comme celle des Autololes. Les Romains fondent des colonies prospères à Volubilis (non loin de l'actuelle Meknès), ainsi qu'à Banasa et à Thamusida dans la plaine du Gharb. Néanmoins la capitale administrative demeure Tingis (future Tanger), siège du procurateur, le gouverneur de la province qui a le statut de chevalier romain. Une grande autonomie est accordée aux tribus les plus loyales, notamment aux Baquates (comme en témoignent les fameuses tables de Banasa), mais la constante pression des peuplades méridionales puis les crises internes à l'Empire auront progressivement raison de la Maurétanie tingitane. À la fin du IIIe siècle sous le règne de Dioclétien la province est réduite à la région de Tingis et de Ceuta, à Sala (actuelle Salé) et aux Îles Purpuraires de Mogador, puis rattachée au diocèse d'Hispanie et donc incluse dans la préfecture des Gaules.
Au cours de la période romaine, les cités, colonies et municipes de droit romain ou latin, se dotent de monuments civiques et utilitaires (temples, forums, basiliques, arcs de triomphe, thermes, et même théâtres à Lixus et à Zilil), et de résidences privées ornées d'œuvres d'art (sculptures, mosaïques) qui appartiennent à l'élite romano-africaine. Les plaines cultivées sont partagées par l'aristocratie locale, qui s'enrichit notamment de l'exploitation de l'olivier dont l'huile extraite est exportée dans les provinces voisines et fait la richesse de la Maurétanie Tingitane. Les terrains de parcours plus lointains sont laissés aux tribus nomades ou semi-nomades. Les ports de Tingis et de Sala connaissent une intense activité commerciale.
Les autorités impériales recrutent des auxiliaires militaires parmi les Maures, destinés à servir notamment dans la cavalerie. Le plus célèbre d'entre eux, Lusius Quietus, fils d'un amghar (chef tribal amazigh), réalise une brillante carrière sous le règne de Trajan. Au nom de l'Empire, il combat les Daces et les Parthes, et conquiert l'Arménie, la Médie et la Babylonie, puis pacifie la Judée en proie aux révoltes anti-romaines. Le prestige de Lusius Quietus devient tel qu'il envisage de briguer la succession de Trajan avec l'appui d'une partie du Sénat impérial, avant d'être éliminé par Hadrien. Son assassinat entraîne un soulèvement de la Maurétanie Tingitane, sa province d'origine où sa popularité était grande parmi les tribus locales.
En 429, près de 80 000 Vandales venus de Germanie traversent le détroit de Gibraltar et débarquent à Tingis, mais dans leur course vers Carthage et vers l'Afrique proconsulaire, ces envahisseurs ne contrôlent que le littoral méditerranéen de la Maurétanie. Un siècle plus tard les Byzantins, commandés par le général Bélisaire, anéantissent le Royaume vandale et s'emparent d'une partie de l'ancienne province de Tingitane, se heurtant toutefois aux Maures du roi Garmul, dont le pouvoir s'étend d'Altava jusqu'à Volubilis. Le gouvernement de Constantinople, sous Justinien Ier, crée dans le Nord marocain la province de Maurétanie Seconde, qui englobe les cités de Tanger, Ceuta, Lixus, ainsi que l'Espagne byzantine, et dépend directement de l'exarchat de Carthage. Cette occupation byzantine, perpétuellement menacée par les Wisigoths d'Espagne et par les Maures, va cependant subsister jusqu'à la conquête musulmane du Maghreb au début du VIIIe siècle.

### De la conquête arabo-musulmane aux troubles anomiques
En 649 débute la conquête du Maghreb par les troupes arabes. 35 ans plus tard ces troupes pénètrent véritablement dans le territoire marocain. Les tribus berbères installées aussi bien dans les contreforts montagneux de l'Atlas et du Rif que dans les fertiles plaines atlantiques soutiendront dans un premier temps les Byzantins installés sur les côtes méditerranéennes qu'ils préféreront aux Arabes notamment à cause d'erreurs diplomatiques. La destruction des installations byzantines aux alentours de l'an 700 aura finalement raison de la résistance berbère qui se convertira dès lors à l'islam apporté par les conquérants arabes.
Dès les débuts de la conquête musulmane du Maghreb, les Kharijites originellement basés en Irak envoient des représentants au Maghreb pour tenter de rallier les populations berbères. Les Berbères accoutumés au système de communauté égalitaire et supportant mal la domination arabe, finissent par trouver dans le kharijisme un redoutable moyen de contestation politique. En 739, Maysara, mandaté par les populations du Maghreb Al Aqsa, conduit à Damas une délégation auprès du calife Hicham pour présenter les doléances des Berbères : égalité dans le partage du butin et arrêt de la pratique qui consiste à éventrer les brebis pour obtenir la fourrure des fœtus (le mouton étant un élément essentiel de l'économie pastorale des tribus berbères).
Les plaintes parviennent au calife omeyyade qui ne donne pas suite, ce qui déclenche une insurrection à Tanger. Maysara s'empare de la ville, tue le gouverneur Omar Ibn Abdallah et se proclame calife. Il réussit à empêcher le débarquement d'une armée arabe envoyée d'Espagne. Le gouverneur d'Espagne Uqba ibn al-Hajjaj intervient en personne mais ne parvient pas à reprendre Tanger, tandis que Maysara s'empare du Souss dont il tue le gouverneur. Puis Maysara, se conduisant comme un tyran, est déposé et tué par les siens, et remplacé par Khalid ibn Hamid al-Zanati. Sous son commandement, les Berbères sont victorieux d'une armée arabe sur les bords du Chelif, au début de 740.
Les troupes arabes ayant été battues, Hichām envoie des troupes de Syrie dirigées par le général Kulthum ibn Iyad. Elles sont battues par les Berbères sur les rives du Sebou en octobre 741. Le gouverneur égyptien Handhala Ibn Safwan intervient à son tour et arrête les deux armées kharidjites au cours de deux batailles à Al-Qarn et à Al-Asnam (actuelle Algérie) malgré leurs efforts les berbères sont donc vaincus en Ifriqiya a la bataille d'Al asnam après avoir échoué à s'emparer de Kairouan. Quand survient la chute des Omeyyades de Syrie (750), l'ouest de l'Empire échappe totalement au pouvoir central damascène. L'Espagne revient aux émirs omeyyades de Cordoue et le Maghreb occidental se fragmente donc en une série de petits États arabo-berbères indépendants dirigés par des chefs tribaux et des imams kharijites (de 745 à 755).

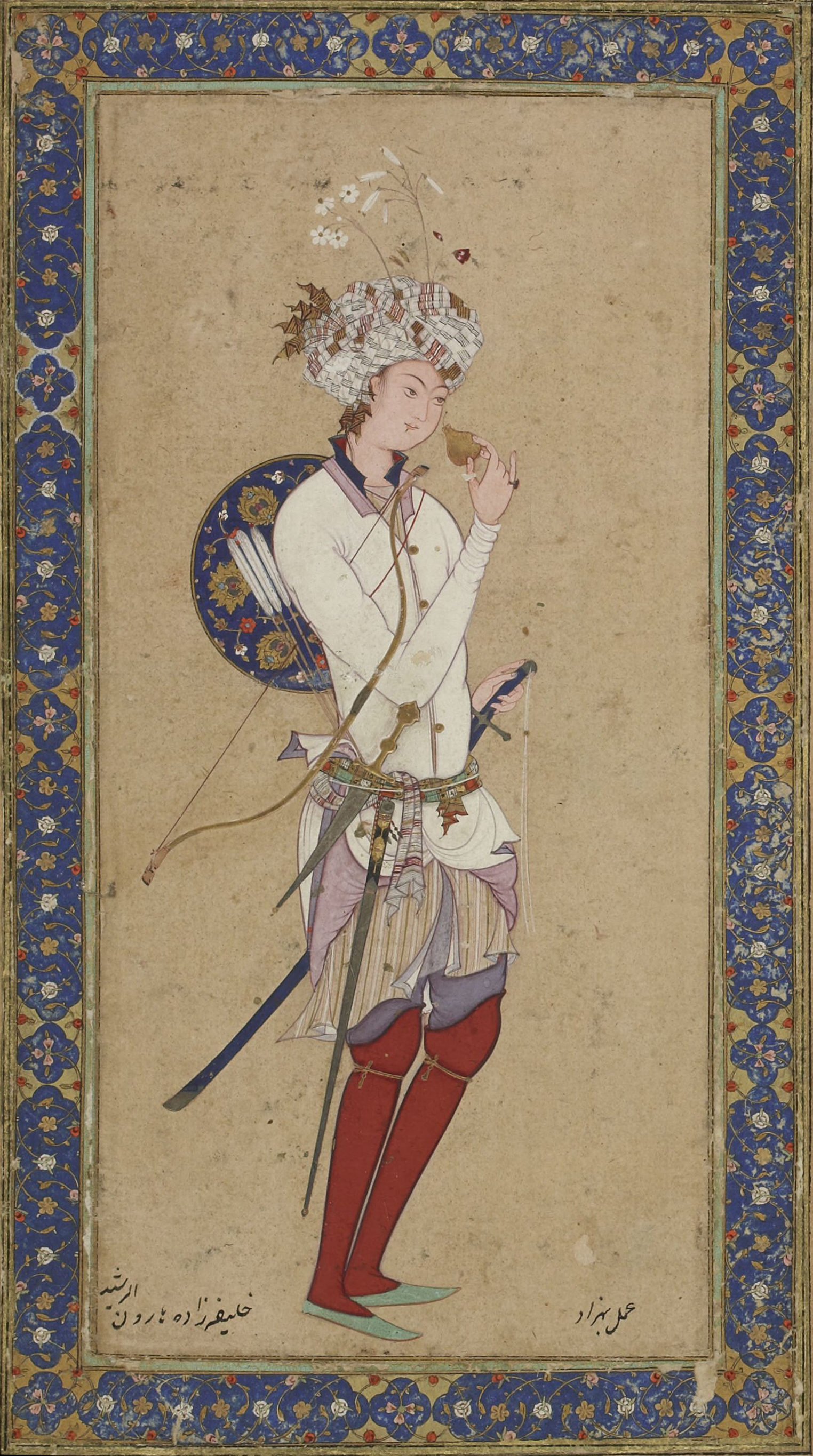
Hâroun ar-Rachîd, calife abbasside de Bagdad, instigateur de l'assassinat d'Idris Ier.

L'histoire des Idrissides est indissociable de la personne d'Idris Ier, descendant d'Ali et de Fatima, gendre et fille du prophète de l'islam Mahomet, qui fuyant les massacres dont était victime son entourage et sa famille vint se réfugier dans le Moyen Atlas, à Volubilis, ancienne cité romaine déchue. Obtenant l'aval des tribus locales, il fonda en 789 la ville de Fès dans la plaine du Saïss dont il fit la capitale de son nouveau royaume proclamé en 791. Après son assassinat par un envoyé du calife Hâroun ar-Rachîd, son fils Idris II lui succède après une régence. Il étend sa capitale ainsi que son royaume et avance au-delà de Tlemcen, pris par son père dès 789 et assujettit de nombreuses tribus Zenata. Son successeur Mohammed fera construire la prestigieuse mosquée Quaraouiyine, qui abrite la plus ancienne université encore en activité dans le monde. À cette période, Fès devient un des principaux centres intellectuels du monde arabe et attire d'éminents scientifiques et théologiens. Le royaume idrisside étend régulièrement ses frontières mais se retrouve menacé par la puissante dynastie des Fatimides à l'est. Indiqués califes de Cordoue au début du Xe siècle, les Idrissides subiront également au nord la pression des Omeyyades. En 985, les Fatimides poussent les Idrissides à se réfugier en Al-Andalus.
Dès le milieu du Xe siècle, l'affaiblissement des Idrissides du fait non seulement des pressions externes mais surtout des dissensions internes entraîne un regain d'activité des grandes tribus berbères qui fondent et conquièrent de nombreuses cités. Les États de Sijilmassa dans le sud et de Nekor dans le nord se maintiennent et gagnent de l'ampleur durant cette période.

#### Royaume des Berghouata (entre lesVIIIeetXesiècles)
Les Barghawata (ou encore Barghwata ou Berghouata) forment un émirat berbère, appartenant au groupe de l'ethnie des Masmoudas. Après que les kharijites ont échoué dans leur rébellion au Maroc contre les califes de Damas, ils établissent (744 – 1058) un royaume dans la région de Tamesna sur les côtes de l'Atlantique entre Safi et Salé sous l'égide de Tarif al-Matghari. La particularité de cet État est de créer une religion purement berbère, s'appuyant sur un livre saint inspiré du Coran, et dirigé par un gouvernement théocratique fixant les rituels d'un nouveau culte empruntant à la fois à l'islam, au judaïsme et aux antiques croyances locales. Les Barghwata maintiennent leur suprématie dans la région des plaines atlantiques durant quatre siècles, et entretiennent des relations diplomatiques et commerciales avec le califat omeyyade de Cordoue qui voit probablement en eux des alliés potentiels contre les Fatimides et leurs alliés zénètes. Il semble que sur les vingt-neuf tribus constitutives de ce royaume, douze aient adopté réellement la religion barghwata, les dix-sept autres étant restées fidèles au kharijisme,.

#### Royaume de Sijilmassa (758-1055)
Un émirat fondé par les Zénètes émerge dans la région du Tafilalet à partir de 758. Dirigé par la dynastie des Midrarides (dont le fondateur est Semgou Ibn Ouassoul), il prend pour capitale la cité de Sijilmassa. Ce royaume professe officiellement le kharidjisme de rite sufrite mais finit par reconnaître à partir de 883 la suprématie religieuse du califat sunnite des Abbassides. Les Midrarides se consacrent cependant à maintenir une alliance avec les autres États kharidjites, comme le royaume des Rostémides de Tahert, et à établir un fructueux commerce caravanier de l'or avec le royaume du Ghana, à l'époque maître des plus importants gisements aurifères de l'Afrique de l'Ouest. L'émirat de Sijilmassa atteint ainsi son apogée au IXe siècle grâce à son rôle de plaque tournante du trafic des métaux précieux, et sa renommée s'étend ainsi jusqu'aux pays méditerranéens et au Moyen-Orient. C'est précisément cette position de débouché de l'or africain qui excite les convoitises des Omeyyades et des Fatimides qui s'affrontent pour sa domination. Ce sont finalement les Almoravides qui s'emparent du royaume midraride en 1055. Par la suite, la fondation de Marrakech éclipse définitivement le prestige de Sijilmassa.

### Dynastie idrisside (789-985)

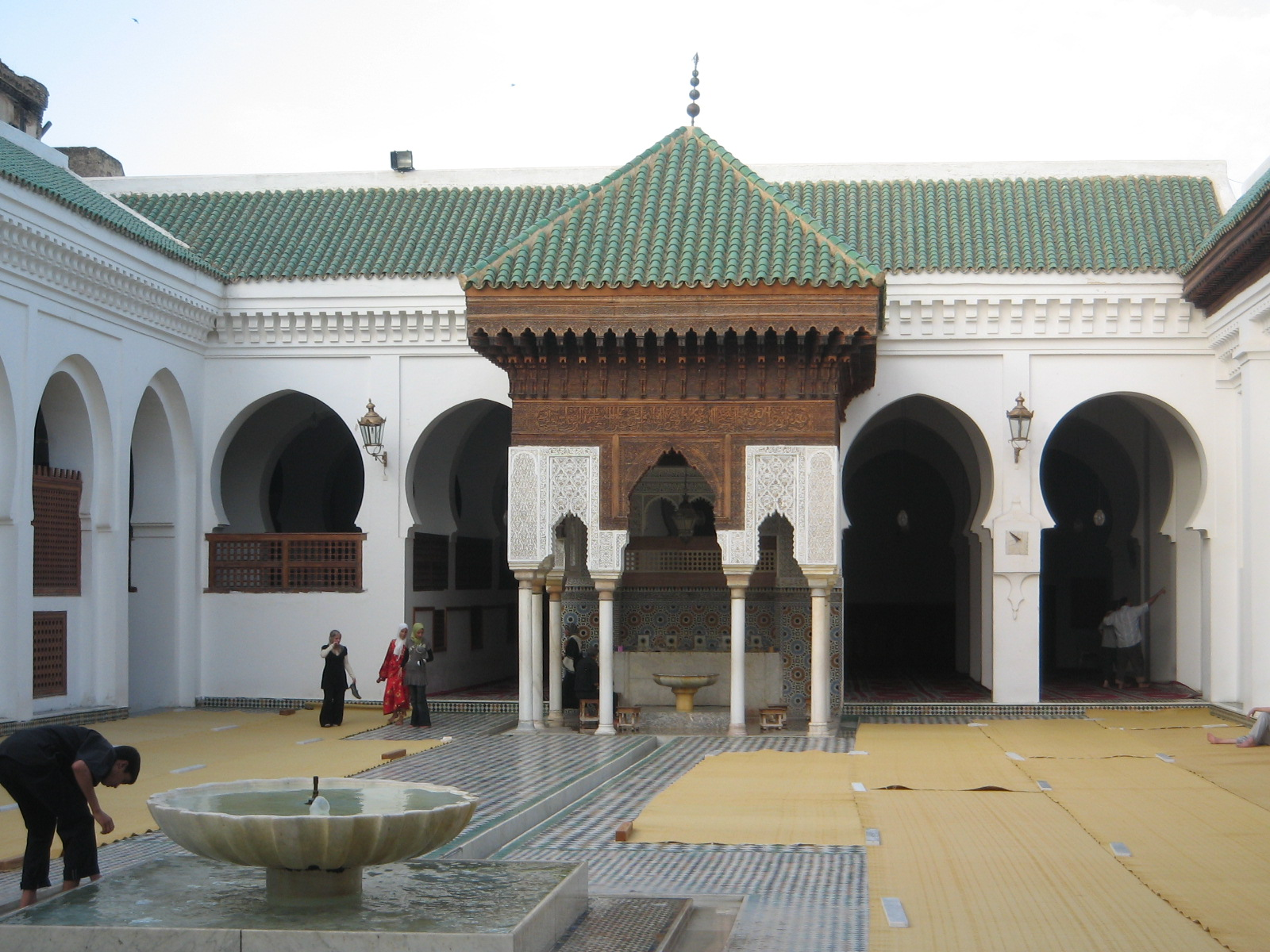
Mosquée de l'Université Al Quaraouiyine à Fès fondée sous le règne des Idrissides.

L'histoire des Idrissides commence lorsqu'un prince arabe chiite de la famille d'Ali (quatrième calife de l'islam) et son affranchi Rachid Ben Morched El Koreichi se réfugient dans le Moyen-Atlas. Fuyant la menace des Abbassides (qui avaient massacré des Alides et leurs partisans chiites lors de la bataille de Fakh près de la Mecque), ils séjournent en Égypte avant de s'installer à Walilah (Volubilis), sous la protection de la tribu berbère des Awerbas. Parvenant à rallier les tribus à sa cause, Idriss est investi Imam et fonde la ville de Fès en 789 sous le nom d'Idris Ier. C'est le début de la dynastie des Idrissides.
Idris Ier est assassiné par un émissaire du calife abbasside Hâroun ar-Rachîd, un certain Sulayman Ibn Jarir Achammakh, qui avait été en fait avisé par le puissant vizir barmécide Yahya ben Khalid. Ne se doutant point que la femme d'Idris Ier (Kenza al-Awrabiya) est enceinte, les maîtres de Bagdad pensent que la menace est vaincue. Mais, quelques mois plus tard, naît Idris II. Son éducation a été confiée à l'affranchi de son père, Rachid.
Après onze années sous la tutelle de Rachid, Idriss II est proclamé Imam des croyants. Au fil des années son sens pour la politique s'affirme nettement et il réussit à fédérer un plus grand nombre de populations. La puissance du corps militaire (qui se professionnalise et dans lequel s'engagent notamment des Qaysites issus des tribus du nord de la péninsule Arabique) lui permet de développer et d'étendre le noyau de principauté dont il avait hérité. Le royaume idrisside englobe ainsi toute la portion de territoire s'étendant de Tlemcen à l'est jusqu'au Souss au sud. Il semble que la dynastie idrisside, du moins à ses débuts, ait professé le chiisme et plus précisément le zaïdisme, réputé être le plus modéré des rites chiites.

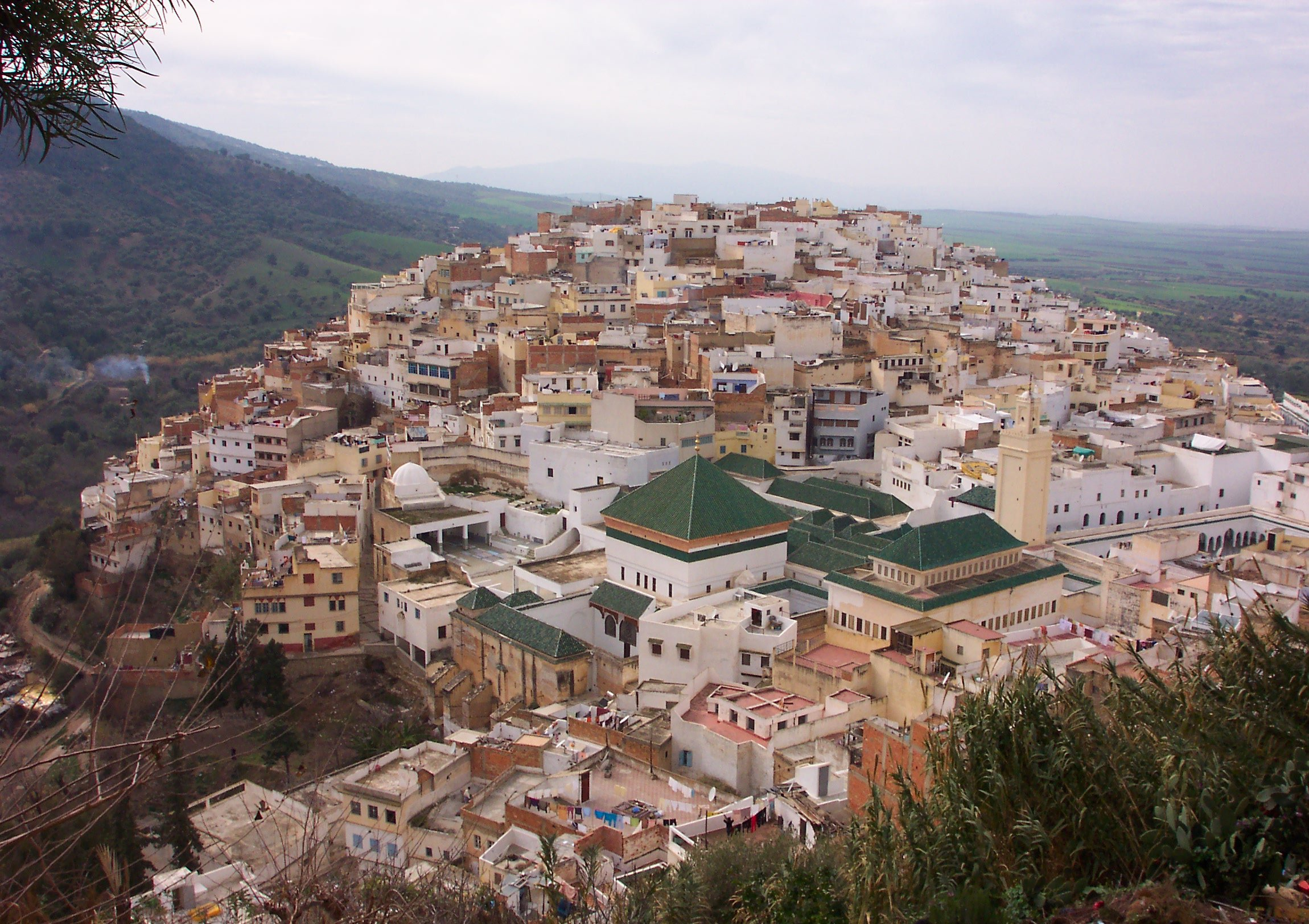
Sanctuaire et mausolée d'Idriss Ier dans la cité sainte de Moulay Driss Zerhoun.

Se considérant à l'étroit à Walilah, Idriss II quitte l'antique cité romaine pour Fès, où il fonde le quartier des Kairouanais (également appelé Al-Alya) sur la rive gauche de l'oued Fès (Idris Ier s'était établi sur la rive droite, le quartier des Andalous). Les Kairouanais sont issus de familles arabes orientales et arabo-persanes (originaires du Khorassan) établies en Ifriqiya depuis l'époque abbasside. Elles sont expulsées de Kairouan en raison des persécutions politiques que leur infligent les Aghlabides et notamment l'émir Ibrahim Ier. Les Andalous qui s'installent à Fès sont quant à eux des opposants aux Omeyyades, originaires des faubourgs cordouans qui s'étaient révoltés contre l'émir omeyyade d'Al-Andalus Al-Hakam Ier (notamment du faubourg de Rabed, d'où le nom de Rabedis attribué aux éléments de cette première vague d'immigration andalouse au Maroc).

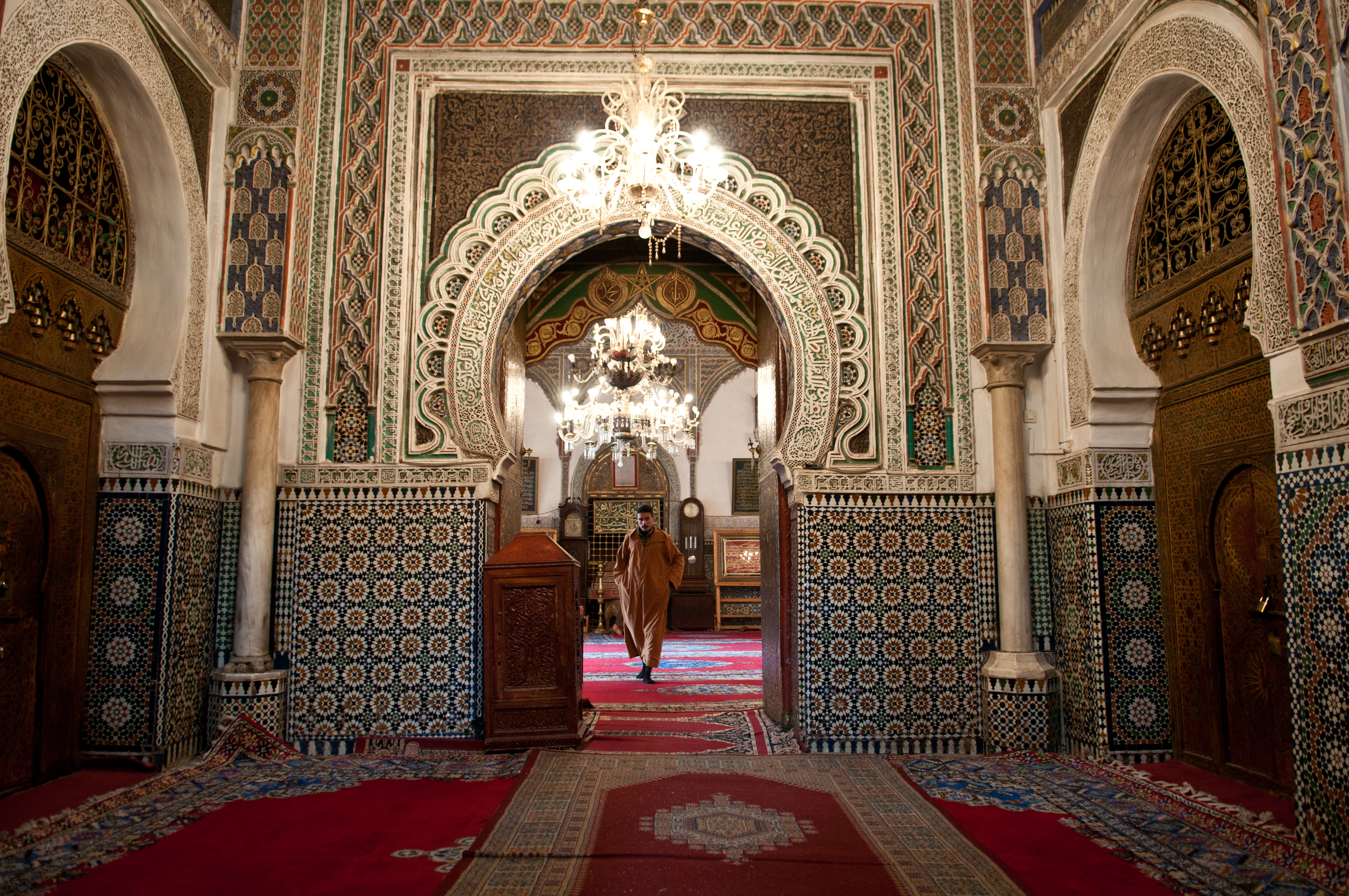
Sanctuaire abritant le mausolée d'Idriss II à Fès.

Le royaume idrisside connaît une importante phase d'urbanisation, illustrée par la création de villes nouvelles comme Salé, Wazzequr, Tamdoult et Basra, cette dernière inspirée de la Basra irakienne. Ces nouveaux centres sont des foyers de diffusion de culture arabe et des vecteurs d'islamisation en pays profondément berbère. La fondation de la mosquée Al Quaraouiyine en 859, qui abrite également une université homonyme, assure à Fès un rayonnement qui fera participer la cité idrisside à l'Âge d'or de l'Islam des sciences, des arts et des lettres, aux côtés de métropoles aussi prestigieuses que Cordoue, Le Caire et Bagdad.
À cette même époque, les Vikings venus de la lointaine Scandinavie et menés par Hasting et le prince suédois Björn Ironside, attirés par les ressources potentielles de l'Afrique du Nord, se signalent par leurs incursions dévastatrices sur les côtes du Maroc (notamment dans les régions d'Assilah et de Nador). L'historien et géographe andalou Al-Bakri désignera les envahisseurs vikings par le terme de Majus et relatera particulièrement leurs exactions contre le royaume des Banu Salih de Nekor dans le Rif.
En 985, les Idrissides perdent tout pouvoir politique au Maroc et sont massivement exilés en Al-Andalus. Installés à Malaga, ils récupèrent peu à peu leur puissance, au point d'engendrer une dynastie pendant l'époque des taïfas, les Hammudites. Ces derniers vont jusqu'à revendiquer la fonction califale à Cordoue en remplacement des Omeyyades déchus en 1016.

### Les soulèvements zénètes (954-1059)

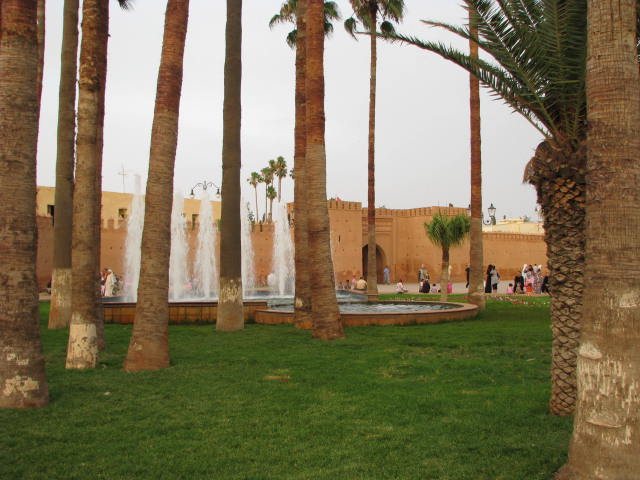
Oujda est fondée par les Zénètes de la tribu des Maghraouas.

Vers 954 et selon Ibn Khaldoun, trois grandes confédérations tribales zénètes se soulèvent et s'emparent de plusieurs villes et régions du Maghreb el Aksa (appellation arabe du Maroc), à savoir Fès, Oujda (fondée en 994 par le Maghraoui Ziri Ibn Attia), Salé (fondée au cours du Xe siècle par les Banou Ifrens, Sijilmassa), ou encore les régions du Souss et du Haouz, et ce consécutivement à l'affaiblissement de la dynastie arabe chérifienne des Idrissides.
Pendant la conquête, ces trois confédérations zénètes, les Maghraouas, les Banou Ifrens et les Meknassas, fondèrent chacune un royaume autour de leur zone d'influence mais assez rapidement, leurs points de vue divergèrent, provoquant une instabilité sur l'ensemble du territoire. Les diverses tribus maghraouas étaient tantôt alliées aux Omeyyades tantôt aux Fatimides. Les Banou Ifrens demeurèrent réfractaires à toute alliance avec les puissances arabes.
Les Fatimides profitent de ces divisions entre les trois confédérations zénètes et envoient les Zirides de l'Ifriqiya pour conquérir le Maghreb el Aksa (le Maroc actuel). Le Ziride nommé Ziri ibn Menad réussit à conquérir une partie du Maroc actuel. En 971, son fils Bologhine ibn Ziri affirme sa souveraineté sur la majorité des villes importantes. Durant cette période, les Berghouatas (confédération tribale masmouda et sanhadja) seront donc attaqués par les Zirides. Les Maghraouas demandent l'aide des Omeyyades. Ces derniers acceptent enfin d'aider les Zénètes à reconquérir les territoires, en particulier ceux des Maghraouas de l'ouest du Maghreb. Bologhine ibn Ziri est contraint de reculer devant l'armée omeyyade venue d'Al-Andalus par voie maritime et qui s'installe à Ceuta. Par la suite, Ziri Ibn Attia des Maghraouas entre en conflit avec les chefs des Banou Ifrens et des Meknassas. Une lutte au pouvoir sera acharnée entre les fractions zénètes. Les Banou Ifrens attaquent les Berghouata et prennent plusieurs fois Fès, place forte maghraoua. Ces derniers rétabliront finalement l'équilibre du Maghreb el Aksa. Le règne des trois confédérations zénètes s'achèvera par l'arrivée des Hilaliens et des Almoravides vers le XIe siècle en 1059. Les Zénètes seront évincés par les Almoravides du Maghreb el Aksa.
De tout temps, les Zénètes étaient seuls maîtres des routes et du commerce dans la région. Cette période est caractérisée par une certaine prépondérance des pratiques démocratiques tribales, comme ce fut déjà le cas deux siècles auparavant lors des révoltes kharijites. Les Zénètes ont démontré par leur histoire qu'ils pouvaient négocier avec toutes les tribus au Maghreb. Plusieurs alliances et traités ont été élaborés pendant cette période. La construction s'est développée et plusieurs villes ont connu un véritable essor (construction de mosquée, de kalaâ, ksours, etc.). En 1068, les trois « dynasties » chutent tant à cause du zèle manifeste de certains chefs que du fait de leur détermination à se lancer dans des guerres saintes.

### Dynastie almoravide (1055-1147)

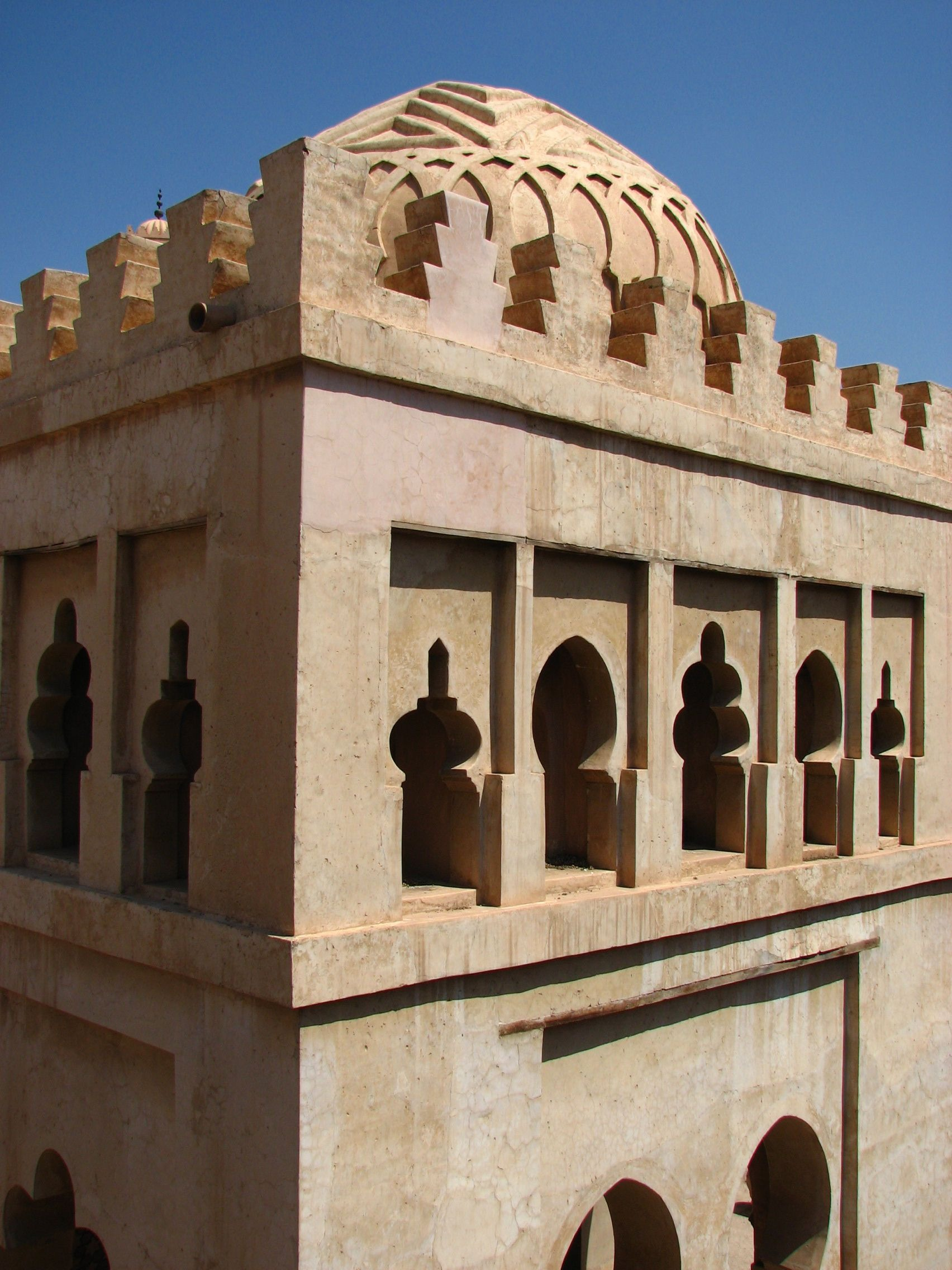
Coupole almoravide de Marrakech.

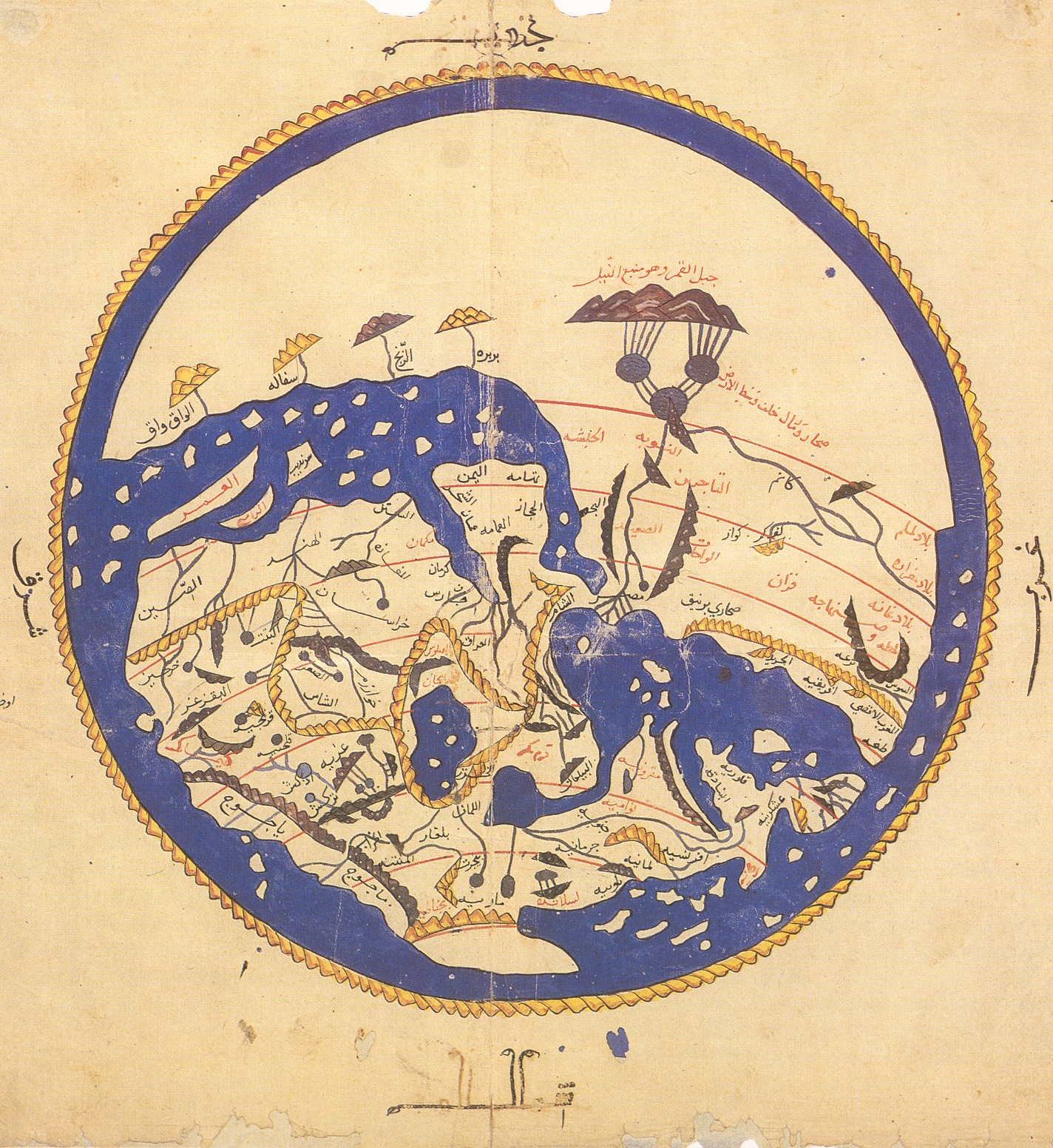
Carte du monde connu réalisée par le géographe Al Idrissi sous le règne des Almoravides.

Les Almoravides sont issus des tribus berbères sanhadjas des Lamtounas et des Guzzalas qui nomadisaient dans le désert saharien entre l'Adrar mauritanien et le Tafilalet à l'est du Maroc. Ces tribus guerrières se structurent au sein d'un puissant mouvement religieux, sous l'impulsion du prédicateur Abdellah ben Yassin. Leur but est d'instaurer l'islam sunnite de rite malékite dans toute l'étendue de l'Occident musulman (Al-Andalus et Afrique du Nord). Ainsi leur vient leur nom d'al-Murabitoun, c'est-à-dire les combattants du ribat, une forteresse de la guerre sainte dressée contre leurs ennemis animistes. Les Almoravides sont victorieux dans leur guerre contre les royaumes noirs du Tekrour et l'empire du Ghana. Ils s'emparent ainsi du Ghana et de sa capitale Aoudaghost, à la tête d'une grande région productrice et exportatrice d'or, et parviennent à remonter les pistes caravanières sahariennes jusqu'au Tafilalet dans les années 1050, où ils mettent fin à l'existence de l'émirat de Sijilmassa sous domination zénète. Les chefs des Almoravides sont successivement Abou Bakr ben Omar puis Youssef ben Tachfine.
Alors que le « Maroc utile » est en proie aux convoitises des entités politiques voisines ainsi qu'aux déchirements internes, trois grandes tribus berbères se partagent les régions sahariennes. Les Lemtouna, Massoufa et Goddala (ou Gadala, lointains descendants des antiques Gétules), tous trois membres de la confédération Sanhadja et islamisés deux siècles et demi plus tôt, guerroient et vagabondent régulièrement en direction du sud où ils menacent l'empire du Ghana et d'autres États soudano-sahéliens animistes. De la tribu Lemtouna, l'émir Yahya ben Ibrahim part, vers 1035, accomplir le pèlerinage à La Mecque. Là-bas, il prend conscience de la nécessité de parfaire l'islam de ses congénères des régions de l'Adrar. En halte à Kairouan, il tente pour cela d'obtenir un appui logistique de la part d'éminences religieuses locales, mais sans résultat.

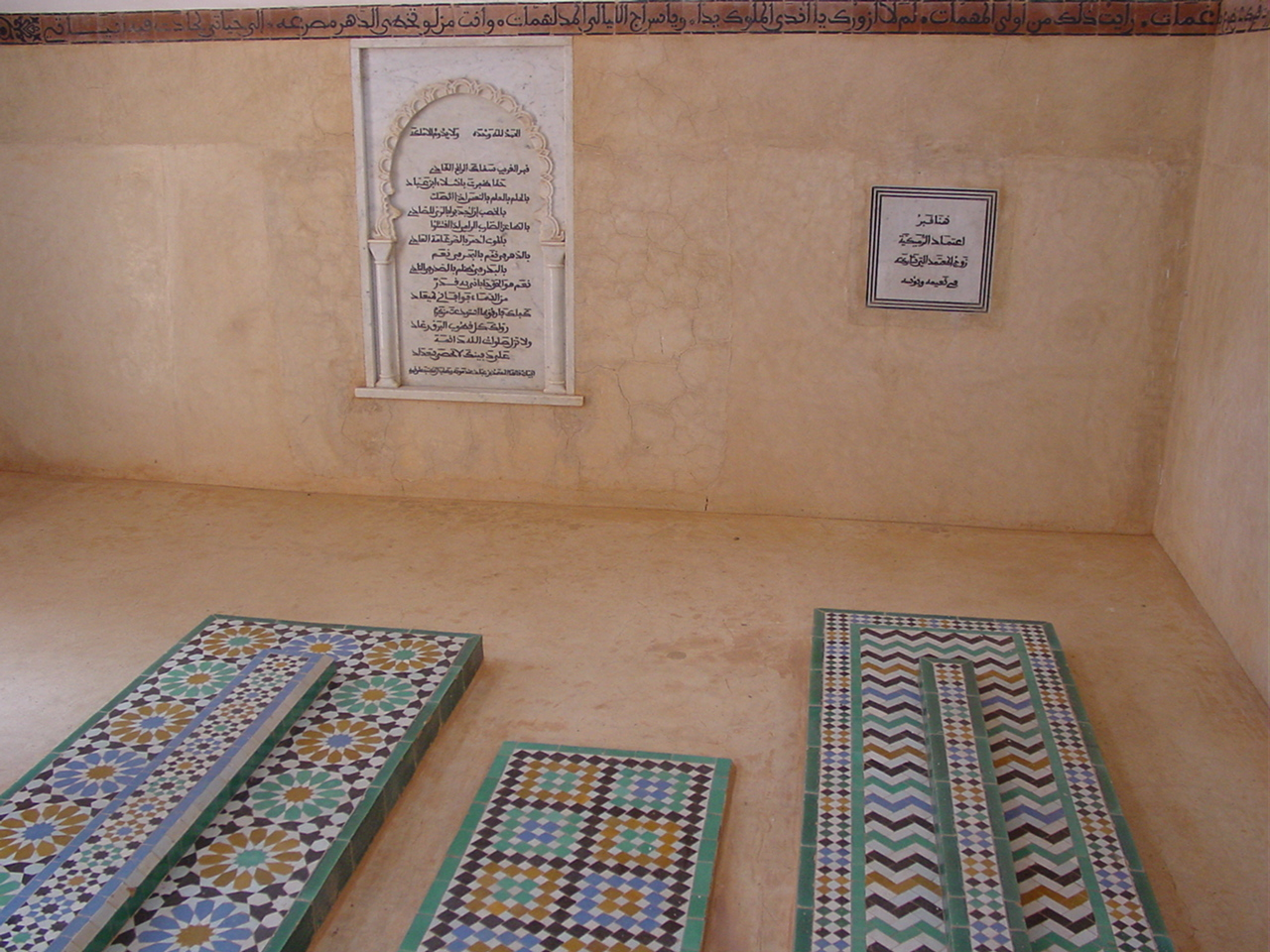
Tombeau du prince et poète Al Mutamid ibn Abbad de Séville, condamné à finir sa vie dans une prison d'Aghmat au sud de Marrakech.

La guerre éclate entre les Almoravides et les Zénètes. Les Banou Ifren et les Maghraouas perdent alors tout pouvoir après la victoire finale des Almoravides. C'est Youssef ben Tachfine qui fonde Marrakech en 1062, au départ simple campement nomade destiné à devenir la capitale d'un empire. Les Almoravides font disparaître dans les régions qu'ils contrôlent toutes les doctrines qu'ils suspectent d'hérésie. C'est ainsi qu'ils suppriment le chiisme de Taroudant, dernier legs fatimide dans le Souss, et qu'ils détruisent le royaume berghouata qui prospérait dans les plaines centrales de la Tamesna (correspondant aux actuelles régions de Doukkala et de Chaouia) et du Tadla. Partout les Almoravides imposent le sunnisme malékite le plus strict, tel qu'enseigné par les écoles théologiques de Médine et de Kairouan. Cette unification religieuse se double d'une unification politique. Les Almoravides étendent ainsi leurs conquêtes jusqu'au Maghreb central, à la limite du royaume hammadide.

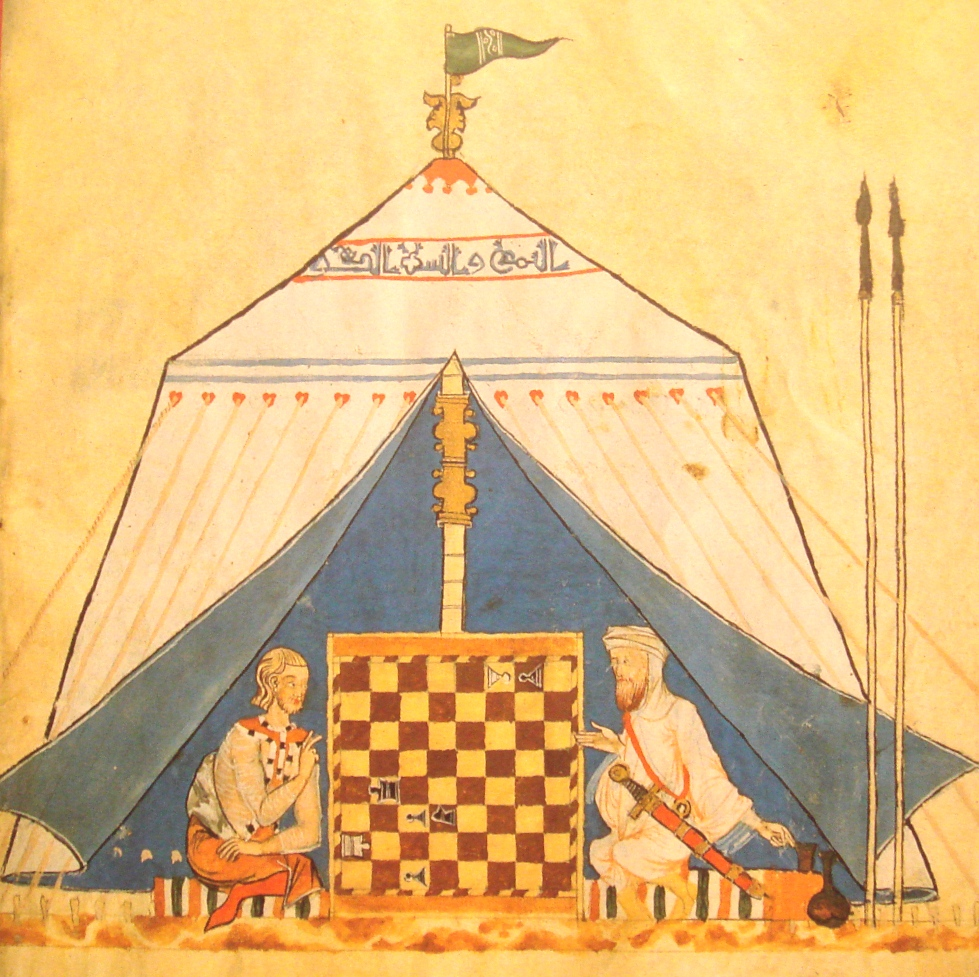
Un chrétien et un musulman disputant une partie de jeu d'échecs en Al-Andalus.

En 1086, Youssef Ibn Tachfin, appelé par les rois des taïfas d'Al-Andalus, franchit le détroit de Gibraltar à la tête de ses forces sahariennes composées de nomades Sanhadjas et de guerriers sahéliens du Royaume de Tekrour, et parvient ainsi à briser l'offensive du roi de Castille Alphonse VI à Zallaqa (bataille de Sagrajas). Les Almoravides mettent fin au règne des roitelets, exilent l'émir de Séville Al Mutamid ibn Abbad et celui de Grenade, Abdallah ben Bologhin, à Aghmat près de Marrakech. Ils unifient ainsi Al-Andalus, qui est incorporée à leur empire à partir de 1090. Ils ne parviennent cependant à récupérer Tolède tombée aux mains des Castillans en 1085. Youssef Ibn Tachfin, qui a pris le titre d'Émir des Musulmans (et non celui de calife, considérant ce privilège comme dévolu aux seuls Abbassides dont les Almoravides reconnaissent d'ailleurs la prééminence religieuse), règne sur un ensemble géopolitique s'étendant du Sénégal jusqu'aux abords des Pyrénées et des côtes atlantiques marocaines jusqu'à Alger.
Cette domination almoravide se manifeste par une symbiose des identités andalouse, ouest-maghrébine et saharienne, préparant la voie à l'émergence d'une civilisation hispano-mauresque à cheval sur la péninsule ibérique et le Maghreb occidental. Les édifices subsistant à Marrakech, Tlemcen et Alger montrent ainsi une forte influence de l'école artistique cordouane adaptée aux canons esthétiques nord-africains. Dans le domaine économique, l'État almoravide se distingue par sa maîtrise des flux de l'or, dont il contrôle les zones de production et les voies d'acheminement, du Ghana jusqu'au bassin méditerranéen. Le dinar d'or almoravide, appelé marabotin, circule sur tous les grands marchés commerciaux comme devise de référence.
Après la mort de Youssef Ibn Tachfin en 1106, son fils Ali ben Youssef lui succède, mais la dynastie est déjà contestée aussi bien en Espagne qu'en Afrique. La famille régnante prend en effet goût aux plaisirs et aux délices d'une vie de cour raffinée héritée des califes de Cordoue et des émirs taïfas d'Al Andalus. Dans le même temps, les populations subissent la dictature rigoriste des cadis malékites et les exactions locales des chefs militaires d'origine sanhadja qui s'appuient parfois sur des milices de mercenaires chrétiens comme celle du chevalier catalan Reverter. Une telle conjoncture politique favorise un mécontentement généralisé dans l'ensemble de l'empire almoravide gravement affaibli.

### Dynastie almohade (1147-1269)
Mohammad Ibn Toumert est le futur Mahdi autoproclamé du mouvement almohade ancien empire marocain et le fils d'un amghar, chef de village de la tribu des Harga, dans le Haut-Atlas. Très précocement animé par un zèle religieux, il entreprit dès sa jeunesse de multiples voyages l'amenant à visiter Bagdad, Le Caire et peut-être même Damas où il découvre toute l'ampleur de la tradition musulmane, et notamment le soufisme. Rapidement, il entretient une profonde aversion pour l'étroitesse du malikisme régnant en maître en sa patrie. C'est en 1117 qu'il regagne le Maghreb, via Tripoli, puis Tunis et enfin Béjaïa où ses pieux prêches galvanisent les foules. À Melalla, il se lie d'amitié avec le Zénète Abd El Moumen. C'est en compagnie de ce dernier qu'Ibn Toumert d'Almohades (d'« Al-Muwahidûn », الموحدون), les Unitaires.
C'est à Tinmel, au cœur de la très isolée vallée du N'fis, qu'il établit sa « capitale ».
Ses prêches rencontrent un écho considérable et il clame ouvertement son intention de liguer toutes les tribus insoumises des montagnes contre les Almoravides. Son aura grandissante suscite de jour en jour davantage d'inquiétudes de la part des Almoravides qui lancent contre lui en 1121 une expédition militaire commandée par le gouverneur du Souss, Abou Bakr Ben Mohammed El-Lamtouni. L'expédition est littéralement écrasée. À la suite de cette déconvenue, ses désirs s'estompèrent un temps mais en 1127 (ou 1129), une nouvelle expédition parvint dans les contreforts du Haut Atlas aux environs d'Aghmat dans l'espoir de frapper un grand coup en pays Hintata, fief de la doctrine « Unitaire ». Mais Abd El Moumen et El Béchir contrarièrent ce plan et profitant de l'effet de surprise, ils parvinrent même à assiéger ponctuellement Marrakech, capitale almoravide. Cependant, leurs faiblesses en combat de plaine les poussèrent à se retrancher en toute hâte. El Béchir mourut suivi quelques mois plus tard, en septembre 1130, par Ibn Toumert.

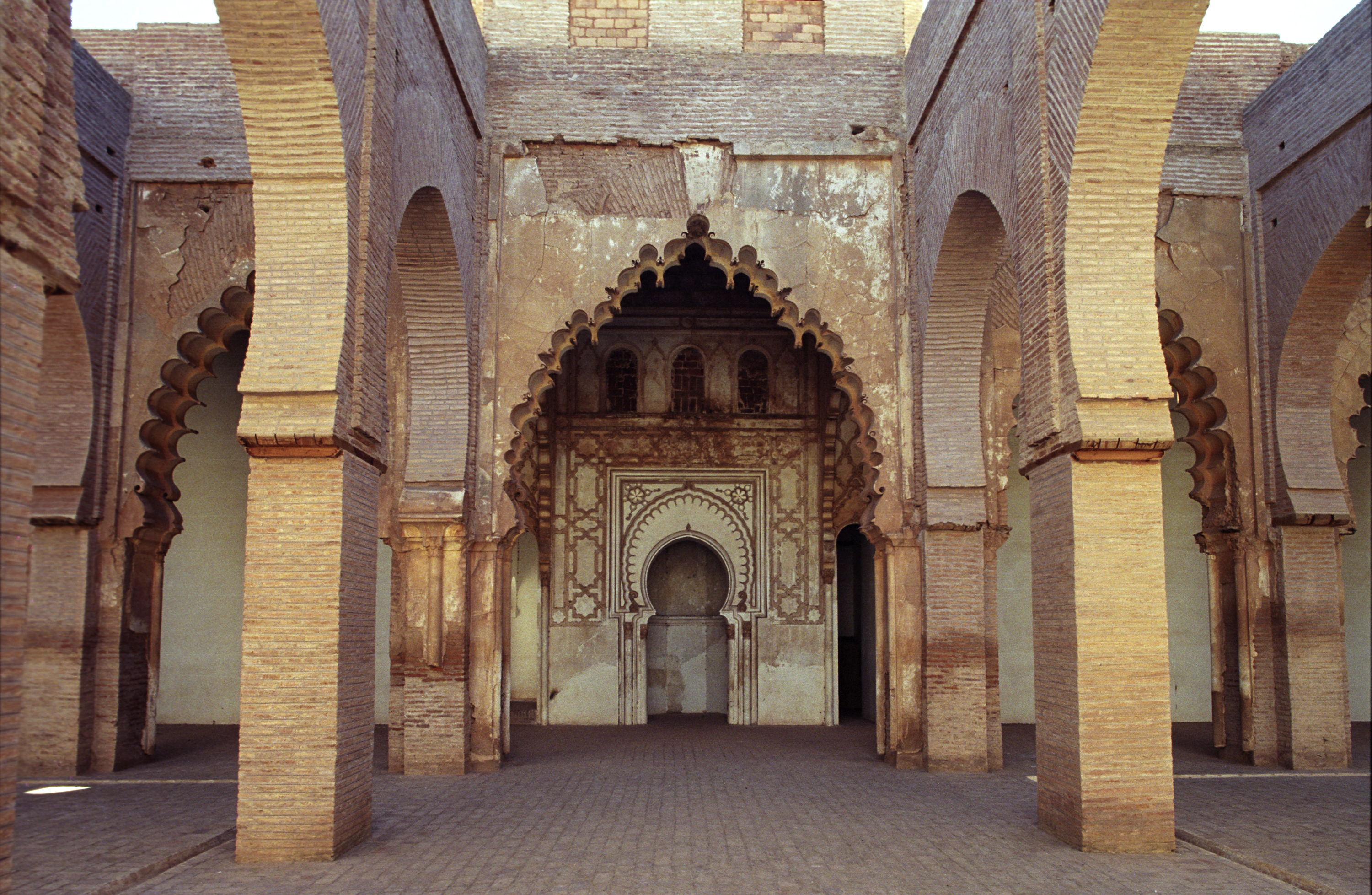
Intérieur de la mosquée de Tinmel, fief originel de la doctrine almohade.

Abd El Moumen succéda d'abord secrètement au fondateur de la secte et privilégia une politique d'alliance avec les tribus de l'Atlas. Pour ce faire, il joua non seulement de ses origines zénètes mais aussi de ce qui restait de cercles d'initiés qu'avait fondé son prédécesseur. Dès 1140, une intense campagne permet aux Almohades de s'attirer les faveurs des oasis du sud. Taza puis Tétouan sont les premières grandes cités à tomber. À la faveur du décès d'Ali ben Youssef en 1143, il s'empare de Melilla et d'Al Hoceïma, faisant ainsi du nord du Maroc sa véritable base logistique. La mort du redoutable Reverter en 1145, suivie la même année de celle de Tachfine ben Ali, permet aux Almohades les prises respectives d'Oran, de Tlemcen, d'Oujda et de Guercif. S'ensuit ensuite le long et éprouvant siège de Fès qui durera neuf mois durant lesquels Abd El Moumen se charge personnellement de prendre Meknès, Salé et Sebta. La conquête du Maroc s'achèvera finalement en mars 1147 par la prise de Marrakech, capitale du désormais déchu empire almoravide et dont le dernier roi Ishaq ben Ali sera ce jour-là impitoyablement tué. Pour fêter cette victoire, Abd El Moumen fit bâtir la mosquée Koutoubia sur les ruines de l'ancien Dar El Hajar.

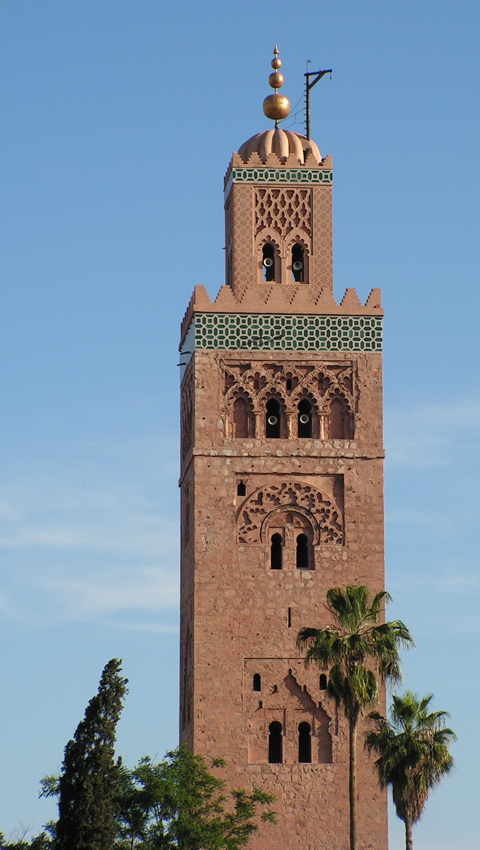
Minaret de la mosquée almohade de la Koutoubia à Marrakech.

De manière assez inédite, les premiers efforts militaires d'Abd El Moumen désormais intronisé comme calife de l'Occident musulman (pour marquer son indépendance religieuse par rapport aux Abbassides d'Orient) se tournent vers l'est du Maghreb, sous le double péril des Normands de Sicile menés par Roger II (qui ont pris le contrôle de Djerba et Mahdia et menacent la prospère Béjaïa) et des tribus bédouines (Banu Hilal) envoyées depuis la Haute-Égypte par les souverains fatimides du Caire, furieux de voir Zirides et Hammadides échapper à leur contrôle. Les opérations lancées s'avèrent largement fructueuses puisque les Bédouins sont complètement écrasés à Béjaïa puis Sétif en 1152. En 1159, une puissante armée terrestre est levée depuis Salé, secondée par une flotte de soixante-dix navires, obligeant les Normands à se retrancher sur Sfax et Tripoli. Ainsi l'Empire almohade s'étendait-il à la fin des années 1150 des rivages de l'océan Atlantique jusqu'au Golfe de Syrte, englobant toute l'Afrique musulmane à l'ouest de l'Égypte.

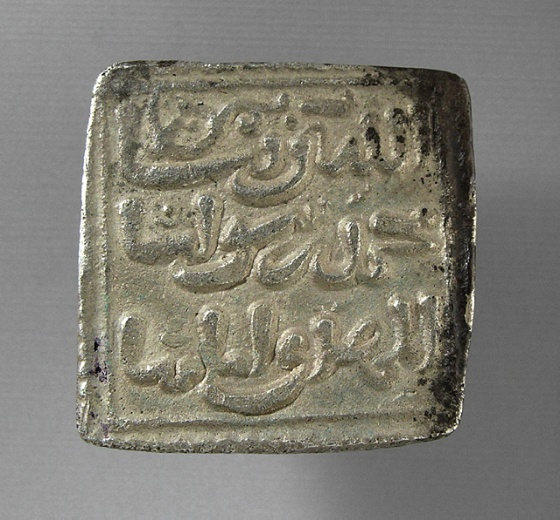
Dirham d'argent almohade.

En Andalousie la fin de la période almoravide a permis la résurgence des reinos de taifas et un regain de vigueur des Chrétiens. En 1144 les Castillans s'emparent temporairement de Cordoue. À l'ouest, Lisbonne et Santarem sont prises par les Portugais. Almería est également prise par les Aragonais pour une décennie entière. Dos au mur, les taifas se voient obligés de faire de nouveau appel aux maîtres du Maghreb. Ainsi, avant même la prise de Marrakech par les Almohades, Jerez et Cadix s'offrent à ces derniers. Dans le sillage de la prise de Marrakech, des corps expéditionnaires permettent la conquête de tout le sud de la péninsule (Grenade, Séville, Cordoue…) puis de Badajoz. En 1157, Almería est reprise. Abd El Moumen décédera finalement en 1163 à Salé. Son fils Abu Yaqub Yusuf lui succède, d'abord reconnu à Séville puis à Marrakech. Il s'efforcera jusqu'à son décès en 1184 de régner en véritable « despote éclairé », soucieux de desserrer l'étau d'orthodoxie religieuse pesant sur le Maghreb.
Sous son impulsion fleurissent des arts bien plus épanouis que sous la dynastie précédente. L'architecture en particulier atteint son apogée, se traduisant par la construction de la Giralda à Séville, fraîchement honorée du statut de capitale andalouse, ainsi que de la tour Hassan à Rabat (dont le minaret ne fut jamais achevé) et de la Koutoubia à Marrakech, toutes trois bâties sur un modèle sensiblement équivalent. Dans d'autres registres, le palais de l'Alhambra est érigé sur les hauteurs de Grenade par les Nasrides, et les Jardins de l'Agdal sont plantés à Marrakech qui se dote également d'une Casbah califale abritant les palais du souverain almohade (cf. l'article Art almoravide et almohade). C'est également sous les Almohades que vécut le brillant philosophe Averroès (de son vrai nom Ibn Rûshd ابن رشد) ainsi que Moïse Maïmonide qui ira néanmoins s'exiler au Caire afin de pouvoir pratiquer librement sa religion (il était de confession juive). Les intellectuels du califat almohade mettent à l'honneur la philosophie antique comme partout ailleurs dans le monde musulman, et plus particulièrement celle d'Aristote dont le rationalisme séduit notamment Averroès.
À la mort d'Abu Yaqub Yusuf, les Almoravides demeurés maîtres des Îles Baléares s'en vont porter le glaive là où jadis sévissaient les Normands. Ils arrachent Alger, Miliana, Gafsa et Tripoli aux Almohades et subventionnent des tribus bédouines d'Ifriqiya ainsi que les mercenaires turkmènes Ghuzz, qui s'en iront mener des razzias dans tout le Maghreb médian et descendront même jusque dans les oasis du Drâa. Matées par les vigilantes milices d'un certain gouverneur Abu Yusf, les tribus bédouines seront par la suite sédentarisées dans l'Ouest marocain, dans l'ancien pays berghouata où elles contribueront à l'effort d'arabisation des plaines du Gharb et de la Chaouia. Quant aux Ghuzz, ils sont incorporés dans l'armée almohade pour former des unités d'archers d'élite. Après la victoire d'Alarcos durant laquelle Alphonse VIII de Castille est battu par le souverain Abu Yusuf Yaqub al-Mansur, les derniers fauteurs de troubles almoravides sont écrasés dans le Sud tunisien. C'est l'âge d'or almohade.

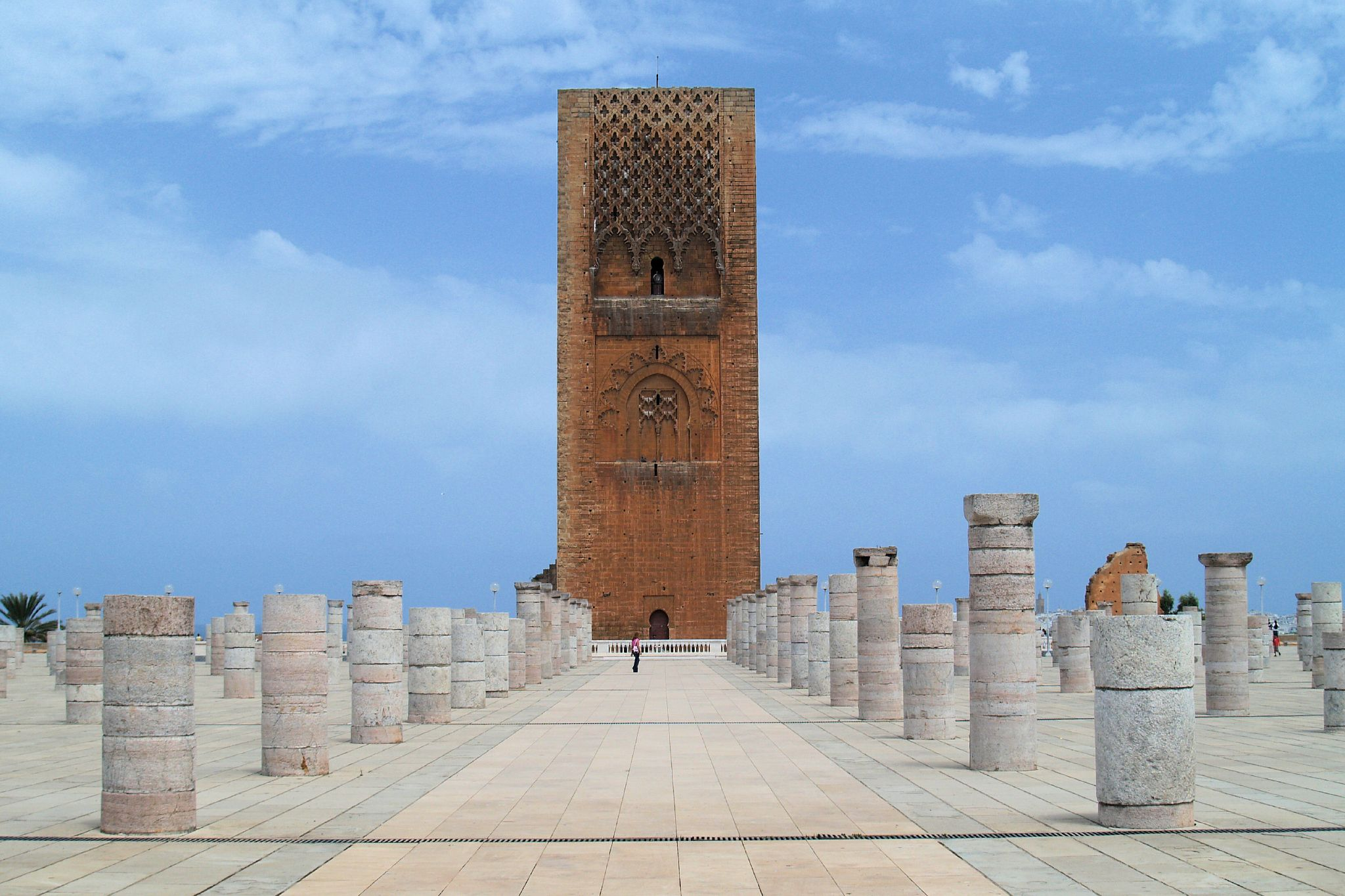
Tour Hassan construite par le calife almohade Yacoub El Mansour à Rabat.

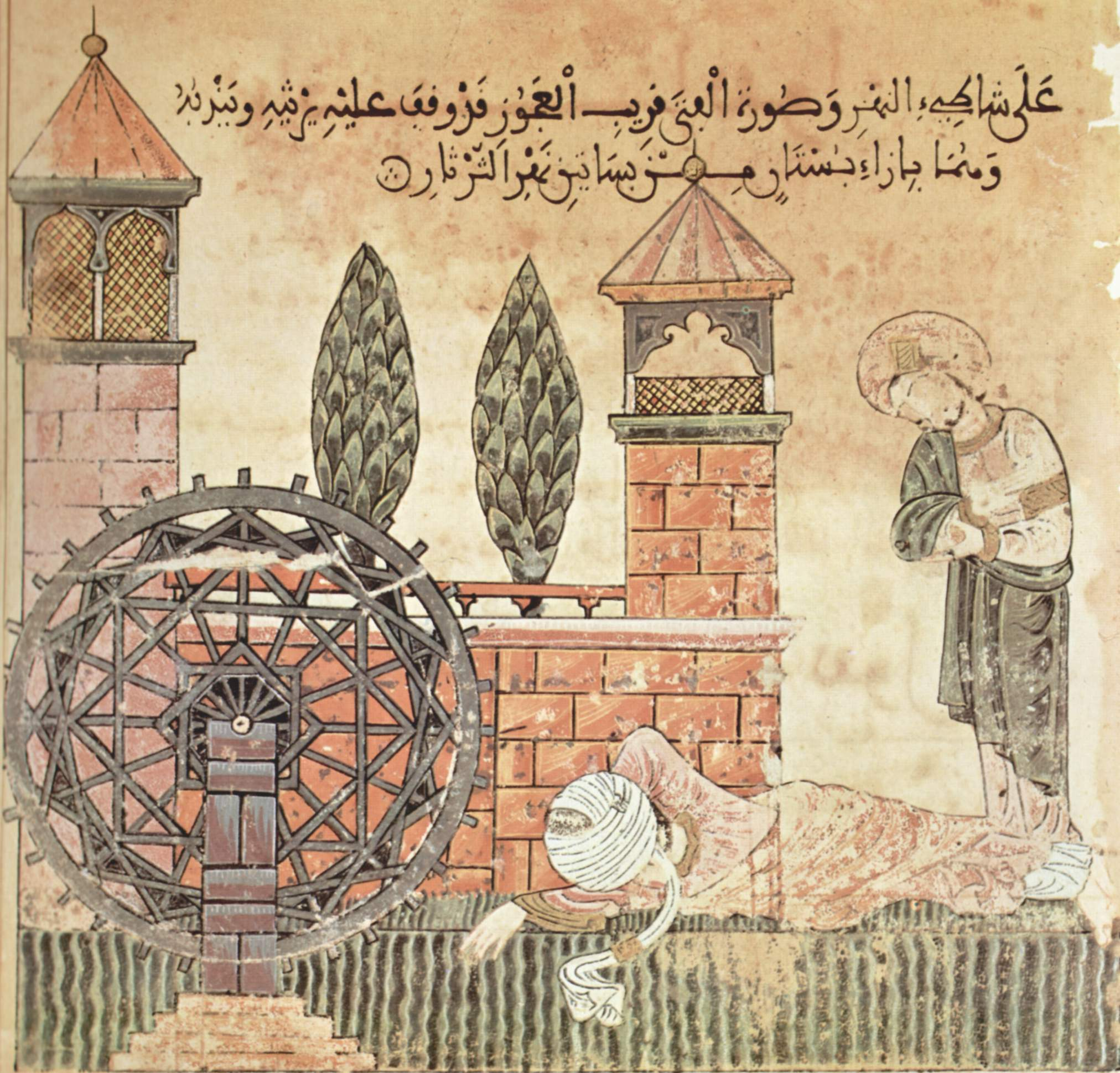
Miniature maroco-andalouse d'époque almohade illustrant le conte de Bayad et Riyad.

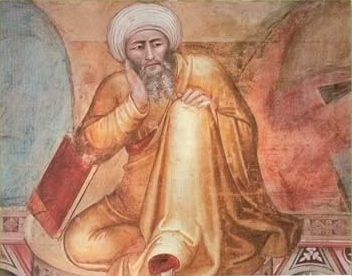
Averroès (Ibn Rushd), philosophe, cadi, mathématicien, médecin andalou de la Cour almohade, mort à Marrakech en 1198.

Muhammad an-Nasir succède à son père en 1199. Le 16 juillet 1212, son armée de 30 000, hommes est mise en déroute par une coalition de près de 62 000 chrétiens venus de France, d'Aragon, de Catalogne, du Comté de Portugal, de León et de Castille. C'est la bataille de Las Navas de Tolosa que l'histoire retiendra comme l'évènement charnière de la Reconquista. Dans le même temps, an-Nasir reçoit une étrange proposition d'allégeance de Jean sans Terre, alors en froid avec les souverains chrétiens du continent européen, de faire du lointain royaume d'Angleterre un vassal du califat almohade de Marrakech.
L'autorité des Almohades sur leur empire sera durablement affaiblie par cette débâcle, au point que Muhammad an-Nasir renoncera à son trône l'année suivante, le cédant à son fils. À 16 ans, Yusuf al-Mustansir accède donc au trône. Dépourvu d'autorité, il voit rapidement le Maghreb médian lui échapper. Il en va de même en Andalousie où le gouverneur almohade de Murcie réclame une régence et franchit le détroit pour le faire savoir. À Séville, Al-Mamoun fait sensiblement de même. Les taïfas renaissent de leurs cendres et imposent le malikisme. À Marrakech même les cheikhs souhaitent procéder à l'élection d'un nouveau calife, ne laissant d'autre choix au jeune souverain que la fuite pour un temps. Son fils, Abd al-Wahid al-Makhlu lui succède en 1223. Il mourra étranglé l'année même.
Les cheikhs de Marrakech procéderont alors à l'élection d'Abu Muhammad al-Adil. Les Hafsides, du nom d'Abû Muhammad ben ach-Chaykh Abî Hafs, autrefois vizir de Muhammad an-Nasir déclarent leur indépendance en 1226, sous l'impulsion de Abû Zakariyâ Yahyâ. La mort d'Abu Muhammad al-Adil marquera le début de l'ingérence du royaume de Castille dans les affaires marocaines. Ferdinand III de Castille soutiendra Abu al-Ala Idris al-Mamun tandis que les cheikhs soutiendront le fils de Muhammad an-Nasir, Yahya al-Mutasim. C'est le premier qui prit pour un temps l'ascendant, parvenant à prendre Marrakech et à massacrer les cheikhs. Il renia la doctrine religieuse almohade au profit du malikisme et consentit en paiement de sa dette à construire l'église Notre-Dame de Marrakech en 1230. L'édifice fut détruit deux ans plus tard.
En 1233, son fils Abd al-Wahid ar-Rachid reprit Marrakech et chassa de Fès les Bani Marin, futurs Mérinides (ces derniers faisaient payer à la ville et à sa voisine Taza un tribut depuis 1216), permettant de réunifier le Maroc. En Andalousie, Cordoue tombe aux mains de Ferdinand III de Castille dès 1236. Valence lui emboîtera le pas deux ans plus tard, puis ce sera au tour de Séville en 1248. Entre-temps, Abu al-Hasan as-Saïd al-Mutadid parviendra à rétablir un semblant d'unité sur le Maroc mais accumulera les échecs face aux Mérinides dont l'avancée est irrésistible sur le Maroc septentrional. Pour une trentaine d'années, les Almohades survivront, retranchés sur la plaine du Haouz et payant un tribut à leurs voisins septentrionaux. En 1269, Marrakech tombe. En 1276, c'est au tour de Tinmel. Un siècle et demi plus tard, la boucle almohade est bouclée et la dynastie à l'origine du puissant califat de l'ouest disparaît définitivement.

#### Au cours des croisades
L'Empire almohade, sous le règne d'Abu Yusuf Yaqub al-Mansur, établit un partenariat stratégique avec l'Égypte du sultan Saladin. Le point d'orgue de cette relation est l'ambassade d'Abu Al Harith Abderrahman Ibn Moukid envoyé par Saladin auprès de la Cour califale de Marrakech, qui concrétise l'alliance entre Almohades et Ayyoubides. Cette mission débouche sur la participation de la flotte almohade aux opérations maritimes contre les Croisés (sur les côtes du Proche-Orient ainsi qu'en mer Rouge). Après la prise de Jérusalem par Saladin en 1187, une partie de la ville sainte est repeuplée de populations provenant de l'Empire almohade qui fonderont et habiteront un quartier spécifique, le Quartier maghrébin,, dont l'un des vestiges les plus connus est la Porte des Maghrébins.

### Dynastie des Mérinides (1269-1465)
Contrairement aux deux dynasties précédentes, la montée en puissance des Mérinides n'est pas à mettre sur le compte d'une démarche personnelle associable à un individu mais plutôt à l'affirmation collective d'une tribu. L'autre rupture que marque l'accession au pouvoir des Mérinides est l'abandon du leitmotiv de la purification religieuse au profit d'une conception de la conquête du pouvoir plus classique, plus conforme à l'identité tribale des protagonistes.

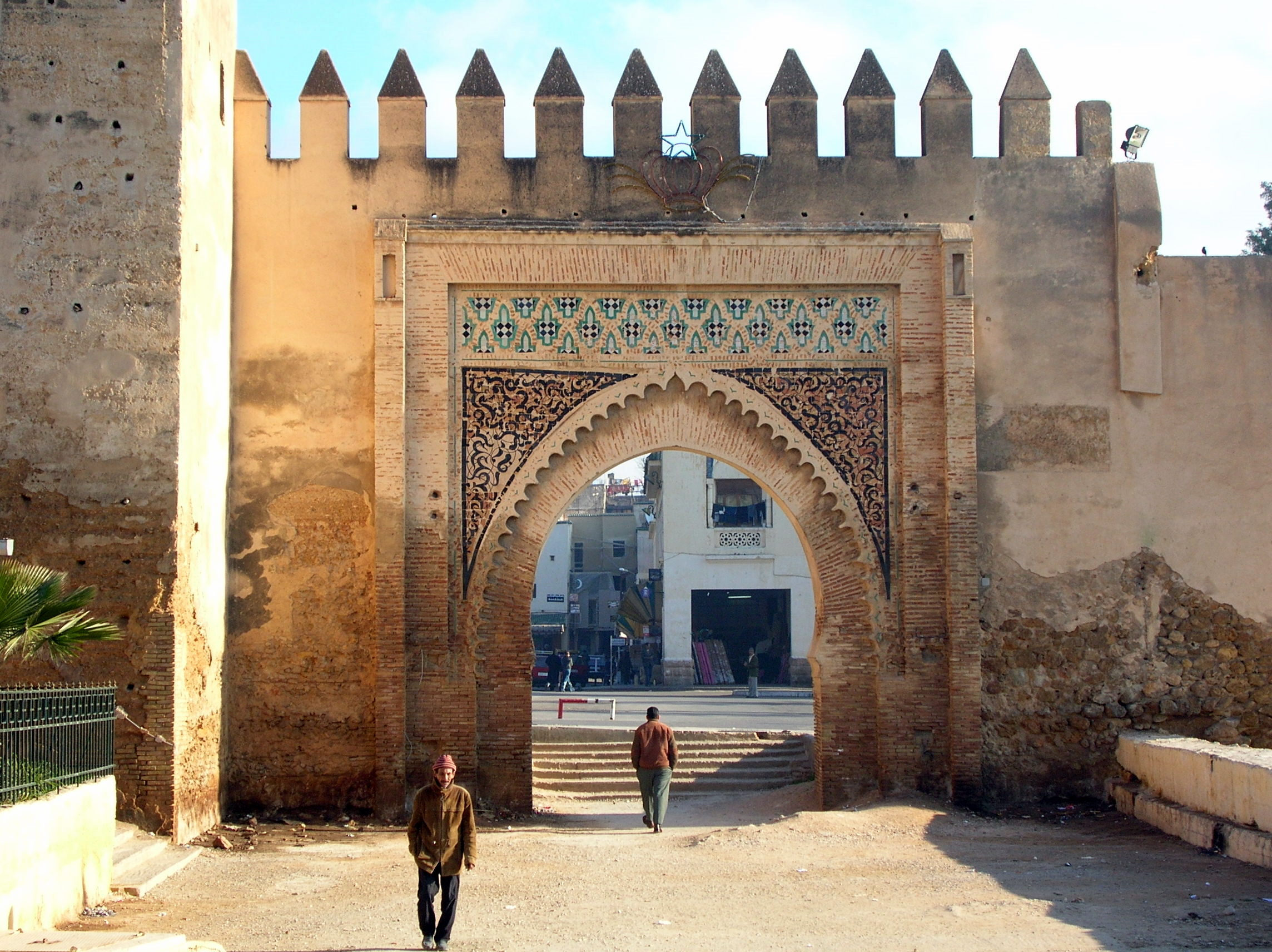
Une des portes de Fès Jdid, la capitale des Mérinides à partir de 1276.

La tribu en question est une tribu zénète dont les origines sont issues des Wassin. Toujours est-il que les Beni Merin (ou Bani Marin) constituent tout au long du XIIe siècle l'archétype d'une tribu berbère quelconque, nomadisant entre le bassin de la Haute-Moulouya à l'ouest (entre Guercif et Missour) et le Tell algérien, au sud de Sidi Bel Abbès à l'est. La première occurrence de la tribu des Beni Merin dans l'historiographie marocaine coïncide avec leur participation en tant que groupe à la bataille d'Alarcos (1196), bataille finalement remportée par le camp almohade. C'est à cette occasion que s'illustre Abd al-Haqq considéré comme le véritable fondateur de la dynastie mérinide. De retour au pays, la tribu retombe dans un anonymat relatif jusqu'à la cinglante défaite almohade de Las Navas de Tolosa à l'issue de laquelle les troupes Mérinides iront défaire 10 000 soldats almohades. À la suite de ce succès, les Mérinides s'installent temporairement dans le Rif, soutenus par des Meknassas sédentarisés au nord de Taza.
Dès 1216, ils se faisaient payer tribut par les cités de Fès et Taza. Les Almohades soucieux de restaurer leur autorité sur tout leur territoire lancent de nombreuses contre-offensives, le plus souvent vaines. C'est au cours d'une de ces manœuvres que décède Abd al-Haqq. Son fils Uthman ben Abd al-Haqq lui succède. Dès 1227, toutes les tribus entre le Bouregreg et la Moulouya ont fait allégeance aux Mérinides. En 1240, Uthman ben Abd al-Haqq décède, assassiné par son esclave chrétien. C'est son frère Muhammad ben Abd al-Haqq qui lui succède, assiégeant avec un succès relatif Meknès. Il décède en 1244, tué par des milices chrétiennes au service des Almohades. Au milieu de la décennie 1240, les troupes almohades sont mises en déroute à Guercif. Les Mérinides s'engouffrent alors dans la très stratégique Trouée de Taza, tremplin qui leur permit d'entreprendre le siège de Fès en août 1248 et d'envisager la prise de toute la moitié nord du Maroc. Mais la moitié sud n'est pas en reste. Abu Yahya ben Abd al-Haqq ayant précédemment succédé joue des amitiés traditionnelles des Beni Merin avec les Béni-Ouaraïn du Moyen Atlas et d'autres tribus du Tafilalet pour contrôler les oasis et détourner les revenus du commerce transsaharien de Marrakech vers Fès, désignée comme capitale mérinide.
En 1258, Abu Yusuf Yaqub ben Abd al-Haqq succède à son frère enterré dans l'antique nécropole de Chellah qu'il avait commencé à réhabiliter. Le début de son règne est marqué par une lutte avec son neveu qui réclamait la succession. Ce dernier parvient à prendre Salé. La situation à l'embouchure du Bouregreg profite à la Castille qui occupera la ville pendant deux semaines en 1260, sur l'ordre d'Alphonse X. L'ouest du Rif fut également en proie à de nombreuses insurrections Ghomaras tandis que Ceuta et Tanger étaient alors aux mains d'un sultan indépendant, un dénommé El Asefi. Rapidement le nouveau souverain exprima son désir d'en découdre rapidement avec les Almohades retranchés dans le Haouz, l'est des Doukkala et une partie du Souss. Une première tentative en ce sens se solda par un échec en 1262. Les Almohades pressèrent alors les Abdalwadides d'attaquer leurs rivaux Mérinides par surprise. Yaghmoracen Ibn Ziane, souverain abdalwadide fut défait en 1268. L'année suivante, Marrakech fut définitivement prise.

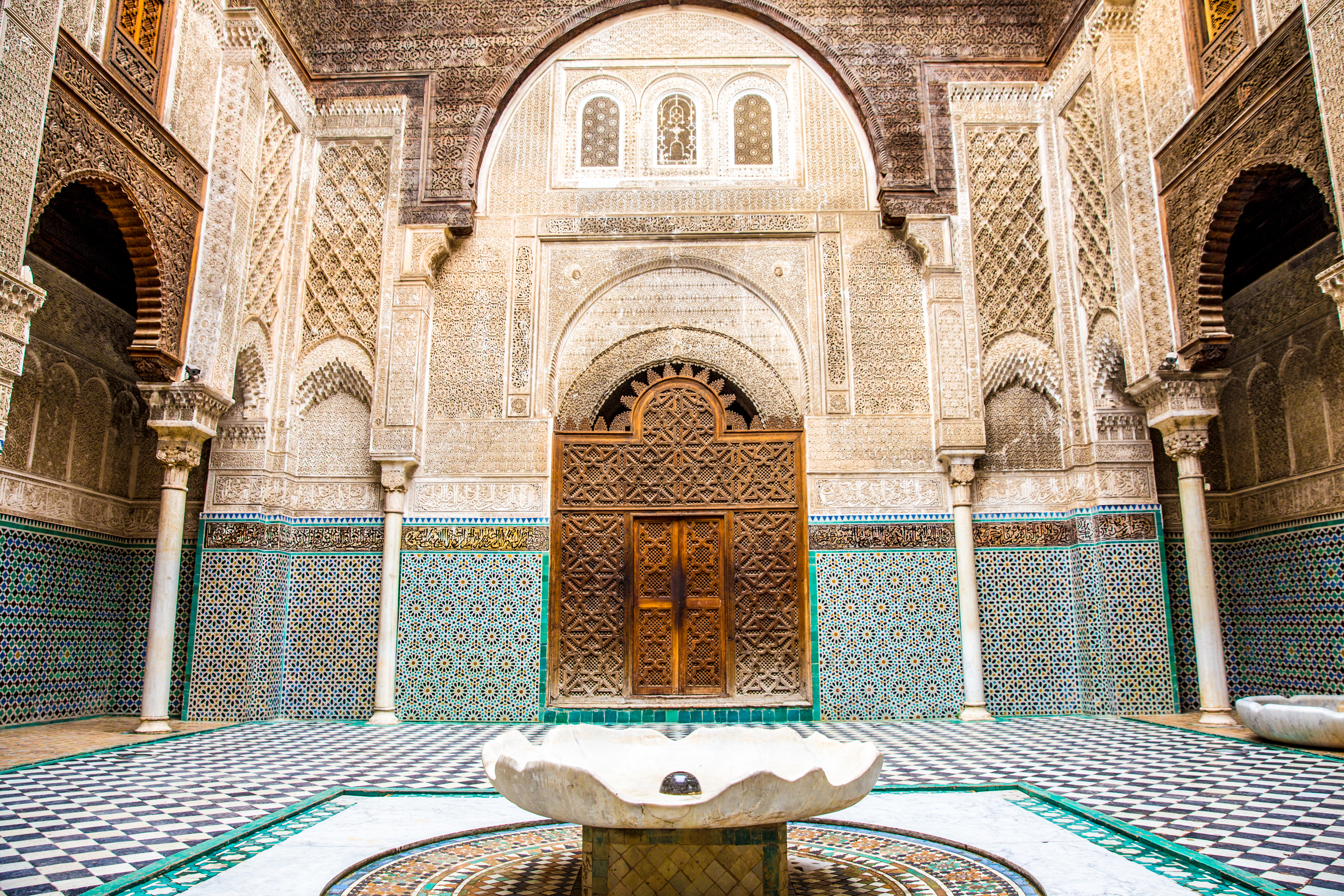
Médersa Attarine de Fès construite sous le règne du sultan Abû Saïd Uthmân ben Yaqub (1310-1331).

Durant les années qui suivirent, il bouta les Espagnols hors de tous leurs établissements atlantiques jusqu'à Tanger. En 1276, Fès, la capitale du royaume, se voit augmentée d'un nouveau quartier, à l'écart de l'ancienne ville, où se côtoient notamment le palais royal et le Mellah (Fès El Jedid). Globalement la ville connaîtra sous l'ère mérinide un second âge d'or, après celui connu sous les Idrissides. Après la pacification totale du territoire et la prise de Sijilmassa aux Abdalwadides, le sultan franchit le détroit et tente de reconstituer la grande Al-Andalus musulmane des Almohades. Les entreprises espagnoles des Mérinides furent complexes mais n'accouchèrent que de peu de résultats concrets. À la suite du siège de Xérès, un traité de paix stipulant le retour de nombreux documents et ouvrages d'art andalous (tombés aux mains des chrétiens lors des prises de Séville et Cordoue) vers Fès. En 1286, Abu Yusuf Yaqub ben Abd al-Haqq décède à Algésiras. Il est inhumé à Chellah. Son fils Abu Yaqub Yusuf, plus tard dit an-nāsr, lui succède et se voit confronté dès son intronisation à un durcissement des révoltes dans le Drâa et à Marrakech et à un désaveu de certains membres de sa famille, s'alliant tantôt avec les Abdalwadides ou les révoltés. Il rendit Cadix aux Nasrides de Grenade en guise de bonne volonté mais six ans plus tard, en 1291, ces derniers, alliés aux Castillans dont ils sont les vassaux, entreprennent de bouter définitivement les Mérinides de la péninsule Ibérique. Après quatre mois de siège, Tarifa est prise par les Castillans. Mais les yeux d'Abu Yaqub Yusuf an-Nasr sont plutôt rivés sur Tlemcen, capitale des éternels rivaux des Beni Merin que sont les Abdalwadides. Il se dirige vers Tlemcen à la tête d'une armée cosmopolite puisqu'essentiellement composée de mercenaires chrétiens (Castillans et Aragonais principalement), de Turkmènes et de Kurdes. Le siège durera huit ans et se poursuivra jusqu'à l'assassinat du souverain, des mains d'un des eunuques de son harem, en 1307.
Jusqu'à l'avènement d'Abu al-Hasan ben Uthman en 1331, la dynastie est marquée par une forme de décadence dont les signes principaux sont la multiplication des querelles de succession, des révoltes populaires et des soulèvements militaires.
En 1331 donc, Abu al-Hasan ben Uthman (surnommé le Sultan noir) succède à son père, quelques mois seulement après avoir obtenu son pardon. Rapidement, l'obsession de ses aînés pour Tlemcen le rattrape. Il entame un nouveau siège sur la ville qui s'avèrera vain. Il évince ceux qui dans son entourage familial le jalousent mais sait faire preuve d'une grande dextérité dans sa gestion des ambitions tribales. Tlemcen tombe enfin en 1337. Abu al-Hasan ben Uthman est auréolé de gloire. Cette victoire lui ouvre la voie du Maghreb médian mais avant de s'engouffrer dans cette brèche ouverte en direction d'Ifriqiya, le souverain tient à venger la mort de son fils Abu Malik, surpris par les Castillans après son succès à Gibraltar en 1333. La bataille de Tarifa, le 30 octobre 1340 se solde par une lourde défaite qui signera la fin définitive des ambitions marocaines en terre espagnole.
Sept années plus tard, le sultan et ses armées parviennent à soumettre l'Ifriqiya. L'année suivante pourtant, les Mérinides essuient une cuisante défaite à Kairouan. L'écho de la déconvenue est grand, au point que naît et se répand une folle rumeur selon laquelle le Sultan noir serait mort au combat. À Tlemcen, Abu Inan Faris est alors intronisé. C'est de sa volonté qu'émanera la construction de la médersa Bou Inania de Fès.
Il a d'ailleurs également parachevé la construction de la Medersa Bou Inania de Meknès, entamé par son aîné. Ce dernier tentera un vain retour via Alger puis Sijilmassa. Il est finalement défait et tué par les armées de son fils sur les rives de Oum Errabiâ. Abu Inan Faris, profondément chagriné par ce décès, tentera alors de faire asseoir son autorité sur l'ensemble du royaume, de nouveau fragilisé par la recrudescence des volontés insurrectionnelles. Il s'entoure à ces fins d'Ibn Khaldoun, penseur de génie et véritable précurseur de la sociologie moderne. Son neveu, maître de Fès, est exécuté, mais à l'occasion de ce déplacement au Maroc, c'est Tlemcen qui se soulève. Une intense campagne permet un certain regain de vigueur des Mérinides mais Abu Inan est étranglé des mains d'un de ses vizirs, un certain al-Foudoudi, le 3 décembre 1358, neuf ans seulement après son accession au pouvoir.

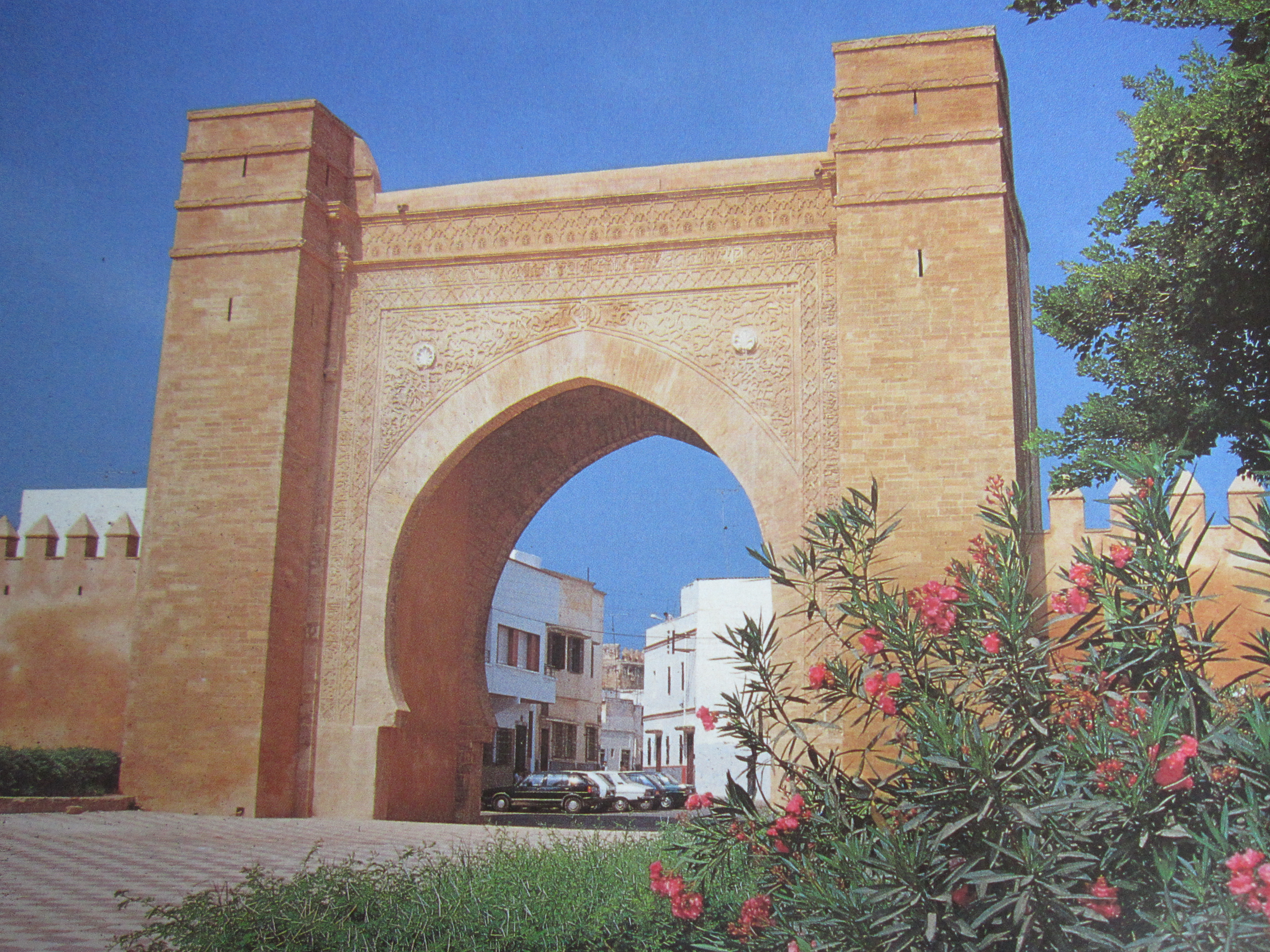
Bab el-Mrissa porte de l'arsenal maritime militaire de Salé construit par les Mérinides à la suite de l'attaque de la flotte du roi Alphonse X en 1260.

L'anarchie est alors à son paroxysme. C'est le premier grand déclin de la dynastie. Chaque vizir tente de porter sur le trône le prétendant le plus faible et manipulable. Les richesses patiemment accumulées par les souverains précédents sont pillées. Un premier prétendant venu de Castille parvient à se soustraire pour un temps à ce diktat des vizirs. Il s'appelle Abû Ziyân Muhammad ben Ya`qûb plus simplement appelé Muhammad ben Yaqub. Reconnu et acclamé dans le nord du Maroc, il règne à partir de 1362 sur un royaume dont seule la moitié nord (de la Tadla aux contreforts méridionaux du Rif) est demeurée loyale à l'autorité mérinide. Tout au long de son bref règne, il tentera de faire évincer un à un les vizirs jugés encombrants mais ce sont des mains d'un de ces derniers, le grand vizir Omar, qu'il périra en 1366.
Omar désincarcère alors le fils d'Abu l'Hasan, Abu Faris Abd al-Aziz ben Ali ou plus simplement Abd al Aziz. Après avoir réussi le tour de force d'évincer bon nombre de vizirs dont celui qui l'a porté au pouvoir, il parvient à mater le pouvoir parallèle en place à Marrakech (pouvoir dit d'Abou l'Fadel, vaincu en 1368). Il parvient à asseoir son autorité en pays Hintata, puis dans le Souss et à Sijilmassa. En 1370, Tlemcen, où s'était reconstitué le pouvoir abdalwadide, retombe aux mains des Mérinides. Mais deux ans plus tard seulement, il meurt. Le royaume est à nouveau scindé en deux, les zaouïas prenant le pouvoir à Marrakech. La peste noire provoque de graves ravages.

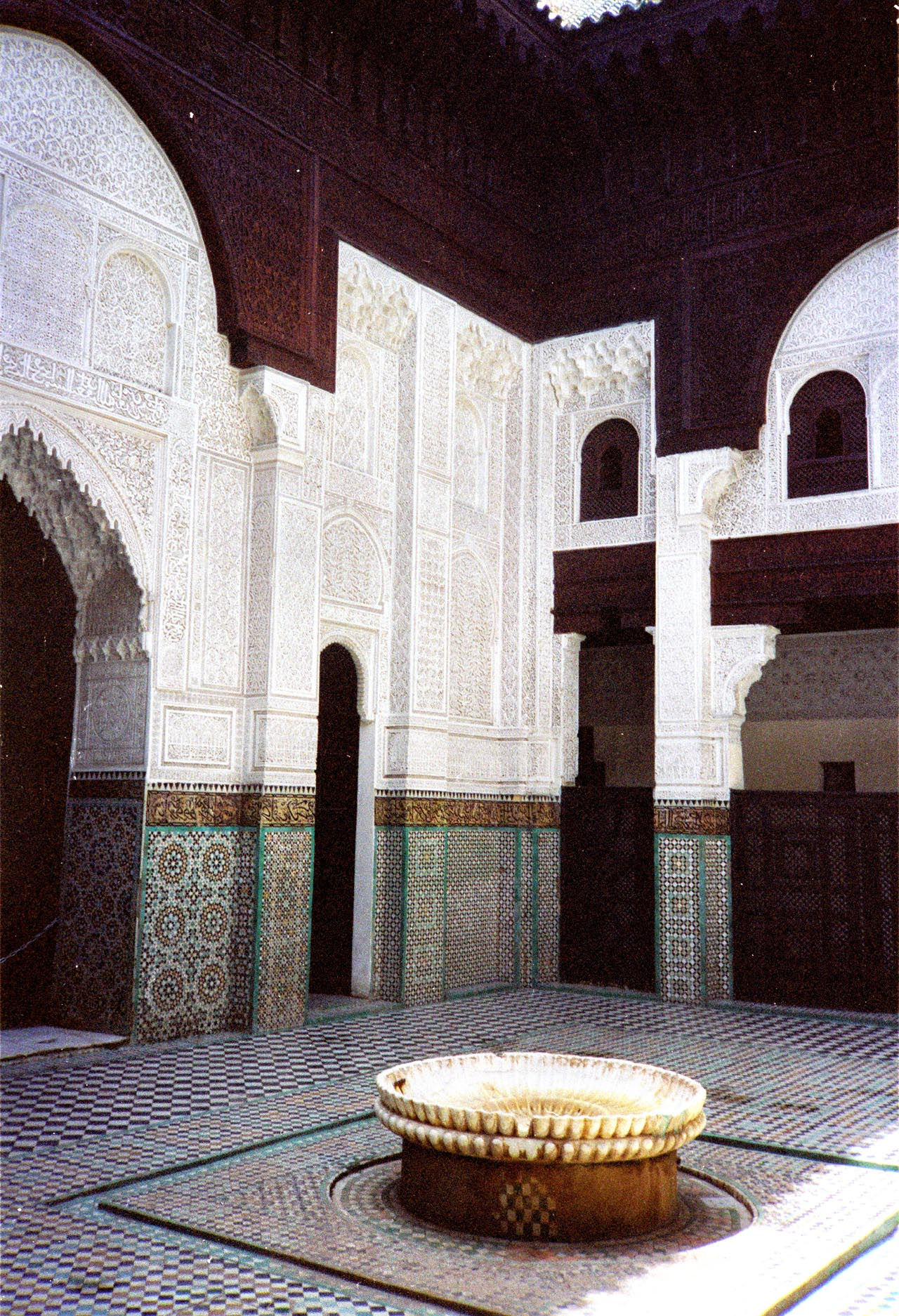
Medersa Bou Inania de Meknès achevée sous le règne du sultan Abu Inan Faris.

S'ensuivent 21 années de déclin durant lesquelles se multiplient les intrigues dynastiques, les coups politiques des différents vizirs, les ingérences nasrides et de vaines tentatives de coups d'éclat militaires face à Tlemcen. Durant les deux périodes de déclin, la pratique de la piraterie se développe, tant dans le Nord, dans les environs de Tanger et Ceuta, que sur la côte atlantique (à Anfa notamment, qui sera d'ailleurs détruite en représailles par les Portugais en 1468).
En 1399, alors que le Maroc est en proie à une anarchie des plus totales, le roi Henri III de Castille arme une expédition navale destinée à annihiler la pratique de la course depuis Tétouan. En fait, la ville est non seulement mise à sac mais également totalement vidée de sa population (la moitié est déportée en Castille). En 1415, c'est au tour de Ceuta de tomber aux mains des troupes de Jean Ier, roi du Portugal, lui aussi en croisade contre la course maritime des cités côtières marocaines.
La dynastie mérinide connait un tragique déclin. Abû Saïd Uthmân III dit Abu Said succède à Abu Amir Abd Allah dans des circonstances troubles. Prince taciturne, il se tourne à nouveau vers Tlemcen. Mais le vent a tourné et Abou Malek, souverain abdalwadide, pétri de haine à l'encontre des maîtres de Fès, parvient à prendre la ville et impose un souverain fantoche. Les documents concernant cette période sont très flous et se contredisent. Toujours est-il que Abu Muhammad Abd al-Haqq succède à Abu Said alors qu'il n'a qu'un an (1421). Cette accession au trône appela bien sûr une régence. Les vizirs wattassides s'avéreront incontournables.

### Dynastie idrisside, branche des Joutey (1465-1471)
Mohammed ibn Ali al-Idrissi al-Amrani al-Joutey (arabe : محمد بن علي العمراني الجوطي الإدريسي) est le 20e descendant en ligne directe d'Idris Ier. Chef de file des chorfas de Fès au milieu du XVe siècle, il est proclamé sultan du Maroc à la suite de la révolte de 1465 qui aboutit à l'assassinat du sultan mérinide Abd al-Haqq II, mort sans laisser d'héritier. Il ne réussit cependant pas à imposer son autorité bien au-delà de Fès et de sa région.
Le règne de Mohammed ibn Ali dure jusqu'en 1471, date à laquelle il est renversé par Mohammed ach-Chaykh, qui fonde la dynastie des Wattassides.

### Wattassides (1472-1554)

Le sultan wattasside Ahmad ben Muhammad al Wattassi (1526-1549).

Les Wattassides, Ouattassides ou Banû Watâs, sont une tribu de Berbères zénètes comme les Mérinides.
Cette tribu, qui serait initialement originaire de l'actuelle Libye, était établie dans le Rif, au bord de la Méditerranée. De leur forteresse de Tazouta, entre Melilla et la Moulouya, les Beni Wattas ont peu à peu étendu leur puissance aux dépens de la famille régnante mérinide (voir l'article détaillé sur les Wattassides).

Ces deux familles étant apparentées, les Mérinides ont recruté de nombreux vizirs chez les Wattassides. Les vizirs wattassides s'imposent peu à peu au pouvoir. Le dernier sultan mérinide est détrôné en 1465. Il s'ensuit une période de confusion qui dure jusqu'en 1472. Le Maroc se trouve coupé en deux, avec à Marrakech les émirs Hintata auxquels succède la dynastie arabe émergente des Saadiens, et à Fès le sultanat wattasside déclinant. Plus au nord, à Tétouan et à Chaouen, apparaît une principauté à dominante andalouse peuplée par les réfugiés du royaume de Grenade (conquis par les Espagnols catholiques en 1492) et dirigée par une femme nommée Sayyida al-Hurra. Sayyida al-Hurra (ou Sitt al-Hurra) mène une lutte implacable contre les Portugais qui occupent Ceuta depuis 1415, et contracte une alliance matrimoniale avec les Wattassides en épousant le sultan Abu al-Abbas Ahmad ben Muhammad. Sur le plan stratégique elle joint ses forces à celles de l'amiral turc Arudj Barberousse qui lutte contre les Espagnols en Méditerranée occidentale.

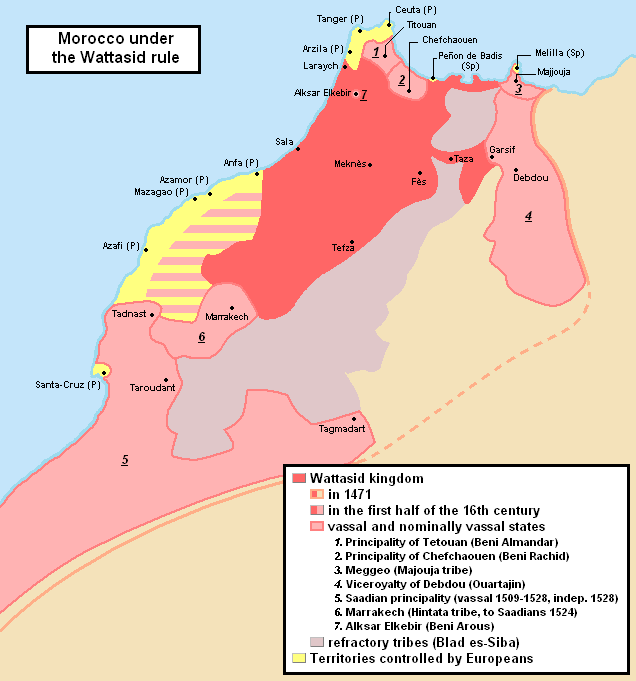
Le Maroc au début du XVI : en rouge, le domaine des Wattasides ; en rose, les vassaux des Wattassides.

En 1472, les sultans wattassides ont perdu tous leurs territoires d'importance et ne contrôlent plus la rive marocaine du détroit de Gibraltar. Les Portugais prennent possession de Tanger en 1471 puis cèdent la ville à l'Angleterre en 1661 comme dot apportée par Catherine de Bragance à son époux Charles II d'Angleterre.
Durant la domination portugaise (1471-1661, avec un intermède espagnol entre 1580 et 1640), Tanger constitue la capitale de l'Algarve d'Afrique, car il existe alors deux Algarves, celle d'Europe et celle d'Afrique, toutes deux considérées comme territoires relevant personnellement de la dynastie d'Aviz puis de la dynastie de Bragance (le roi du Portugal porte aussi le titre de roi des Algarves). Durant la domination anglaise, Tanger est une place forte stratégique, dotée d'un statut spécial et élisant des représentants à la Chambre des communes à Londres, mais l'entretien d'une garnison importante se relève trop coûteux aux yeux de l'opinion anglaise. Cela pousse Charles II à faire évacuer la place, qui est prise par les troupes marocaines du sultan Moulay Ismail en 1684.

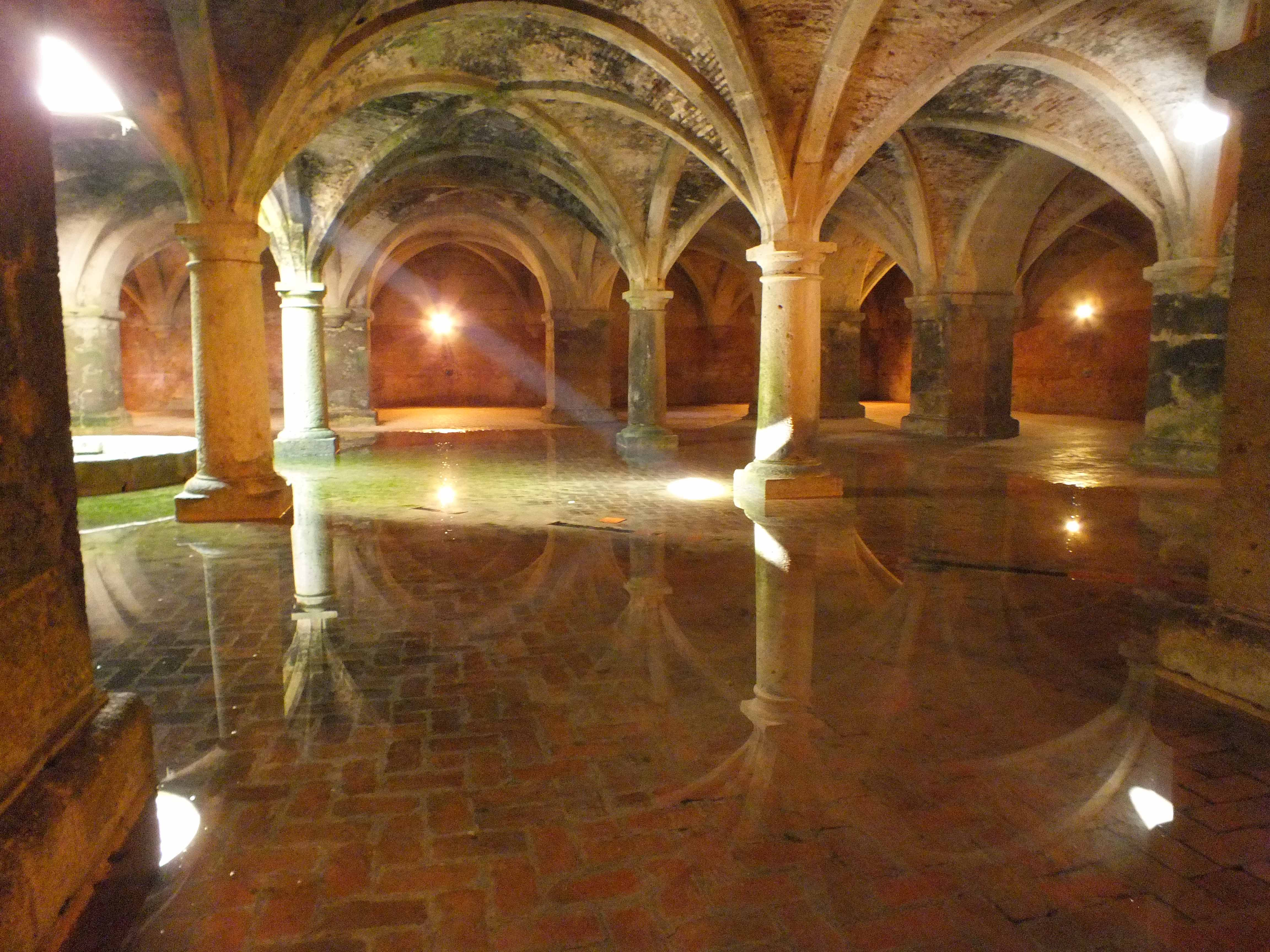
Citerne aux voûtes gothiques, construite par les Portugais à El Jadida (Mazagan) en 1514.

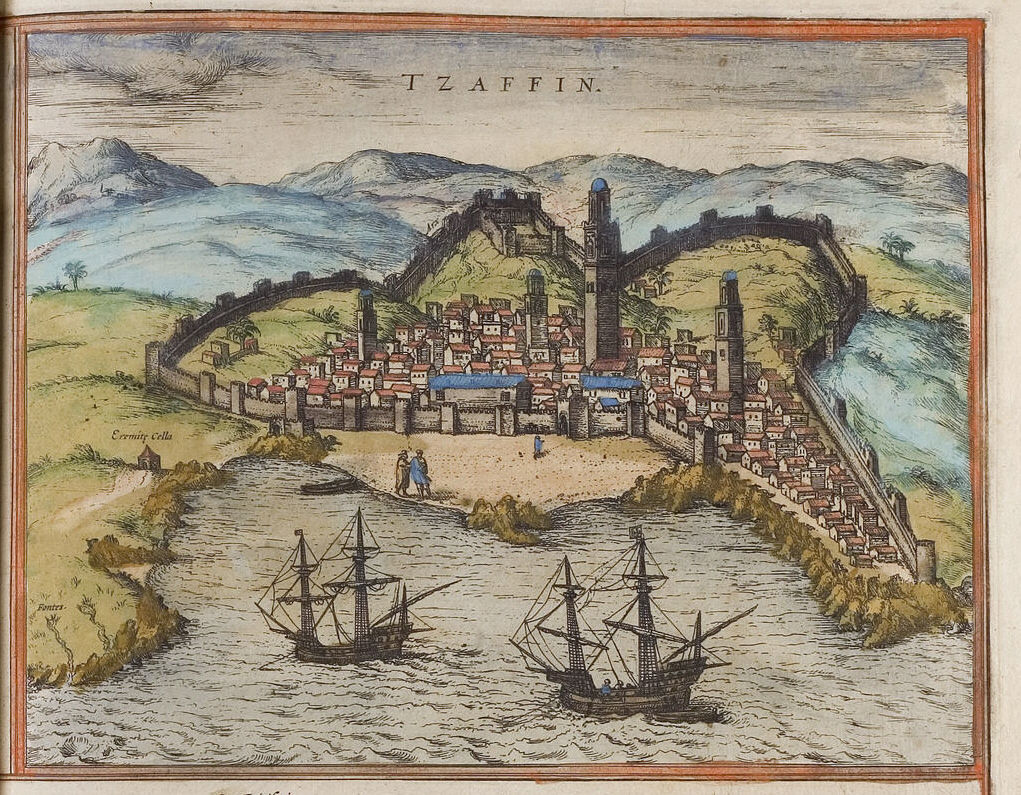
Vue de Safi au XVIe siècle.

Sous les règnes successifs d'Alphonse V, Jean II et Manuel Ier (période marquant l'apogée de l'expansion portugaise) l'Algarve africaine englobe presque tout le littoral atlantique marocain, à l'exception de Rabat et de Salé. Les Portugais contrôlent la portion côtière s'étendant de Ceuta à Agadir et à Boujdour, avec pour points de jalon les places fortes de Tanger, Assilah, Larache, Azemmour, Mazagan, Safi et Castelo Real de Mogador. Ces possessions forment des fronteiras, équivalent portugais des presidios espagnols, et sont utilisées comme escales sur les routes maritimes du Brésil et de l'Inde portugaise.
Néanmoins la plus grande partie du Maroc portugais est reconquise par les Saadiens en 1541. La dernière fronteira de la Couronne lusitane est Mazagan, récupérée par les Marocains en 1769. Les Espagnols pour leur part s'attribuent la côte méditerranéenne avec les présides de Melilla et le rocher de Vélez de la Gomera, ainsi que la région de Tarfaya faisant face aux îles Canaries. Ils prennent également le contrôle de Ceuta à l'issue de la débâcle portugaise à la Bataille des Trois Rois qui se solde par l'Union ibérique (1580).
De cette époque, émerge la figure étonnante de Mustapha Zemmouri, plus connu sous le nom d'Estevanico (ou Esteban le Maure), Marocain natif d'Azemmour revendu par les Portugais comme esclave à Andrés Dorantes de Carranza, et qui s'illustre par son exploration de l'Amérique du Nord dans les rangs des conquistadors espagnols au début du XVIe siècle.
Les Wattassides affaiblis donnent finalement le pouvoir à une dynastie se réclamant d'une origine arabe chérifienne (les Saadiens) en 1554.

#### Liens avec Al-Andalus

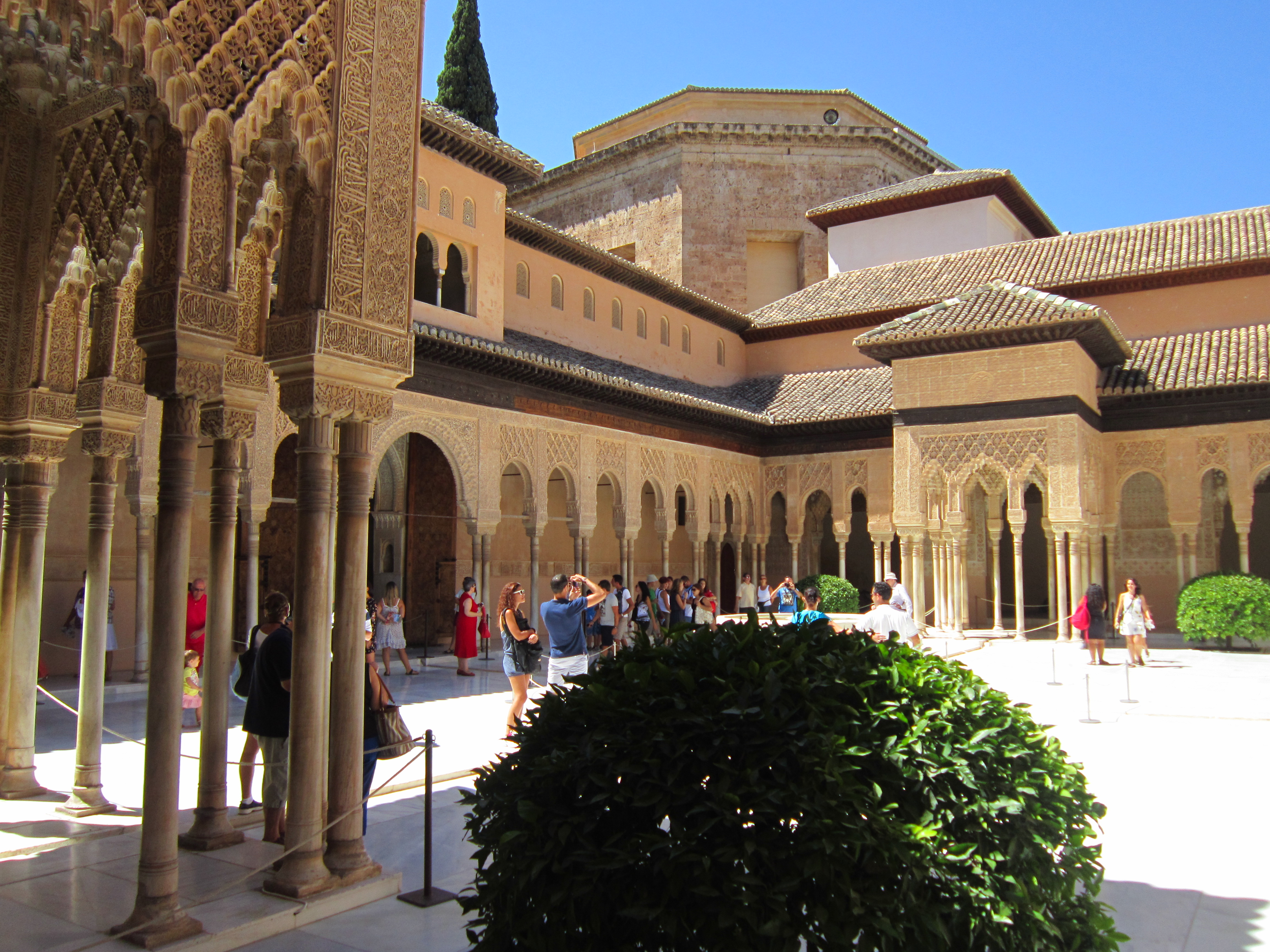
« Cour des Lions » de l'Alhambra à Grenade, le palais des sultans nasrides qui eurent d'étroites relations avec les Mérinides.

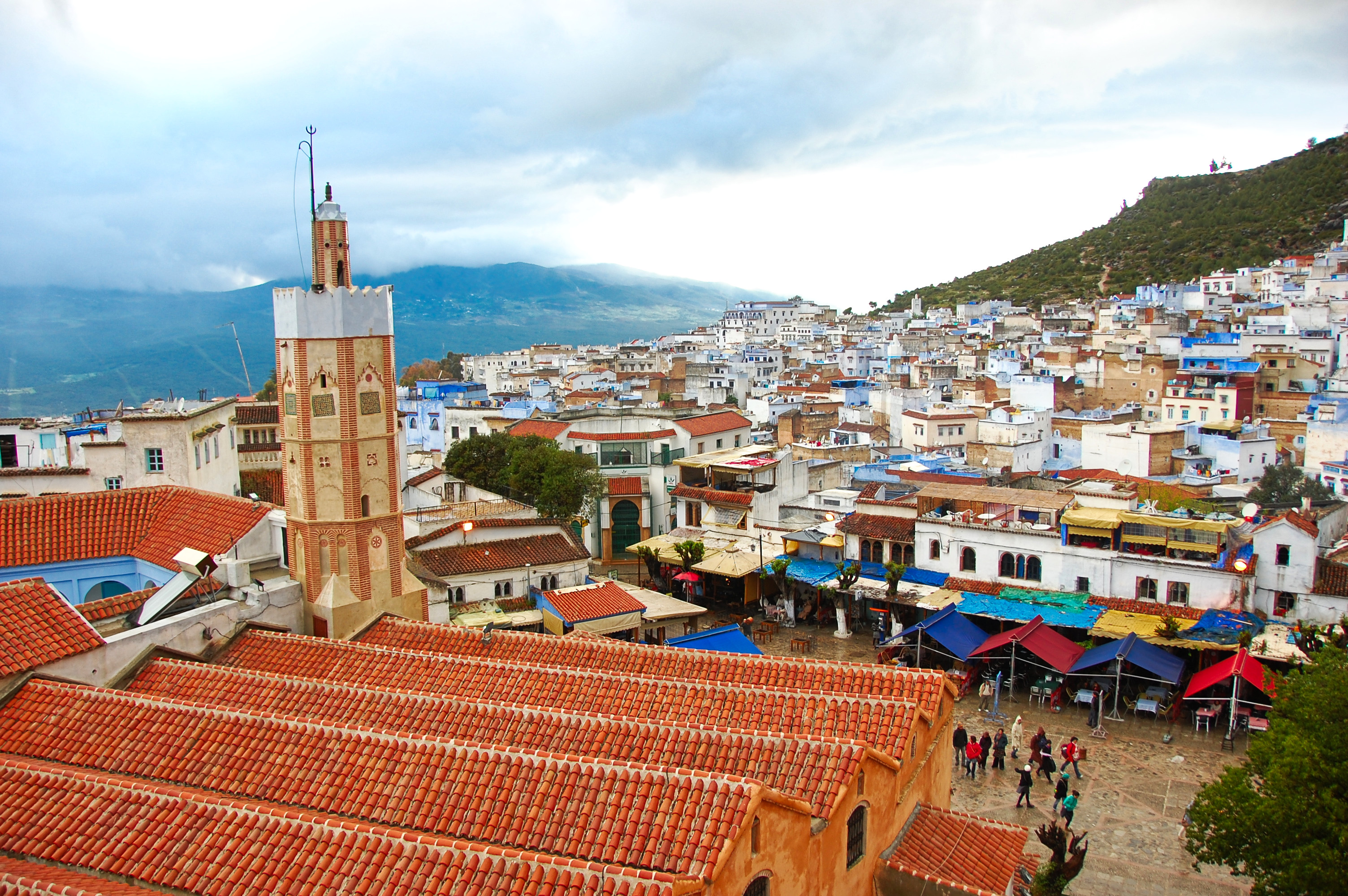
La ville de Chefchaouen dans le nord du Maroc fut peuplée par des populations andalouses fuyant la disparition du royaume de Grenade en 1492.

En 1492, sept siècles après la conquête musulmane de la péninsule Ibérique, le dernier royaume musulman en Espagne, Grenade, est reconquis par les rois catholiques.
Dès le début des succès de la Reconquista au XIIe siècle, certains Andalous avaient commencé à se replier vers le Maroc ; mais la majorité d'entre eux a été contrainte de quitter l'Espagne principalement en deux temps : à la chute de Grenade en 1492, et en 1609 avec l'expulsion des Morisques. Par ailleurs les ultimes descendants de la dynastie nasride menés par Boabdil se réfugièrent à Fès après la chute du dernier royaume musulman andalou de Grenade.
L'exode de ce peuple, que le pays devra intégrer dans ses tissus sociaux et économiques, va marquer un nouveau tournant dans la culture, la philosophie, les arts et la politique. L'immigration andalouse sera plus délicate dans certaines villes marocaines. Les Andalous vont soit habiter dans d'anciennes cités, soit en construire de nouvelles ; néanmoins, ils s'installeront surtout dans le nord du pays, notamment à Tanger, Tétouan, Oujda, Chefchaouen, mais aussi à Rabat, Salé et Fès.
Les Morisques installés à Rabat (dite Salé-le-Neuf) et Salé (aussi dite Salé-le-Vieil) formèrent une république corsaire inspirée des Régences barbaresques d'Alger et de Tunis, vivant de courses commerciales fructueuses qui les emmenèrent à négocier avec de nombreux États (Espagne, Portugal, France, Angleterre, Hollande).

### Dynastie des Saadiens (1554-1659)

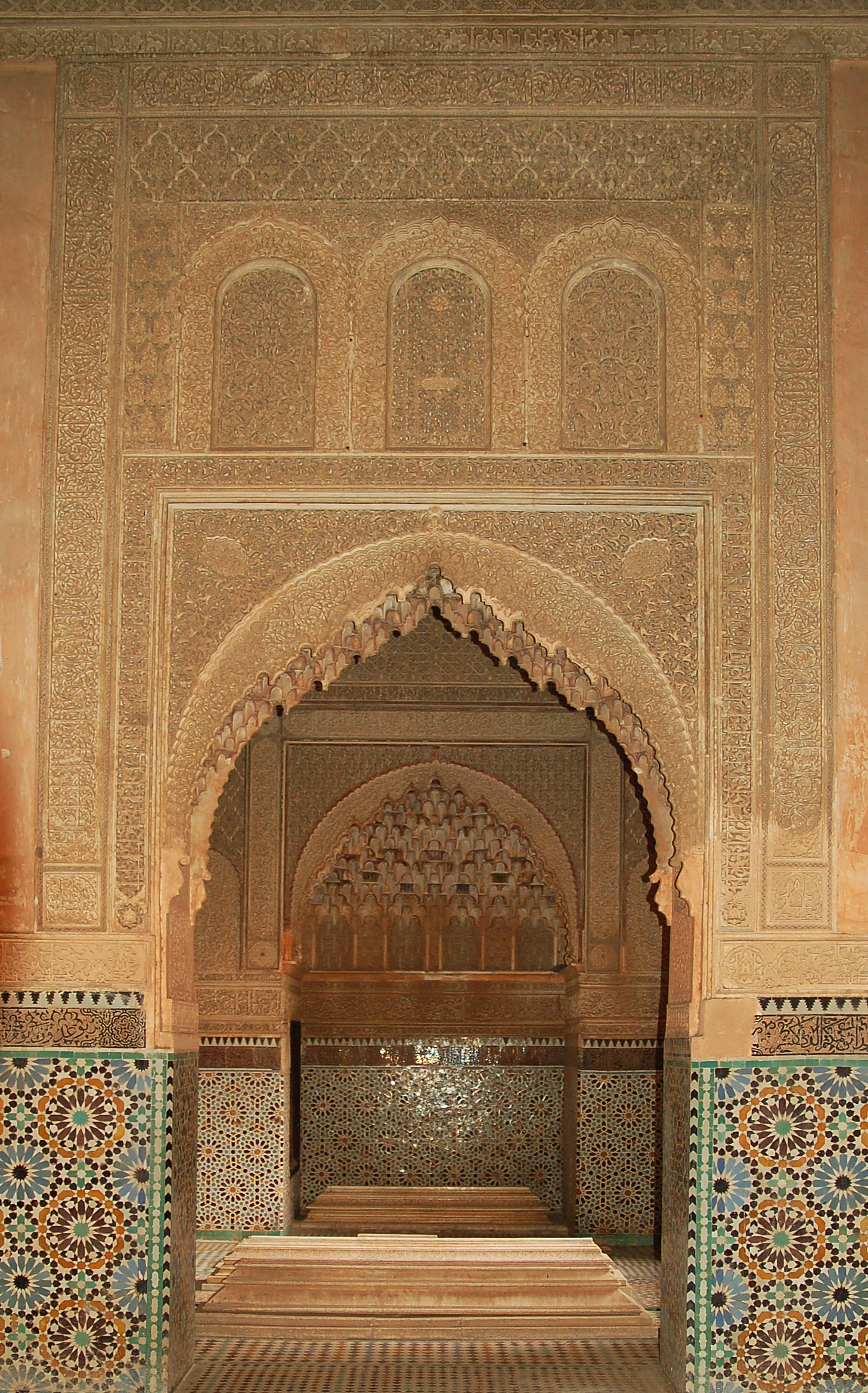
Tombeau des sultans saadiens à Marrakech.

Les Saadiens, appelés parfois Zaydanides, constituent une dynastie arabe chérifienne originaire de la vallée du Drâa. Elle arrive au pouvoir en 1511 avec le sultan Muhammad al-Mahdi al-Qaim bi-Amr Allah et choisit Marrakech pour capitale définitive après Taroudant. À partir de 1554 elle contrôle entièrement le Maroc, alors que le Maghreb central et oriental est sous la domination des Ottomans. Mohammed ech-Cheikh est un adversaire résolu du sultan-calife ottoman Soliman le Magnifique.
Pour conjurer la menace exercée par les gouverneurs turcs d'Alger, le sultan saadien n'hésite pas à chercher l'alliance des Espagnols qui occupent Oran et lui permettent de s'emparer de la région de Tlemcen.
Cependant en 1554 les troupes turques de Salah Raïs bousculent le dispositif saadien établi autour de Tlemcen, et poussent l'offensive jusqu'à Fès avec l'intention d'occuper la moitié nord du Maroc et de l'incorporer à l'Empire ottoman. Alors que l'armée commandée par le pacha d'Alger s'apprête à pénétrer dans la vallée du Sebou, une sortie des forces espagnoles du comte d'Alcaudete, gouverneur d'Oran, oblige les Ottomans à évacuer précipitamment leur éphémère conquête marocaine et à revenir défendre l'Ouest algérien menacé par les Espagnols. Ce retrait turc est profitable aux Saadiens qui récupèrent ainsi Fès et les marches orientales du nord-est marocain. Charles Quint a également évité de voir les Ottomans atteindre la rive sud du détroit de Gibraltar et devenir ainsi des voisins directs de l'Espagne.
L'alliance stratégique hispano-saadienne a montré ainsi son efficacité. Mais la diplomatie pro-espagnole de Mohammed ech-Cheikh lui vaut l'inimitié tenace de la Sublime Porte. En effet, en 1557 des assassins à la solde du beylerbey d'Alger Hassan Pacha décapitent le sultan marocain et envoient sa tête en trophée à Constantinople, où Soliman la fera accrocher aux remparts de la forteresse d'Europe sur les bords du Bosphore. Ce meurtre n'a cependant pas d'incidence sur le front militaire et consolide même les assises de la dynastie saadienne.

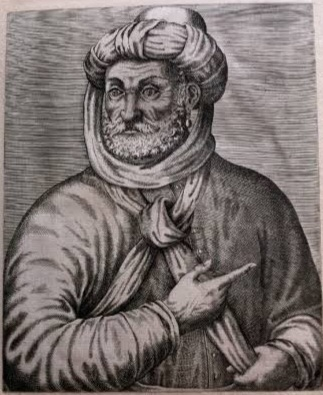
Le sultan Ahmed al-Mansour, dont le règne (1578-1603) marque l'apogée de la dynastie saadienne.

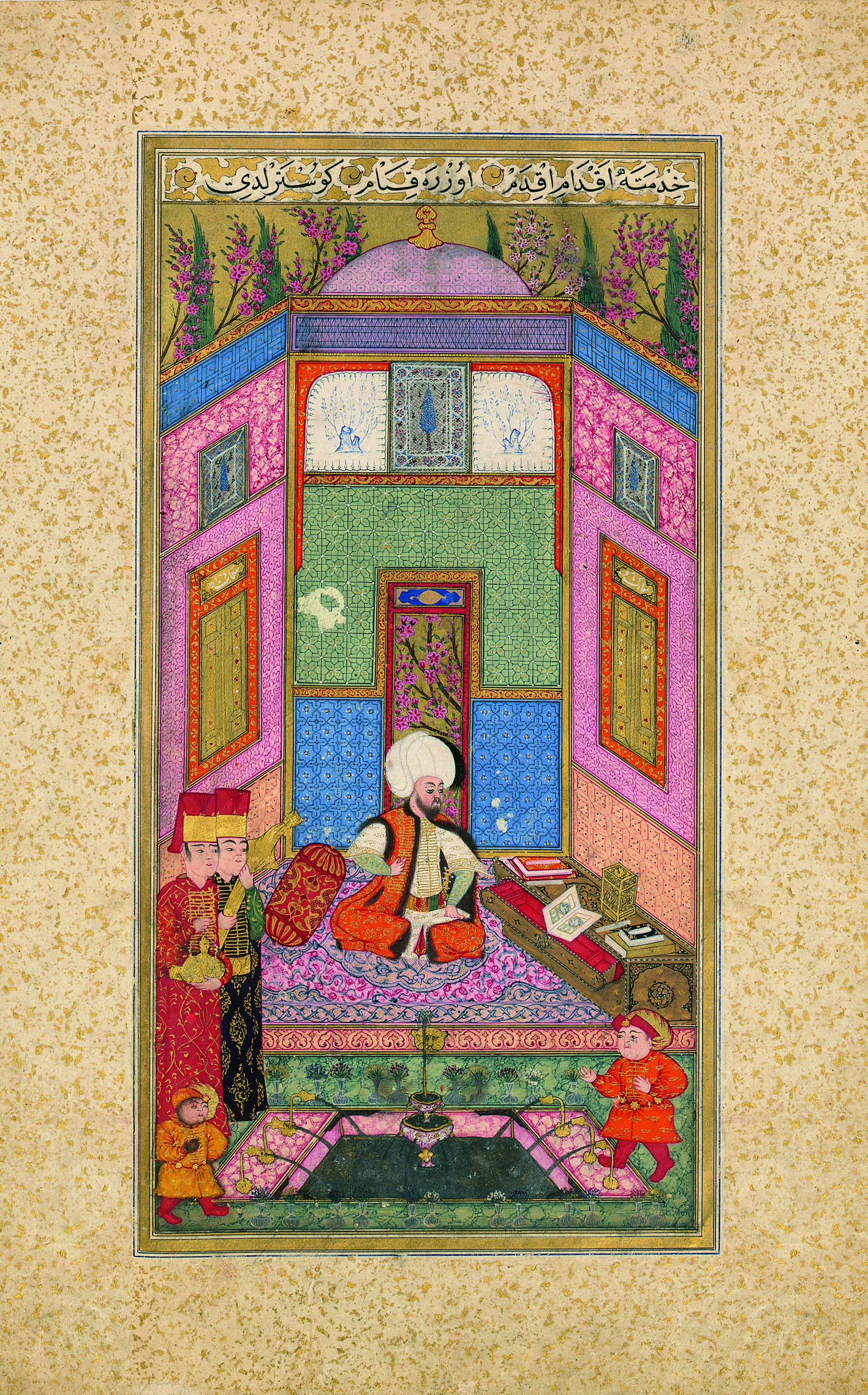
Le sultan ottoman Mourad III, qui aida les princes saadiens Abd al-Malik et Ahmed (futur al-Mansour) à reconquérir le trône du Maroc contre Muhammad al-Mutawakkil en 1576 (miniature ottomane extraite du Livre du Bonheur, 1582).

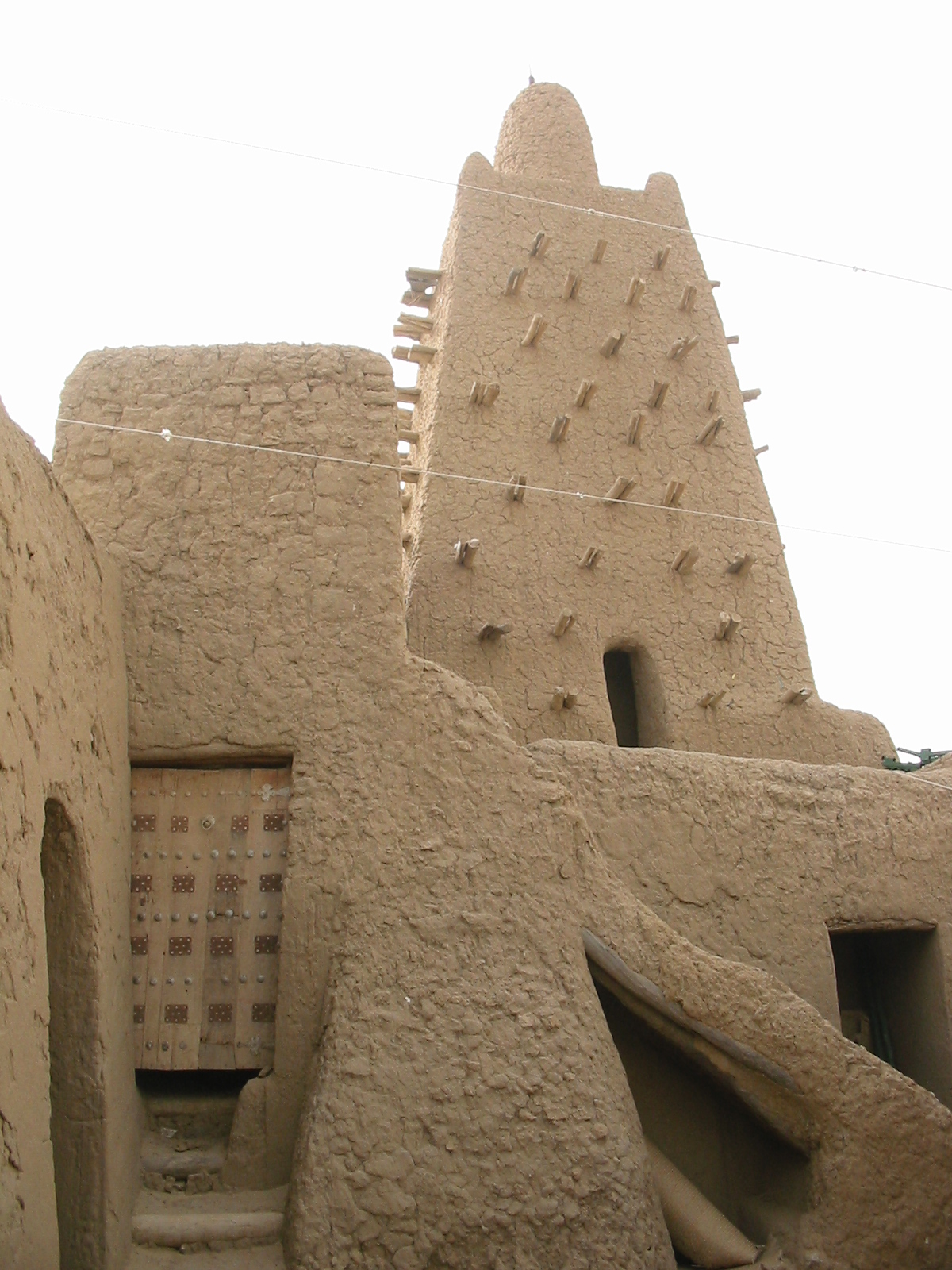
La mosquée Djingareyber à Tombouctou, grande cité des Songhaï conquise par les Saadiens, capitale du pachalik du Soudan marocain à partir de 1591.

L'influence ottomane qui caractérise pourtant ensuite l'évolution de l'État saadien s'explique par l'exil des princes Abu Marwan Abd al-Malik et Ahmed (futur Ahmed al-Mansour) à Alger et à Constantinople durant le règne de leur demi-frère Abdallah el-Ghalib qui avait voulu les éliminer afin d'être l'unique représentant de la dynastie. Le soutien du sultan ottoman Mourad III aux prétentions des deux princes saadiens peut paraître paradoxal en raison des conflits permanents entre Marocains et Turcs, mais Abd al-Malik puis son frère savent exploiter intelligemment cet appui pour récupérer le trône, prendre Fès avec l'aide des forces ottomanes commandées par Caïd Ramdan, et éliminer leur neveu Muhammad al-Mutawakkil (fils d'al-Ghalib) qui de son côté s'était allié au Portugal. La mort de Murad III en 1595 met fin par ailleurs aux appétits hégémoniques de la Sublime Porte et renforce ainsi l'indépendance marocaine.

Si les Turcs sont surtout présents dans l'état-major et dans l'artillerie, l'essentiel de l'armée saadienne est composé de renégats d'origine européenne et de tribus militaires arabes Cheragas ainsi que de contingents du Souss (les Ehl el-Souss, constituant l'ossature militaire de la dynastie). Cette force considérable, estimée à 40 000 hommes par l'historien Henri Terrasse, fait du sultan Ahmed al-Mansur le plus puissant chef politique et militaire de cette partie de l'Afrique. Il le prouve en lançant un de ses plus brillants officiers, le général Djoudar Pacha, à la conquête de l'Empire songhaï du Mali qui devient après la bataille de Tondibi et la défaite des Songhaï, le pachalik marocain de Tombouctou et du Bilad as-Sûdan (le Soudan occidental situé autour du fleuve Niger, par opposition au Soudan oriental où coule le Nil), incluant les prestigieuses cités de Gao et de Djenné. Sur le plan religieux, la primauté du califat saadien est reconnue jusqu'au Tchad par Idrīs Alaoma, roi du Kanem et du Bornou. Cette allégeance spirituelle marque une victoire indéniable pour le sultan al-Mansur sur la scène africaine au détriment de l'Empire ottoman qui entendait user également de son statut de puissance religieuse califale auprès des royaumes musulmans du Sahel.

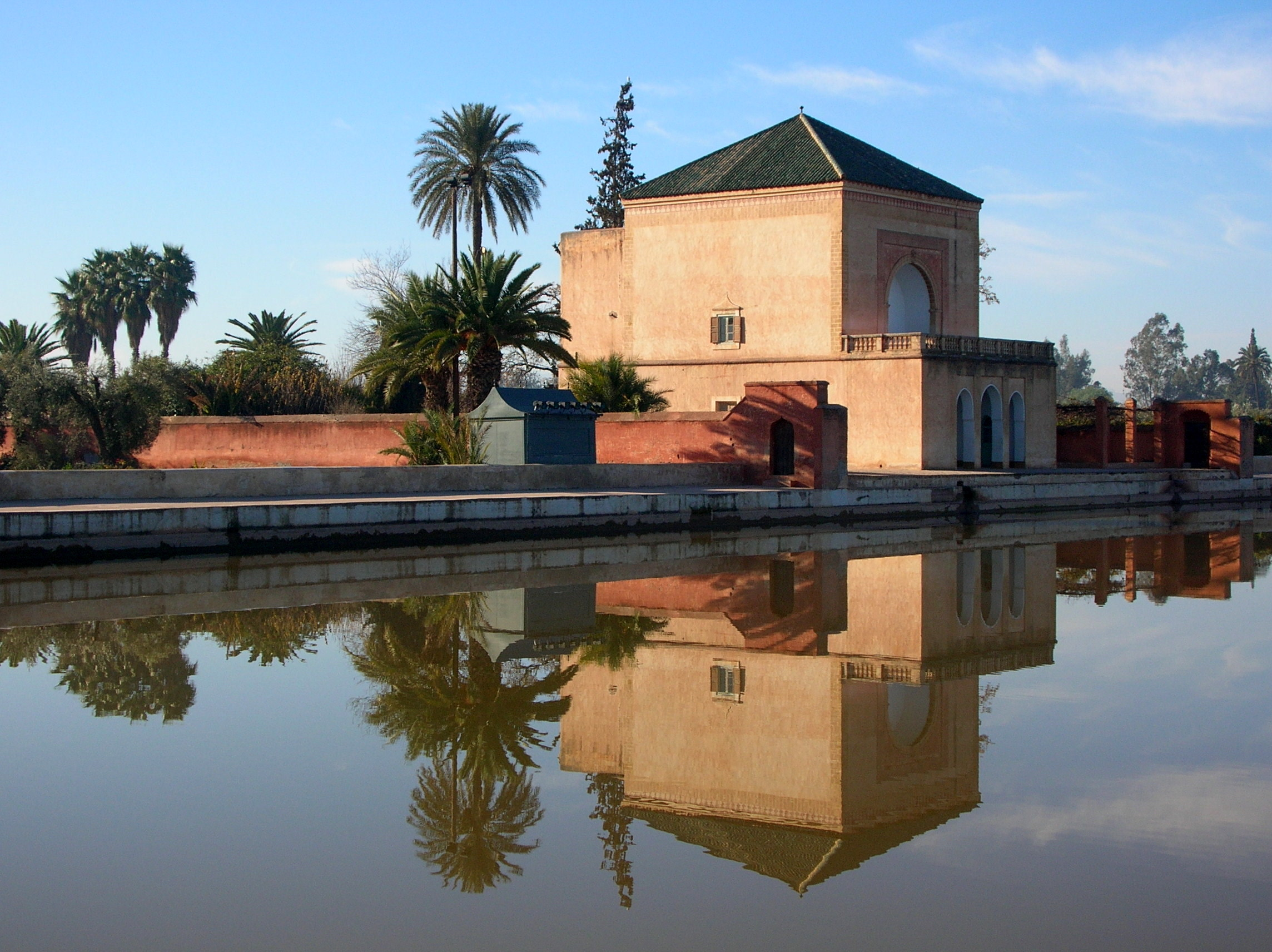
Pavillon saadien des jardins de la Ménara à Marrakech.

Marrakech retrouve une partie de sa gloire de l'époque almohade. Les sultans font bâtir des médersas (dont la médersa Ben Youssef), des mosquées, réaménagent les jardins (comme celui de la Ménara), mais c'est surtout le fabuleux palais El Badi, réalisé en matériaux précieux, qui contribue au rayonnement de la capitale saadienne et à la réputation fastueuse de la dynastie. L'attrait culturel pour le Maroc s'exprime jusqu'en Europe avec les écrits de Théodore Agrippa d'Aubigné et ceux de Michel de Montaigne, mais aussi avec William Shakespeare et son Othello. Ahmed al-Mansur, qui maîtrise parfaitement l'italien (appris au cours de son exil de jeunesse à Alger), entretient une correspondance avec Élisabeth Ire d'Angleterre, Henri III et Henri IV, et se montre fort intéressé par les avancées techniques de la Renaissance occidentale, ainsi que par la découverte du Nouveau Monde (il proposera même aux Anglais une offensive conjointe anglo-marocaine contre les colonies espagnoles d'Amérique). Le prestige des Saadiens auprès des chancelleries européennes remonte à la Bataille des Trois Rois à Ksar El Kébir le 4 août 1578, au cours de laquelle l'armée du sultan Abdelmalik met en déroute la croisade du roi Sébastien Ier du Portugal, marquant ainsi la fin définitive de l'hégémonie portugaise sur la façade atlantique du Maghreb.
La dynastie s'achève avec le règne du dernier sultan El Abbas tué en 1659 dans une lutte de pouvoir au sein de son propre entourage mené par Kerroum al-Hajj de la tribu Chebânat qui s'empare alors de Marrakech.

### Dynastie des Alaouites (1666-présent)

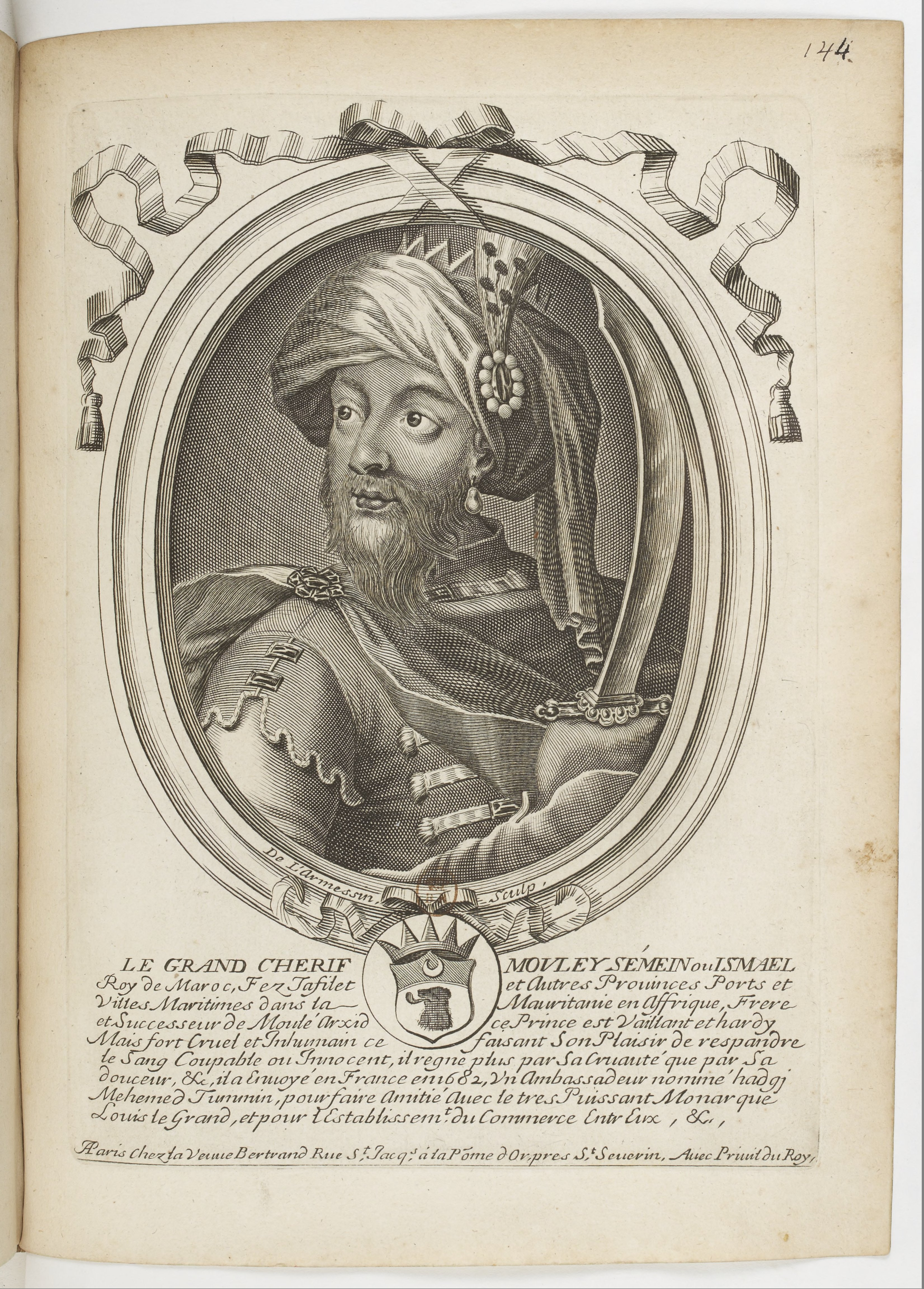
Le sultan Moulay Ismail (1672-1727) représenté sur une gravure française du XVIIe siècle.

Les Alaouites (al-Alaouiyoune, à ne pas confondre avec les Alaouites de Syrie), sont au pouvoir au Maroc depuis le XVIIe siècle. D'après la légende, les Alaouites descendent de Mohamed Nefs Zakiya (« Âme Pure »), lui-même fils de Abdallah El-Kamil, fils de Hassan El-Mouthanna, fils de Hassan Sibt, fils aîné d'Ali ibn Abi Talib, gendre et cousin du prophète de l'islam, Mahomet. Mohamed Nefs Zakya fut proclamé Mahdi en 737 et tué au combat en 762. Théologien éminent, il a laissé la réputation d'un saint homme et vécut sous le règne du calife Al-Mansour.
Les Chérifs alaouites se disent originaires de Yanboâ an-Nakhil, une oasis située dans la péninsule Arabique, appelés à venir au Maroc par de nobles pèlerins berbères du Tafilalet au XIIIe siècle : Hassan Dakhil, se réclamant 21e descendant du prophète Mahomet, 17e descendant de Nefs Zakya, se serait installé alors en 1266 à Sijilmassa. Son 5e descendant, Moulay Mohamed ben Cherif, est le père du premier sultan de la dynastie alaouite, Moulay Rachid ben Chérif.

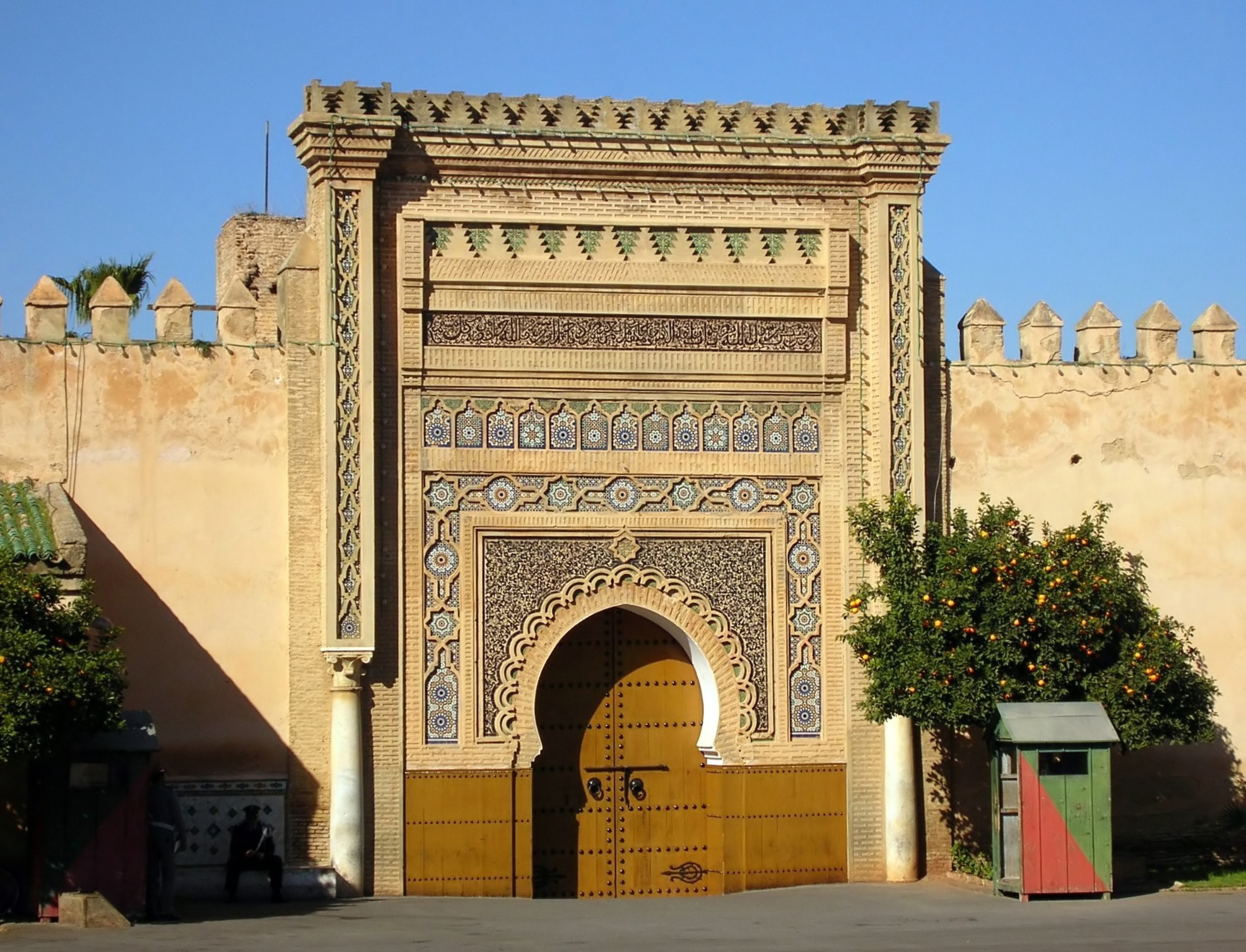
Entrée de Dar el-makhzen, palais royal de Meknès construit sous le règne de Moulay Ismail.

Lointains descendants d'Ali, gendre du prophète Mahomet, les Alaouites gouvernent aujourd'hui encore le royaume du Maroc. Originaire du Tafilalet, le fondateur de leur dynastie n'est autre que Moulay Ali Cherif qui, en 1631 règne comme émir indépendant sur sa région natale.

Après sa mort prématurée en 1636, son successeur Moulay Mohammed Ier décide de reprendre les rênes et continue ce que son père avait commencé. Organisateur méticuleux et fin stratège, il va prendre graduellement le pouvoir aux Saadiens en plein déclin depuis la mort d'al-Mansur en 1603. Son frère, Moulay Rachid, va l'aider dans cette tâche en s'emparant du Rif, de Taza et de Fès, puis de la république des corsaires de Salé. Les rivaux potentiels, comme la puissante zaouïa de Dila dans le Tadla, et le royaume soufi du Tazeroualt dirigé par les Semlalides, États locaux à base théocratique et tribale, sont vaincus et soumis. Moulay Rachid devient sultan du Maroc en 1666 et écrase les révoltes qui sévissent encore à Marrakech. Une chute de cheval qui lui est fatale projette son successeur, Moulay Ismail, à la tête du sultanat en 1672.

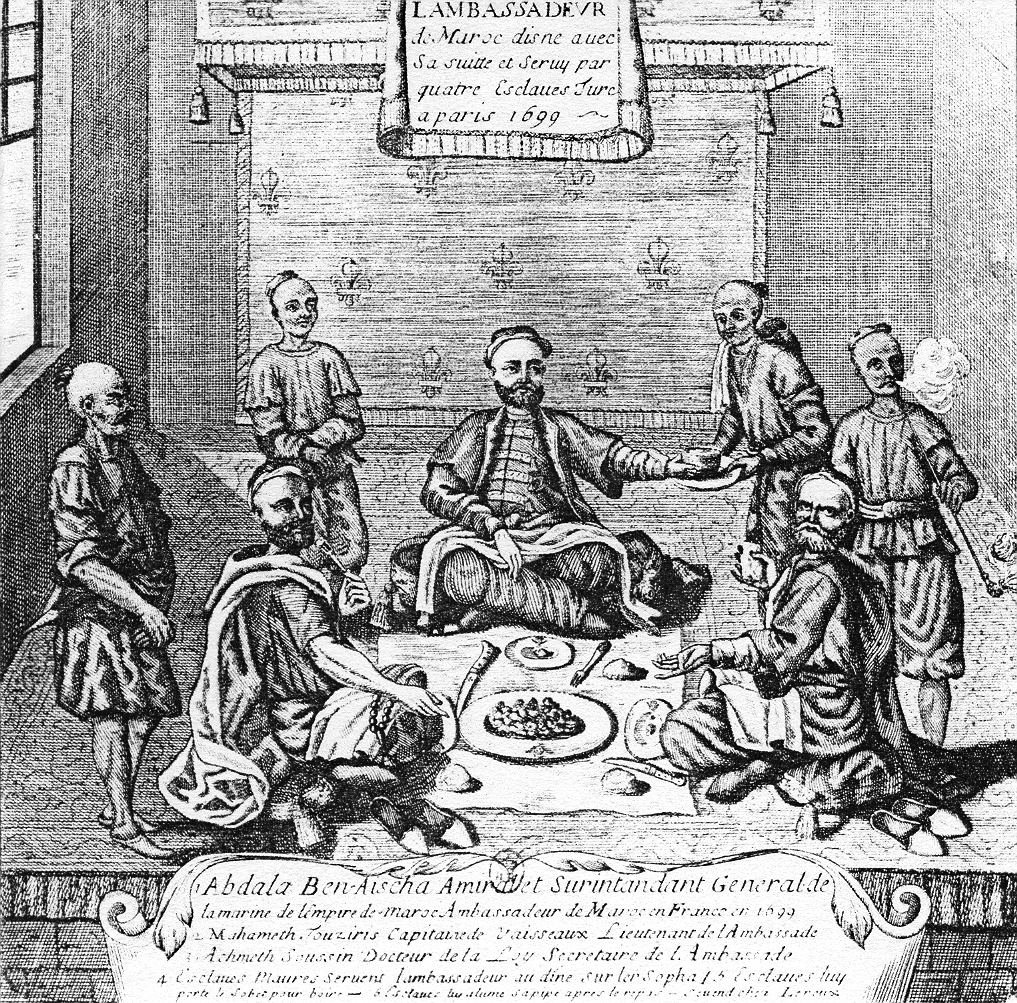
Abdellah Benaïcha ambassadeur du Maroc auprès de Louis XIV, à Paris en 1699.

Cette date rime avec autorité, le nouveau sultan purge à coups de sévères répressions toute forme d'opposition à son régime. Ce qui permettra enfin à l'Empire chérifien d'accéder à la puissance, à la sécurité et à la crédibilité auprès de ses partenaires et de ses adversaires étrangers. Moulay Ismaïl forme une grande armée composée essentiellement d'esclaves-soldats noirs originaires d'Afrique de l'Ouest, (les Abid al-Bukhari ou Bouakhers, équivalent marocain des janissaires et des mamelouks de l'Empire ottoman) et de soldats issus de tribus militaires arabes (tribus guich) comme les Oudayas. Des unités sont également levées parmi les Rifains, réputés pour leurs qualités guerrières, pour former le Jaysh al-Rifi.Grâce à cette force dont l'effectif atteint 150 000 hommes Ismaïl mène une guerre continuelle contre les tribus rebelles du Moyen et du Haut-Atlas (qu'il finit par soumettre) mais aussi contre les ennemis extérieurs : les Espagnols qui occupent Larache et Assilah, les Anglais de la colonie britannique de Tanger jusqu'en 1684, ainsi que les Turcs de la Régence d'Alger qui convoitent Oujda et les provinces orientales. Le sultan étend l'autorité chérifienne sur la Mauritanie jusqu'au fleuve Sénégal grâce au concours des émirs maures et hassanis de l'Adrar, du Trarza, du Tagant et du Brakna, réaffirmant la souveraineté du makhzen sur le pays de Bilad Chenguitt. À l'est, les oasis du Touat reconnaissent l'autorité du pouvoir central de Meknès. Durant les années 1700, Ismaïl livre également des campagnes militaires contre quelques-uns de ses propres fils désireux de se tailler des principautés dans le Souss, à Marrakech et dans l'Oriental.
De 1727 à 1757, le Maroc connaît une grave crise dynastique au cours de laquelle les Bouakhers font et défont les sultans, tandis que les tribus guich se soulèvent et razzient les villes impériales. Les autres tribus profitent de l'anarchie pour entrer en dissidence (siba). De cette période troublée émerge la personnalité du sultan Abdallah ben Ismaïl, renversé et rétabli à plusieurs reprises entre 1729 et 1745. Sa mère la sultane douairière Khnata bent Bakkar, veuve de Moulay Ismail issue de l'une des plus prestigieuses tribus des provinces sahariennes, joue alors un rôle prédominant de régente et tente de préserver les institutions fondamentales de l'Empire chérifien.
Abdallah doit subir les sécessions de ses demi-frères qui fondent des quasi-royaumes dans chacune des provinces qu'ils contrôlent (Gharb, Fès, Marrakech, Tafilalt), avec l'appui des différentes factions armées des Bouakhers ou des guich. Les habitants de Salé et de Rabat renouent avec l'autonomisme corsaire, tandis que dans le Nord les pachas de la famille Rifi établissent une véritable dynastie qui contrôle Tanger et Tétouan. Les puissantes confédérations tribales berbères naguère soumises au makhzen ismailien, comme les Aït Idrassen et les Guerrouanes, participent à la dissidence politique et s'emparent du trafic caravanier qui relie les centres commerciaux au nord de l'Atlas aux oasis sahariennes et au Soudan marocain. Les gouverneurs de Tombouctou se comportent également en princes indépendants, et font reculer l'autorité marocaine dans la région de la boucle du Niger en traitant séparément avec les Touaregs et les Peuls.

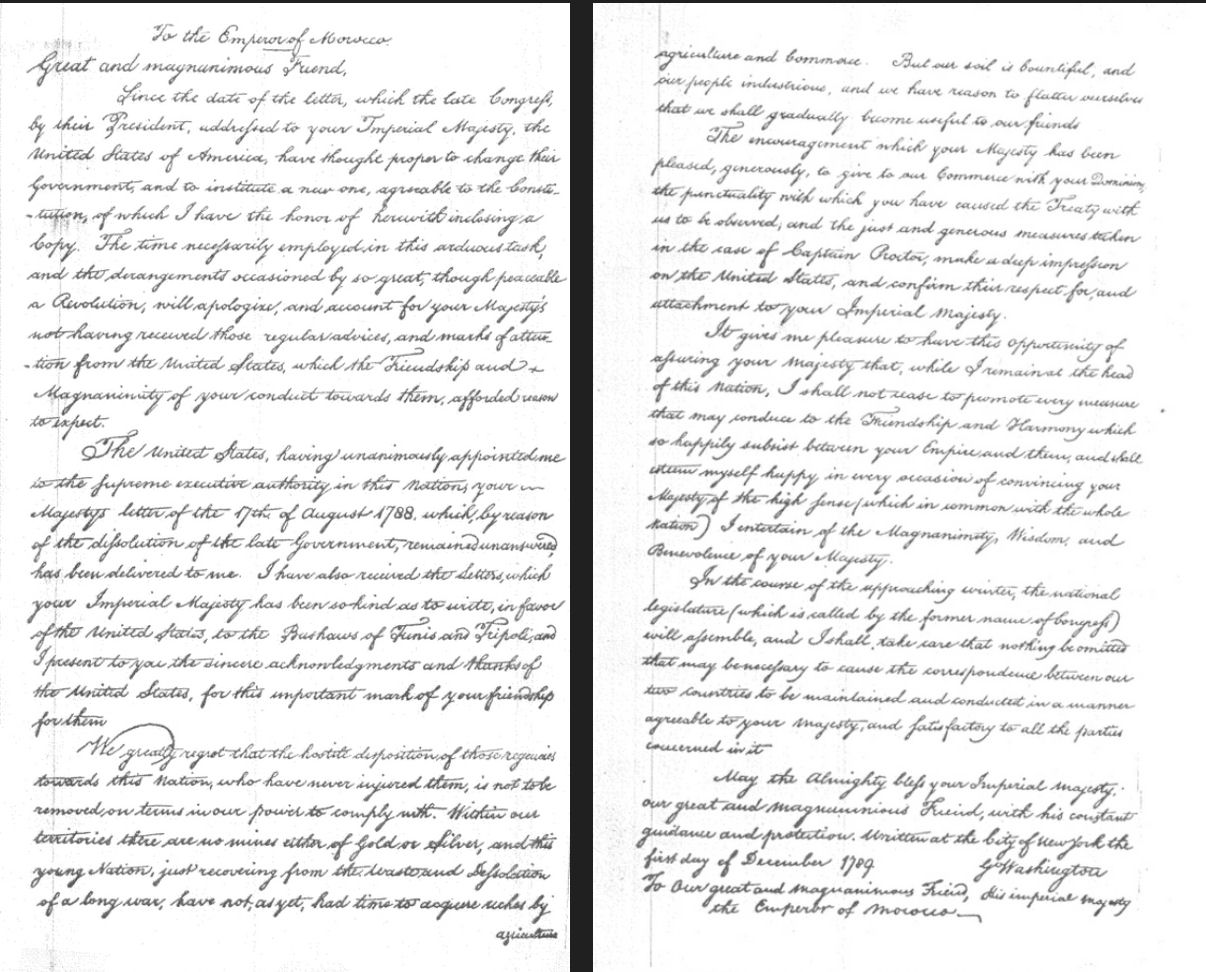
Lettre de George Washington adressée à Mohammed III à l'occasion du traité de paix et d'amitié maroco-américain signé à Marrakech en 1787.

L'ordre est rétabli par Mohammed III (1757-1790) qui restaure l'unité du sultanat et l'autorité du makhzen. La politique de Mohammed III se caractérise par l'ouverture diplomatique et commerciale de l'État marocain qui entend percevoir les taxes douanières afin d'alléger la pression fiscale intérieure. Des traités sont conclus avec les principales puissances européennes (royaume de France, royaume de Grande-Bretagne, royaume d'Espagne, royaume de Naples, république de Venise, Suède, Autriche), qui entretiennent des consulats et des compagnies de commerce dans les ports marocains fondés par Mohammed III. L'exemple le plus connu des nouvelles places économiques est Mogador (Essaouira), entièrement crée et conçue par l'ingénieur français Théodore Cornut pour le compte du souverain chérifien. Les ports d'Anfa (Casablanca) et de Fédala (Mohammédia) sont également aménagés et symbolisent le développement du littoral atlantique, libéré de toute occupation étrangère après la reconquête de Mazagan qui marque la fin définitive du Maroc portugais en 1769. Mohammed III est également le premier chef d'État à reconnaître l'indépendance des États-Unis en 1777. Le sultan établit une amitié épistolaire avec George Washington, ce qui vaut aux États-Unis, en vertu de la « politique de la porte ouverte », de conclure avec le Maroc un traité de paix, d'amitié et de commerce le 16 juillet 1786 (pour une durée de cinquante ans, renouvelé par le traité de Meknès de 1836).

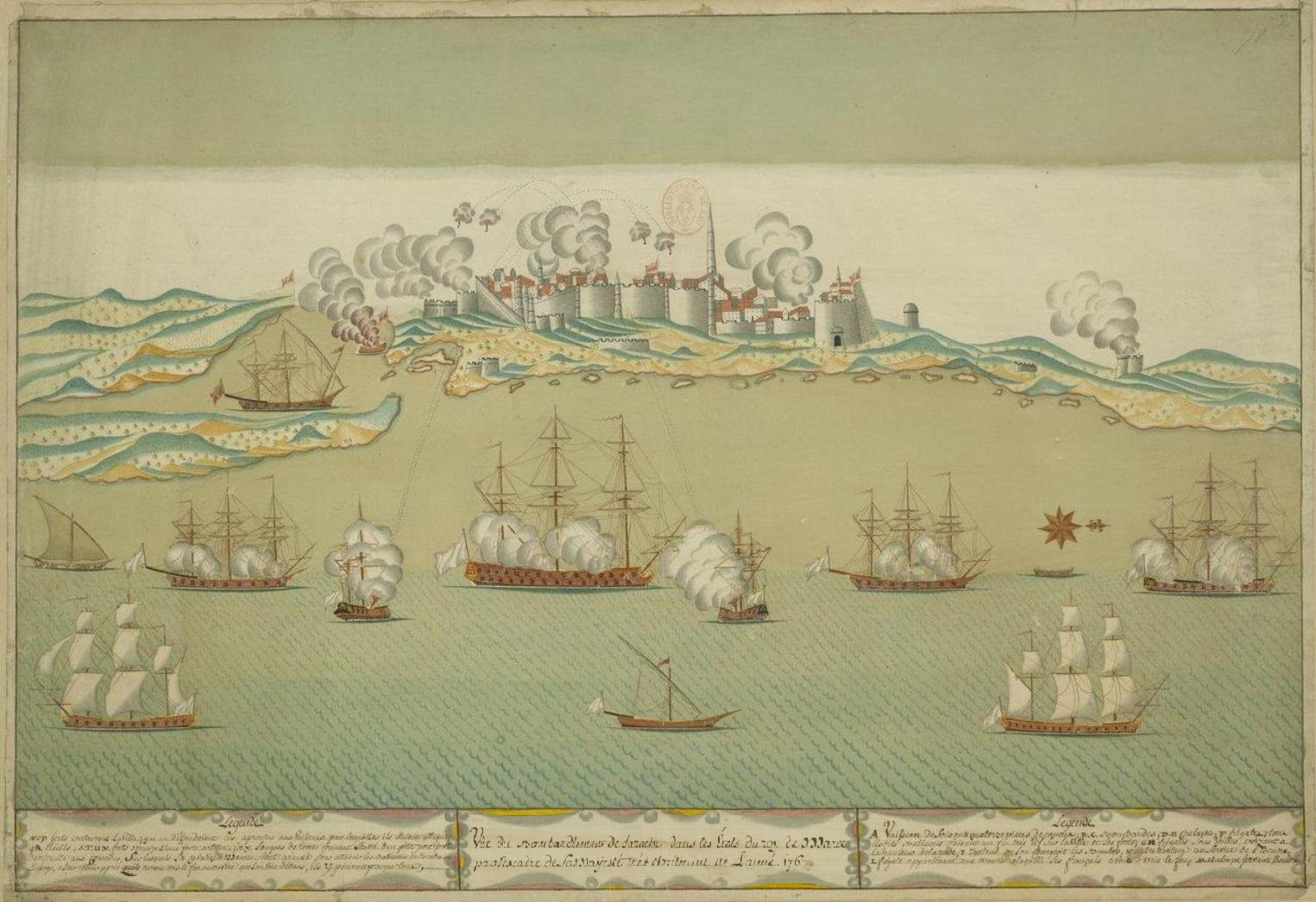
Bombardement de Larache par la flotte française en 1765.

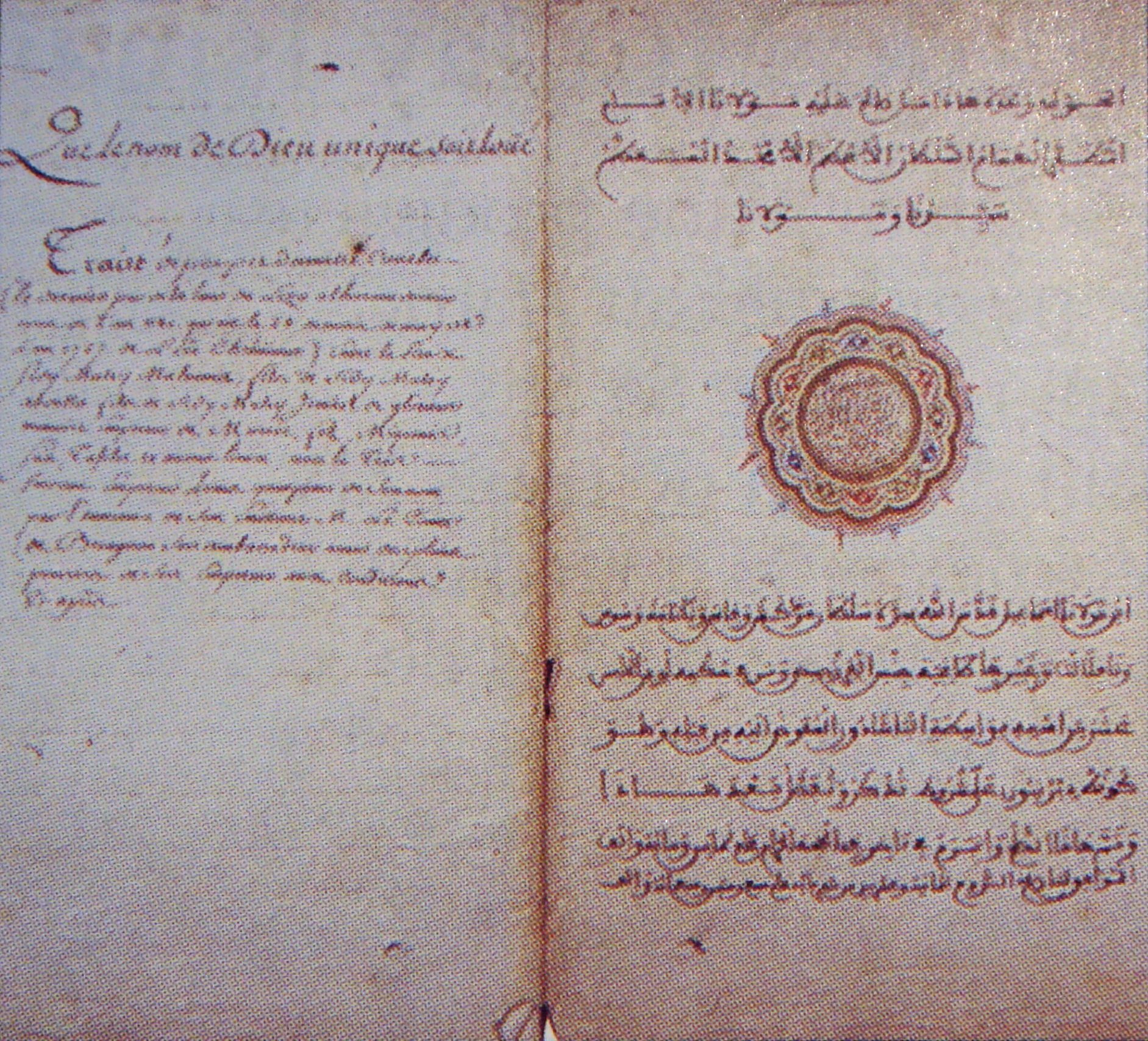
Traité de paix et de commerce franco-marocain de 1767.

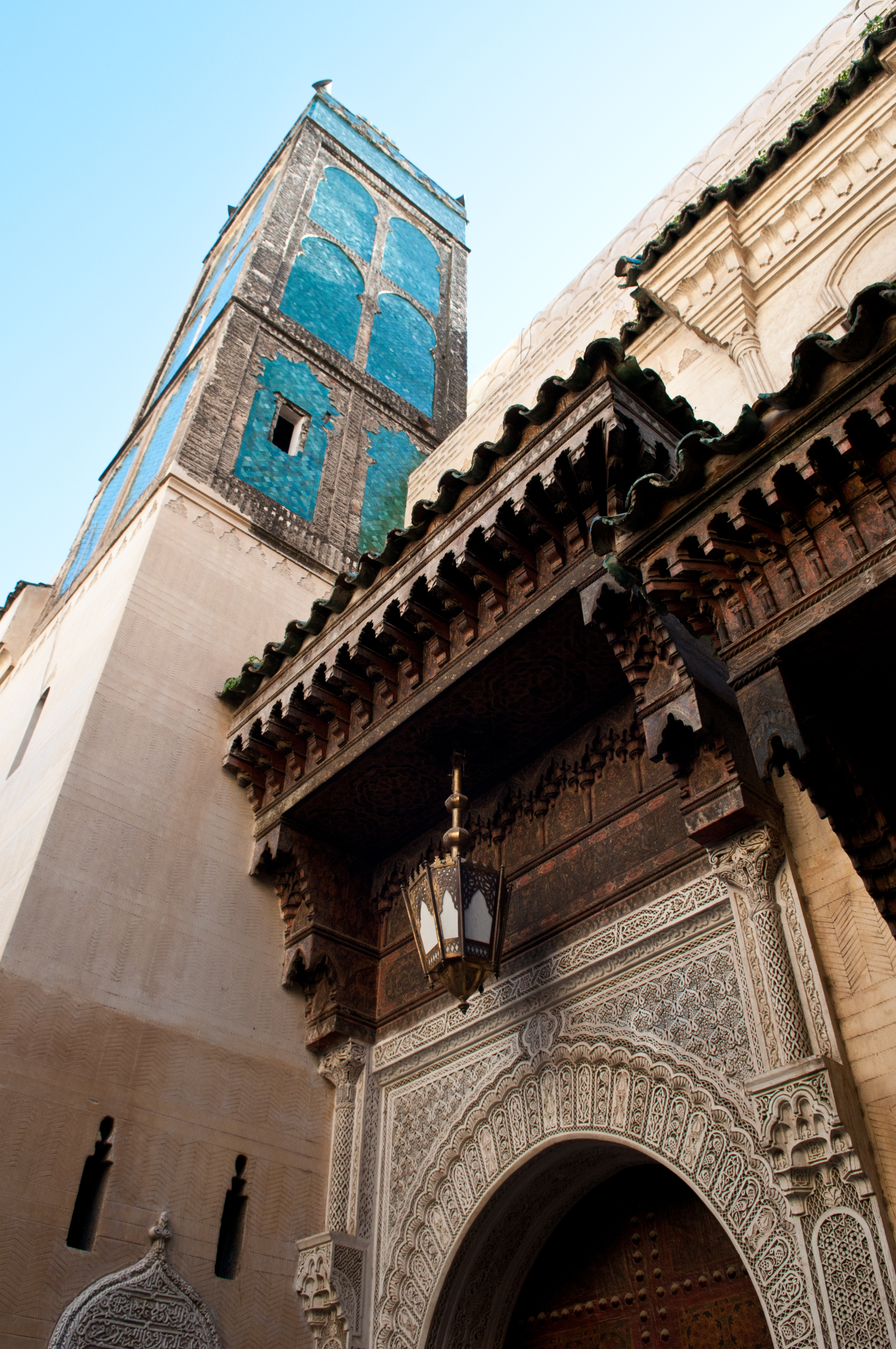
Mosquée de Sidi Ahmed Tijani construite à Fès sous le règne du sultan Moulay Slimane (1792-1822).

Moulay Slimane (1792-1822) mène une politique isolationniste, à l'inverse de Mohammed III. Le sultan ferme le pays au commerce étranger, notamment européen, et supprime les postes de douane créés par son père. Sur le plan interne, ses dahirs d'inspiration ouvertement salafiste provoquent des révoltes tribales et urbaines, liées à sa décision d'interdire les moussems et le soufisme militant des zaouïas très influentes dans certaines régions. Les Berbères du Moyen Atlas, notamment les Aït Oumalou, se regroupent sous la direction du chef de guerre Boubker Amhaouch et forment une grande coalition tribale à laquelle se joignent même les Rifains et la puissante zaouïa d'Ouezzane. Durant les années 1810, l'armée makhzen essuie ainsi de lourdes défaites entraînant la chute de Fès et le repli du sultan sur les provinces de l'ouest qui lui sont restées loyales. Les tribus insurgées et la ville de Fès vont jusqu'à essayer d'imposer les princes Moulay Ibrahim et Moulay Saïd, fils de l'ancien sultan Yazid et neveux de Sulayman sur le trône chérifien, mais finissent par échouer dans leur tentative de changement du pouvoir.
Sur le plan extérieur, le sultan parvient à écarter les velléités de pression exercées par Napoléon Ier et par son frère Joseph Bonaparte intronisé roi d'Espagne à Madrid, proches voisins de l'Empire chérifien depuis l'occupation de la péninsule Ibérique par les troupes françaises en 1808, et affiche une neutralité bienveillante à l'égard des Britanniques qui occupent les présides espagnols du Maroc depuis 1808. Sulayman noue des relations diplomatiques avec Saoud ben Abdelaziz, prince de l'Émirat saoudien du Najd en Arabie, manifestant un intérêt certain pour le salafisme wahhabite en pleine progression. Ce rapprochement stratégique s'explique par les affinités anti-ottomanes que partagent le sultan alaouite et l'émir saoudien, ainsi que par les sensibilités salafistes du chérif. Profitant de sa campagne militaire contre la Régence d'Alger, Moulay Sulayman parvient à expulser définitivement les troupes ottomanes du bey d'Oran qui occupaient l'est du Maroc et à rétablir ainsi son pouvoir sur le Touat et les autres oasis du Sahara oriental, en y nommant des caïds représentants du makhzen.

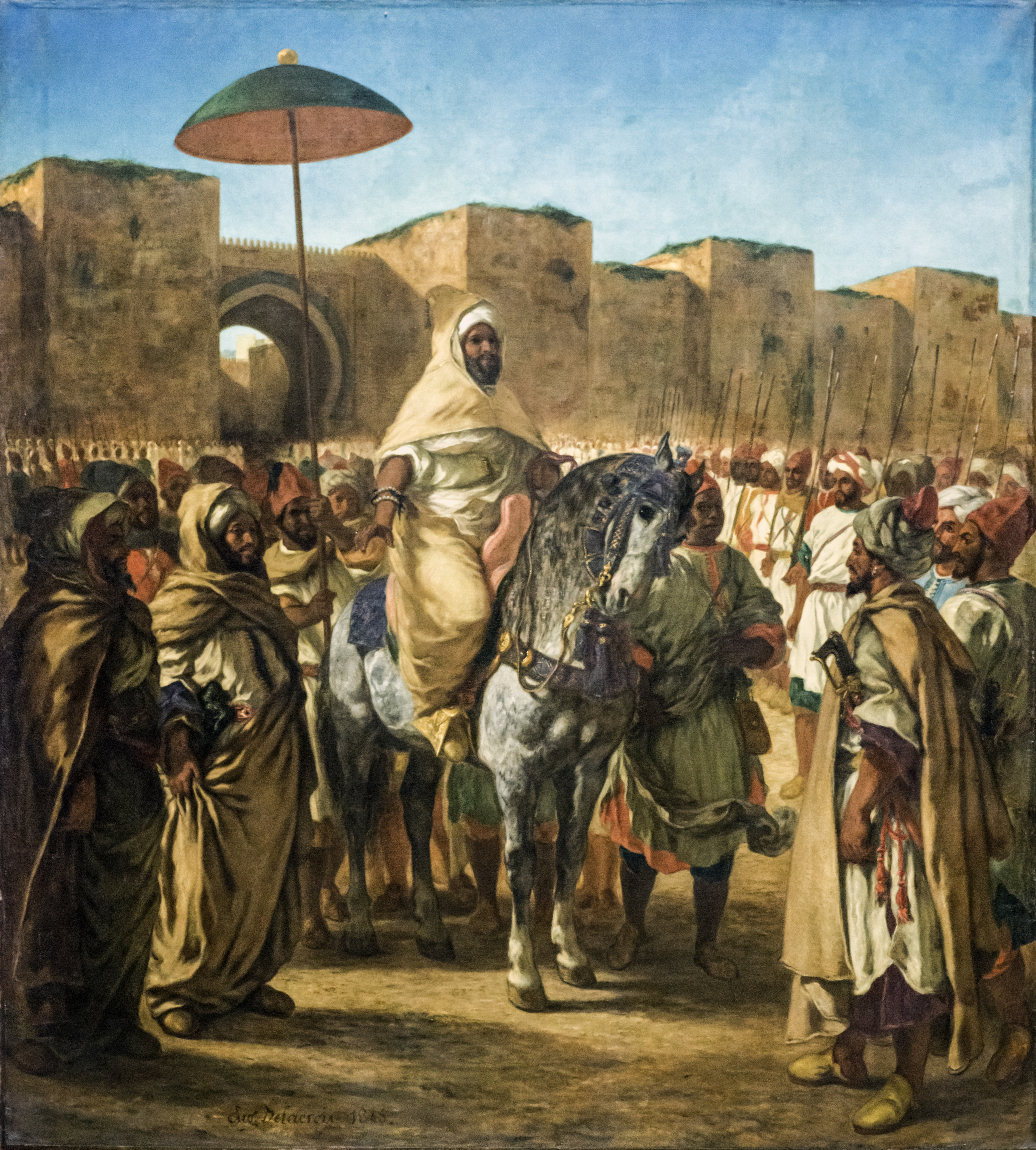
Abderrahmane ben Hicham, sultan de l'Empire chérifien, devant son palais de Meknès par Eugène Delacroix (1845).

Le sultan finit néanmoins par abdiquer en 1822 au profit de son neveu Abderrahmane ben Hicham, après la lourde défaite infligée à l'armée makhzen par la zaouïa Cherradia près de Marrakech. Moulay Abd ar-Rahman (1822-1859) essaie de sortir l'Empire chérifien de son isolement extérieur, mais ses volontés sont contrecarrées par les premières agressions du colonialisme européen moderne. Le règne de ce sultan correspond en effet à la conquête de l'Algérie par la France, dans laquelle le Maroc se trouve impliqué en apportant son soutien à l'émir Abdelkader ibn Muhieddine mais se retrouve défait à la bataille d'Isly (campagne militaire française du Maroc de 1844). La fin du règne est également assombrie par la guerre hispano-marocaine de 1859-1860, suscitée par des incidents entre la garnison de Ceuta et la tribu des Anjra, et qui s'achève par l'occupation espagnole de Tétouan jusqu'en 1862.
À la suite de ce conflit catastrophique pour le makhzen, qui doit payer aux Espagnols une indemnité de guerre de plusieurs millions de livres sterling empruntés auprès des banques britanniques, Mohammed IV (1859-1873) successeur de Moulay Abd al-Rahman amorce une politique de modernisation de l'Empire chérifien. L'armée est le premier champ de ces réformes structurelles. Le système des tribus guich est aboli et remplacé par un recrutement au sein de toutes les tribus nouaïbs (soumises à l'impôt régulier) qui sont tenues de fournir des tabors (unités) d'askars (soldats). Leur formation est confiée à des conseillers militaires turcs puis européens, à l'instar de l'Écossais Harry Mac-Lean (nommé caïd pour avoir créé un régiment d'élite sur le modèle britannique), et l'armement est acheté auprès d'entreprises étrangères telles que la firme Krupp(ce qui marque le début de l'ingérence allemande dans les affaires marocaines), quand il n'est pas fabriqué localement. En 1871 le sultan envisage de demander la protection politique et militaire des États-Unis du président Ulysses S. Grant sortis de leur guerre de Sécession, afin de se soustraire aux pressions anglo-espagnoles.

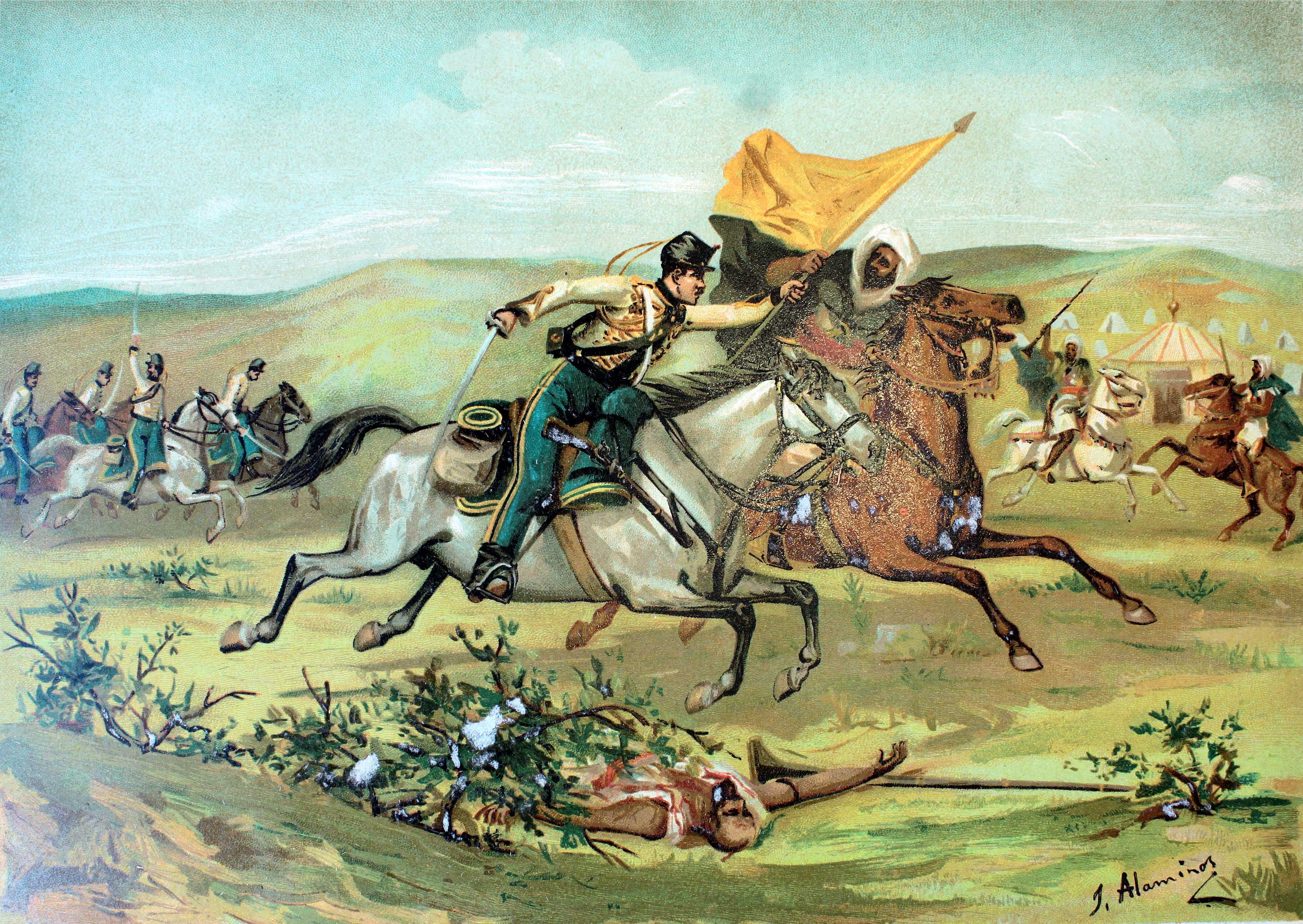
Combats entre cavaliers espagnols et marocains durant la guerre de 1860.

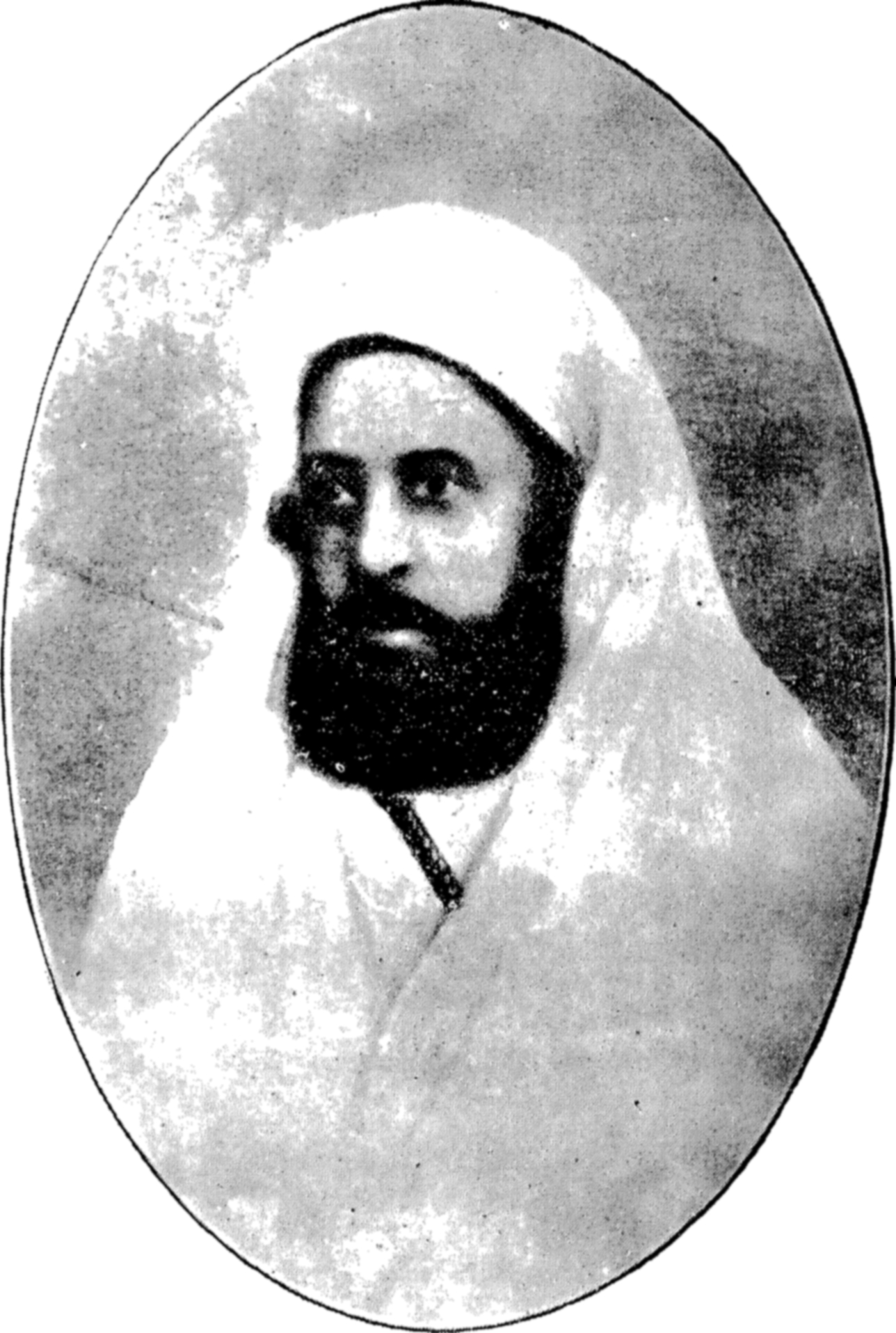
Hassan ben Mohammed, sultan de 1873 à 1894.

Parallèlement à cette modernisation de l'armée, des industries sont créées, comme l'arsenal de Dar al-Makina fondé à Fès par des Italiens, des progrès techniques sont enregistrés comme l'installation de la première imprimerie arabe du Maroc, également à Fès depuis 1865. Mais cette politique entraîne de considérables dépenses qui nécessitent d'importants financements. Le makhzen, ruiné par les conséquences de la guerre de 1860 contre l'Espagne et par les emprunts bancaires contractés auprès des Anglais, se voit donc contraint de lever des taxes supplémentaires non conformes à la Loi islamique, rapidement impopulaires et désapprouvées par les oulémas et l'ensemble des corps sociaux et professionnels. Les tensions liées à cette décision éclatent au lendemain de la mort de Mohammed IV et à l'avènement de son successeur Hassan ben Mohammed en 1873. Elles prennent dans les villes la forme d'émeutes sociales violemment réprimées, dont la révolte des tanneurs de Fès est un exemple illustratif. Le règne de Hassan Ier correspond à la volonté du sultan de concilier les exigences d'une modernisation de l'État aux complexités sociales et politiques du Maroc. Ce règne s'inscrit de plus dans la perspective des rivalités impérialistes européennes qui deviennent plus pressantes encore à la suite de la Conférence de Madrid de 1880, qui préfigure le futur partage de l'Empire chérifien sur l'échiquier international. À l'instar de la Turquie, de l'Iran ou de la Chine de cette époque, le Maroc devient un homme malade selon l'expression consacrée dans les milieux colonialistes et expansionnistes européens du XIXe siècle.

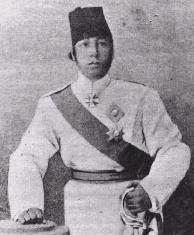
Abdelaziz, sultan de 1894 à 1908.

Par le biais des concessions économiques et du système des emprunts bancaires, chacune des puissances européennes intéressées, notamment la France, l'Espagne, le Royaume-Uni puis l'Allemagne, espère préparer la voie à une conquête totale du pays. L'habileté du makhzen est de savoir tenir à distance les convoitises conjuguées de l'impérialisme européen et de jouer des rivalités entre les puissances. Mais le décès de Hassan Ier, survenu au cours d'une expédition dans le Tadla en 1894, laisse le pouvoir au très jeune Abdelaziz ben Hassan, fils d'une favorite circassienne du harem sultanien du nom de Reqiya et originaire de Constantinople, qui par ses intrigues et son influence, favorise l'ascension du grand vizir Ahmed ben Moussa dit Bahmad.

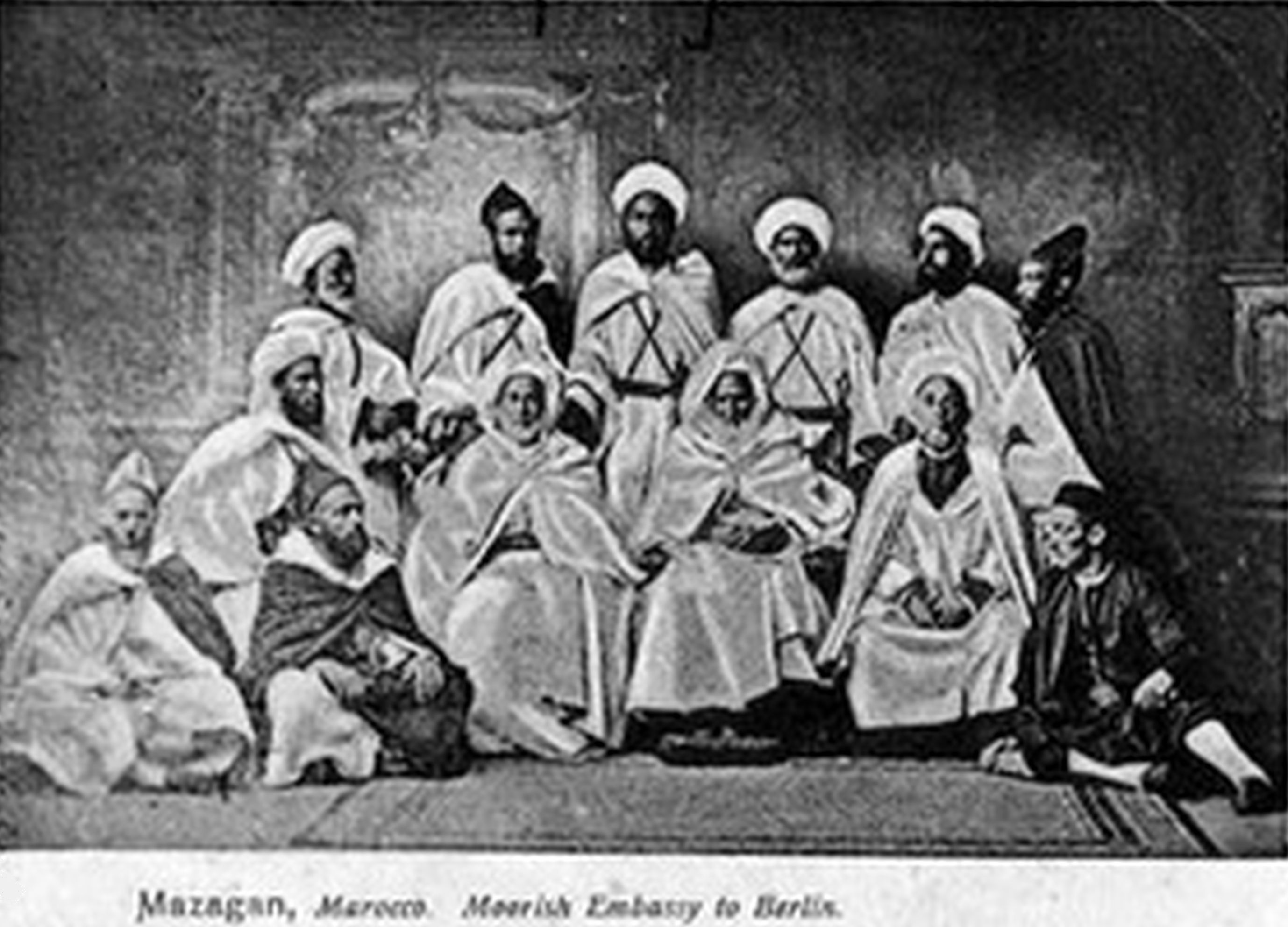
Une ambassade marocaine en partance à Berlin, vers 1890 ou 1900.

Une véritable régence est alors exercée jusqu'en 1900 par le grand vizir Bahmad ben Moussa, issu de l'ancienne corporation des Abid al-Bukhari du Palais impérial. Le grand-vizir sait continuer intelligemment la politique pragmatique de Hassan Ier, mais sa disparition entraîne une aggravation de l'anarchie et des pressions étrangères, de même qu'une rivalité entre Moulay Abdelaziz et son frère Moulay Abdelhafid, khalifa du sultan à Marrakech, rivalité qui finit par générer une guerre de course au pouvoir.
Après la victoire d'Abdelhafid sur Abdelaziz (qui est exilé sous la protection des troupes françaises qui occupent Casablanca et sa région depuis 1907), des intellectuels réformateurs influencés par la révolution des Jeunes-Turcs dans l'Empire ottoman et par la Nahda venue d'Égypte et du Levant, et dont les idées sont exprimées par le journal tangérois Lisan Al-Maghrib, tentent de soumettre au nouveau sultan un projet de Constitution chérifienne le 11 octobre 1908. Cependant la crise profonde des institutions du sultanat et la pression de l'impérialisme européen rendent impossible l'aboutissement du projet constitutionnel.

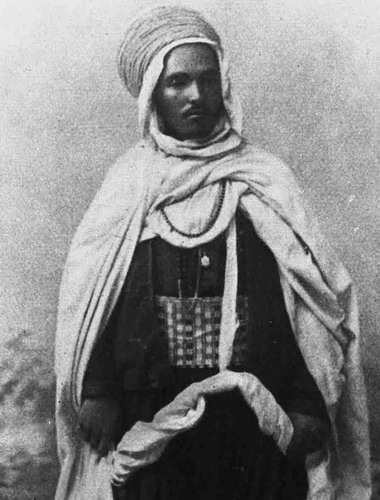
Jilali Ben Driss Zerhouni, alias Bou Hamara (1903).

La faiblesse du makhzen permet en outre à un aventurier du nom de Jilali Ben Driss plus connu comme étant le rogui Bou Hmara de se faire passer pour un fils de Hassan Ier, de se faire reconnaître comme sultan dans l'ensemble du nord-est du pays et de mettre en déroute l'armée chérifienne pendant quelques années avant d'être finalement capturé et exécuté à Fès en 1909.
Un autre rebelle, el-Raisuni, établit son fief dans la région des Jebalas et provoque par ses enlèvements de ressortissants américains l'intervention du président des États-Unis Theodore Roosevelt qui menace le makhzen d'envoyer des navires de l'US Navy débarquer des troupes pour occuper Tanger. La libération des otages évite une invasion américaine, dans un contexte international tendu marqué par la rivalité entre la France et l'Allemagne au sujet de l'avenir du Maroc.

#### Protectorat franco-espagnol (1912-1956)

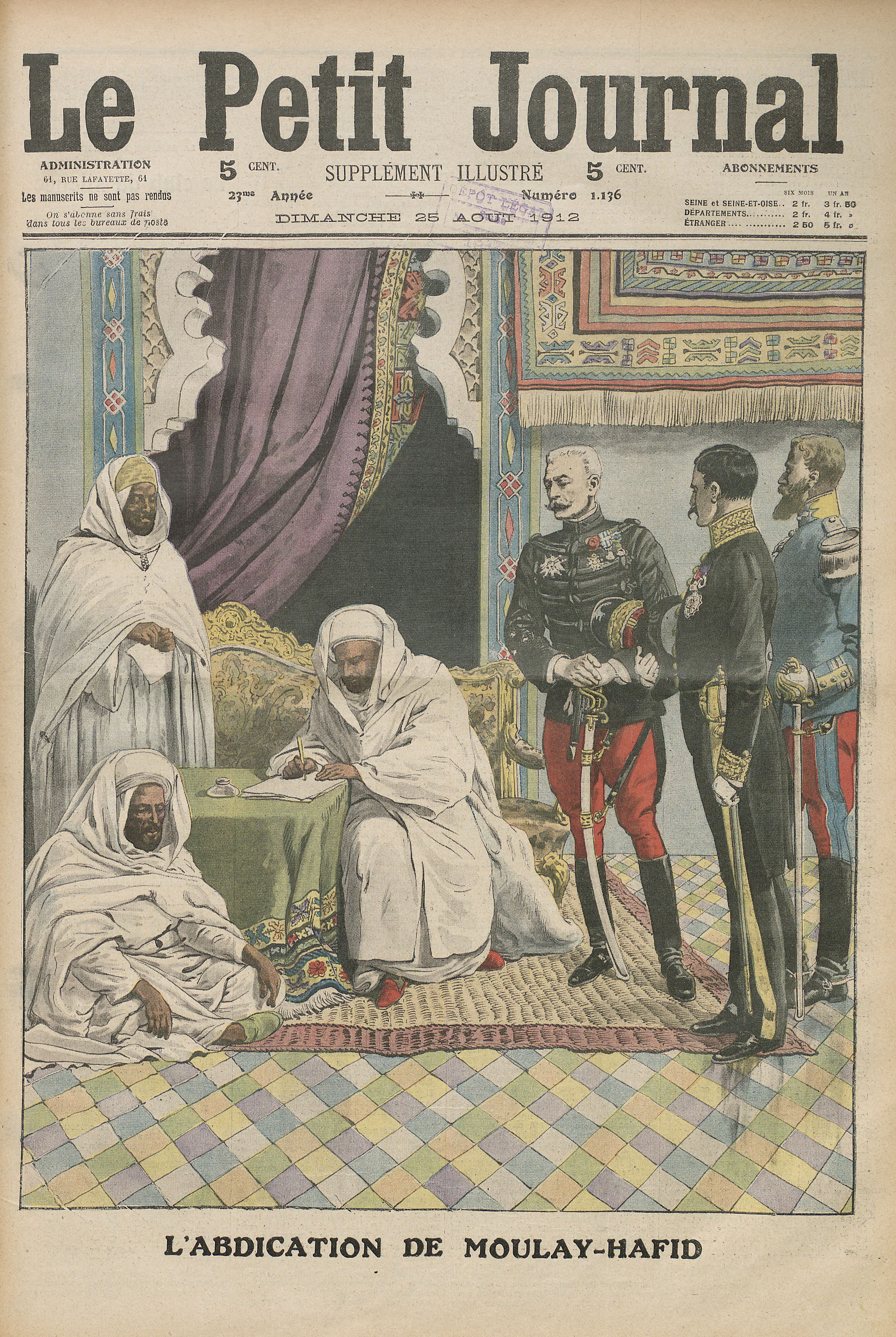
Abdication du sultan Abdelhafid qui avait signé le traité de protectorat avec la France en 1912.

Jusqu'en 1912, c'est un empire militaro-théocratique aux marges mouvantes, multiethnique et multiconfessionnel.
En 1906, la Conférence d'Algésiras place le Maroc sous contrôle international et accorde à la France des droits spéciaux. Ces droits sont néanmoins contestés par l'Allemagne de Guillaume II, qui convoite l'Empire chérifien et se heurte aux appétits français : affaires marocaines de la crise de Tanger et du coup d'Agadir en 1905 et 1911 : à Tanger le Kaiser vient prononcer un discours orienté contre la France, tandis qu'à Agadir la marine impériale allemande est sur le point de débarquer des troupes, ce qui provoque l'émoi dans toute l'Europe.

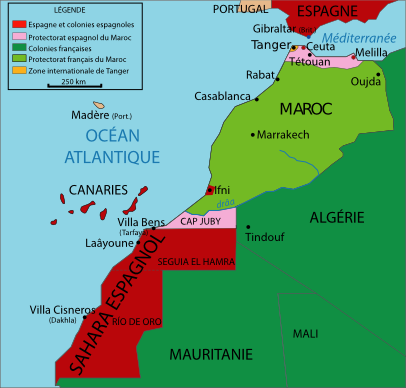
Carte du Maroc après le Traité de Fès de 1912, l'Empire chérifien est divisé en plusieurs zones de domination, française, espagnole et internationale.

À la suite du traité conclu entre la France et le Maroc le 30 mars 1912, pour l'organisation du Protectorat français dans l'Empire chérifien, le Nord et le Rio de Oro sont attribués à l'Espagne, tandis que les régions centrales avec leurs villes principales et la côte atlantique où se situent les grands ports reviennent à la France. Dans le système de protectorat, le sultan et le makhzen traditionnel sont maintenus, mais le pouvoir appartient en réalité au résident général et au haut-commissaire, qui représentent respectivement la puissance de tutelle française à Rabat et espagnole à Tétouan. La ville de Tanger constitue une zone internationale gouvernée par une commission où siègent les États-Unis et les pays européens possédant des intérêts dans l'Empire chérifien. Ce système est contesté par le mouvement national marocain à partir des années 1930, et surtout à l'issue de la Seconde Guerre mondiale. Par ailleurs, l'ensemble du territoire marocain n'est soumis aux puissances coloniales qu'à l'issue d'une longue guerre de conquête, dite pacification du Maroc, qui s'échelonne de 1907 à 1934. De 1921 à 1926 la guerre du Rif menée par Abdelkrim el-Khattabi contre l'Espagne et la France connaît un retentissement planétaire.

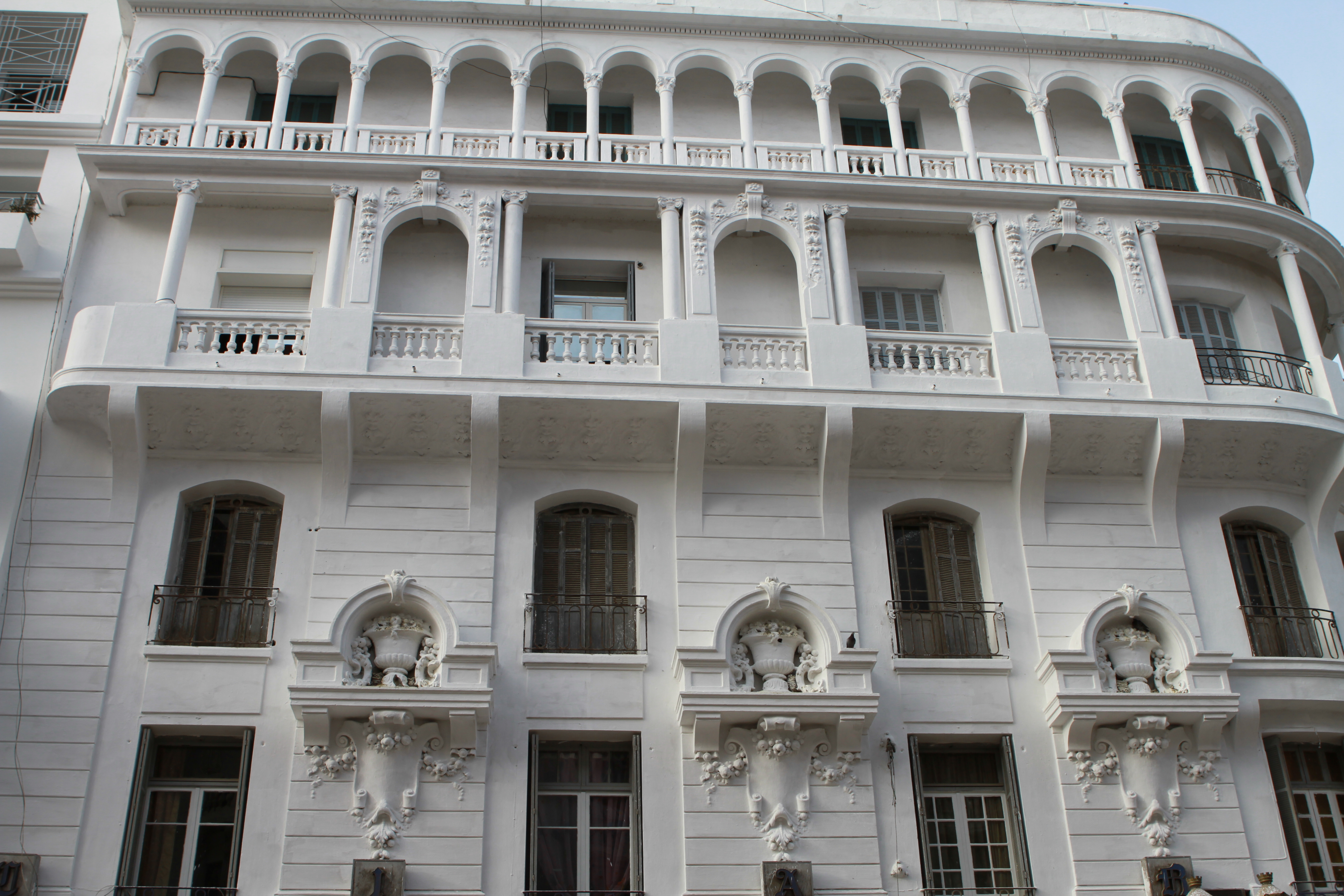
Immeuble de la période du protectorat français à Casablanca.

En 1943, après le débarquement des forces américaines en Afrique du Nord, Casablanca abrite une grande conférence alliée qui décide d'obtenir la reddition inconditionnelle de l'Axe Rome-Berlin-Tokyo et d'ouvrir de nouveaux fronts en Europe occidentale pour soulager l'Union soviétique de la pression militaire nazie.
Le Maroc accède officiellement à l'indépendance en 1956, après les sursauts d'une lutte de plus en plus rude entre les autorités coloniales et le mouvement national. La tension est très forte dès la fin de l'année 1952, qui voit se dérouler les émeutes des 7 et 8 décembre 1952 à Casablanca, causant de cent à trois cents morts selon les historiens,.

### L'armée de libération nationale et la guerre d'indépendance
L'Armée de libération nationale (Maroc) fondée d'après une idée d'Abdelkrim el-Khattabi (Comité de Libération du Maghreb) est issue au départ de l'Istiqlal et chapeautée politiquement par le comité de Tétouan. Elle viendra se greffer sur un début de révolte de la tribu Igzenayen consécutif à la non signature par ses chefs (sur ordre de Mohand ben Messaoud Ababou) des pétitions lancées par les Caïds de l'atlas, visant à déposer le sultan Mohammed Ben Youssef (futur M5) au profit de Mohammed ben Arafa, imposé par la France et le Glaoui,,,.À partir de 1953 et la nomination du capitaine Taddi à Boured, la tribu connaitra une période d'extrême tension entre ses chefs et les autorités françaises.
Profitant de la proximité de la zone espagnole et de la protection de Cheikh Messaoud Ababou, membre du comité de Tétouan qui la chapeaute politiquement, l'ALN sera en mesure de s'entrainer en pleins territoire des Asht Assem des Igzenayen de 1954 à son premier, coup d'éclat, l'attaque simultanée de trois bureaux indigènes (Boured, Tizi ouasli, Imouzzer Marmoucha) dont la principale à Boured le 2 octobre 1955. Ce fut le commencement de la guerre d'indépendance aussi appelé " La deuxième guerre du Rif ",. Les combats, d'une rare intensité et mobilisant 15 000 soldats français dureront jusqu'au mois de mars 1956, principalement sur le territoire des Igzenayen (le front rifain étant le seul à se développer), et au retour du Roi puis à la proclamation de l'indépendance à travers les accords d'Aix-les-Bains en 1955,,.
L'ALN a été fondée politiquement par des gens de tout le Maroc (Abbas, Khatib etc.), le Chef des opérations était Hassan Zkriti (Igzenayen), le chef militaire Mohamed Ghabouchi (Igzennayen) et le coordinateur front nord (principalement depuis Nador) était Abbas Mesaaâdi cependant l'immense majorité de ses troupes combattantes et de ses commandants (Mohamed Ghabbouchi, Hassan Zkriti, Massoud Akjoud, Akoudad etc.) étaient issus de Igzennayen, Ait Ammart et dans une moindre mesure Ait Ouriaghel,,.À son plus fort elle est composée de prêt de 5 000 hommes.
Le 29 mars 1956, à la suite de l'appel au calme du sultan Sidi Mohammed ben Youssef après l'annonce de l'indépendance du Maroc, le haut commandement de l'ALN en accord avec le Mouvement de la Résistance annonce dans un tract la cessation provisoire des opérations militaires notamment dans le Rif, tout gardant ses positions jusqu'à ce que la souveraineté marocaine soit entièrement libérée sans condition ni réserve.Le 31 mars, le sultan reçoit trente chefs de l'ALN, venant des secteurs du Rif, du Maroc oriental, de l'Atlas et des confins algéro-marocains, confirmant leur allégeance et obéissance à la monarchie et l'ALN est intégrée officiellement au Far le 14 mai 1958, elle est alors composée des effectifs de l'ALN et l'ALN sud (ALNS).

#### Maroc indépendant (depuis 1956)
Le Maroc accède à son indépendance le 2 mars 1956 et se trouve confronté dès lors à de nombreux enjeux d'ordre politique, économique et social (parachèvement de l'intégrité territoriale et stabilisation de la situation intérieure). En 1961, le décès de Mohammed V, qui a été le dernier sultan de l'Empire chérifien et le premier roi du Maroc moderne (le titre de roi remplace celui de sultan en 1957), laisse le trône à son fils Hassan II qui doit relever dès lors un ensemble de défis, consolider son pouvoir et assurer la place du Maroc dans le contexte mondial de la guerre froide et de la décolonisation.

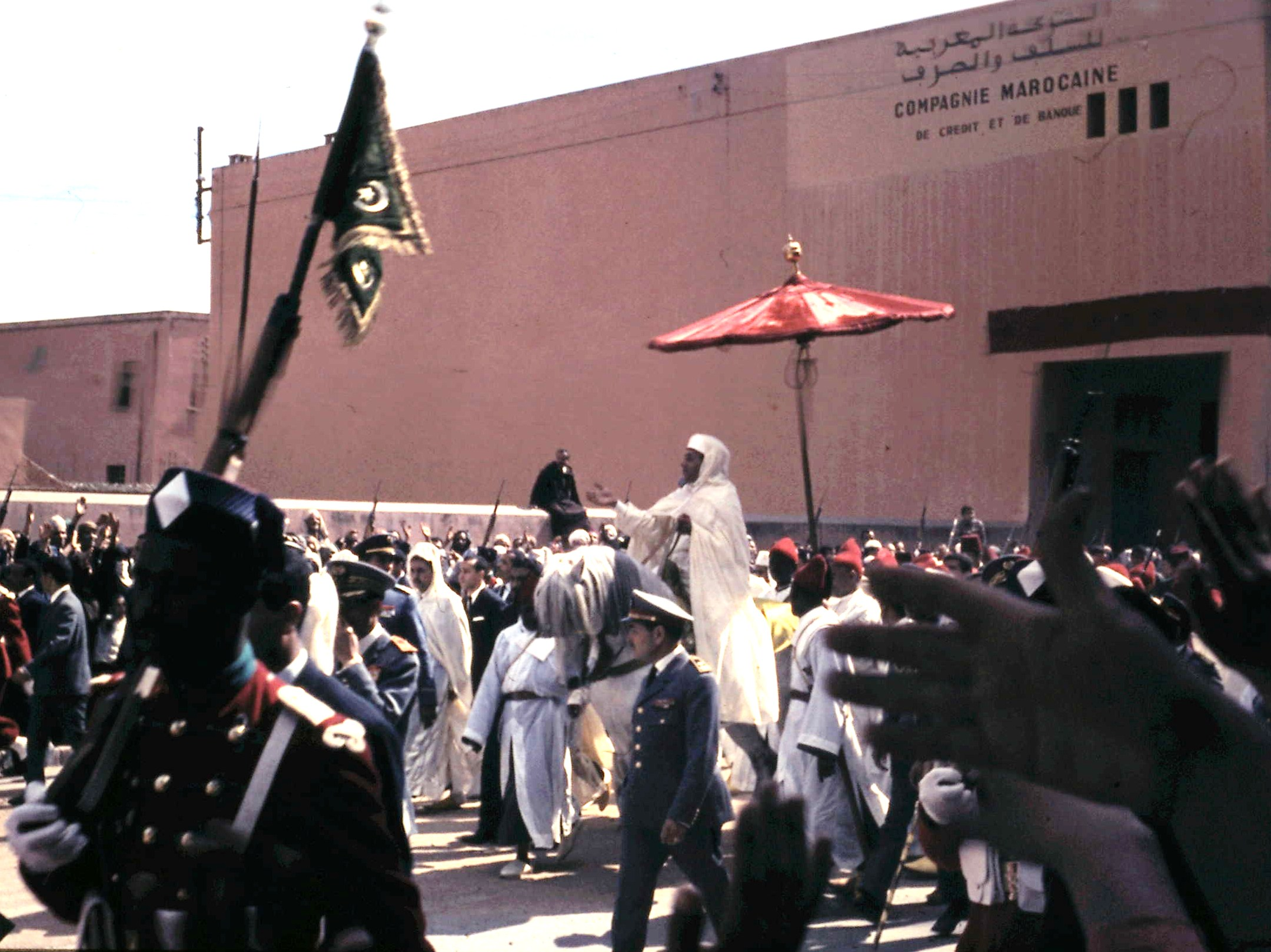
Le roi Hassan II à Marrakech en 1967.

En 1963, lors de la guerre des Sables, le Maroc et l'Algérie nouvellement indépendante s'opposent pour le contrôle des régions des confins situées entre Figuig et Tindouf. Le pays est marqué en 1965 par les émeutes de Casablanca, et par la disparition du chef de l'opposition de gauche et chef de file du tiers-mondisme Mehdi Ben Barka (enlevé à Paris en collaboration entre le pouvoir monarchique marocain et les services secrets français), ce qui conduit à la proclamation de l'état d'exception jusqu'en 1970. Les deux ans qui suivent connaissent l'échec de deux coups d'État militaires — dits « de Skhirat » (lieutenant-colonel Ababou et général Medbouh le 10 juillet 1971), et « des aviateurs » (Général Oufkir 16 août 1972) —, entre lesquels la Constitution a été modifiée. En novembre 1975, l'ensemble des partis politiques joignent leurs efforts avec le souverain dans son projet de la Marche verte pour la récupération des Provinces du Sud dans l'ancien Sahara espagnol. Au fil du temps, le royaume retrouve sa stabilité politique. Durant les deux dernières décennies du XXe siècle, une succession d'années de sécheresses ainsi que le plan d'ajustement structurel imposé par le Fonds monétaire international entraînent une crise économique et sociale très profonde.
À partir des années 1990, une opération de grande envergure pour la privatisation des entreprises publiques est menée par le roi et André Azoulay, le conseiller économique de la monarchie. Le groupe français Accor a ainsi pu acquérir six hôtels de la chaîne marocaine Moussafir et la gestion du palais Jamaï de Fès. Cette opération de privatisation permet d'une part aux notables marocains proches du pouvoir de contrôler les entreprises publiques les plus en vue, et, d'autre part, aux sociétés françaises d'opérer un retour en force dans l'économie du pays. La famille royale acquiert notamment le groupe minier Monagem.
Un gouvernement d'alternance, dominé par la Koutla et mené par Abderrahman Youssoufi de l'USFP, est formé à la suite des élections législatives de 1997. Après le décès de Hassan II en juillet 1999, Mohammed VI accède au trône.
En 2011, douze années après le début du règne, le Maroc est touché par les remous du Printemps arabe et connaît une série de manifestations populaires. Le roi fait alors approuver une nouvelle Constitution par référendum. Les élections législatives qui s'ensuivent sont remportées par les islamistes modérés du PJD, qui forment un gouvernement de coalition avec d'autres partis politiques, mené par Abdel-Ilah Benkiran.
Le PJD remporte à nouveau les élections législatives en 2016. Cette année-là, le Maroc opère un virage stratégique en direction de la Russie et de la Chine. En outre le royaume réintègre l'Union africaine en 2017, et a fait une demande d'adhésion à la Communauté économique des États de l'Afrique de l'Ouest.

##### Armoiries

Armes du Maroc (1957).

Les armes du Maroc se blasonnent ainsi : « de gueules, avec en chef un soleil naissant à quinze rayons d'or sur champ azur, soutenu d'une fasce divisée voûtée de sinople, fuselée d'or et d'argent ; le tout surchargé d'un pentalpha de sinople. L'écu est timbré de la couronne royale marocaine d'or, ornée de perles de gueules et de sinople alternées et surmontée d'une étoile (pentalpha) d'or ; il est bordé de lambrequins d'or soutenus de deux cornes d'abondance et supporté par lions au naturel : celui de dextre étant de profil et celui de senestre est léopardé, et pour devise, sur un listel d'or : (Arabe : إن تنصروا الله ينصركم) Si vous glorifiez Allah, il vous donnera la gloire (le verset 7 de la sourate XLVII du Coran) ».

## Économie

Évolution du PIB réel par habitant de Maroc.

Le Maroc est la cinquième puissance économique en Afrique en étant classé onzième pays africain en nombre d'habitants et 25e en superficie. Il est certes la troisième puissance économique d'Afrique du Nord, derrière l'Égypte et l'Algérie, classées respectivement troisième et huitième populations africaines et douzième et premier pays plus vastes du continent, néanmoins, le royaume chérifien devient deuxième pays investisseur sur son propre continent. L'évolution de l'économie marocaine a manifesté un degré de résilience remarquable au sein de son environnement régional : le Maroc a enregistré un rythme de croissance parmi les plus élevés de la zone MENA, région ayant, relativement bien surmonté la crise mondiale en réalisant une croissance moyenne supérieure à la zone euro, les PECO et l'Amérique latine. Ainsi, le Maroc a réalisé une croissance annuelle moyenne de 4,3 % durant la période 2008-2013 contre 4 % pour la zone MENA, -0,3 % dans la zone euro, 2,3 % dans les PECO et 3,2 % dans l'Amérique latine et Caraïbes. Cette performance est le résultat de la hausse de 9,2 % par an de la valeur ajoutée du secteur primaire et de la bonne tenue du secteur non agricole, grâce, notamment, aux performances du secteur tertiaire. De 2004 à 2014 le PIB marocain est passé de 56 à 107 milliards de dollars avec une inflation bien maîtrisée se situant à une moyenne annuelle de 1,8 %. Selon le ministère de l'économie le Maroc a enregistré en 2015 une inflation de 1,6 % et une croissance de 4,8 % tirée par une bonne année agricole, un chiffre supérieur aux prévisions de la loi de finances 2015 qui tablait sur une croissance de 4,4 %. En 2024, le Maroc est classé en 66e position pour l'indice mondial de l'innovation.

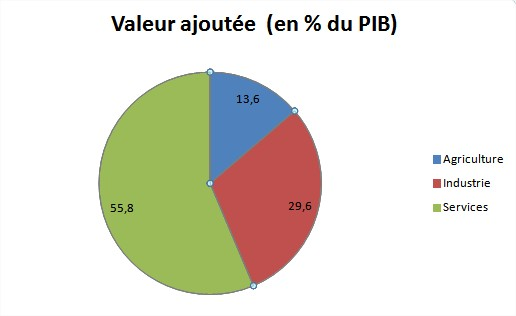
Répartition de l'économie marocaine en 2014.

En 2014 la valeur ajoutée du secteur tertiaire atteint 55,8 % du PIB suivie de 29,6 % pour l'industrie et 13,6 % pour l'agriculture. L'industrie manufacturière est dominée par le textile, les articles de cuir, la transformation des aliments, du raffinage de pétrole et du montage électronique. De nouveaux secteurs offrent un potentiel de croissance élevé et diminuent la dépendance du royaume à son secteur agricole : chimie, équipement automobile, informatique, électronique et industrie aéronautique.
En 2019, le Maroc « reste le pays le plus inégalitaire du nord de l'Afrique et dans la moitié la plus inégalitaire des pays de la planète, En 2018, les trois milliardaires marocains les plus riches détenaient à eux seuls 4,5 milliards de dollars, soit 44 milliards de dirhams. L'augmentation de leur fortune en un an représente autant que la consommation de 375 000 Marocains parmi les plus pauvres sur la même période », souligne un rapport de l'ONG Oxfam.
Le Maroc entre en 2025 dans la catégorie des économies « modérément libres », selon  l'Index of Economic Freedom, publié par la Heritage Foundation. Le pays se classe 86e au niveau mondial, 7e dans la région Moyen-Orient et Afrique du Nord (MENA) et 1er en Afrique du Nord. En matière de liberté des affaires (68,9 points) et de liberté monétaire (74,7), ses scores dépassent la moyenne mondiale. Sur le plan des marchés ouverts, l’économie marocaine présente des indicateurs positifs, son score atteignant 67,2 pour la liberté commerciale, 75 pour la liberté d’investissement et 75 pour la liberté financière,,,.  
Le Maroc progresse régulièrement au classement Doing Business — ou « indice de facilité de faire des affaires » — établi chaque année par la Banque mondiale. En 2020, il occupe la 53e place, ce qui représente un progrès de sept rangs par rapport à l'année précédente. Néanmoins, les investissements ne profitent qu'à une faible portion de la population. L'indice de développement humain (IDH), établi par le Programme des Nations unies pour le développement (PNUD), place en 2023 le royaume à la 120e place. L'économiste Taïeb Aisse, conseiller du gouvernement marocain, « remarque qu'il y a 10 % de citoyens en situation de pauvreté extrême, totale ; c'est-à-dire qu'ils n'ont rien, aucun revenu ; c'est très dangereux. »
Dans une mise à jour de ses “Perspectives de l’économie mondiale”, la FMI prévoit un taux d’inflation de 2,2% en 2025 et de 2,3% l’année prochaine. Ainsi que Le Maroc devrait enregistrer une croissance de l’ordre de 3,9% cette année et 3,7% en 2026. Selon ces prévisions rendues publiques à l’occasion des Réunions de printemps du FMI et de la Banque mondiale, qui se tiennent à Washington du 21 au 26 avril, le taux de chômage, qui a atteint 13,3% en 2024, devrait ralentir cette année à 13,2% avant de reculer à 12,9% en 2026. Le FMI anticipe en outre que le solde du compte courant du Maroc va s’établir à -2,0% en 2025 puis à -2,2% l’année suivante. En ce qui concerne la région Moyen Orient et Afrique du Nord, la croissance, établie en 2024 à 1,8%, devra passer à 2,6% en 2025, avant de bondir à 3,4% l’année suivante. Ces prévisions constituent une revue à la baisse des estimations du Fonds pour cette région publiées en octobre dernier. Celles-ci étaient initialement comprises entre 2,1% en 2024 et 4,0% en 2025,,.
| Indicateur                                        | 2006   | 2007   | 2008   | 2009  | 2010   | 2011   | 2012   | 2013   | 2014   | 2015   |
| ------------------------------------------------- | ------ | ------ | ------ | ----- | ------ | ------ | ------ | ------ | ------ | ------ |
| Produit intérieur brut en milliards de dollars US | 65,64  | 74,41  | 85,21  | 91,41 | 90,80  | 99,17  | 100,35 | 105,50 | 107    | 112*   |
| Croissance du PIB (prix constants)                | 7,8 %  | 2,7 %  | 6,5 %  | 5,5 % | 3,6 %  | 4,2 %  | 3,1 %  | 4,1 %  | 2,4 %  | 4,8 %  |
| PIB par habitant en dollars US                    | 2 151* | 2 422* | 2 901* | 2 868 | 2 823* | 3 044* | 2 900* | 3 095* | 3 140* | 3 275* |
| Taux d'inflation1                                 | 3,3 %  | 2,0 %  | 3,7 %  | 1,0 % | 1,0 %  | 0,9 %  | 1,3 %  | 1,9 %  | 0,4 %  | 1,6 %  |

(*) Donnée estimée
(1) Banque mondiale

### PIB par région
| Rang | Régions                    | La part du PIB total | PIB régionalisé (million de $)/équivalent |
| ---- | -------------------------- | -------------------- | ----------------------------------------- |
| 1    | Grand Casablanca           | 18,8 %               | 16 709 Bahreïn                            |
| 2    | Souss-Massa-Drâa           | 12,2 %               | 10 843 Sénégal                            |
| 3    | Rabat-Salé-Zemmour-Zaër    | 9,8 %                | 8 710 Cambodge                            |
| 4    | Marrakech-Tensift-Al Haouz | 8,2 %                | 7 288 Macédoine                           |
| 5    | Tanger-Tétouan             | 7,4 %                | 6 577 Mali                                |
| 6    | L'Oriental                 | 7,1 %                | 6 310 Malte                               |
| 7    | Gharb-Chrarda-Beni Hssen   | 6,9 %                | 6 132 Haïti                               |
| 8    | Doukkala-Abda              | 5,4 %                | 4 799 Nicaragua                           |
| 9    | Chaouia-Ouardigha          | 5,2 %                | 4 621 Guinée                              |
| 10   | Drâa-Tafilalet             | 4,9 %                | 4 355 Moldavie                            |
| 11   | Fès-Boulemane              | 4,2 %                | 3 732 Mongolie                            |
| 12   | Tadla-Azilal               | 4,2 %                | 3 732 Tadjikistan                         |
| 13   | Provinces du Sud           | 3,0 %                | 2 666 Mauritanie                          |
| 14   | Taza-Al Hoceïma-Taounate   | 2,7 %                | 2 399 Togo                                |

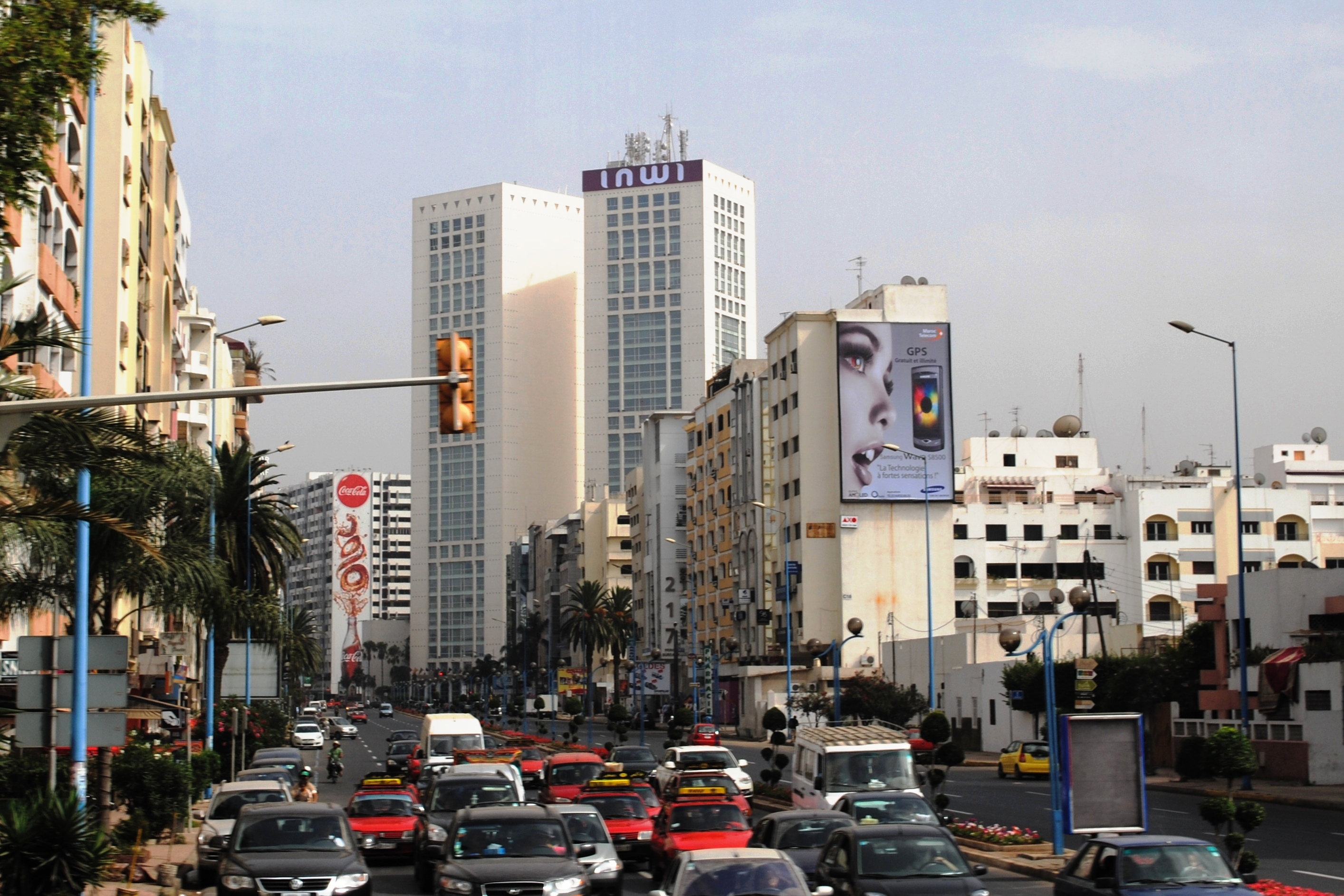
Twin Center, Casablanca.

Centre des affaires de Rabat.

Aéroport de Marrakech Ménara.

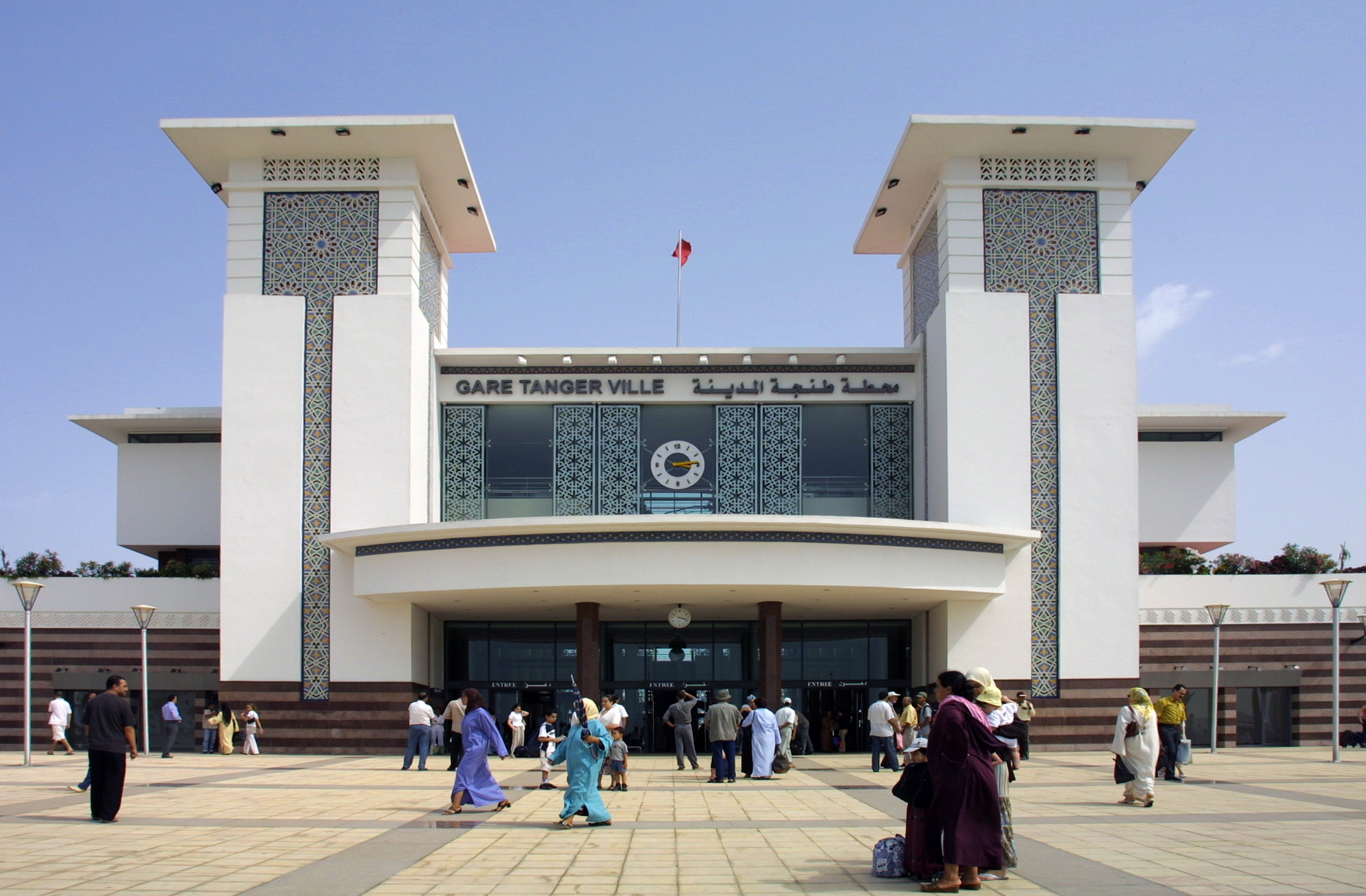
Gare ONCF de Tanger ville.

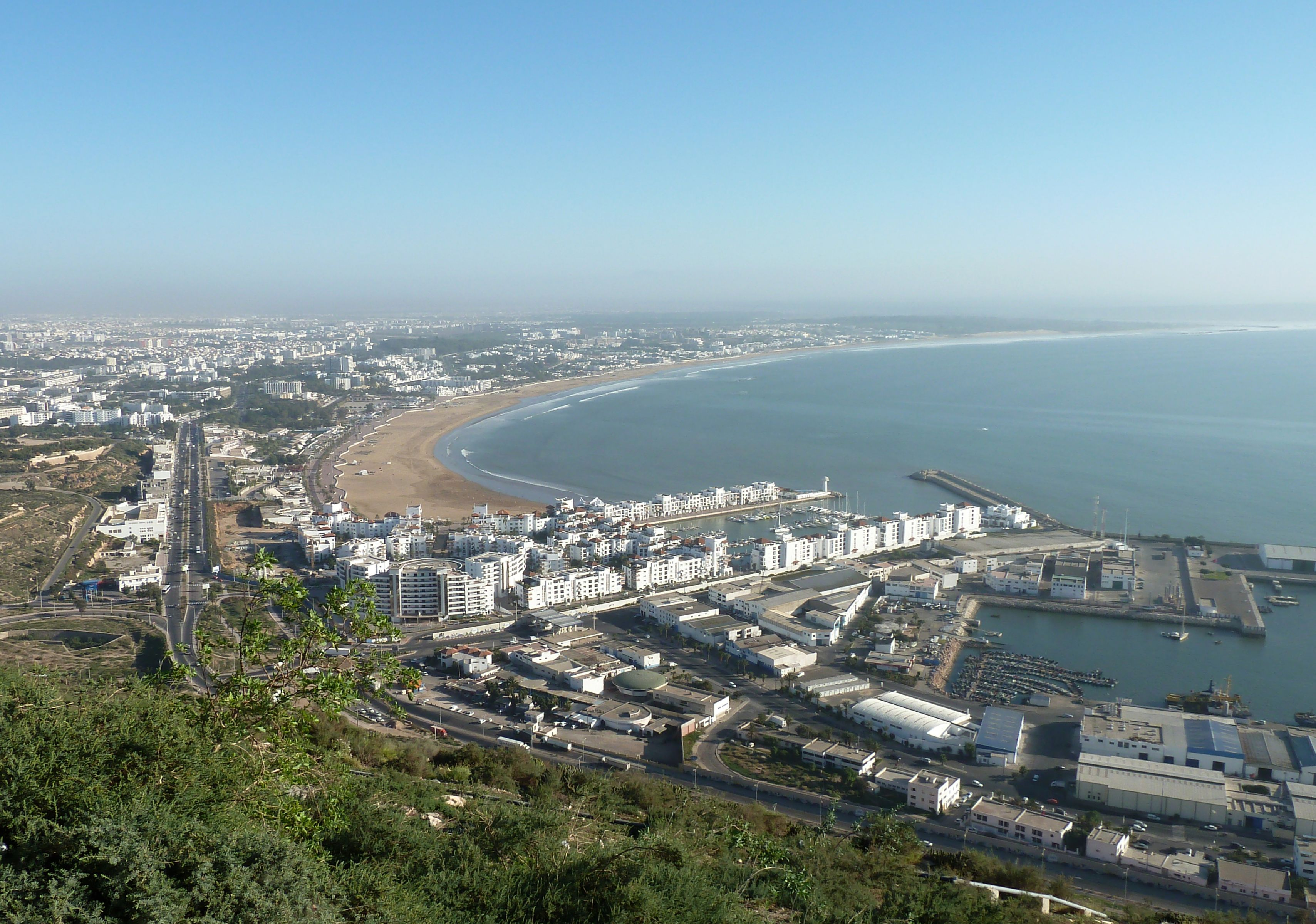
Baie d'Agadir (2011).

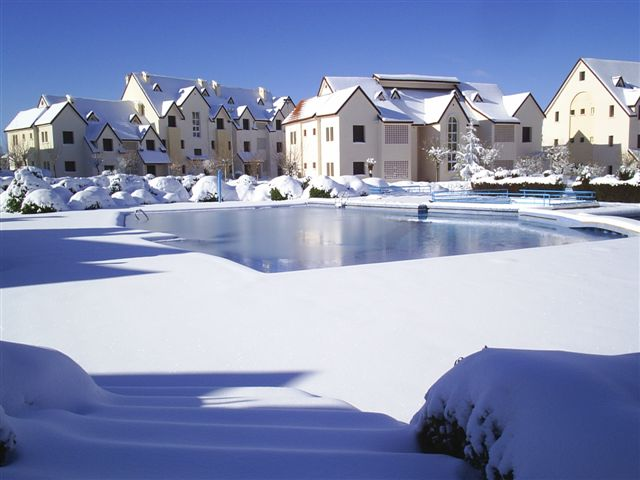
Ifrane en hiver.

Direction des Études et des Prévisions Financières (DEPF)
Le nouveau découpage territorial marocain comporte douze régions ; le Maroc dans sa nouvelle constitution adoptée en 2011 donne une grande autonomie et responsabilité aux régions afin d'agir pour le développement économique local. L'objectif du nouveau découpage est de former des régions assez grandes en vue d'une meilleure complémentarité économique et sociale, contrairement à plusieurs pays européens qui ont eu une expérience plus avancée en organisations territoriales qui spécifient des langues locales à introduire dans l'enseignement public par régions, au Maroc deux langues officielles sont retenues (l'arabe, et l'amazigh) et qui sont enseignées dans toutes les régions. Afin de mieux organiser les départs en vacances un calendrier de vacances scolaires décalées selon les régions est en cours d'élaboration.

Les aménagements futurs du territoire seront calqués sur ce découpage régional actuel à savoir les nouvelles zones d'activités économiques, les zones logistiques, les nouveaux aéroports, les nouvelles autoroutes pour relier les régions, les voies express, les lignes ferroviaires et les nouveaux ports. Mis à part les trois régions centrales qui n'ont pas accès à la mer toutes les autres régions qui n'ont pas de port commercial seront dotées chacune d'un port en eau profonde, la région 6 quant à elle, hérite de deux grands ports avec le nouveau découpage, le port de Casablanca et le port de Jorfsfar. Rabat qui n'avait pas de port dans l'ancien découpage aura à disposition le futur grand port Kénitra Atlantique, le grand port de Safi en construction sera baptisé le port de Marrakech sa capitale de région (région 7), pour les régions qui n'ont pas accès à la mer un arc d'autoroute de 900 km reliera les régions 7, 5, 3 et 1 sous forme d'une nouvelle autoroute Safi - Marrakech - Beni Mellal - Fès - Tanger. La région 11 détient un grand port commercial à Laâyoune, la région 12 voisine sera dotée d'un port en eau profonde (Dakhla Atlantique), ces deux régions seront reliées aux régions 9 et 10 par une voie express de 1 200 km partant de Agadir - Tiznit - Laâyoune - Dakhla.

Carte des nouvelles régions (depuis 2015).

| Rang | Régions                  | Part du PIB total | Population | PIB/Habitant (en $)/équivalent |
| ---- | ------------------------ | ----------------- | ---------- | ------------------------------ |
| 1    | Casablanca-Settat        | 24,5 %            | 6 085 000  | 4 369 Tunisie                  |
| 2    | Rabat-Salé-Kénitra       | 15,8 %            | 4 272 901  | 4 025 Paraguay                 |
| 3    | Marrakech-Safi           | 11 %              | 4 108 000  | 2 870 Philippines              |
| 4    | Souss-Massa              | 10,5 %            | 2 475 143  | 4 681 Jordanie                 |
| 5    | Fes-Meknes               | 9 %               | 4 022 128  | 2 407 Honduras                 |
| 6    | BeniMellal-khenifra      | 8,1 %             | 2 611 499  | 3 333 Eswatini                 |
| 7    | Oriental-Rif             | 7,6 %             | 2 434 870  | 3 127 Sri Lanka                |
| 8    | Tanger-Tétouan           | 7,2 %             | 2 830 101  | 2 751 Vanuatu                  |
| 9    | Drâa‐Tafilalet           | 3,3 %             | 1 392 501  | 2 716 Bolivie                  |
| 10   | Laâyoune‐Saguia al Hamra | 1,4 %             | 364 000    | 4 993 Jamaïque                 |
| 11   | Guelmim‐Oued Noun        | 1,2 %             | 428 857    | 3 210 Égypte                   |
| 12   | Ed Dakhla‐Oued ed Dahab  | 0,3 %             | 152 000    | 2 140 Moldavie                 |

### Croissance commerciale

Accords de libre échange :
Maroc
Accord de libre échange Maroc - États Unis
Accord de libre échange Maroc - Union Européenne
Accord d'Agadir
Accord de libre échange Maroc - Turquie
Accord de libre échange Maroc - Émirats arabes unis
Accord de libre échange Maroc - EFTA

Le Maroc dispose d'un produit intérieur brut relativement fort au regard de la moyenne africaine. La population marocaine constitue 2,5 % du continent africain, en 2008 avec ses 85,2 milliards de dollars son produit intérieur brut contribuait à hauteur de 9 % du PIB global du continent, fin 2013 après que le baril de pétrole dépassa 100 dollars ce ratio s'est rétrécie à 5 %. Le Maroc est appelé à consolider ce point puisque malgré une croissance relativement rapide depuis l'accession au trône du souverain Mohammed VI en 1999, cette dernière demeure variable et volatile car tributaire des résultats de plusieurs facteurs internes et externes. La proximité du Maroc avec le continent européen a favorisé l'économie nationale dans la mesure où cette dernière a très largement bénéficié des nombreuses délocalisations effectuées par les entreprises européennes.
Depuis le début des années 2000, le Maroc a mis en place une politique fiscale attractive en matière de délocalisation, à tel point que l'OCDE plaçait en 2008 le royaume en troisième position dans la progression des emplois créés par le secteur de l'offshoring, derrière l'Estonie et la Chine. L'exemple le plus typique en la matière est celui des centres d'appel. On peut aussi évoquer l'exemple aéronautique.

Carte synthétique des nouvelles industries de Tanger Med : Tanger Tech, Tanger Automotive City, et les principales voies de transport : voie rapide ferroviaire Tanger-Casablanca, aéroports et port de Tanger-Med.

Longtemps repoussée au second plan sous le règne de Hassan II, la façade méditerranéenne marocaine a souvent été retardée malgré le potentiel immense qu'offre cette route maritime, preuve de l'incompétence des anciens responsables du secteur maritime marocain avant les deux dernières décennies. Ces derniers voulaient ériger le nouveau port tangérois sur la côte atlantique. Replacé sur la route majeure du trafic de conteneurs, la construction du port de Tanger Med a constitué un tournant majeur pour le transport maritime marocain. Lancé en 2004 à 22 km à l'est de l'ancien port de Tanger ville sur l a côte méditerranéenne à 15 km des côtes sud espagnoles, le nouveau port tangerois est inauguré en 2007. En 2014, ce complexe portuaire a pu totaliser le traitement de 3 millions de conteneurs. Deux autres tranches, Tanger Med 2 et Tanger Med 3 sont prévues afin d'atteindre une capacité maximale de 8,5 millions de conteneurs, ce qui ferait de lui le plus grand port africain en matière de transport de marchandises. La construction de Tanger Med 2 a été confiée en 2009 au groupe Bouygues, le même concepteur que Tanger Med 1 qui a prouvé son efficience. L'infrastructure portuaire est à présent terminée depuis janvier 2015 et livrée aux gestionnaires des terminaux pour finaliser les équipements portuaires. La zone franche adjacente accueille entre autres la nouvelle usine Renault depuis 2012.
Le Maroc est par ailleurs le troisième producteur mondial de phosphates avec ses 26,40 millions de tonnes produites en 2013, soit 12 % du total de la production mondiale, estimée à 220 millions de tonnes derrière la Chine, premier producteur mondial (100 millions de tonnes) et les États-Unis (27,10 millions de tonnes). Le phosphate est une ressource minière nécessaire à la fabrication d'engrais, et ses cours ont fortement augmenté avant la crise mondiale de 2008, pour atteindre 400 dollars la tonne quand cette ressource constituait presque 5 % du PIB marocain. Le phosphate a déjà baissé de plus de 60 % et intervient pour moins de 3,5 % du PIB face à la montée en puissance de la production chinoise assurant leur autosuffisance, et au dumping de l'Arabie saoudite, détentrice de gisements quasiment en surface et qui a raflé une bonne partie des marchés d'Asie et d'Afrique de l'Est. La baisse du prix du phosphate est donnée comme irréversible et devrait atteindre 75 dollars la tonne en 2025. Cependant, cela semble ne pas être en mesure de provoquer de maladie hollandaise au Maroc, à l'instar des autres pays mono-exportateurs africains qui s'appuient sur un PIB issu à 90 % d'une seule richesse minière. À la suite du dumping de l'Arabie saoudite, beaucoup de mines de phosphates à travers le monde, notamment au Sénégal, en Tunisie, en Jordanie et en Égypte sont redevenues déficitaires, et les mines marocaines ont perdu en rentabilité. Près du gisement d'Ouled Abdoun dans la province de Khouribga, à 120 km au sud-est de Casablanca, se trouve le premier centre minier de phosphate au monde, exporté par le biais des ports de Casablanca et de Jorf Lasfar, un nouveau port construit en 1982 à proximité d'El Jadida. Le transfert vers Jorf Lasfar est assuré par convois ferroviaires. Deux autres sites phosphatiers sont exploités au nord de Marrakech à Ben Guerir (Gantour) et à Chichaoua (Meskala), et leurs produits transportés par train vers le port de Safi. L'Office chérifien des phosphates est la première entreprise publique du pays. En 2014 les exportations de phosphates sont détrônées par le secteur agricole et l'industrie automobile. Une partie des réserves se trouve à Bocraa au Sahara, mise en production par Phosbocraa, une filiale de l'OCP. Le front Polisario considère cette activité comme un pillage de richesses, bien que le groupe OCP affirme que cette mine a toujours été déficitaire, de 1976 à 2008. Selon l'OCP, les sites de Meskala et Bocraa ont constamment été déficitaires et vivent aux dépens des mines de Khouribga et de Ben Guerir. En conséquence, la mine de Skala est fermée temporairement à l'heure actuelle, par contre le site de Bocraa continue son activité afin de pérenniser les 3 000 emplois de cette filiale. Le phosphate produit est acheminé par bande transporteuse sur 150 km jusqu'au port de Laâyoune. Étant donné la volatilité des prix du phosphate, l'OCP a mis en place en 2014 un minéroduc entre Khouribga et le port de Jorf Lasfar et projette d'ériger un deuxième pipeline également entre Ben Guerir et le port de Safi afin de minimiser les coûts de transport. L'OCP souhaite ainsi rester compétitif face aux groupes asiatiques qui commencent à acheter les compagnies africaines déficitaires afin de produire du phosphate pour garantir leur future autosuffisance alimentaire.
Malgré les récentes contre-performances consécutives à la crise financière de 2008, la bourse des valeurs de Casablanca a temporairement consolidé son statut de deuxième place boursière africaine, derrière celle de Johannesbourg et devant celle du Caire, avant que le Printemps arabe n'affecte négativement les deux places financières nord africaines qui restent au coude à coude tout en étant devancées par l'émergence de la bourse de Lagos.

### Marché de l'emploi

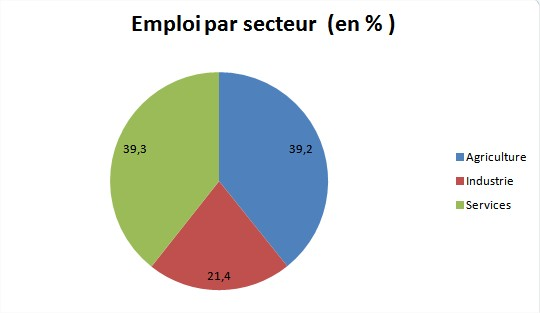
Emploi par secteur de l'économie en 2014.

Le Maroc n'ayant jamais été affecté par un système à économie dirigée, beaucoup d'habitants des régions rurales ont constitué des entreprises familiales dans le domaine de la pêche et de l'agriculture de telle manière à assurer une autonomie alimentaire et exporter les surplus de la production. À la suite de sécheresses importantes survenues à partir des années 1980, les populations rurales migrent en masse vers les villes et provoquent plusieurs crises induites entraînant le développement de bidonvilles, du chômage et de l'insécurité. La réponse des autorités fut relativement tardive mais cela a permis de stopper l'hémorragie : le roi Hassan II dans un de ses discours promet d'irriguer un million d'hectares à l'horizon de l'an 2000. Un programme de construction de barrages est lancé, des canalisations d'eau sont érigées, des milliers d'écoles rurales construites et les crédits bancaires furent facilités pour les agriculteurs. Cependant, le manque de développement routier constituait encore un grand fardeau dans les zones rurales marocaines, l'exode rural continuant et augmentant le taux de chômage en ville.
Le taux de chômage au Maroc, comme dans tous les autres pays d'Afrique du Nord, est assez approximatif. Il varie entre 9 et 10 % selon les chiffres officiels (HCP, ministère du Travail), mais quelques organisations marocaines non gouvernementales tablent sur des chiffres plus élevés. Dernièrement, le gouvernement a mis en place une allocation en cas de perte d'emploi et se penche sur l'éventualité de créer une allocation pour les nouveaux diplômés.
Comme tous les pays du tiers-monde, l'économie informelle est toujours présente au Maroc dans plusieurs secteurs et empêche des centaines de milliers de travailleurs d'avoir accès à une couverture sociale. Durant la dernière décennie, [Quand ?] les autorités ont lancé un programme de couverture sociale et d'assurance maladie obligatoires pour les petits artisans et les différents secteurs d'activité. Fin 2014 la CNSS couvre 3 millions d'affiliés sur une population active de 12 millions. Malgré les différentes incitations gouvernementales, la croissance moyenne de la couverture sociale tourne autour de 7 % par an depuis 2009. Les mentalités des couches marocaines aisées sont souvent de tendance libérale, relativement semblables à la société américaine, l'ironie du sort étant qu'une grande partie des non-inscrits à la CNSS sont les indépendants qui bénéficient d'un revenu assez confortable (médecins, architectes, cadres) qui ne souhaitent pas cotiser et exprimer leur devoir de solidarité avec les autres couches sociales. Concernant l'Assurance Maladie Obligatoire gérée elle aussi par la CNSS, le nombre d'employés couvert atteint 4,9 millions.
Pour les demandeurs d'emploi et les indépendants dans des secteurs précaires, l'État marocain a développé un programme baptisé Régime d'assistance médicale (RAMED) qui englobe 9 millions de bénéficiaires à bas revenus, venant s'ajouter aux 288 000 étudiants et 20 000 immigrants, soit 64 % de la population totale couverte. L'objectif à court terme est d'atteindre un taux de 95 % de la population, et un projet de loi a été adopté en ce sens. Afin d'anticiper les déficits de la caisse de retraites une loi a été adoptée afin de passer l'âge de la retraite de 60 à 63 ans et de relever le minimum des pensions de retraites à 1 500 dirhams par mois à partir de 2018, Si cette somme peut sembler dérisoire comparé aux retraites appliquées dans les pays membres de l'OCDE (équivalente à 160 $), cette allocation correspond aux salaires minimums des autres pays d'Afrique du Nord et au double de la moyenne des salaires minimums des pays d'Afrique subsaharienne.
La situation de l'emploi a souffert pendant les années 1970-1980 d'événements internes et externes : la hausse de la natalité, les chocs pétroliers, la baisse de la parité du dirham, le plan d'ajustement structurel, sont des circonstances qui ont porté atteinte aux équilibres financiers de l'État et entraîné la baisse des dépenses d'investissement et de promotion de l'emploi. Les émeutes sociales des années 1981, 1984 et 1990 s'inscrivent dans cette logique d'ensemble.
Les besoins énormes en main-d'œuvre de l'Europe occidentale afin d'assurer la reconstruction après la Seconde Guerre mondiale ont été comblés en faisant appel à des vagues successives de travailleurs issus du Maghreb et de l'Europe du Sud durant les Trente Glorieuses. Les populations berbères marocaines et algériennes persécutées par les années de plomb sous les pouvoirs autoritaires de Hassan II et de Boumédiène constituèrent les premières vagues d'émigration. Depuis son indépendance, le Maroc n'a jamais été gouverné par un parti unique, et son modèle politique se caractérise par son multipartisme et son aspect libéral. Il en résulte que la plus grande partie des réformes a été conduite par des gouvernements libéraux moins protecteurs des acquis sociaux, excepté dans le secteur public. Le salaire minimal (SMIG) au Maroc est de 3 000 dirhams (300 $) dans le secteur public. Le gouvernement a souhaité appliquer le même minimum salarial au privé, mais les organisations patronales s'y sont fermement opposées. Un accord a été trouvé sur une augmentation effective de 10 % des salaires pour atteindre un SMIG de 2 567 dirhams (265 $). En conséquence, bien que le royaume chérifien ne détienne aucune richesse minière de valeur, le SMIG appliqué au Maroc est de loin le plus élevé du continent africain, y compris au sein des quatre puissances économiques africaines riches en ressources minières et énergétiques :
| Pays           | Salaire minimum interprofessionnel garanti |
| -------------- | ------------------------------------------ |
| Maroc          | 265 $                                      |
| Afrique du Sud | 175 $                                      |
| Algérie        | 165 $                                      |
| Égypte         | 155 $                                      |
| Nigeria        | 90 $                                       |

Les SMIG au sein des 5 premiers PIB africains (Source : ILO.org)

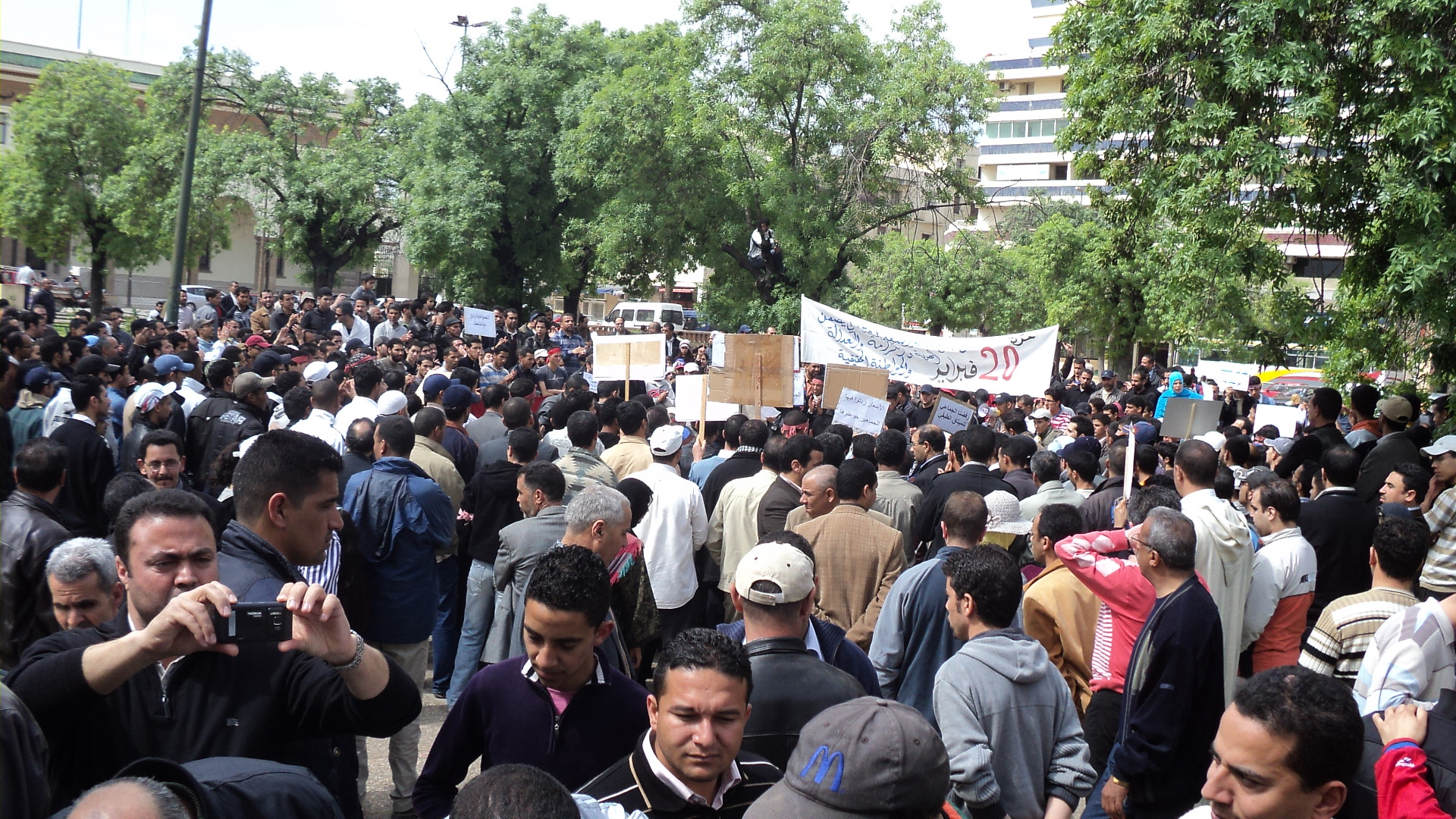
Manifestation pour l'obtention de réformes devant engager les partis et les syndicats (2011).

Il existe presque autant de partis politiques marocains qu'il existe de syndicats leur étant fidèles. Pendant les années 1970, de grandes luttes ouvrières eurent lieu, à la suite desquelles le roi Hassan II eut recours à l'armée pour faire conduire les trains et les bus publics. Depuis lors, la plus grande partie des transports a été privatisée, mais cela n'a pas empêché le premier ministre Abdelilah Benkirane de faire appel à l'armée pour assurer un service minimum dans le transport ferroviaire durant la journée de grève générale du 24 février 2016, une grève organisée par les syndicats contre le projet de réforme des retraites en cours.
Pendant longtemps les différents gouvernements successifs marocains embauchaient d'office une grande partie des jeunes diplômés dans les administrations ou les entreprises publiques par clientélisme voire par corruption. Les entreprises publiques, à la masse salariale élevée, avaient une productivité très faible. Après de vastes programmes de privatisations partielles ou totales d'entreprises publiques, les derniers gouvernements ont supprimé les recrutements automatiques de diplômés chômeurs. Les postes à pourvoir sont accessibles selon les besoins et par un concours, aussi de grands plans de départs volontaires ont eu lieu. Grâce à ces réformes les entreprises marocaines sont aujourd'hui à l'échelle continentale largement en tête en matière de compétitivité, seul le Kenya a été capable de mener des réformes aussi audacieuses et réussies. La baisse des recrutements dans la fonction publique engendra des manifestations énormes de jeunes diplômés devant le parlement.
Depuis l'alternance politique en 1997, l'économie marocaine s'est ouverte progressivement avec le démantèlement des droits de douane, les privatisations, la réforme du secteur bancaire, la réforme du code de travail, la création de zones industrielles, la promotion fiscale, les grands chantiers, dynamisant ainsi quelque peu le marché de l'emploi. Depuis le début du millénaire, la situation de l'emploi a connu une nette amélioration par rapport aux années 1990, mais l'offre n'arrive pas à couvrir toutes les catégories, et ne touche pas certaines régions pauvres et enclavées du royaume.
La mise en place récente des agences nationales pour la promotion de l'emploi et des compétences (ANAPEC) ainsi que l'instauration d'une assurance maladie obligatoire (AMO) couvrant les affiliés de la CNSS et leurs familles, démontre une prise en compte et une sensibilité améliorée aux sujets sociaux.
Début 2014, le taux de chômage au Maroc grimpe à 10,2 % avant de repasser légèrement sous la barre de 10 % en 2015. Le taux de chômage des jeunes serait de 42,8 % en 2017. Environ 80 % des emplois sont informels et les écarts de revenus très élevés.
Depuis les années 1970, les autorités ont fait le choix de tout miser sur l'économie de marché et sur le secteur privé, largement subventionné par l'État, avec l'idée qu'il allait s'autonomiser et devenir le principal investisseur. Cette politique a pourtant abouti à un échec patent. Outre qu'il investit faiblement, le privé ne salarie que 10 % de la population active. D'autre part, au sein de ces 12 millions de personnes actives, 2 millions sont recensées comme telles, mais ne sont pas rémunérées, constituant la catégorie dite des « travailleurs fantômes ». Figurent notamment dans cette catégorie les ouvriers agricoles employés au sein de l'exploitation familiale ou les jeunes travaillant dans l'artisanat.

### Secteur primaire

#### Pêche et pisciculture

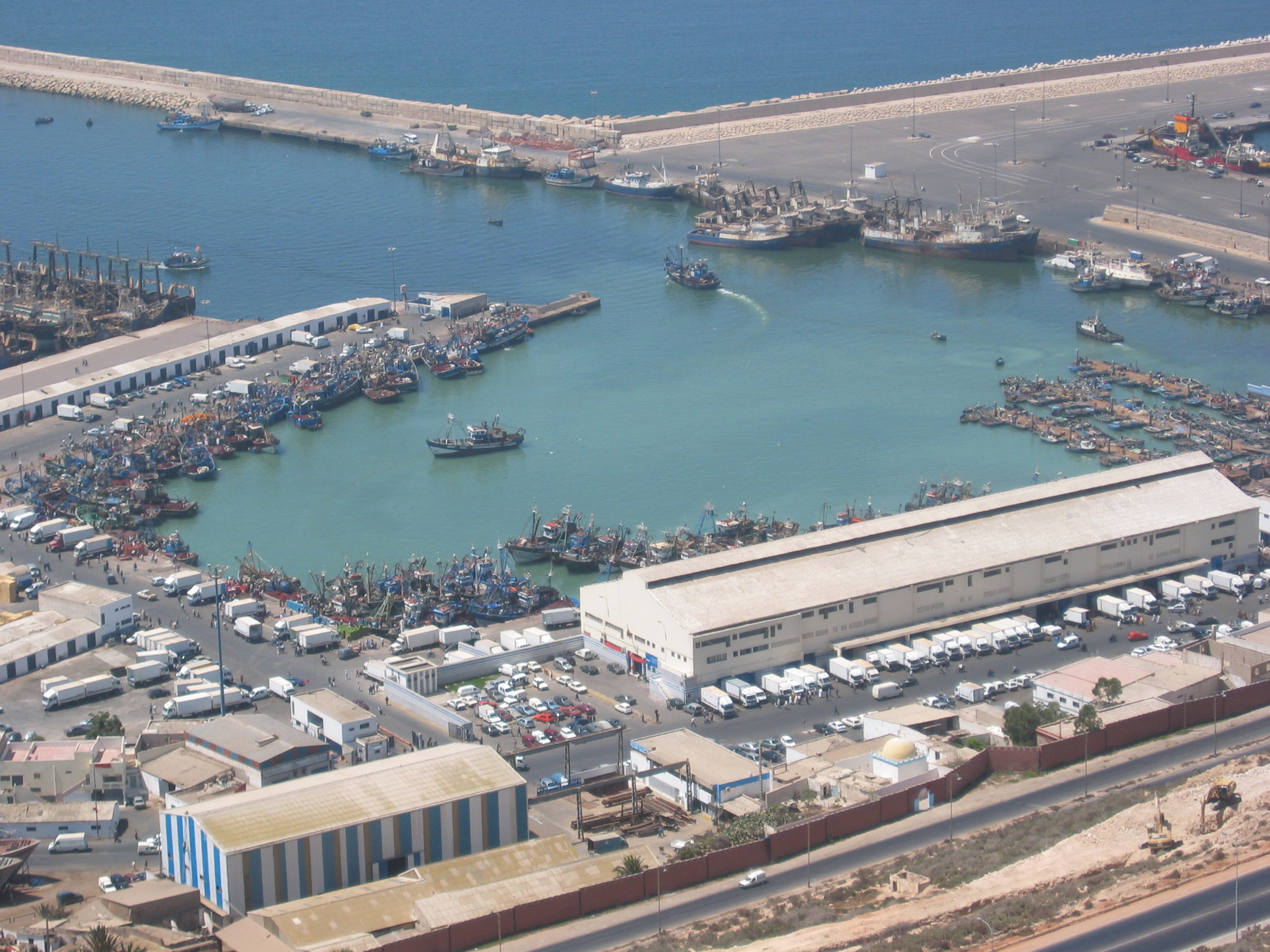
Port de pêche d'Agadir.

Doté d'une double façade maritime, atlantique et méditerranéenne, le Maroc dispose d'une zone de pêche exclusive de 3 500 km de côtes riches et variées tant par leur biodiversité que par la spécificité de leurs écosystèmes. Les côtes marocaines, constituées d'une zone économique exclusive (ZEE) de plus d'un million de km2 sont réputées parmi les plus poissonneuses au monde ; selon la FAO, le Maroc occupe le rang de 1er producteur de poissons en Afrique et est 18e à l'échelle mondiale.
En 2014, le secteur de la pêche maritime a généré huit milliards de dirhams soit environ 2 % du PIB national. Pour ce qui est des emplois, la filière pêche crée plus de 170 000 emplois directs, soit 1,5 % de la population active, et près de 500 000 emplois indirects. En 2009, le Maroc a lancé un programme baptisé « Halieutis » visant à créer 115 000 nouveaux emplois dans le secteur et à générer trois milliards de dollars à l'export.

#### Agriculture

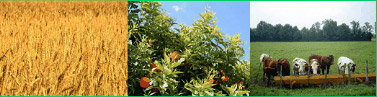
Agriculture marocaine.

Depuis son indépendance, le Maroc a déployé d'importants efforts pour le développement agricole, aussi bien des zones irriguées par la mobilisation des ressources hydrauliques et l'aménagement de grands périmètres irrigués, que des zones bour[Quoi ?] par des opérations de grande envergure, des mesures d'incitation, d'encadrement et de soutien des prix; en plus de la formation des cadres, composante essentielle à la conception et la mise en œuvre des programmes de développement. En dépit des moyens humains et financiers mis en œuvre, les projets et programmes de développement retenus n'ont pas toujours réalisé les objectifs escomptés aussi bien en matière de sécurité alimentaire qu'en matière d'amélioration des conditions de vie et de production des exploitants agricoles.
Le secteur de la culture maraîchère, largement dominé par des petits agriculteurs, a moins souffert de variations cycliques de productions grâce à l'irrigation et à la persévérance des propriétaires locaux, en revanche quelques domaines agricoles ont été gérés d'une manière désastreuse par des compagnies publiques sous forme de grands kolkhozes d'une gouvernance qui laisse à désirer. Les compagnies publiques SODEA et SOGETA sont deux exemples de cette mauvaise gestion, ces deux dernières ont provoqué un retard criant de leurs domaines respectifs en laissant derrière elles une ardoise monstre prouvant encore une fois l'incompétence du capitalisme d'État dans ce secteur économique précis qui nécessite beaucoup d'attention et d'innovation. Cependant, les employés se sont toujours opposés à la privatisation de ces deux entreprises, Il a fallu attendre le début des années 2000 pour commencer la privatisation de ces deux compagnies agricoles.[non neutre]

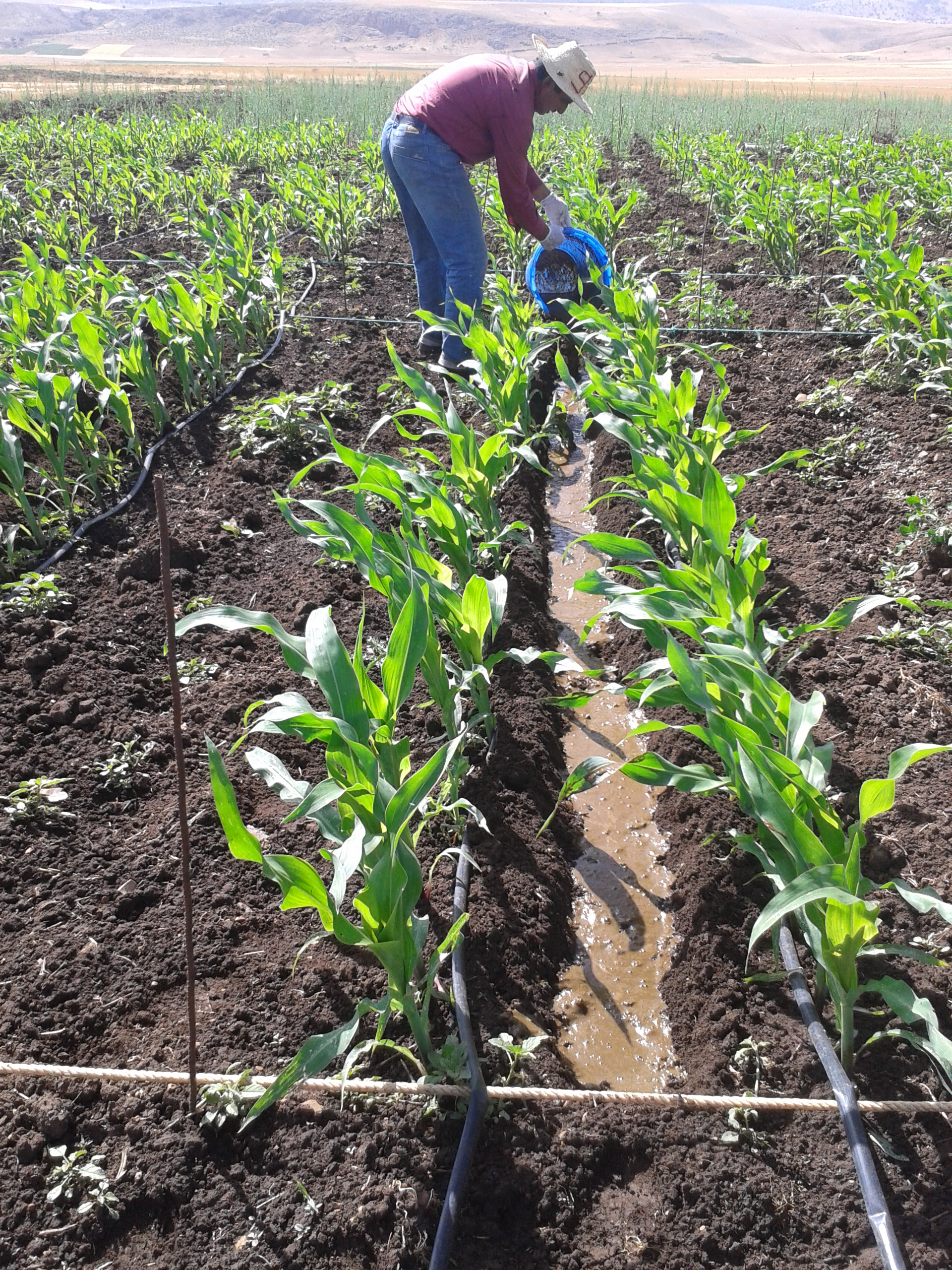
Application de produits ecoSan (digestat) à Dayet Ifrah.

En 2008, le plan « Maroc Vert » est lancé afin de dynamiser l'agriculture marocaine, doté d'un budget de 174 milliards de dirhams (16,1 milliards d'euros), le Plan Maroc Vert entend moderniser le secteur et le rendre plus concurrentiel à l'échelle internationale, tout en proposant des aides ciblées aux petits exploitants pour une croissance plus inclusive dans les zones rurales. Ce plan devrait permettre la création de quelque 1,15 million d'emplois dans le secteur d'ici 2020 et multiplier par trois les revenus de trois millions de ruraux. Le secteur agricole, conforté par une valeur ajoutée qui a augmenté de 50 % depuis 2008, connait une progression soutenue comme en témoignent les indicateurs qui affichent une croissance des exportations agricoles de 34 %. La valeur ajoutée agricole a augmenté de 70 MMDH en 2008 à 105 milliards de DH en 2014, ce qui montre qu'elle progresse plus rapidement que celle du reste de l'économie. Ces chiffres signifient que le revenu/tête a progressé de 48 % dans le monde rural depuis 2008. La hausse des exportations agricoles a été accompagnée d'une intensification des investissements dans l'économie agricole, en progression de 170 % entre 2008 et 2014, et cela particulièrement en amont. La part des investissements destinés à l'amont de la filière a permis de renforcer les systèmes de production contre l'aléa climatique.
Par exemple, Le Maroc enregistre une nette reprise de ses exportations de citrons au cours de la campagne 2024/2025, après quatre années consécutives de repli, selon la plateforme spécialisée EastFruit. Ce rebond est attribué à des conditions climatiques plus clémentes dans le Royaume Chérifien ainsi qu’à une baisse significative de la production mondiale, notamment en Turquie, deuxième exportateur mondial de citrons. Cette conjoncture favorable a permis aux producteurs marocains de regagner des parts de marché à l’international. Durant le premier semestre de la campagne en cours, soit d’octobre à mars, le Maroc a exporté 6.100 tonnes de citrons, générant 2,7 millions de dollars de recettes. Il s’agit du volume le plus élevé enregistré sur cette période depuis 2020/2021. À mi-campagne, les revenus issus de ces ventes se rapprochent déjà de ceux de l’ensemble de la campagne précédente, laissant présager un bilan annuel en nette progression. Bien que les citrons restent loin derrière les mandarines et les oranges en termes de volumes exportés — avec un pic historique de 17.000 tonnes en 2019/2020, soit sept fois moins que les oranges et plus de vingt fois moins que les mandarines — ils jouent un rôle stratégique dans l'offre marocaine,,,.
Le secteur agricole marocain a eu une haute récolte céréalière en 2015 : onze millions de tonnes. Le secteur agricole, représente 15 à 20 % du PIB et fournit des emplois directs à plus de quatre millions de personnes. À l'international, depuis 2008 et selon les précipitations, les importations agricoles marocaines représentent entre 14 et 24 % des importations globales, quant aux exportations agricoles, elles représentent entre 15 et 21 % du total des exportations. En 2015, le Maroc a produit 5,6 millions de tonnes de blé tendre et 2,4 de blé dur. Avant la moisson 2020, les stocks sont d'un peu plus de 3 millions de tonnes,.

#### Mines

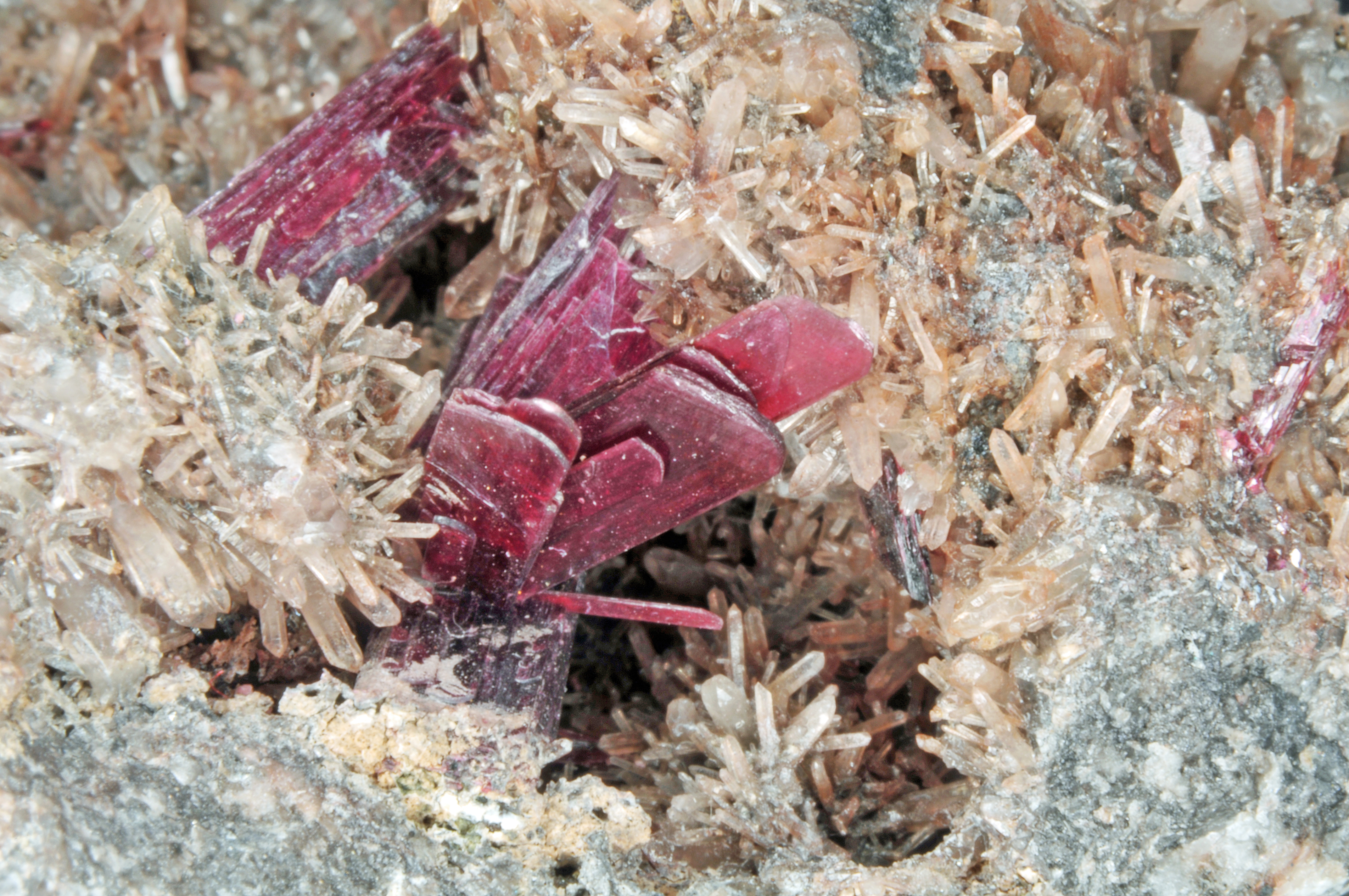
Cristaux d'érythrite et de quartz issus des mines d'Aghbar de Tazenakht, région du Souss-Massa-Draâ.

Le sol du sud-est marocain est riche en précieux minerais : manganèse, barytine, fer oligiste, cobalt, sel, zinc, plomb, pyrophyllite, argent et or. La région de Drâa-Tafilalet représente à elle seule 40 % des permis d'exploitation de mines au Maroc.
Les conditions de travail des mineurs sont souvent très dures. La législation est peu protectrice et les entreprises du secteur multiplient les subterfuges pour se dérober aux dispositions favorables aux ouvriers. La législation marocaine a ainsi été critiquée par l'Organisation internationale du travail.
De nombreux sous-traitants sont employés sur un même site minier. D'autre part, pour éviter de prendre en charge les maladies professionnelles de leurs salariés, les sociétés de sous-traitance peuvent recourir à des licenciements. Les syndicats et les mineurs grévistes peuvent être exposés à des pressions.

### Secteur secondaire

#### Industrie

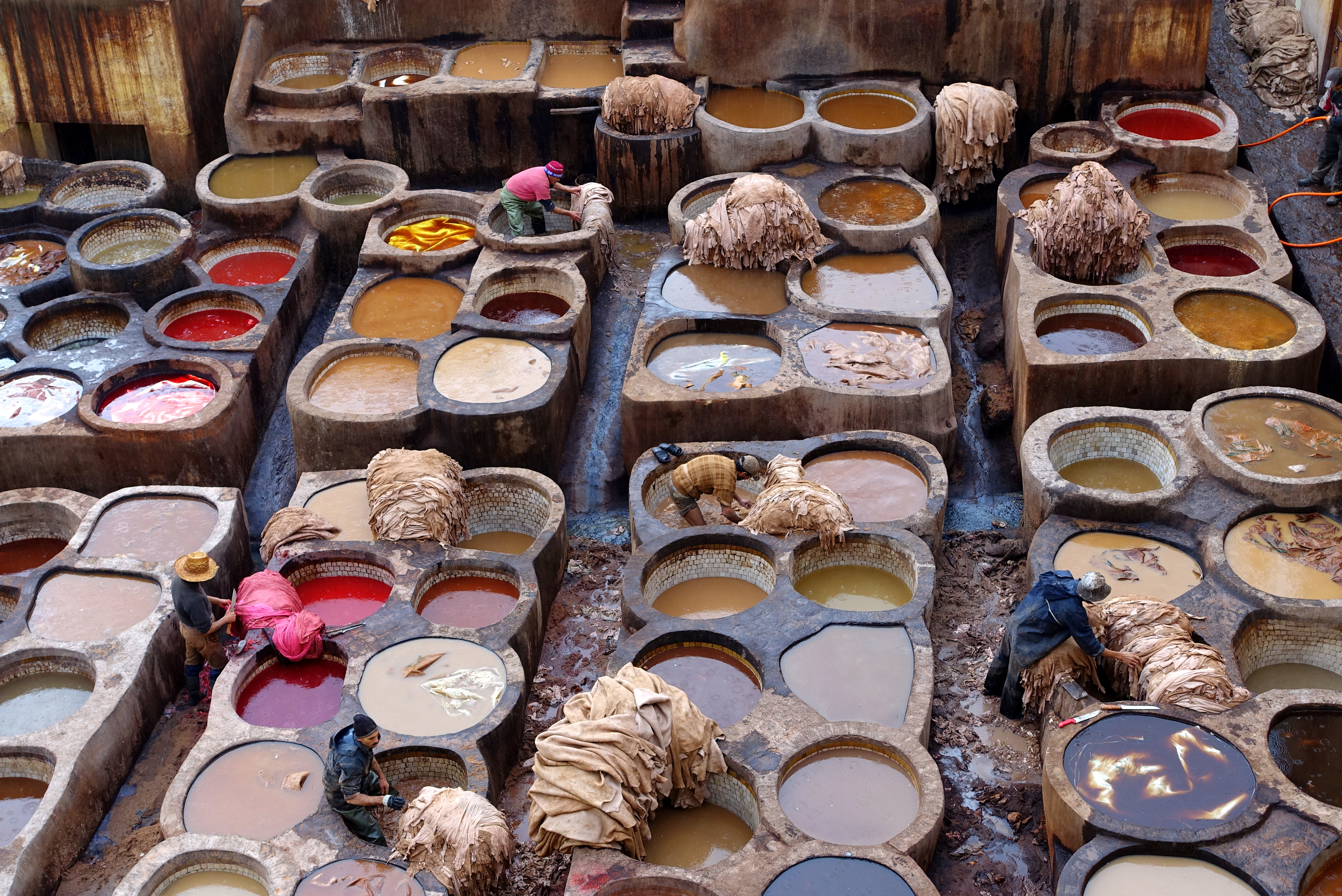
Teinture du cuir au Maroc. Janvier 2017.

Pendant longtemps l'économie du Maroc était basée principalement sur l'agriculture et la pêche maritime, ceci fut le cas notamment au siècle dernier quand les populations rurales dépassaient la moitié de la démographie du pays. L'industrie marocaine contribuait à 16 % du PIB et employait 12 % de la population active, l'industrie lourde fut relativement négligée aux dépens des activités pressenties nécessaires à l'autosuffisance alimentaire et vestimentaire. Cela a eu comme conséquence de développer l'industrie textile et agroalimentaire pour la consommation locale et l'export : jusqu'à 2002 presque trois quarts des exportations marocaines de produits manufacturés étaient constituées d'articles de cuir, textile et d'aliments transformés.
En 2005, le ministère de l'industrie marocain a engagé le cabinet McKinsey afin d'élaborer une étude sur les modalités de stimulation de l'industrie. L'étude est intégrée dans un programme d'ensemble baptisé Plan National Emergence I (PNE I) ayant comme objectif de créer 250 000 emplois. Ce dernier programme est loin de réaliser les objectifs escomptés.
En 2009, un nouveau programme Plan National Emergence II (PNE II) est mis en place avec des objectifs clairs et des secteurs bien définis et baptisés les Métiers Mondiaux du Maroc que seront :
1. Offshoring : Positionnement sur le nearshore francophone et hispanophone – Ambitions : + 100 000 emplois - + 15 Mds DH en VA ;
2. Automobile : Création d'une base industrielle autour d'un tissu d'équipementiers – Ambitions : + 70-80 000 emplois - +10 Mds DH en VA ;
3. Électronique : Focalisation sur l'électronique de spécialité et intégré – Ambitions : + 10 000 emplois - +5 Mds DH en VA ;
4. Halieutique : Valorisation industrielle et commerciale des pélagiques et développement des produits congelés – Ambitions : 35 000 emplois - + 3 Mds DH en VA ;
5. Aéronautique : Offre intégrée – Ambitions : + 10 000 emplois - +3 Mds DH en VA ;
6. Textile et cuir : Repositionnement sur le fast fashion et co-traitance – Ambitions : 50 000 emplois - + 5 Mds DH en VA ;
7. Agroalimentaire : Développement de 8 à 10 filières à fort potentiel autour de projets intégrés – Ambitions : 6 000 emplois - + 5 Mds DH en VA.

Ainsi, ces sept secteurs considérés comme stratégiques et porteurs ont été ciblés. Orientés vers l'export, ces moteurs de croissance ambitionnent de représenter 70 % de la croissance industrielle au Maroc à partir de 2015, doper la croissance annuelle du PIB de 1,6 % (soit 90 Mds DH additionnels) et créer 400 000 emplois. Afin de parer au manque de résultats réalisés par le premier programme Emergence I, plusieurs mesures ont été prises dont :
- La mise à niveau des infrastructures de transport par la création de zones et plateformes industrielles dédiées ;
- un cadre fiscal attrayant pour les investissements industriels ;
- un programme de formation intégré, spécialement conçus pour accélérer le développement de ces branches.

L'analyse globale des sept dernières filières motrices à l'export permet de relater la fragilité du secteur textile face à la concurrence asiatique. Dans le même sillage, le Maroc a renforcé sa position dans l’industrie textile mondiale grâce à un investissement majeur de 2,3 milliards de dirhams du groupe chinois Sunrise , l’un des leaders mondiaux du secteur. Une convention d’investissement a été signée le 20 mars 2025 à Rabat , sous la présidence du Chef du Gouvernement Aziz Akhannouch, en présence de plusieurs ministres et représentants institutionnels. Ce projet prévoit l’implantation de deux unités industrielles à Skhirat et à Fès , qui permettront de créer 7 000 emplois directs et 1 500 emplois indirects . Ces infrastructures ambitionnent de structurer une chaîne d’approvisionnement textile intégrée , notamment la dépendance aux importations en facilitant l’approvisionnement local en fil, tissus et produits de confection,,,,.
Cependant, l'offshoring, l'aéronautique et l'industrie automobile ont relativement bien progressé. L'offshoring a permis au Maroc de jouer la carte linguistique et la proximité en fuseau horaire par rapport aux principaux marchés émetteurs, cette forme de nearshoring a même poussé quelques professionnels de pays concurrents comme l'Inde et l'Égypte à installer leurs antennes au Maroc.

Concernant l'aéronautique et l'automobile ces deux secteurs ont largement évolué au Maroc passant d'à peine quelques rares sociétés opérant dans chacun de ces deux domaines à 150 équipementiers automobiles et 120 autres groupes opérant dans l'aéronautique installés au Maroc fin 2015, dont les derniers implantés sont Hexcel, Stélia, Bombardier et Latécoère. Sans compter la valeur produite pour le marché interne, en 2015 le secteur automobile a généré 68,50 milliards de dirhams en croissance de 20 % par rapport à 2014 comprenant 48,60 milliards de dirhams en voitures et composants automobiles destinés aux usines européennes et 19,90 milliards de câblage. Le secteur aéronautique a exporté environ 15 milliards de dirhams (7,20 milliards en pièces et 7,70 milliards en électronique).
En 2014, une nouvelle feuille de route baptisée « Plan d'accélération industrielle 2014-2020 » est mise en place pour dynamiser l'industrie, un budget de 20 milliards de dirhams est réservé pour mener à bien ce projet qui vise à accueillir une centaine d'équipementiers aéronautiques supplémentaires et plusieurs usines automobiles afin de doubler les capacités de productions actuelles qui sont de 400 000 voitures.

### Secteur tertiaire

#### Bancassurance
Malgré la faible population du Maroc, son marché d'assurance s'est hissé en 2014 à la deuxième place à l'échelle continentale et au 45e rang mondial en gagnant deux places par rapport à l'année 2013. Sur ce secteur comme sur le secteur bancaire depuis ces dernières années les groupes marocains et les sud-africains sont les seuls acteurs actifs sur la scène africaine. Quatre groupes d'assurances marocains sont partis à la conquête de l'Afrique pour atteindre la moitié des pays du continent : Wafa Assurances, RMA, Atlanta et Saham qui a été le plus agressif dans sa prolifération. Ayant été convoité par le géant mondial Axa, Saham a préféré s'associer à un groupe d'assurances sud-africain (Sanlam) en lui cédant 30 % de ses actions. L'accord s'inscrit dans un cadre gagnant gagnant qui permettra à Saham de s'appuyer sur son associé sud africain Sanlam afin d'étoffer son marché qui comprenait 20 implantations africaines en s'introduisant dans les pays d'Afrique de l'est et d'Afrique australe. En échange, le groupe sud africain, grâce à cette même participation, intégrera le juteux marché de l'assurance des pays de la zone MENA en se basant sur son partenaire marocain déjà présent au Moyen-Orient. Étant donné l'immense potentiel du marché saoudien de l'assurance automobile où jusqu'à très récemment, les femmes furent interdites de conduire et où l'assurance de véhicules ne fut pas obligatoire, l'assureur sud-africain Sanlam frappe un grand coup en s'associant à Saham. D'autre part, le géant mondial de l'assurance Axa réalise de bonnes performances sur le marché marocain, il décrocha en 2014 une licence au sein du hub financier Casablanca Finance City (CFC) afin d'y centrer ses activités africaines.
Le secteur bancaire marocain est le fruit d'une politique libérale qui a fait ses preuves face à des modèles à économie dirigée. Alors que même en Europe occidentale il existe plusieurs banques détenues totalement ou partiellement par des États, toutes les grandes banques marocaines sont privées. Fin 2015 il existe 29 banques accréditées auprès de la Banque centrale marocaine, dont 11 banques régionales et 18 banques opérant à l'échelle nationale. Les banques régionales marocaines ont pour objectif de participer au développement inclusif des régions grâce au financement des projets de proximité, elles sont en ce sens un complément au crédit agricole marocain et à Al Barid Bank qui sont relativement axés sur l'accompagnement des couches sociales les plus modestes, respectivement en milieu rural et urbain.

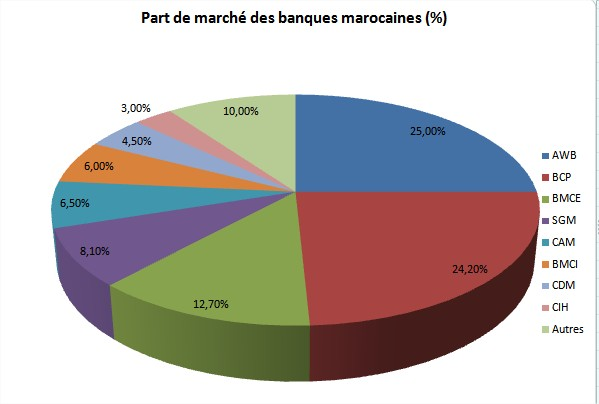
Parts de marché des banques marocaines en 2012.

La fusion de deux banques privées Wafa Bank et Attijari Bank en 2003 a donné naissance à un grand groupe bancaire marocain baptisé Attijariwafa Bank (AWB) qui a pu avoir les moyens de partir à la conquête du continent, pendant ces dix dernières années ce dernier a été rejoint par les deux banques marocaines Banque populaire (BP) et BMCE Bank. Depuis 2012 sur les 29 banques accréditées, les trois dernières banques constituent deux tiers de parts de marché au Maroc. Elles sont également présentes en Afrique où elles représentent un précieux atout dans le financement des petites et moyennes entreprises africaines, notamment avec des produits adaptés aux populations locales semblables aux régions marocaines. Le modèle des microcrédits aux petits agriculteurs au Maroc a été transféré avec succès aux pays subsahariens. Les banques marocaines éditent depuis longtemps des cartes de crédit prépayées à leurs clients afin de limiter les incidents bancaires et les pénalités, aussi les guichets des banques marocaines permettent le transfert d'argent des expatriés avec des frais réduits à partir de leurs agences situées en Europe vers leurs propres agences ouvertes aussi bien en Afrique du Nord qu'en Afrique subsaharienne. Depuis 2006 les banques marocaines ont ouvert plus d'agences en zone UEMOA que l'ensemble des autres groupes bancaires locaux.

#### Casablanca Finance City
Casablanca Finance City (CFC) est une plateforme financière régionale marocaine lancée en 2010 et qui ambitionne de nouer des partenariats avec les principales places financières mondiales afin d'ouvrir les flux financiers vers le continent africain. L'objectif fixé dès le début de ce projet fut d'atteindre un background de 100 groupes mondiaux qui souhaiteraient investir en Afrique et profiter de la croissance de ce continent. En pleine crise financière mondiale, le départ fut poussif et le bouclage des entreprises certifiées CFC a mis plus de temps que prévu. Néanmoins, fin 2015, Casablanca Finance City réussit à attirer 101 groupes financiers différents. En mars 2015, CFC s'est classée 42e place financière mondiale selon le GFCI (en), gagnant 20 places en un an et prenant la seconde place continentale, derrière Johannesburg, un an plus tard le 4 avril 2016 selon le même indice la place financière de Casablanca détrône son homologue sud-africaine et se hisse au premier rang africain et à la 33e place mondiale.
Le 15 mars 2016 Bank of China s'installe au CFC pour accompagner le développement des entreprises chinoises sur le continent africain. L'arrivée de Bank Of China arrive à peine un an après l'installation de la première banque chinoise Exim Bank Of China au Maroc. Exim Bank ambitionne de couvrir 26 pays africains à partir du Maroc.

#### Monétique, billets de banque, biométrie

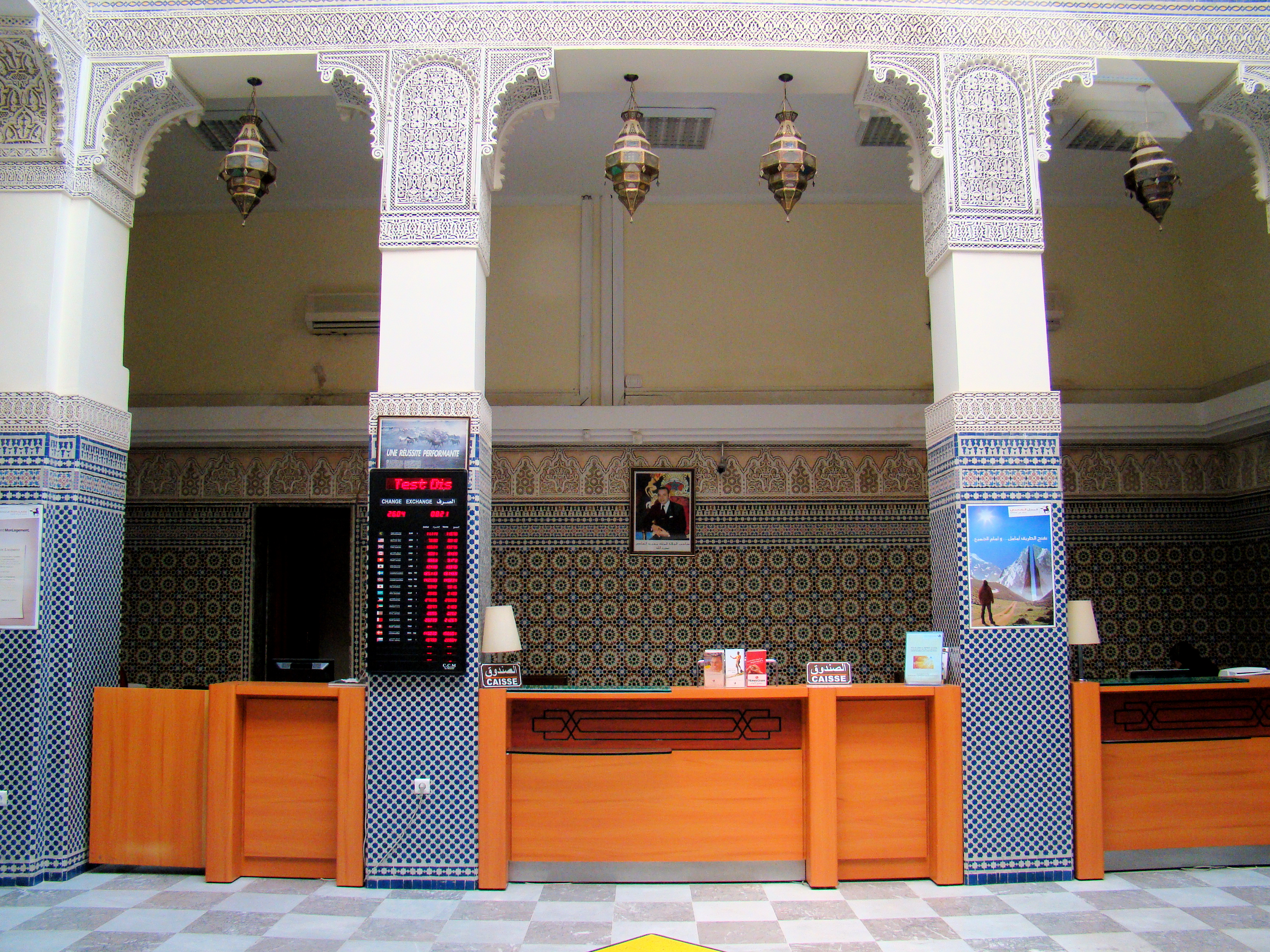
Bureaux de la Banque Populaire du Maroc à Fès el-Bali.

Fin 2014, le Maroc compte onze millions de cartes bancaires en circulation, au sein d'un continent où le taux de bancarisation reste encore en dessous de 10 % de la population. Le Maroc est leader à l'échelle continentale avec un taux de 64 % de bancarisation, suivi par l'Afrique du Sud avec 52 %, un pays qui souffre encore des séquelles de l'apartheid envers sa population noire. Alors que la majeure partie des pays africains n'ont pas encore usage des cartes bancaires 3D secure, les premières banques marocaines ont commencé à utiliser cette technologie depuis plusieurs années, et la Banque nationale a demandé aux banques restantes de passer obligatoirement à cette technologie à partir de la fin 2013, afin de promouvoir le commerce électronique. Néanmoins, la technologie NFC commence à peine à faire son apparition.
Les cartes et les systèmes sécurisés de paiement sont assurés par trois entreprises marocaines de pointes (HPS, M2M group et S2M) qui opèrent dans plusieurs pays à travers le monde. L'adoption précoce des cartes bancaires à puces a conféré une assez large avance aux sociétés monétiques marocaines face à leurs rivales sud-africaines qui utilisaient des cartes bancaires magnétiques. Les spécialistes monétiques M2M et HPS sont leaders à l'échelle du continent, HPS ayant une longueur d'avance grâce à sa solution HPS Powercard, classée par le cabinet Gartner depuis 2008 dans le top 5 mondial des meilleures solutions de paiement électronique. En 2008, HPS voulait s'offrir 100 % de sa rivale S2M, mais cette tentative d'achat s'est avérée infructueuse en raison de la crise mondiale. En 2011, la banque française Crédit agricole choisit la solution PowerCard de HPS pour sa filiale CEDICAM. En 2015, HPS est présent dans 85 pays sur les 5 continents et compte parmi ses clients quelques-unes des 100 plus grandes institutions financières mondiales, son dernier grand client en date étant la banque sud-africaine FNB Bank.
S2M est entré en Bourse à la suite de son rachat avorté, et le groupe est aujourd'hui présent dans 35 pays dont 20 en Afrique. Au Maroc, il est émetteur de 70 % des cartes bancaires en circulation, et en Afrique subsaharienne où les distributeurs automatiques de billets sont encore rares, S2M y implante des solutions de M-Banking. Malgré l'instabilité de la Syrie, la Libye et l'Iran (à cause des conflits et des sanctions internationales), trois pays où est présent S2M, le groupe a relativement bien consolidé son chiffre d'affaires. Afin de minimiser les risques d'investissement, notamment à cause de la loi 49/51, le groupe monétique S2M a préféré sélectionner un intégrateur local (CACM) pour le marché algérien. Le 9 décembre 2015, S2M émet la première carte bancaire NFC au Maroc en faveur de AttijariWafa Bank.
M2M Group est plus présent sur le segment de la biométrie, des documents officiels sécurisés et des titres de transport, bien qu'il gère également les solutions de paiement de la plus grande institution émettrice de cartes bancaires en Algérie, Algérie poste. M2M, après avoir déployé avec succès sa solution MX de cartes multiservices sans contacts aux 100 000 étudiants du campus de Dakar, M2M Group a décroché un contrat pour équiper les quinze universités marocaines de ce système, permettant aux étudiants de recevoir leurs allocations d'études sur leurs cartes, d'emprunter des livres, retirer de l'argent, régler les photocopies, le restaurant universitaire, accéder aux espaces protégés, etc. Grâce à la dernière génération de sa solution MX Payment de transactions électroniques sécurisées, M2M Group a accompagné la fusion de deux banques mauriciennes, MPCB et NCB. La nouvelle plateforme implémentée est opérationnelle depuis janvier 2016. Le Maroc est actuellement parmi les pays leaders à l'échelle continentale en matière de biométrie, toutes les cartes d'identité et documents de voyages sont biométriques, ainsi que les cartes grises et permis de conduire.
Concernant les titres bancaires, depuis 1987 le royaume chérifien inaugura son propre hôtel des monnaies baptisé Dar As-Sikkah et fabrique sa propre monnaie et ses propres billets de banque ainsi que les billets de banque de plusieurs autres pays[réf. souhaitée] ; à titre d'exemple, à peine quelques mois avant les printemps arabes, les billets de banque syriens furent imprimés à Dar As-Sikkah[réf. souhaitée]. En effet, l'Iran l'allié majeur de la Syrie en zone MENA ne disposant pas de matériel à la pointe à cause de l'embargo occidental. Le 25 novembre 2014, la Banque centrale du Maroc conclut avec le groupe américain Crane Currency, un partenariat stratégique dans la fabrication des billets de banque pour le marché international[réf. souhaitée]. Si cette alliance est bénéfique pour le fabricant mondial de produits fiduciaires depuis plus de 200 ans, en lui permettant « de soutenir l’expansion de son activité fiduciaire à l’échelle mondiale », elle l’est surtout pour Dar As-Sikkah qui profitera désormais des commandes de Crane Currency via les contrats que ce dernier passera pour chacun des projets de fabrication de billets au profit des clients à l’international[réf. souhaitée]. Le groupe américain dispose d'un réseau de plus de 50 banques centrales qui lui ont fait confiance pour la conception et la fabrication de leurs billets de banque nationaux. Du pain bénit donc pour Dar As-Sikkah[style à revoir]. « Le partenariat stratégique entre Bank Al Maghrib et le Groupe Crane vise à se positionner, ensemble, sur le marché international, pour réaliser des projets de fabrication de billets au profit de différents clients potentiels, se trouvant sur tous les continents, avec une préférence naturelle pour le marché africain », explique une source officielle à Bank Al Maghrib[réf. souhaitée].

#### Grande distribution

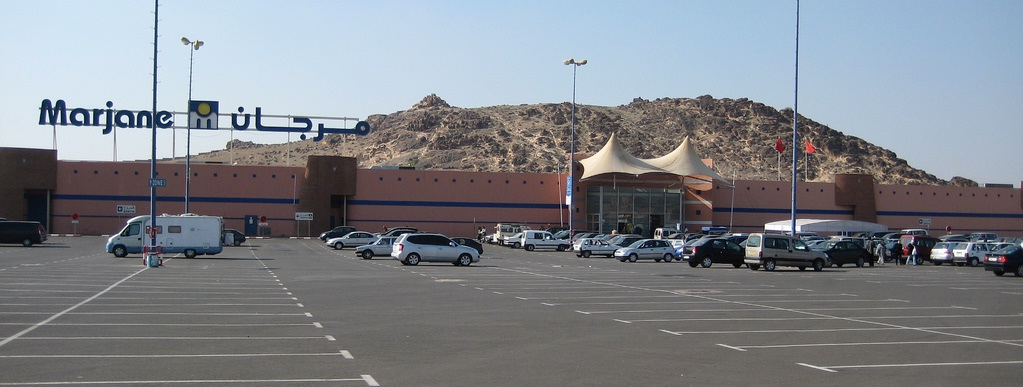
Supermarché du groupe Marjane.

Le Maroc, du fait de sa démographie, constitue un petit marché comparé à d'autres pays du continent africain, l'ensemble du commerce intérieur y est inférieur à 10 milliards de dollars soit environ 10 % du PIB. Le commerce emploie 13 % de la population. La grande distribution est apparue au Maroc à partir du début des années 1990, depuis, la croissance moyenne annuelle des GMS durant les cinq dernières années est de 15 % et de 600 % de 2002 à 2012, où le secteur représente 2,5 milliards de dollars pour un nombre de 250 GMS, correspondant en majeure partie aux chiffres des hypermarchés et supermarchés des groupes Inna, SNI et Hyper SA. Les statistiques du hard discounter turc qui détient à lui seul 258 points de vente ne figurent pas dans ces chiffres car ses supérettes sont généralement inférieures à 1 000 m2 et ne peuvent donc être qualifiées de moyenne surface. Le groupe Inna ne possède pas de formule supermarché, il exploite 13 hypermarchés sous l'appellation commerciale Aswak Assalam de 5 000 m2 de surface moyenne. Les groupes SNI et Hyper SA exploitent des points de vente sous forme de supermarchés de 2 000 m2 à 3 000 m2 de surfaces moyennes et des hypermarchés de surfaces plus grandes.
En 2012 les parts de marché des différents acteurs sont comme suit :
- Groupe SNI (38[221] hypermarchés Marjane / 24 Electroplanet / 40 supermarchés Marjane Market) : 65 % ;
- Groupe Hyper SA (6 hypermarchés Carrefour / 12 hypermarchés Atacadao / 41 supermarchés Labelvie) : 28 % ;
- Groupe Inna (13 hypermarchés Aswak Salam) : 7 %.

Ces chiffres correspondent à 2012 quand le groupe hard discounter turc BIM détenait 200 points de vente et réalisait 70 millions de dollars de chiffre d'affaires. BIM envisage d'ouvrir 1 000 supérettes d'ici 2020. Cependant, malgré la prolifération rapide des points de vente du hard discounter BIM le marché de la grande distribution est toujours largement dominé par les holdings SNI et Hyper SA avec 260 000 m2 et 152 000 m2 de surface de vente et respectivement 13 milliards de dirhams (1,30 milliard de dollars) et 6 milliards de dirhams (600 millions de dollars) de chiffres d'affaires réalisés en 2014.
À la fin 2012, le Maroc dispose de cinq malls composés de 4 000 points de vente issus de 584 franchises différentes dont, parmi les plus connues, Galeries Lafayette et la Fnac. En 2008, le ministère du commerce a conçu un plan baptisé « Rawaj » en vue de moderniser le commerce intérieur grâce à l'élaboration de 15 nouveaux malls, 50 hypermarchés et 600 supermarchés en 2020 ; l'objectif est de générer 106 000 emplois et de porter la part du commerce de 10 à 15 % du PIB en 2020.
Les supermarchés Marjane et Labelvie avaient annoncé à leur tour qu'ils s'apprêtent à s'installer dans cinq pays africains. Afin de préparer son entrée en Côte d'Ivoire, Labelvie se retrouve en compétition avec son partenaire Carrefour sur le sol marocain. On ignore si les deux groupes vont s'associer pour attaquer ensemble le marché de la CEDEAO, comprenant le Nigeria. Outre l'alimentaire, les grandes surfaces spécialisées sont encore moins développées au Maroc, les plus répandues sont actives dans le prêt-à-porter ou les matériaux comme Bricoma (12 magasins), Mr Bricolage (4 magasins), Decathlon (4 magasins), etc.
Concernant les meubles, l'activité au Maroc recèle tout un art de vivre avec une compétition constante en zone MENA entre les produits types salons marocains et salons turcs, hérités des deux anciens empires du monde musulman, d'autant plus que ces deux derniers pays sont soumis à un accord de libre-échange commercial. Autrefois concentré dans les zones spéciales réservées aux artisans des villes impériales, le secteur de la construction des meubles constituait une activité ancestrale au Maroc, depuis environ un demi-siècle ce secteur s'est enrichi grâce à deux groupes marocains qui prospèrent dans ce domaine : Richbond et Dolidol qui réalisent de bons résultats en interne et à l'export. Plus tard Kitea (22 magasins) est venu agrandir l'offre avec des meubles modernes, Le groupe Kitea a commencé depuis 20 ans avant qu'il soit rejoint par un autre groupe marocain, Mobilia qui totalise 23 points de vente, puis par le géant turc Istikbal avec dix magasins et le français Atlas avec cinq magasins. Le groupe suédois Ikea a construit un premier hypermarché de meubles et projette d'ouvrir à terme cinq points de vente. Affecté par la rude concurrence sur le marché marocain, Kitea s'est associé avec le groupe belge Casa à qui il a rebaptisé ses petits magasins au nom de la marque belge. Kitea s'est aussi installé dans sept autres pays d'Afrique (Angola, Burkina, Guinée, RDC, Centrafrique et Congo).
Côté culture, il existe un seul magasin FNAC au Morocco Mall de Casablanca, cependant, alors que Virgin Megastore ferme son activité en France, cette dernière enseigne disposait quatre magasins au Maroc et prévoit d'en ouvrir quatre autres. L'enseigne Megarama a ouvert trois complexes cinématographiques à Fès, Marrakech et Casablanca et a mis en chantier trois autres complexes à Agadir, Rabat et Tanger. La date d'ouverture du Megarama de Tanger est programmée pour mars 2016 simultanément avec l'inauguration du Mall Tanger City Center.

#### Cafés-restaurants

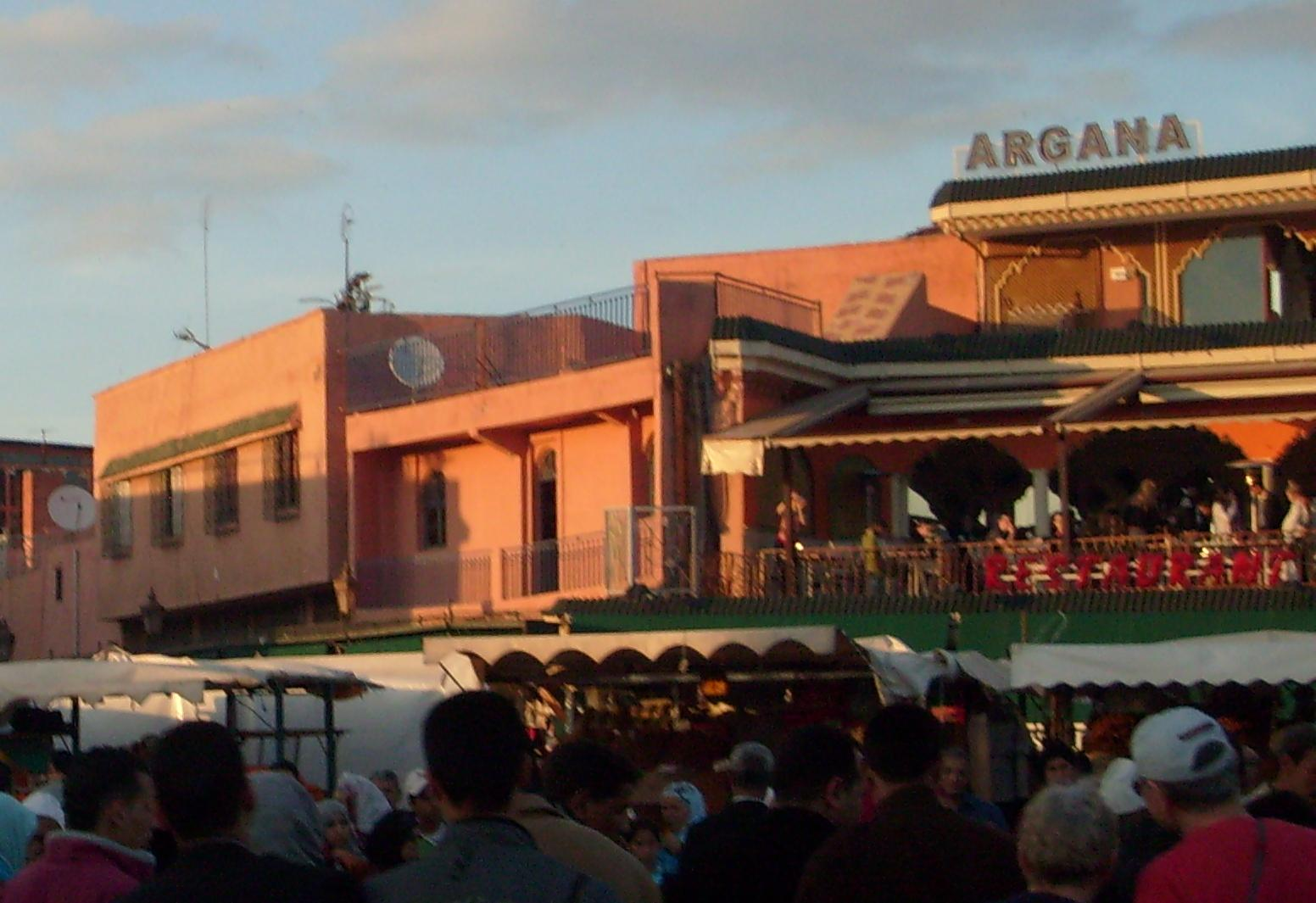
Restaurant Argana sur la place Djeema el-Fna de Marrakech (2010).

Le secteur des enseignes de cafés modernes et de restauration rapide est relativement récent au Maroc et constitue un grand potentiel mais se confronte à la difficulté de trouver du foncier pour une expansion rapide. McDonald's qui détient une relative grande force de frappe a pu décrocher beaucoup d'emplacements privilégiés sur des corniches avec vue sur mer. Actuellement la chaîne américaine totalise 35 restaurants et un premier McCafé inauguré en 2014 à la Gare de Casa-Port. L'enseigne de restauration rapide américaine se voit en compétition avec la belge Quick comme nouvel arrivant et le groupe Burger King qui comprend cinq restaurants. À défaut d'avoir les mêmes moyens que son concurrent pour une prolifération rapide, Burger King a réussi à trouver un partenariat avec le groupe pétrolier Shell afin d'équiper ses aires de repos autoroutières de points de restauration estampillées Burger King.

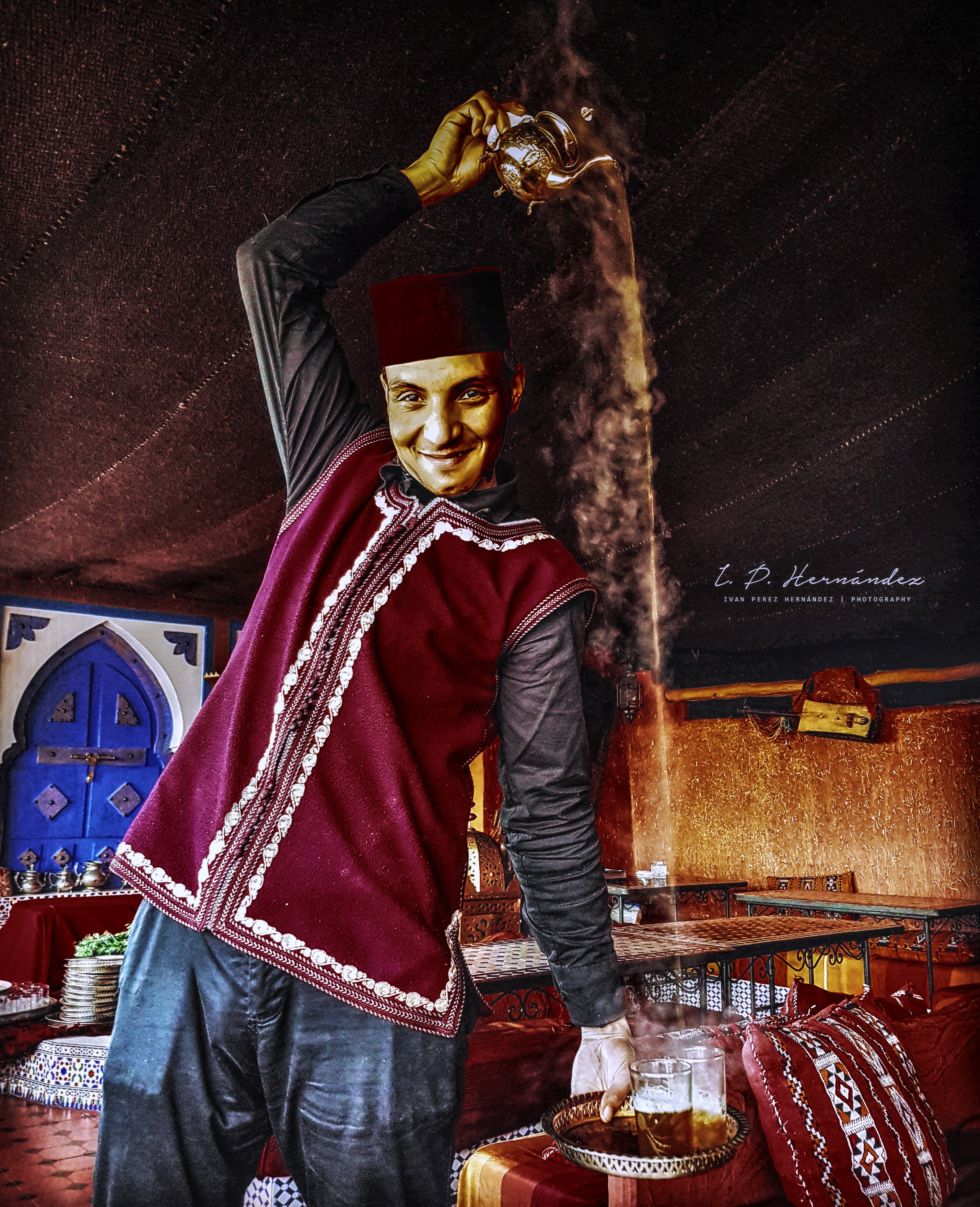
L'art de servir le thé au restaurant Dar Naji de Rabat.

Une autre manière d'accélérer l'expansion des enseignes de restauration est le système des aires de restauration qui est relativement nouveau au Maroc. Elles sont disponibles dans les premiers centres commerciaux ouverts ainsi qu'au sein de l'aéroport de Casablanca. L'enseigne franco-belge Quick inaugure son premier restaurant à Rabat le 11 février 2016, deux autres restaurants en travaux seront livrés à Marrakech et Casablanca courant du premier semestre 2016. Quick projette d'atteindre 15 restaurants au Maroc dans les cinq ans à venir. Pizza Hut et KFC sont présents avec respectivement 35 et 12 restaurants, Pomme de Pain dispose de sept points de vente, l'enseigne bretonne Brioche dorée trois restaurants, Paul, présent dans 35 pays différents détient sept boulangeries actuellement au Maroc parmi lesquelles sa boulangerie casablancaise de la villa Zévaco où elle réalise le cinquième plus grand chiffre d'affaires à l'échelle mondiale ces dernières années. La prestigieuse marque de boulangerie française a implanté son site de production à Mohammédia et expérimente des produits adaptés aux habitudes alimentaires locales. Elle ambitionne de décrocher des partenariats avec l'ONCF et l'ONDA pour servir les passagers des gares et des aéroports marocains.

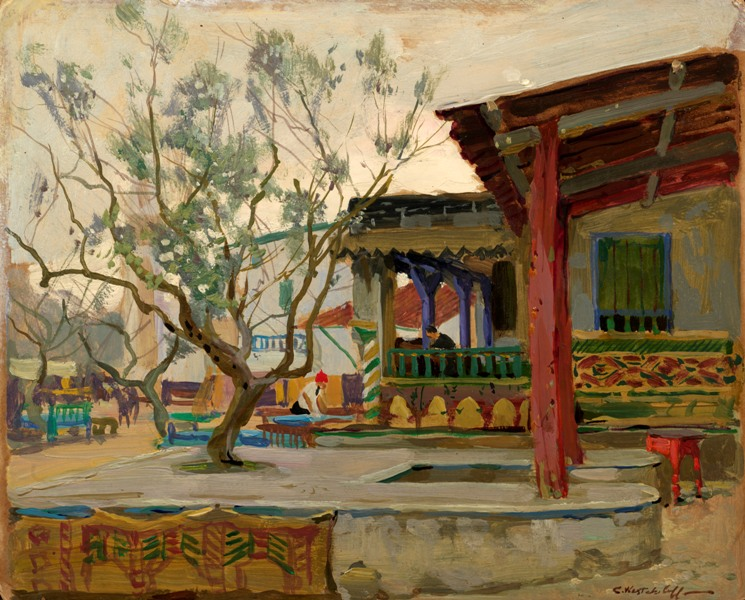
« Café Maroc » par Constantin Westchiloff (av. 1945).

À côté des ténors de la restauration rapide, plusieurs enseignes de cafés modernes ont fait leur apparition au Maroc, mais il est difficile de leur assurer une expansion aussi rapide que la restauration moderne. En effet, la consommation du thé au Maroc est toute une institution, notamment du fait que ce pays maghrébin n'a pas été colonisé par l'empire ottoman qui a propagé la consommation du café dans toutes ses anciennes colonies et à travers ses exportations vers l'Europe continentale. Généralement la consommation du café est largement inférieure à la consommation du thé au Maroc, cependant, cela n'a pas empêché plusieurs enseignes internationales de s'installer au royaume chérifien, à commencer par le numéro un mondial Starbucks qui démarre avec six cafés, du britannique et numéro deux mondial Costa Coffee, de l'enseigne française Columbus Café, et des deux marques prestigieuses, l'émirati Rotana Cafe et l'allemand Cafe extrablatt (de), qui ont mis un grand accent sur la qualité de leurs décors, aussi originaux que somptueux.
Il n'existe pas à ce jour de grande enseigne de café marocaine, néanmoins, dans un pays où il fait souvent plus de 30 degrés à l'ombre, un glacier marocain, Venezia Ice, a le vent en poupe ces dernières années. Il détient 13 glaceries dans plusieurs villes différentes, et est confronté à plusieurs enseignes européennes dont le dernier arrivant est la marque française Amorino qui projette d'ouvrir 10 points de vente en cinq ans.

#### Commerce en ligne
Le secteur du commerce en ligne est comparativement assez en retard en Afrique en général et assez récent au Maroc en particulier. À l'échelle continentale, sans doute plusieurs facteurs entravent ce mode de consommation, à savoir la sécurité informatique, le taux de bancarisation, l'émergence de classes moyennes, etc. Au Maroc le commerce électronique serait certes affecté par la qualité de la logistique, cependant, ce secteur connait une croissance rapide ces dernières années, la Fédération Nationale du E-commerce au Maroc (FNEM) comptabilise à ce jour 500 sites de commerce électronique. Les premiers sites à voir le jour furent des sites de vente de produits high tech à l'instar de Microchoix.ma, supercou.ma, suivis de sites de ventes de différentes marchandises allant de produits frais avec epicerie.ma, de discounter comme Jumia.ma jusqu'au prêt-à-porter avec Laredoute.ma.

#### Offshoring
Le secteur de l'offshoring (délocalisation) a connu une croissance soutenue de 2003 à 2013, année où le secteur a connu sa première stagnation pour se stabiliser à un chiffre d'affaires de 7,30 milliards de dirhams. Onze sociétés principales réalisent la majeure partie des revenus du secteur dont le groupe marocain Intelcia qui ambitionne de franchir la barre d'un milliard de dirhams de chiffre d'affaires en 2016. Intelcia possède plusieurs sites au Maroc et a également investi en France où le groupe marocain réalise 40 % de son chiffre d'affaires. Afin de rester compétitif Intelcia s'apprête à ouvrir des sites en Afrique subsaharienne francophone dont la première ouverture sera réalisée au Cameroun avec un investissement de 18 millions de dirhams et un recrutement de 500 collaborateurs camerounais. Le Maroc ambitionne d'atteindre 15 milliards de dirhams en valeur ajoutée et une masse salariale de 100 000 employés en offshoring à l'horizon de l'an 2020.

#### Tourisme
Le tourisme occupe une bonne partie de l'économie marocaine, le nombre d'arrivées de touristes est passé de 4,4 millions en 2001 à 9,3 millions en 2010 avec une croissance des revenus touristiques passant de 31 milliards de dirhams à près de 60 milliards de dirhams à la veille du printemps arabe. La progression du secteur touristique au Maroc a été accompagnée par un plan stratégique dit vision 2010 d'un objectif de 10 millions de touristes vers l'année 2010, un plan enclenché le 10 janvier 2001 à Marrakech.

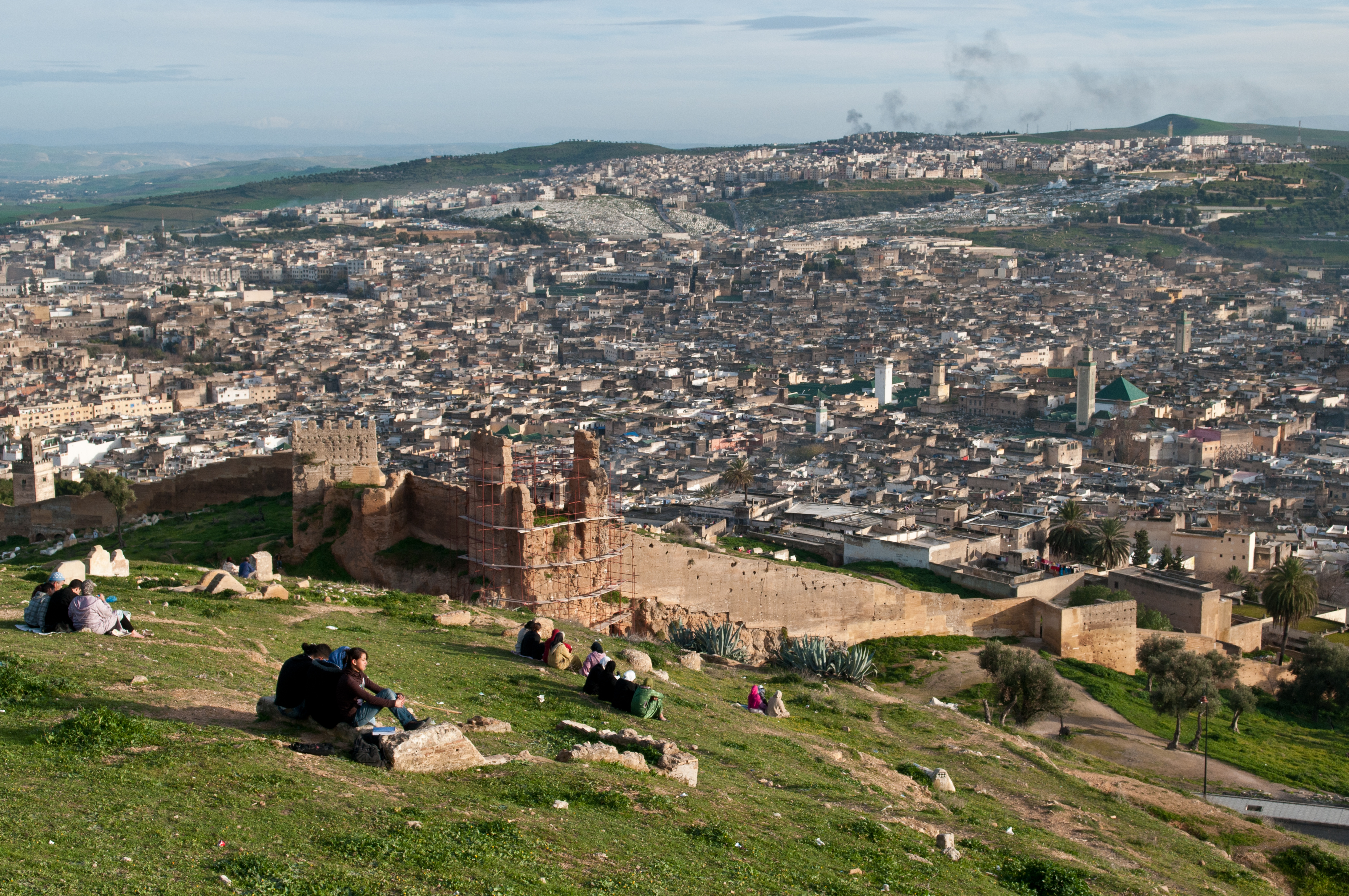
Vue panoramique de la Médina de Fès.

Le Maroc lance le 30 novembre 2010 le nouveau programme baptisé vision 2020 ambitionnant d'atteindre 20 millions de touristes horizon 2020. La crise économique des principaux marchés émetteurs ainsi que les instabilités post printemps arabe ont beaucoup affecté le tourisme marocain qui a stagné depuis 2010. En 2015, le nombre d'arrivées touristiques au Maroc a même subi une baisse de 0,2 % totalisant 10,25 millions contre 10,28 millions en 2014. Cependant, malgré cette baisse, le Maroc conserve la première place à l'échelle continentale en nombre d'arrivées de touristes depuis 2013. 

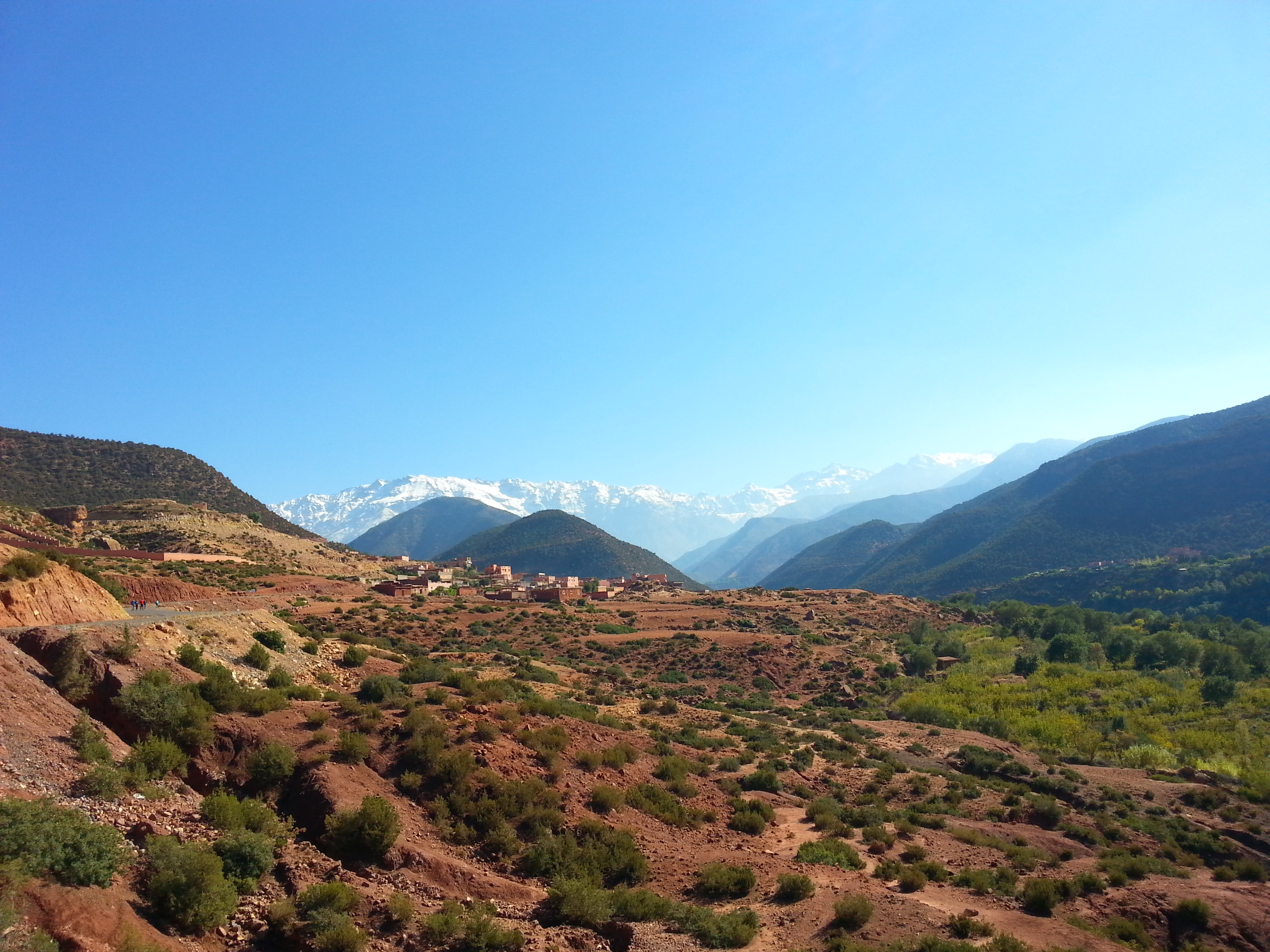
Village du Haut Atlas.

Afin de remédier aux baisses de tourisme sur ses marchés classiques le Maroc se prépare à développer les marchés émergents de Russie, Brésil, Asie, Europe de l'Est et des Amériques. Dans ce même objectif l'ouverture de 57 nouvelles lignes aériennes est projetée afin de cibler les touristes issus des marchés émergents, et notamment capter une bonne partie de touristes russes boycottant l'Égypte, la Turquie et les pays européens à cause des crises syrienne et ukrainienne. Le fait marquant dans cette création de lignes consiste à assurer des dessertes directes des villes de Marrakech et d'Agadir via des lignes long courrier vers la Russie, les Amériques et le Moyen-Orient, ce qui sera en soi une première. Néanmoins, concernant l'Asie, la compagnie nationale RAM ne disposant pas d'une flotte d'avions long-courriers conséquente vendra des vols long-courriers vers plusieurs destinations asiatiques en partage de code avec Qatar Airways.

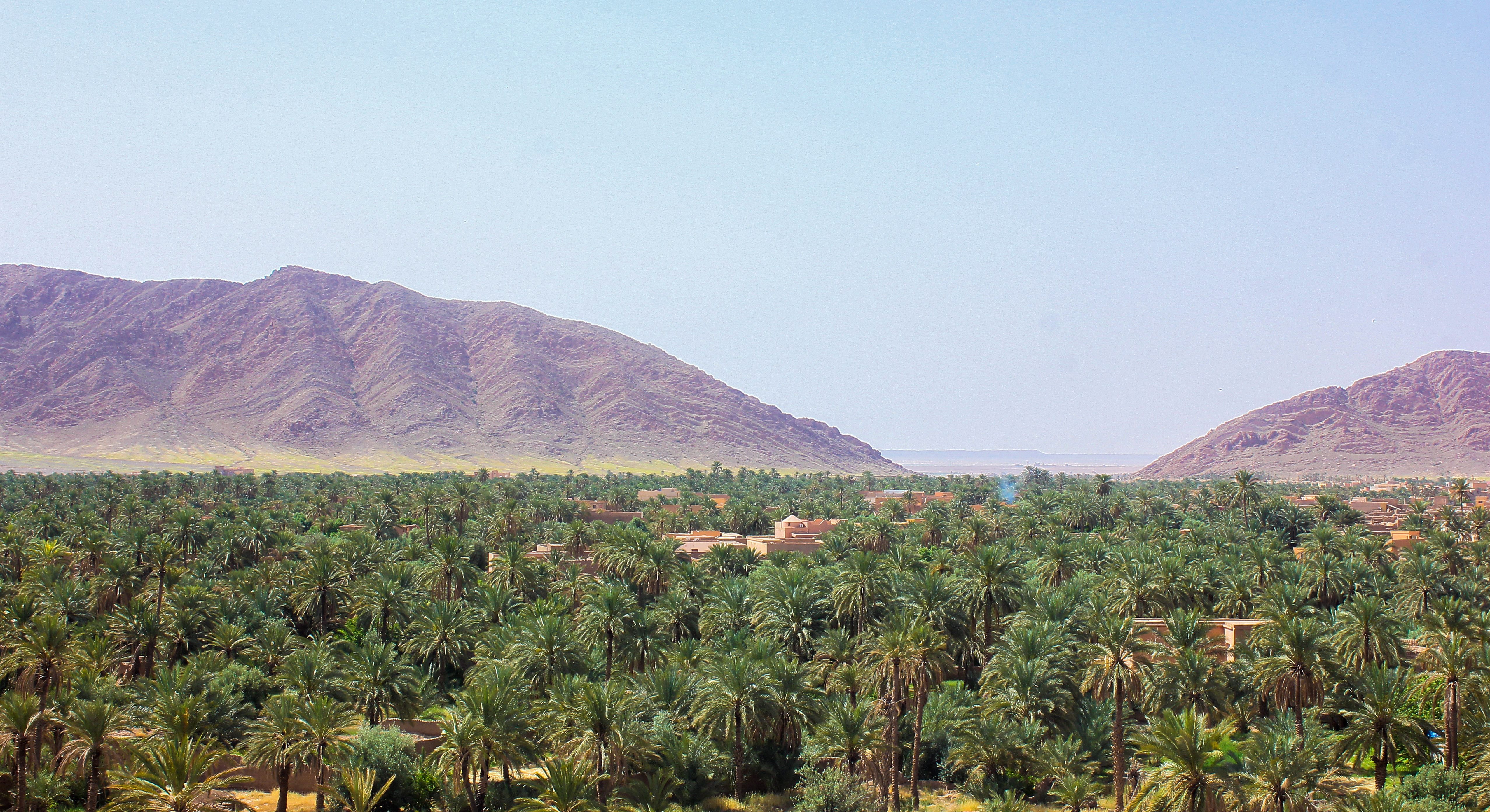
Oasis de Figuig.

A la fin des années 2000, des propositions tentent de déterminer la juste place du tourisme durable dans la stratégie de développement de ce secteur d'activité, qui est l'un des tout premiers pour l'économie du pays. Ce fut le cas aussi à la fin de la décennie précédente dans le sillage de la crise financière des "subprime": le Maroc a en particulier observé en 2008 que les touristes voyagent "moins loin", en visant un meilleur rapport qualité-prix",ce qui avait renforcé la volonté de "construire un tourisme durable et solide", selon le ministre marocain du Tourisme. Selon lui, "plus de 65% des touristes" au Maroc arrivaient de France et d'Espagne et la même proportion allaient nulle part ailleurs que Marrakech et Agadir. Le pays avait alors annoncé un plan pour mobiliser auprès des banques marocaines environ 50 milliards de dirhams (4,5 milliards d'euros) sur cinq ans de prêts au secteur touristique, afin de favoriser une diversification touristique au Maroc et d'accueillir 10 millions de touristes en 2010 contre 8 millions de touristes en 2008, objectif qui ne sera finalement atteint que trois ans plus tard, en 2013.
| Pays           | 2010  | 2011 | 2012  | 2013  | 2014  |
| -------------- | ----- | ---- | ----- | ----- | ----- |
| Maroc          | 9,29  | 9,34 | 9,38  | 10,05 | 10,28 |
| Égypte         | 14,05 | 9,50 | 11,20 | 9,17  | 9,63  |
| Afrique du Sud | 8,07  | 8,34 | 9,19  | 9,54  | 9,55  |
| Tunisie        | 6,90  | 4,79 | 5,95  | 6,27  | 6,07  |
| Algérie        | 2,07  | 2,40 | 2,63  | 2,73  | N.C.  |

Tourisme au sein des 5 premières destinations africaines (Source : afbd.org)

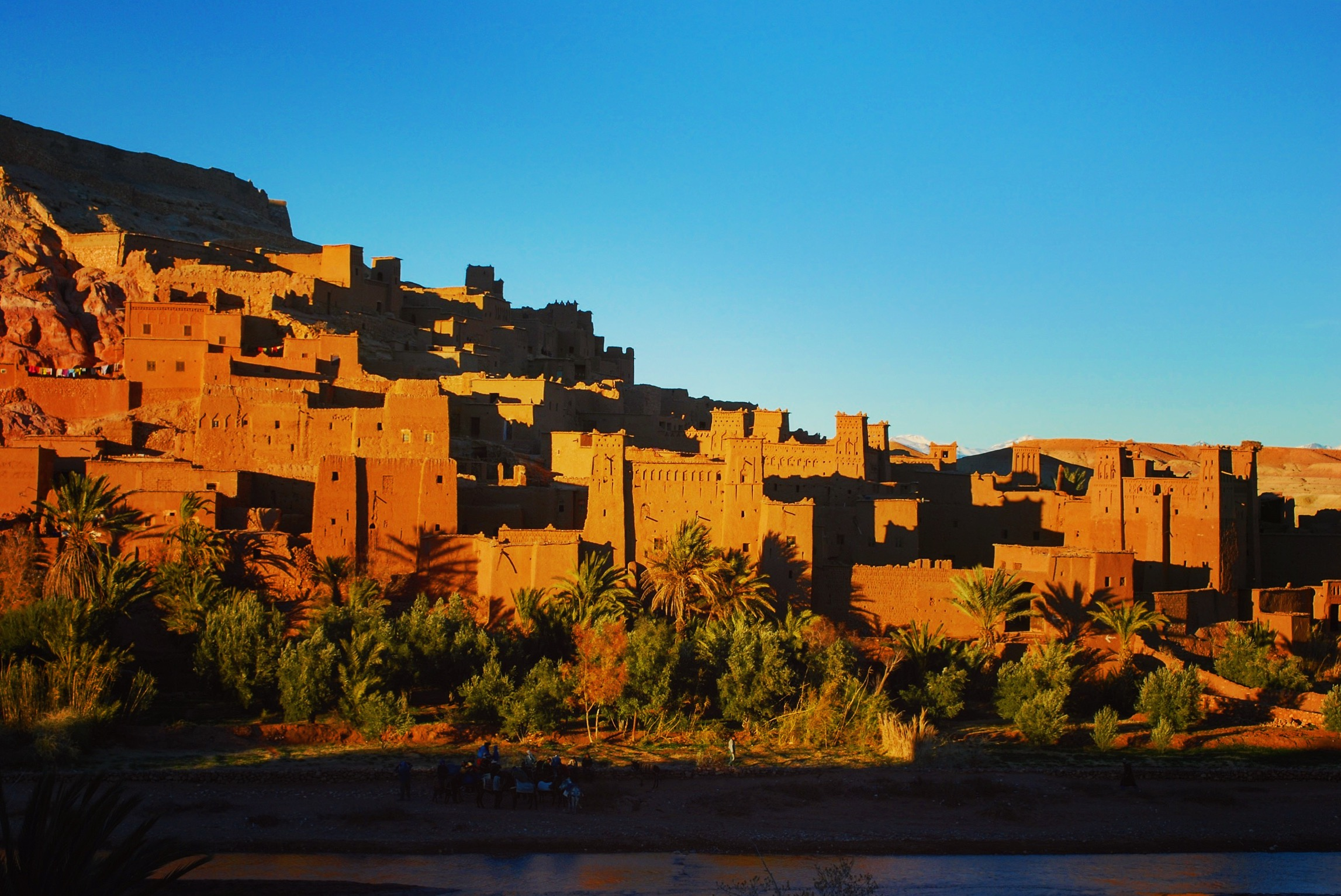
Aït-ben-Haddou.

Le Maroc a accueilli en 2014 un total de 10,28 millions de touristes, en hausse de 2 % par rapport à 2013 (10,05 millions) générant 57,4 milliards de dirhams de recettes en baisse de 4,3 % par rapport aux 60 milliards de dirhams réalisées en 2013, ci-dessous les statistiques du tourisme pour l'année 2014 :
- arrivées aux postes frontières : 10 282 944 touristes ;
- nuitées dans les établissements classés : 19 633 475 nuitées ;
- capacité d'hébergement (en lits) : 216 386 lits ;
- taux d'occupation des chambres : 30 % ;
- recettes voyages (en dirham MOR) : 57 400 milliards MAD.

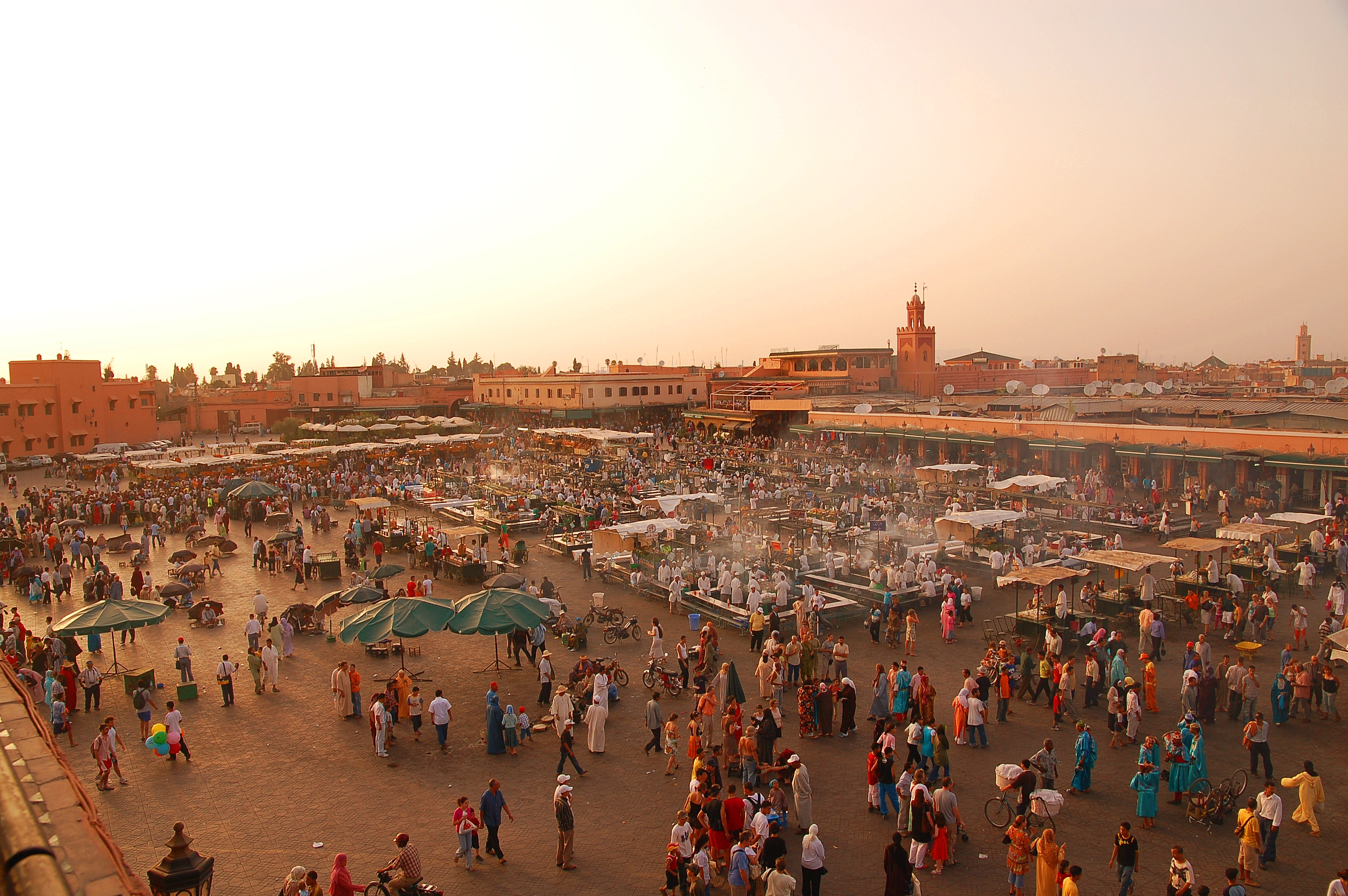
Jamea el Fna de Marrakech.

La ville de Marrakech est la première ville touristique du Maroc. En 2014, la ville possédait une capacité d'hébergement équivalente à 65 640 lits devant Agadir avec 34 773 lits et Casablanca avec 16 529 lits.
En 2001, le Fonds mondial pour la Nature (WWF) avait exhorté les professionnels du tourisme réunis à Londres à développer dans les pays de la Méditerranée un tourisme durable, en estimant qu'au cours des vingt prochaines années, un groupe de pays méditerranéens comme le Maroc, la Tunisie, la Grèce, la Turquie et la Croatie, subiront une montée du tourisme étranger, totalisant environ 350 millions de visiteurs par an, avec de plus en plus de constructions sauvages et non concertées d'hôtels, stations balnéaires et villages de vacances. Il avait appelé l'industrie du tourisme à adopter et encourager des pratiques plus responsables afin de renverser la vapeur en défendant des programmes de développement écologiques et en sensibilisant la clientèle au respect de l'environnement.
Le Maroc est le 2e pays le plus touristique d'Afrique et le 29e à l'échelle mondiale. Le programme baptisé vision 2020 ambitionnait de placer le Maroc en tant que 20e destination touristique mondiale, les efforts en matière de construction d'hôtel haut de gamme n'ont pas manqué en plus des destinations classiques comme Marrakech et Agadir qui totalisaient à elles seules 45 % des capacités classées. D'autres complexes luxueux ont été construits à Mazagan, Tanger, Saidia et Casablanca sauf que la crise économique conjoncturelle a lourdement affecté les budgets des touristes habituels de la destination Maroc. Cela se traduit par un faible taux de remplissage des hôtels classés, le taux global de remplissage passe de 44 % en 2008 à 30 % en 2014. Afin de financer les campagnes de communication de l'Office du tourisme le gouvernement marocain adopte une taxe aéroportuaire sur les vols internationaux, une taxe que l'Association internationale du transport aérien jugeait comme pouvant avoir l'effet inverse. Ladite taxe de 100 dirhams est certes relativement supportable pour les classes économiques, cependant elle s'élève à 400 dirhams pour les vols premières classes ce qui aurait pu affecter le tourisme de luxe.

Logo de la Fédération nationale du tourisme du Maroc.

Ci-dessous la répartition des capacités d'hébergement (en nombre de lits) en 2014
 :
- Marrakech : 65 640 lits
- Agadir : 34 773 lits
- Casablanca : 16 529 lits
- Tanger : 9 706 lits
- Fès : 9 266 lits
- Ouarzazate : 8 686 lits
- Tétouan : 6 116 lits
- Rabat : 5 842 lits
- Essaouira : 5 333 lits
- Meknès : 4 286 lits
- Autres : 50 209 lits
- Total : 216 386 lits

En 2017, le Maroc est le pays le plus visité en Afrique avec 11,35 millions de touristes.

### Transport

#### Transport routier

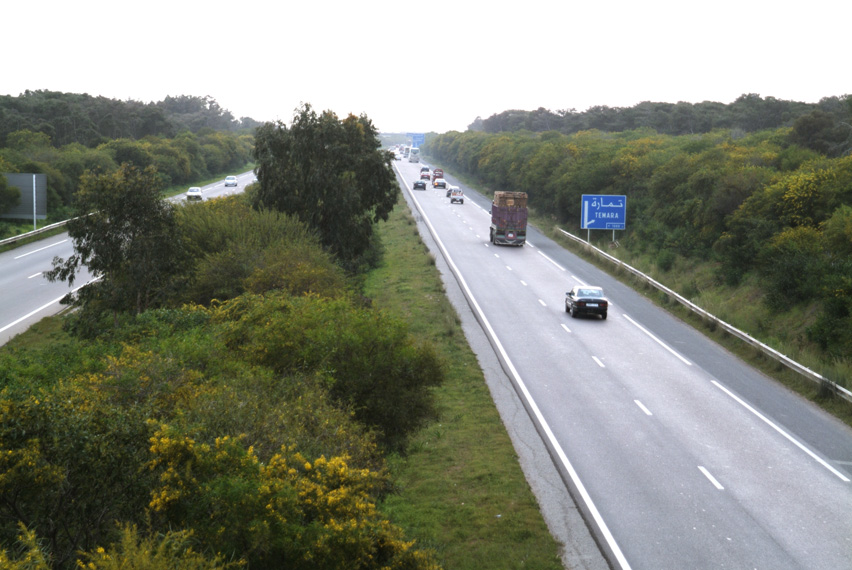
Autoroute A3 Rabat-Casablanca en 2008.

L'apparition de la voiture, et sa propagation, coïncide avec l'incidence de l'impérialisme français dans le Maghreb au début du XXe siècle. Le Maroc tout comme la Tunisie furent considérés comme des territoires sous protectorat, contrairement à l'Algérie qui fut considérée comme un département français et par voie de conséquence, soumis aux mêmes obligations d'aménagement du territoire que les autres régions françaises. Il en résulte qu'à l'indépendance le Maroc et la Tunisie héritent d'un réseau routier d'à peine environ une dizaine de milliers de kilomètres bitumés chacun contre approximativement une centaine de milliers de kilomètres de routes érigées en Algérie pendant la même période (grâce aux populations autochtones via le Code de l'Indigénat)
Après l'indépendance, le Maroc central, anciennement sous protectorat français, découvre d'abord l'état encore plus délabré des infrastructures routières dans le Rif, anciennement sous protectorat espagnol. Dans la foulée, la première route lancée par le roi Mohammed V, baptisée Tariq el Wahda (route de l'union), fut la route reliant Fès à Al Hoceïma, traversant des régions très montagneuses. Une fois achevée, le Maroc lance la première étude du schéma routier national en 1969 afin d'étendre le réseau routier existant. En 1972, une autre étude fut lancée pointant l'insuffisance des infrastructures routières autour de Casablanca, notamment vers le nord malgré les trois routes existantes qui reliaient cette ville à Rabat. Il fut décidé de convertir la route principale entre ces deux villes en autoroute. Dès 1975, année marquant le début de ce projet autoroutier, l'Espagne se retire du Sahara occidental et le Maroc se retrouve en pleine guerre ouverte contre le front Polisario, massivement appuyé par un soutien technique des pays du bloc soviétique et par un généreux soutien financier des mannes pétrolières des leaders révolutionnaires Boumédiène et Khadafi à partir du sol algérien. Le Maroc se trouve lâché par les Américains, occupés par le développement du marxisme sur leur propre continent, et le seul soutien symbolique au Maroc émanait de la France, qui le considérait comme allié contre l'avancée des Soviétiques en Afrique. Le soutien de la France a été déterminant pour infléchir le rôle de la Mauritanie et la rendre neutre dans ce conflit. Pendant toute la durée de ce conflit, et notamment les premières années où le choc pétrolier a alourdi la facture du Maroc tout en permettant à Khadafi d'accorder des ressources importantes au Polisario, le développement des infrastructures de transport au Maroc était quasi-nul. Ainsi, au lieu de lancer l'autoroute Casablanca - Rabat, le projet initial a été converti en un simple doublement partiel de la route principale sur 40 km de Casablanca vers le nord. Ce doublement est lancé en 1975 et achevé en 1978. Parallèlement à ce doublement routier partiel, et afin de limiter les importations de pétrole, les autorités marocaines ont lancé un chantier unique en son genre à cette époque en Afrique : le doublement des voies de chemin de fer électrique pour le trafic des passagers entre Rabat et Casablanca. Ce projet est inauguré par un train rapide en 1984, soit 25 ans avant le Gautrain qui a vu le jour à la veille de la Coupe du monde de football en Afrique du Sud en 2010, sur une portion de 20 km de Johannesburg à son aéroport.

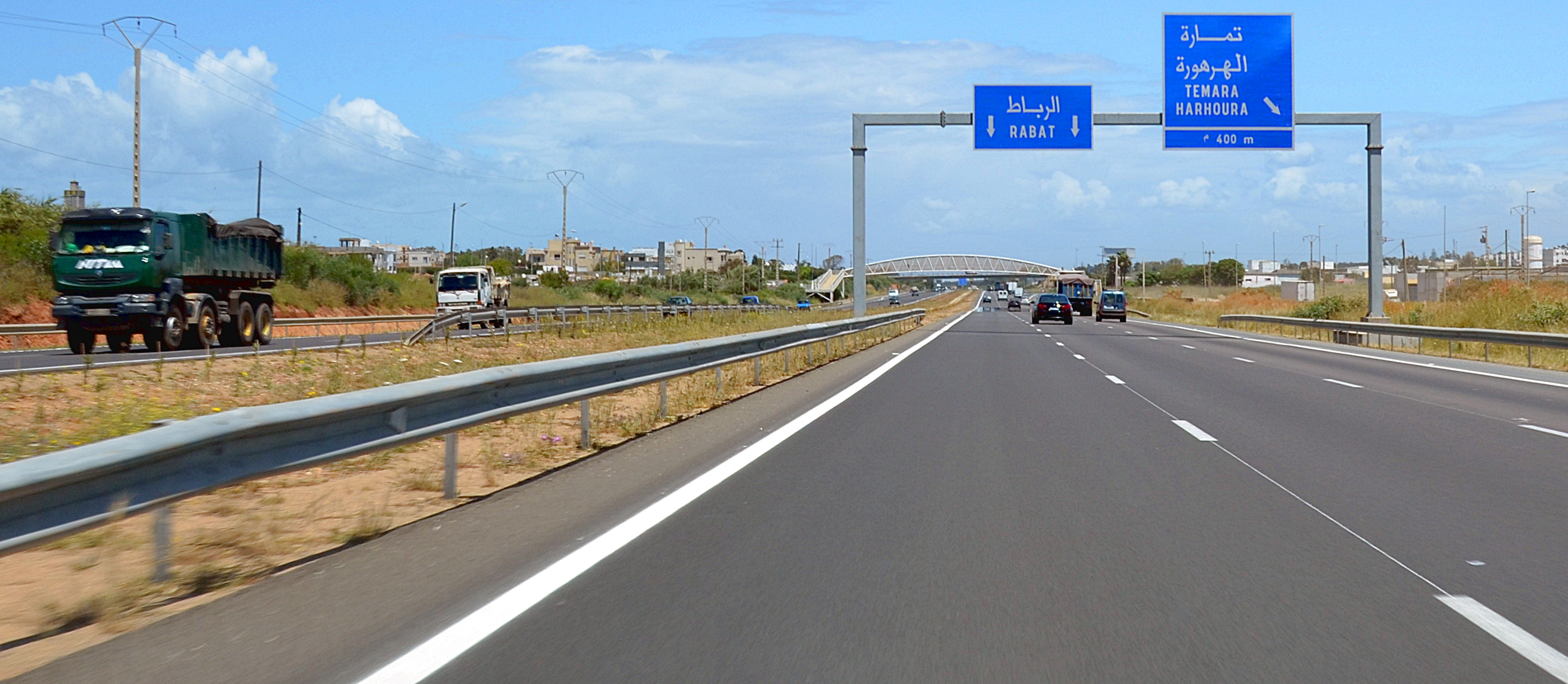
A3 Rabat-Casablanca après triplement en 2013.

La mise en service du Train navette rapide a laissé un peu de répit aux autorités de tutelle pour imaginer un schéma global de réseau autoroutier. Plusieurs études complémentaires ont été effectuées durant les années 1980 et ont mis en exergue la croissance du trafic routier de 6 % par an et la nécessité de se doter à l'horizon 2010 d'une armature autoroutière nationale de 1 500 km. La société ADM est créée afin d'étendre le réseau vers Kénitra et Larache au nord, puis Settat vers le sud de Casablanca. Par la suite plusieurs autoroutes viennent se greffer à ce réseau initial, notamment vers l'Oriental, et la consolidation du réseau autoroutier s'est vue considérée comme une priorité nationale. Géré par la Société nationale des autoroutes du Maroc, le réseau autoroutier marocain est à ce jour un des plus denses en Afrique avec 1 588 km ouverts à la circulation, et il dessert toutes les villes de plus de 200 000 habitants, à savoir entre autres Tanger, Tétouan, Fès, Meknès, Larache, Oujda, El Jadida, Marrakech, Agadir et Béni Mellal. À l'horizon 2015, il devrait compter 1 804 km et desservir les villes de Oualidia et de Safi.
Le développement des infrastructures routières au Maroc devrait aussi passer par le renforcement du réseau de voies express, alternatives intéressantes aux autoroutes puisque moins coûteuses. En 2013, le réseau comporte 730 km de voies en service et devrait être étendu à plus de 1 600 km d'ici 2016.
Le Maroc comptait en 2007 68 550 kilomètres de routes dont 69 % étaient goudronnées. Le réseau routier est généralement considéré comme de qualité satisfaisante et l'un des meilleurs d'Afrique,. Le deuxième Programme National des Routes Rurales (PNRR2) envisage la construction de 15 500 kilomètres de routes rurales supplémentaires à l'horizon 2015 afin de faire passer le taux de désenclavement rural de 54 % à 80 % à cette même échéance. Toutefois, 22 % des localités demeurent injoignables en véhicule et 35 % sont difficiles d'accès.

#### Transport ferroviaire
A contrario, le chemin de fer a longtemps pâti au Maroc du manque de volontarisme de la part des pouvoirs publics. L'ONCF, entreprise publique chargée de l'exploitation du réseau ferroviaire marocain semble cependant avoir repris les choses en main. L'opérateur marocain a misé avant tout sur la qualité et semble a priori réussir son pari : selon le dernier classement du Forum économique mondial, le Maroc se classe premier en Afrique et 34e à l'échelle mondiale en ce qui concerne la qualité du réseau ferroviaire. En matière de ferroviaire, l'héritage colonial, notamment concernant les parties du territoire sous protectorat espagnol, a fait du Maroc un des pays les moins équipés d'Afrique au regard de sa population au moment de l'indépendance. La ligne de chemin de fer Marrakech - Agadir a été projetée durant les années 1970, mais stoppée par la guerre du Sahara. Cependant, durant les deux dernières décennies, le Maroc a beaucoup modernisé son réseau, notamment concernant l'électrification. En 2013, l'ONCF dispose de 3 657 km de voies ferroviaires à écartement standard UIC, dont 2 238 km de voies électrifiées, ce qui représente plus que l'ensemble de tous les pays du continent africain réunis. Les 3 657 km de voies ferrées sont gérées par l'ONCF comme opérateur unique, y compris les embranchements particuliers vers ses clients cimentiers, ports, sidérurgistes, industriels, agricoles, miniers, etc. Autrefois l'OCP gérait ses propres lignes minières, mais il a confié depuis la fin du siècle dernier la gestion et la maintenance de ses embranchements miniers à l'ONCF. Au premier janvier 2014, le réseau marocain de voies ferrées est composé comme suit :
- 3 657 km de voies ferroviaires en activité (dont 2 238 km électrifiées) ;
- 2 921 km de voies de circulation principales ;
- 736 km d'embranchements particuliers, de voies de service et de traitement logistique ;
- 2 110 km de lignes principales à écartement UIC exploité pour le transport de fret et passagers ;
- 1 965 km de ces lignes sont en Long Rail Soudé (LRS) (93 % du réseau principal) ;
- 1 300 km de lignes électrifiées (60 % du réseau principal) ;
- 640 km de lignes à double voies (30 % du réseau principal).

Le réseau de l'ONCF s'étend sur 2 110 km en 2014. Il est certes d'un linéaire assez modeste (8e réseau en Afrique), cependant, malgré sa taille restreinte il est de loin le réseau qui totalise le plus de passagers à l'échelle continentale. En effet, les pays anglophones africains introduisent les chiffres des passagers du métro et des trains de banlieue alors que le transport passagers longue distance est quasiment réduit à néant depuis l'arrivée des autoroutes. Le réseau actuel marocain est à écartement uniforme UIC et relativement bien entretenu : 93 % du rail marocain est renouvelé et transformé en Long Rail Soudé (LRS) ce qui confère un bon confort d'usage pour le trafic passager, notamment pour les trains couchettes. L'axe le plus sollicité du réseau est situé entre Casablanca et Tanger (~400 km). Il est en cours de triplement grâce à une nouvelle ligne à grande vitesse Tanger - Kénitra et un triplement de lignes classiques Kénitra - Casablanca. Le taux d'électrification (actuellement de 60 %) est censé atteindre 90 % en 2018 avec la mise en service de la LGV Kénitra - Tanger et l'électrification de la ligne Fès - Oujda.
Les infrastructures ferroviaires actuelles devraient être augmentées de deux lignes de TGV :
- la Ligne Atlantique reliant les villes de Tanger et d'Agadir via Kénitra, Rabat, Casablanca et Marrakech, et ce, à l'horizon 2035 (Tanger - Casablanca sera effective d'ici fin 2017) ;
- la Ligne Maghrébine reliant les villes de Rabat et Oujda en desservant l'axe Fès - Meknès (à l'horizon 2035). L'ONCF a lancé l'étude concernant le premier tronçon de cette ligne qui commencera de Rabat à Meknès[252].

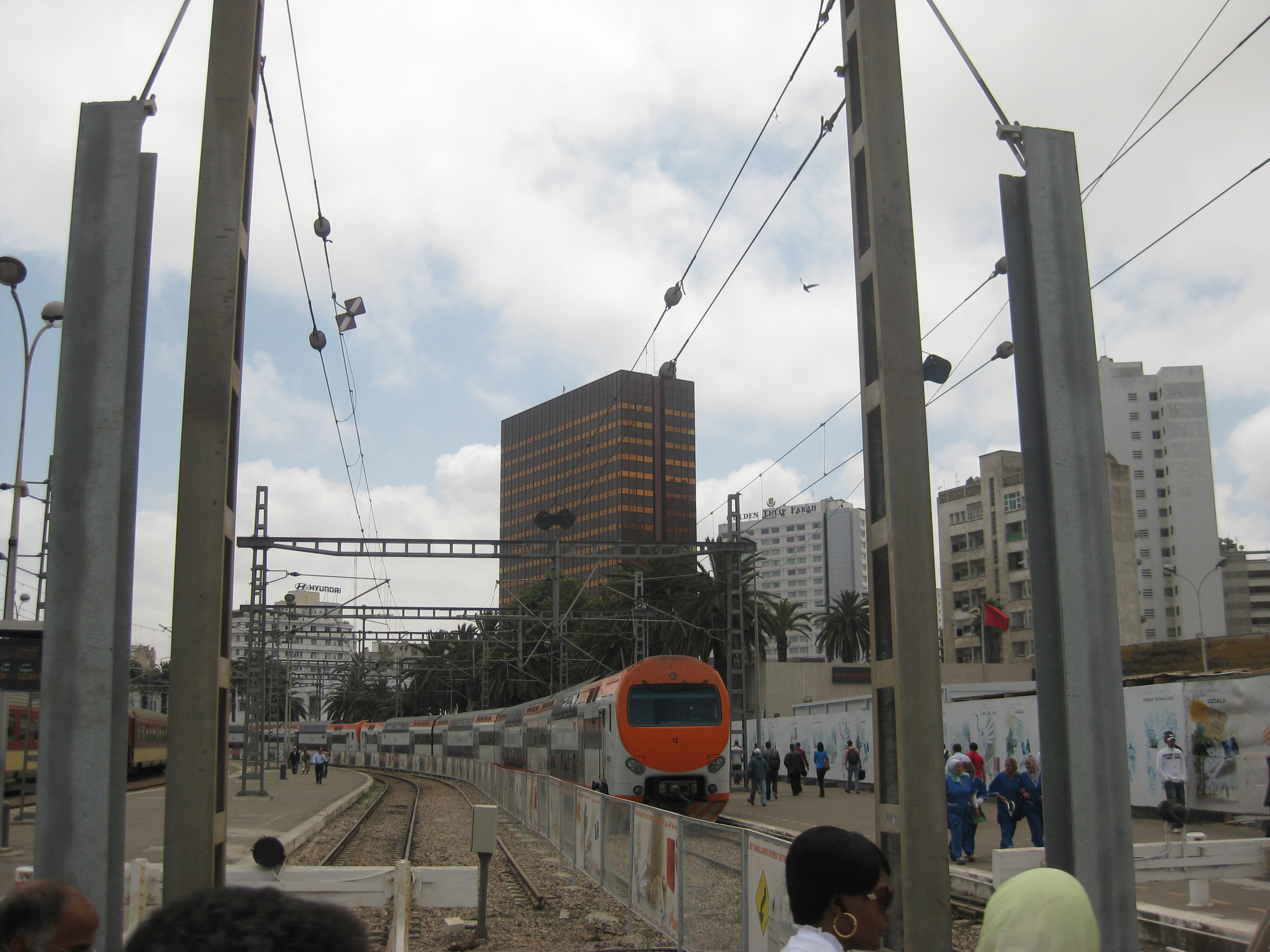
Gare ONCF Casa-Port.

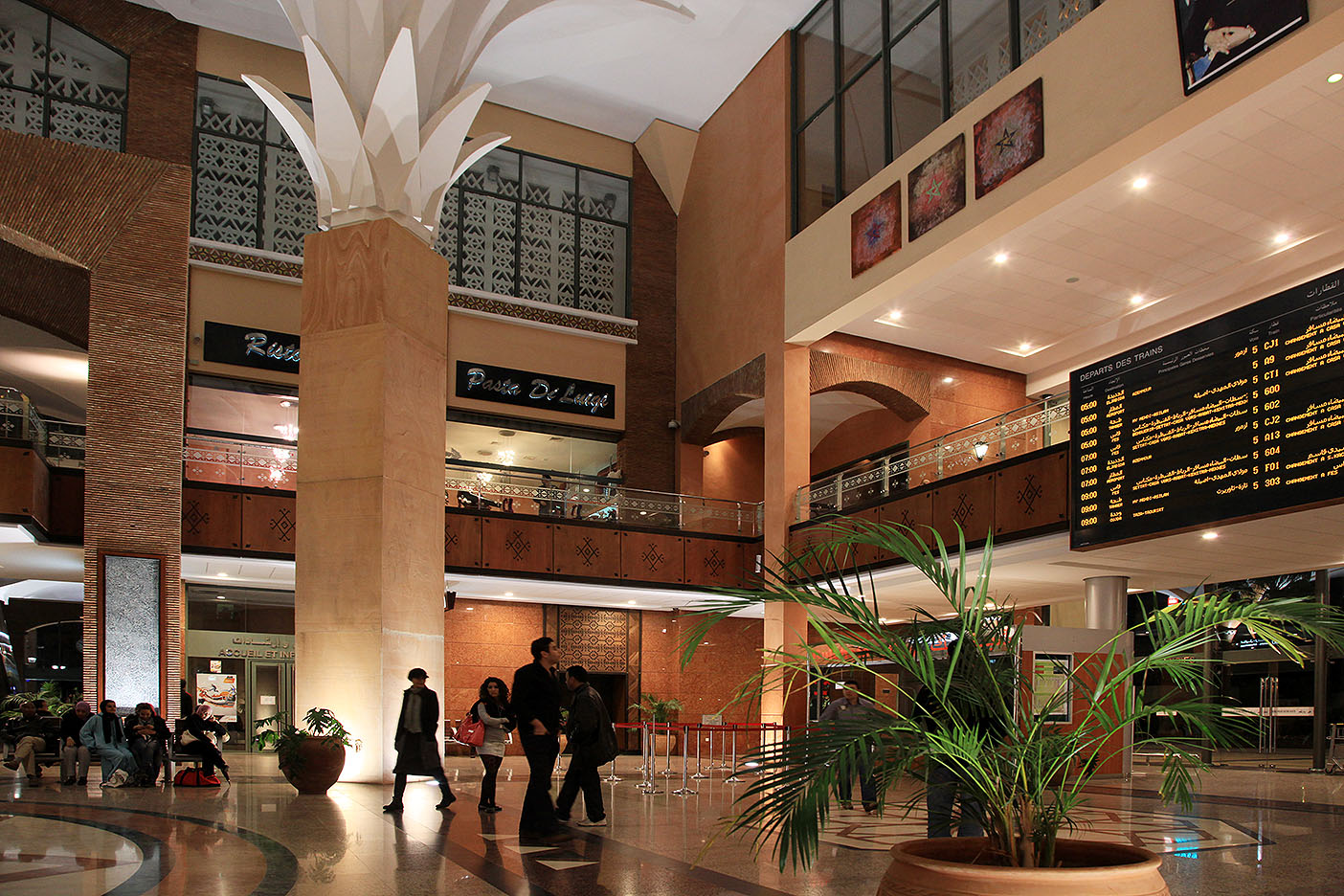
Gare de Marrakech.

La première LGV Tanger - Kénitra a été contractée de gré à gré sans appel d'offres. Il en résulte que l'Allemagne s'est opposée à un financement auprès de la banque européenne. Afin de finaliser le marché la France a financé une bonne partie de ce contrat, d'autres pays du Golfe sont venus à la rescousse in extremis afin de sauver ce projet qui paraissait hors de portée des moyens de l'ONCF. In fine même si l'État marocain n'a eu à financer que 30 % du coût de cette LGV, beaucoup d'opposants au TGV se sont manifestés pour réclamer son annulation et réaliser à la place plus de linéaires de lignes classiques.
L'ONCF a procédé à la rénovation de plusieurs gares, à l'achat de nouvelles rames, a étendu son réseau vers deux ports méditerranéens (Tanger Med et Nador en 2009) et envisage de relier d'autres villes telles qu'Essaouira, Béni Mellal, Tétouan, Laâyoune et Dakhla, et d'étendre son réseau classique de 2 700 km parallèlement à la mise en place du réseau LGV pour le même prix (10 milliards de dollars). En attendant cette échéance, les réalisations accomplies en 2009 faisaient partie d'un contrat-programme 2005-2009 ayant coûté 18 milliards de dirhams (1,5 milliard d'euros) et ayant permis l'optimisation des dessertes aussi bien fret que pour les passagers comme suit :
- Création de 209 km de nouvelles voies pour le fret (117 km Taourirt vers Nador port, 47 km Sidi Yahya vers Belciri et 45 km Tanger vers Tanger Med) ;
- Électrification de 302 km de voies existantes (255 km de Sidi Kacem vers Tanger Med et 47 km de Sidi Yahya à Belciri) ;
- Doublement de voies sur 258 km (115 km de Sidi Kacem vers Fès + 143 km de Casablanca vers El Jadida[255] et vers Sidi Aïdi) ;
- Augmentation des dessertes de 110 trains par jour en 2005 à 228 trains par jour en 2010[256] ;
- Raccourcissement des temps de trajet d'une heure sur l'axe Rabat - Tanger ainsi que Rabat - Fès ;
- Passage de 18,5 millions de passagers en 2005 à 30 millions en 2010 ;
- Augmentation du trafic fret de 4 millions de tonnes en 2005 à 9 millions en 2010 ;
- Électrification de toute la ligne atlantique et ses ramifications permettant d'utiliser du matériel roulant performant et moderne, les rares locomotives Diesel sont écartées vers la partie non encore électrifiée à l'est du pays.

À l'issue du contrat-programme 2005-2009, l'ONCF a porté le montant de ses investissements à 33 milliards de dirhams dans son nouveau contrat programme 2010-2015 signé avec l'État. Ce programme est baptisé Rihane 50 par la compagnie, faisant allusion à son ambition initiale d'atteindre 50 millions de passagers et 50 millions de fret en 2015. 20 milliards de ce budget sont alloués à la grande vitesse et 13 milliards restant à la modernisation du réseau classique.
Le projet Rihane 50 démarrant en même temps que le printemps arabe, il a connu du retard dans son développement, la ligne LGV Tanger - Kénitra initialement prévue pour 2015 étant repoussée à 2018, et l'électrification de la ligne Fès - Oujda tardant également à se concrétiser. En 2014 l'ONCF réalise 39 millions de transports de passagers et 35 millions de transports de marchandises. Il sera vraisemblablement peu probable d'atteindre 50 millions de tonnes fret et de voyageurs à court terme. En attendant le parachèvement des phases du dernier contrat-programme, l'ONCF est en cours d'élaboration de trois plans simultanés complémentaires : Stratégie 2025, Plan Maroc Rail 2040 et Plan Dessertes Régionales (PDR). Le premier programme décennal porte principalement sur le renouvellement des gares et du matériel roulant, le Plan Maroc Rail 2040 (PMR-2040) est un projet à long terme portant sur l'extension du réseau ferré de 1 500 km de LGV et de 2 700 km de lignes conventionnelles pour atteindre un réseau ferroviaire de 6 300 km en 2040. Quant au programme dessertes régionales, ce dernier vise à promouvoir le transport ferroviaire régional, l'idée principale est de réserver toutes les dessertes longues distances au TGV et garder les trajets inférieurs à 200 km aux trains classiques.

#### Transport maritime

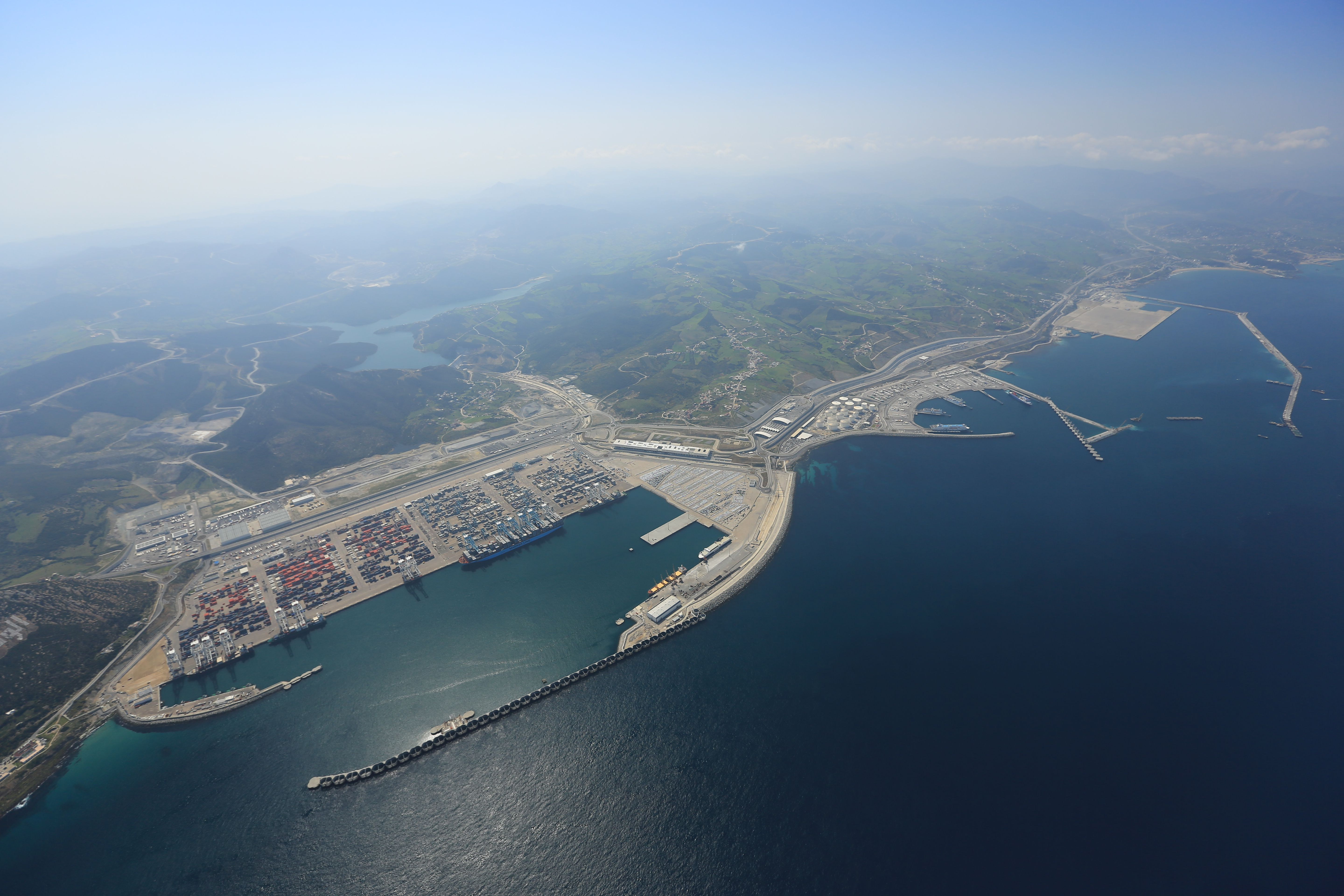
Vue aérienne du complexe portuaire Tanger Med.

Le Maroc occupe une assez large façade maritime sur la Méditerranée et l'Atlantique, son secteur maritime est doté de 38 ports répartis comme suit :
- 13 ports de commerce international ;
- 6 ports passagers ou de plaisance ;
- 19 ports de pêche ou d'export de produits halieutiques.

Après le succès des zones franches du port de Tanger Med, le Maroc projette de construire trois nouveaux ports similaires : Nador West Med, Kénitra Atlantique et Dakhla Atlantique.
Au terme de l'année 2014, l'activité des ports marocains a atteint un nouveau record, avec un volume de 115 millions de tonnes, marquant ainsi une augmentation exceptionnelle de 14,3 % par rapport à l'année précédente. Cette hausse est tirée par la bonne orientation aussi bien du trafic domestique (Import Export) que du trafic de transbordement des conteneurs au port de Tanger Med, ayant marqué une consolidation du positionnement du Maroc sur ce segment avec une amélioration des volumes manipulés.
Principaux ports de commerce :
- Tanger Med (122 millions de tonnes[Quand ?]) ;
- Port de Casablanca (25 millions de tonnes[Quand ?]) ;
- Port de El Jadida-Jorf el sfar (22 millions de tonnes[Quand ?]) ;
- Port de Mohammadia (11,5 millions de tonnes[Quand ?]) ;
- Port de Safi (6,2 millions de tonnes[Quand ?]) ;
- Port de Agadir (4,2 millions de tonnes[Quand ?]) ;
- Port de Layoune (3,2 millions de tonnes[Quand ?]) ;
- Autres ports (0,5 million de tonnes[Quand ?]).

#### Transport aérien

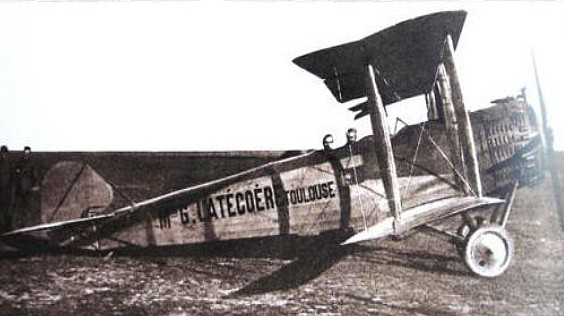
Lignes aériennes Latécoère, c.1918.

Si de tous les modes de transports actuels l'aérien est le plus récent, la position géographique du Maroc lui a permis dès le départ de jouer un rôle essentiel dans ce domaine : la première ligne aérienne intercontinentale fut la ligne postale aérienne Toulouse - Rabat qui a commencé le 1er septembre 1919 suivie d'un service passagers un an plus tard. Par la suite, cette ligne a été prolongée à Dakar puis jusqu'en Amérique latine. Cette ligne fut exploitée par le groupe privé Latécoère. Par la suite et devant le manque d'aérodromes au début du siècle dernier, les premiers avions passagers furent des hydravions afin de pouvoir atterrir dans les villes côtières ainsi que pour réaliser plus facilement des atterrissages d'urgence en mer. Là encore, le Maroc et le Sénégal ont joué un rôle essentiel grâce à l'étendue de leurs façades maritimes. On ne dispose pas avec exactitude des chiffres de passagers transportés les premières années, ce service restant assez exceptionnel et onéreux. Cependant, concernant le transport du courrier une convention a été signée entre les postes marocaines et françaises le 10 mars 1919, à partir de début septembre à fin décembre de la même année, 9 124 lettres ont été acheminées par voie aérienne au Maroc.
La crise économique de 1929 et la Seconde Guerre mondiale ont lourdement handicapé le secteur aérien civil. Il aura fallu attendre 1946 pour voir la première ligne aérienne marocaine (Air Atlas), suivie par la création de la compagnie Air Maroc en 1948. En 1951 le gouvernement marocain décide par décret royal de concéder l'exclusivité du transport public à Air Atlas en la rebaptisant Compagnie Chérifienne de Transport Aérien Air Atlas (CCTA) avec un capital partagé entre l'État marocain, Air France et la compagnie Air Maroc qui s'est spécialisée dans la maintenance. La fin du protectorat survint le 2 mars 1956, cependant, la totalité des pilotes de la CCTA étaient européens, en majorité français. L'incident du détournement de l'avion des chefs du FLN a beaucoup marqué le roi Mohammed V. Selon quelques sources, il aurait proposé aux autorités françaises d'échanger son fils le prince Hassan II contre les chefs de la résistance algérienne[réf. nécessaire]. Mohammed V demanda la création d'une école de formation de pilotes pour éviter de tels incidents. Le 1er juillet 1957 les compagnies CCTA et Air Maroc ont fusionné sous le nom de Royal Air Maroc qui démarra avec huit avions (trois DC3, quatre DC-4 et un L749 Constellation). Le Centre de formation professionnelle (CFP) arrive en 1958 et le premier pilote marocain formé fut Mohammed Kabbaj qui débuta ses services en 1964.

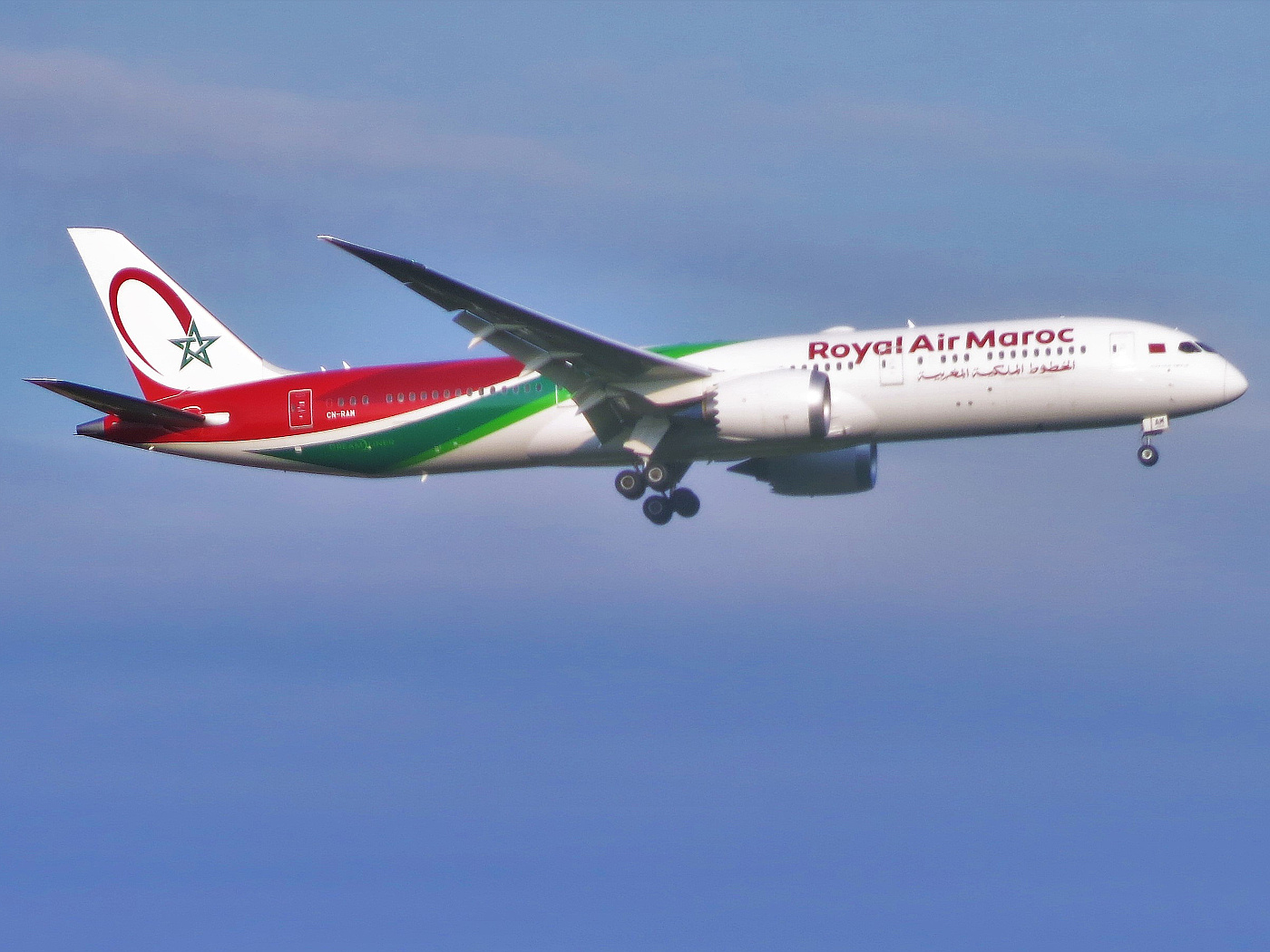
Boeing 787 de Royal Air Maroc.

Le Maroc est actuellement connecté à 51 pays et 113 aéroports étrangers via des lignes régulières contre 29 pays et 43 aéroports une décennie plus tôt. Le trafic aérien au Maroc a presque triplé en passant de 7 millions de passagers en 2004 à plus de 17 millions en 2014. Lors de la 7e conférence World Connect qui s'est tenue à Marrakech en octobre 2015 le ministre des transports marocain annonce l'objectif d'atteindre 70 millions de passagers en 2030. Vu le nombre de touristes escompté à cette date, il paraît difficile d'atteindre ce chiffre sans développer le trafic aérien interne, qui reste encore assez onéreux et restreint. Le Maroc est desservi par 50 compagnies aériennes, le transport aérien est largement international. La compagnie nationale Royal Air Maroc (RAM) détient 45 % du trafic à la suite de l'entrée des compagnies low-cost européennes. Avant l'OpenSky, la compagnie marocaine atteignait 62 % du trafic aérien. Le nombre total de passagers enregistrés au sein des aéroports marocains en 2014 s'élève à 17,3 millions (4,8 %).
La compagnie nationale Royal Air Maroc est l'une des premières compagnies africaines pour le trafic voyageur, elle a transporté en 2014 plus de 6 millions de passagers juste devant Ethiopian Airlines et derrière EgyptAir et South African Airlines (SAA) ayant tous deux transporté 7 millions de passagers. Malgré une population marocaine assez modeste comparée à ces trois derniers pays et en dépit du fait que la Royal Air Maroc est la seule compagnie africaine soumise à la concurrence féroce des compagnies low-cost, la compagnie marocaine est en pleine croissance tout comme sa rivale éthiopienne. Ces deux compagnies qui sont au coude à coude rêvent de profiter des grandes contre-performances actuelles d'Egypt Air et de la SAA pour devenir leader à l'échelle continentale. La RAM détient le plus de trafic international comparé au reste des compagnies africaines. En effet, les trois autres compagnies aériennes africaines majeures réalisent le gros de leurs trafics sur des lignes internes à cause de la décadence ou de l'arrêt de leur transport ferroviaire interurbain.

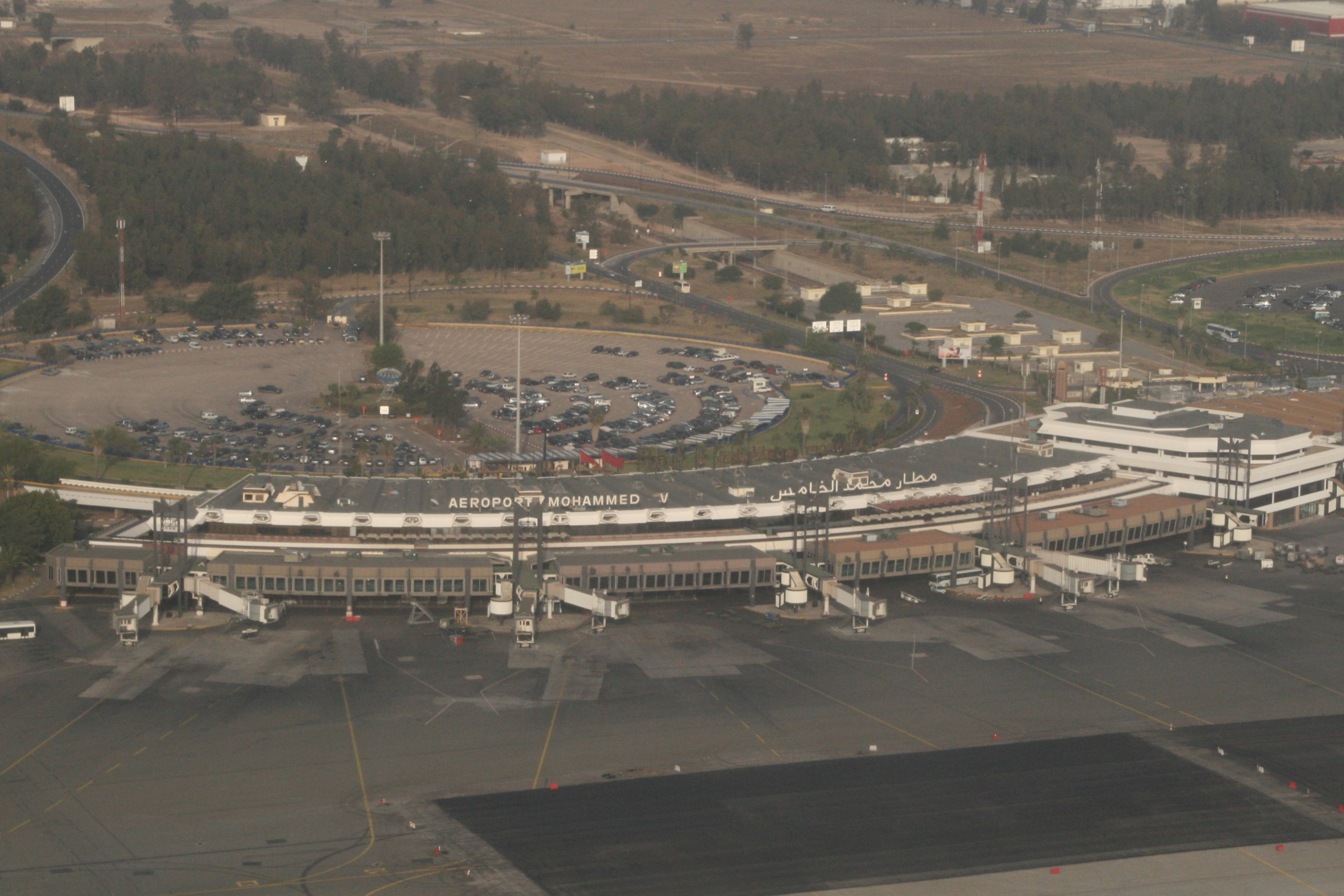
Vue de l'aéroport international Mohammed V de Casablanca.

Le Maroc dispose de plusieurs infrastructures aéroportuaires dont 18 aéroports internationaux, 10 principaux aéroports nationaux et des petits aéroports à usage touristique, militaire ou de sports aériens. Le dernier aéroport construit est l'aéroport de Béni Mellal. La stratégie du transport arien actuelle au Maroc porte sur l'agrandissement de plusieurs aéroports dont une bonne partie est en cours mais aussi sur la construction de 3 grands aéroports nouveaux : un nouvel aéroport passager à Marrakech, un aéroport spécial fret à Casablanca-Ben Slimane et un nouvel aéroport mixte à Tanger-Tétouan. En 2014, l'aéroport Mohammed-V de Casablanca avoisine 8 millions de passagers soit 45 % du total du trafic aérien suivi de Marrakech avec 4 millions de passagers. Un événement majeur est survenu en 2013 lorsque l'aéroport de Casablanca a détrôné Londres comme porte d'entrée et sortie du continent africain. À ce jour, le premier hub aéroportuaire africain est paradoxalement toujours Paris-Charles-de-Gaulle, un aéroport non-africain, suivi de l'aéroport de Casablanca, et la première compagnie de transport d'Europe vers l'Afrique est Air France avec une croissance de 3 % suivie de Royal Air Maroc avec une croissance à deux chiffres. Air France bénéficie d'une longueur d'avance avec ses lignes Paris - Tunis et Paris - Alger encore relativement rentables car non soumises à la compétition des compagnies low-cost, cependant, cette dernière compagnie projette de créer un hub à Abidjan afin de servir tous les aéroports des pays de la CEDEAO.
Le transport aérien de marchandises est très limité au Maroc, étant donné la proximité avec l'Europe, la plus grande partie des marchandises exportées du Maroc est des produits frais acheminés par transport TIR frigorifié vers le réseau autoroutier européen. La RAM possède un seul avion spécial fret, et un avion mixte modulable. La messagerie express et les colis à haute valeur ajoutée donnent de l'activité aux avions de DHL et FedEx.

### Internet et Télécoms
| Opérateur     | Chiffres d'affaires    | Effectif | Fibre optique (km) |
| ------------- | ---------------------- | -------- | ------------------ |
| Maroc Telecom | 28,5 milliards de Dh * | 11 500   | 35 000             |
| Inwi          | 6,2 milliards de Dh    | 1 195    | 4 500              |
| Orange Maroc  | 5,5 milliards de Dh    | 1 160    | 4 000              |

* Chiffres fin 2013, sur les 28,5 milliards de dirhams, Maroc Telecom réalise 8 milliards à l'international.

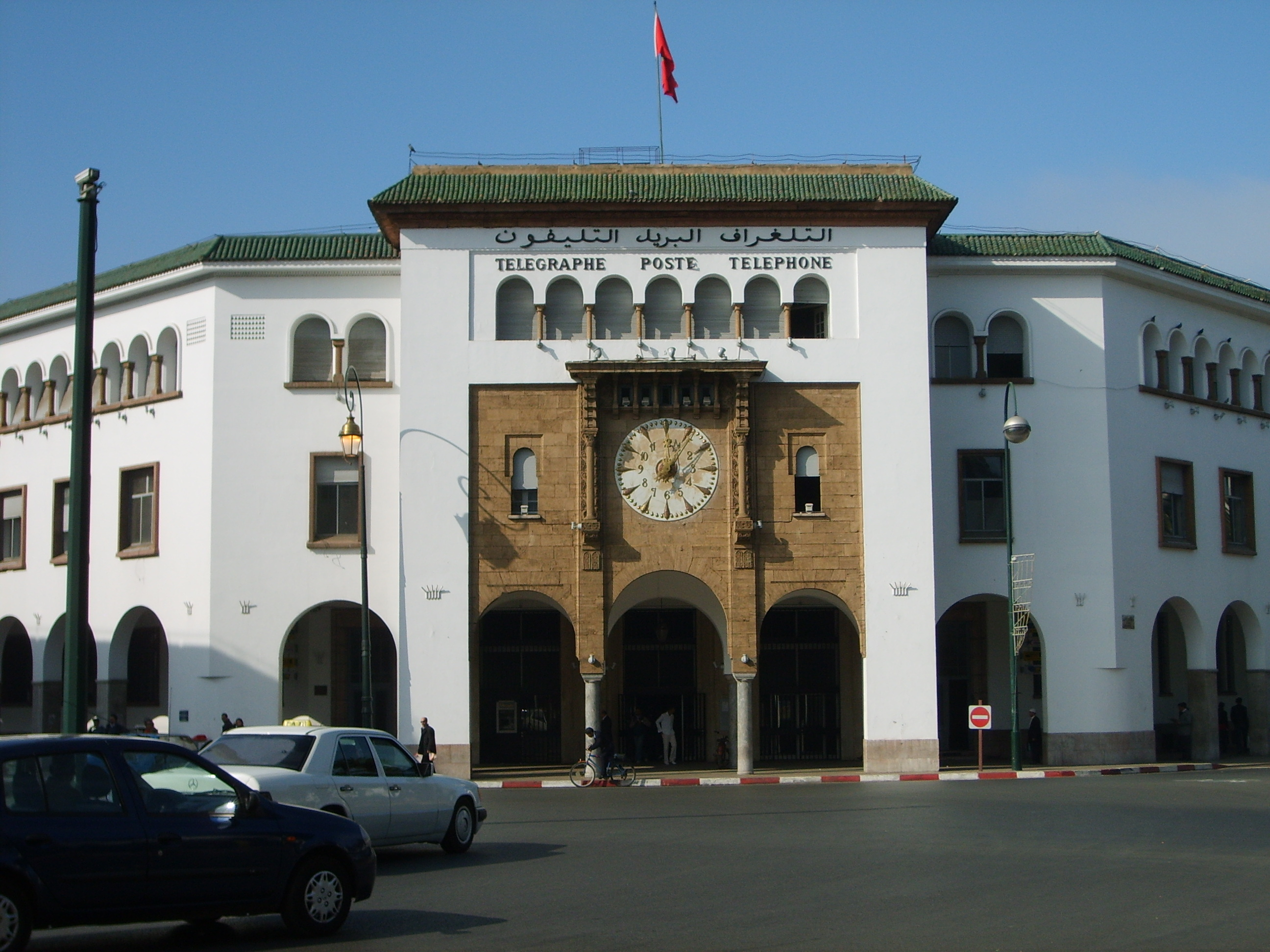
Bureau du Télégraphe, Poste et Téléphone à Rabat.

En raison du fort pourcentage de la population rurale au Maroc durant le siècle dernier, l'accès à la téléphonie fixe était assez faible pendant cette période. Cependant, l'opérateur national a démarré la numérisation de son réseau longtemps avant ses homologues sur le continent, dès le milieu des années 1980 l'ensemble du réseau téléphonique interurbain marocain était enfui sous terre et numérisé. L'objectif de ce programme était de se préparer à profiter au maximum du juteux marché des communications fixes. Par la suite, cette numérisation s'est avérée aussi rentable quant au marché d'Internet et d'appels mobiles.
Au Maroc comme dans le reste des pays africains francophones, l'apparition d'Internet est survenue relativement tard, le premier pays africain à être connecté à la toile mondiale fut l'Afrique du Sud dès 1991, cependant, le retard de la numérisation du réseau téléphonique dans ce pays y a longtemps limité la propagation rapide de l'usage d'Internet. La proximité des pays nord-africains avec l'Europe a aussi permis aux opérateurs de ces derniers de passer des câbles de fibre optique sous-marins peu onéreux depuis l'Europe et offrir ainsi une assez confortable bande passante bon marché à leurs clients. Internet est apparu au Maroc en 1995, ce dernier est à présent connecté à plusieurs câbles de fibre optiques intercontinentaux même si les données Internet passent par les câbles de ses propres opérateurs, à savoir un câble sous-marin de Meditel vers l'Espagne, deux câbles sous-marins de Maroc Telecom (un vers Marseille, l'autre vers l'Espagne) et un câble international terrestre de Maroc Telecom vers plusieurs pays du Sahel. Fin 2013, les backbones de fibre optique des opérateurs marocains sont de 35 000 km pour Maroc Telecom, 5 500 km pour Inwi et 4 000 km pour Meditel. L'ensemble des trois opérateurs commercialisent des forfaits 3G/4G, l'opérateur historique Maroc Télécom propose depuis plusieurs années des offres dual play et triple play en ADSL2+ allant jusqu'à 20 Mbit/s, à partir de fin 2015 les deux opérateurs alternatifs ont lancé leurs propres offres ADSL dual play Internet et téléphone illimités à prix plus compétitifs.
Avant l'avènement de la 4G et de la mise en place du dégroupage total, le plus gros du trafic Internet marocain transitait par les serveurs de Maroc Telecom grâce à ses forfaits ADSL allant de 4 à 20 Mbit/s, les deux opérateurs alternatifs ne voyaient pas d'urgence à investir dans un point d'échange Internet (IXP). À la suite du lancement de leurs offres ADSL dégroupées, un IXP est lancé en février 2016 au Maroc afin d'optimiser les trafics de données inter-opérateurs marocains et d'améliorer les pings des usagers, aussi depuis le 5 mars 2016 le Maroc s'est doté d'une copie du serveur racine du DNS afin d'améliorer les requêtes de résolutions des noms de domaines Internet et d'accélérer ainsi le chargement des pages web. Le Maroc rejoint de ce fait le Kenya et l'Afrique du Sud, les deux seuls pays africains à héberger des copies de serveurs racine DNS du réseau Internet mondial.
Concernant la bande passante Internet internationale, le Maroc est leader à l'échelle de son continent avec une bande passante internationale de 412 Gbit/s fin 2013, suivi de l'Afrique du Sud bénéficiant de 200 Gbit/s et de l'Égypte, l'Algérie et la Tunisie qui sont dotées d'une bande passante allant de 100 à 200 Gbit/s. La bande passante Internet internationale marocaine a été multipliée par 5,5 de 2010 à 2014 passant de 75 Gbit/s en 2010 à 266 Gbit/s en 2012 puis à 412 Gbit/s fin 2013. L'accroissement de cette bande passante internationale et la concurrence féroce entre les trois opérateurs Télécoms ont permis de baisser les prix et d'augmenter le nombre d'usagers ainsi que leurs bandes passantes effectives. Il en résulte que le Maroc détenait fin 2013 le plus fort pourcentage d'utilisateurs d'Internet en Afrique avec 56 % de la population devant l'Égypte, l'Afrique du Sud et la Tunisie détenant tous trois un taux d'internautes inférieur à la moitié de leurs populations respectives. Fin juin 2015, le nombre d'internautes au Maroc progresse à 60,60 % (soit 20,2 millions) et se voit devancé par le Kenya qui atteint 63,60 % puis l'île Maurice à 60 % et l'Égypte à 54,6 %.
Selon un classement publié par le site américain Insider Monkey, le Maroc est le pays le plus avancé technologiquement en Afrique en 2025. Ce classement est issu des données de l’Organisation mondiale de la propriété intellectuelle (OMPI) et prend en compte des critères tels que le développement du secteur des technologies de l’information et de la communication, la quantité d’articles scientifiques publiés et le niveau d’industrialisation dans chaque pays. Le Maroc a dépassé l’Afrique du Sud, qui était auparavant considérée comme le hub technologique du continent africain. Le pays a été pionnier dans le déploiement de la 3G, contribuant à sa position de leader dans le secteur technologique selon Insider Monkey. Le pays occupe la 79e place sur 131 pays selon l’indice de prêteté[Quoi ?] du réseau, qui mesure l’application et l’impact des TIC sur les économies mondiales,,,.
Au 30 septembre 2015, les chiffres d'Internet et téléphone sont :
- Nombre d'utilisateurs d'Internet : 20,5 millions ;
- Nombre d'abonnements Internet : 13,9 millions[279] 23,5 % :
  - Internet mobile : 12,8 millions (92,2 %) 21,5 %
  - Internet ADSL : 1,1 million (7,9 %) 2 %
- Téléphonie mobile : 44,45 millions[279] (taux de pénétration de 131,32 %) 3,34 % :
  - IAM : 41,8 %
  - Meditel : 31,8 %
  - Inwi : 26,5 %
- Téléphonie fixe : 2,3 millions 1,7 % :
  - IAM : 1,73 million (75 %)
  - Inwi : 0,57 million (25 %).

#### Offres illimitées
Si Maroc Telecom (IAM - itissalat al maghrib) profite encore de l'étendue de son réseau et de sa plus forte couverture pour recruter ou garder ses clients, de l'autre côté une concurrence féroce est constatée entre les deux opérateurs alternatifs Inwi et Meditel qui ont recruté deux managers français expérimentés (F. Debord et M. Paulain) afin de prendre des parts de marché à l'opérateur historique[réf. souhaitée]. Début septembre 2014, Inwi lance pour la première fois au Maroc un forfait mobile illimité, un mois plus tard Maroc Telecom riposte. Les deux derniers forfaits illimités n'ayant pas eu le succès escompté à cause de leur prix élevé, entre-temps Meditel multipliait les offres promotionnelles à ses abonnés prépayés pour les garder et constatant l'échec des offres illimitées à 499 dirhams lance à son tour son forfait illimité data et voix à 199 dirhams (20 $) sans engagement. Pour les clients ayant besoin d'appeler en Europe, Meditel lance une option Europe limitée à 17 contacts pour un forfait global à 399 dirhams soit 100 dirhams de moins que ses concurrents. Orange détenait 40 % de Meditel et venait de passer à 49 %. Orange étant présente sur plusieurs pays en Europe, le coût des appels fixe vers le vieux continent ne lui coûterait sans doute pas grand-chose, et surtout avec une limitation à 17 contacts, Michel Paulin, DG de Meditel, prenait donc moins de risque. De son côté l'offre lancée par Fréderic Debord, DG de Inwi, s'est avérée être un échec total, d'autant plus que ce dernier est le seul opérateur marocain qui ne détient pas sa propre fibre optique sous-marine. À peine quelques mois plus tard, Debord est remplacé à la tête d'Inwi.

#### Partage des infrastructures
Pendant longtemps Maroc Telecom a essayé de garder son monopole sur le fixe et retarder le lancement de la 4G qu'elle considérait être une grande menace à son ADSL, tout en s'activant dans le déploiement de son réseau de fibre optique pour les particuliers. Les tractations ont duré longtemps entre Maroc Telecom et l'ANRT qui stipulait dans le cahier des charges d'obtention de la licence 4G le partage obligatoire de ses infrastructures avec ses concurrents ainsi que l'ouverture de son réseau de boucle locale (le dégroupage) à ces derniers avec des tarifs convenables.
Après un appel d'offres 4G publié en novembre 2014, les trois opérateurs mobile décrochent leur licence en mars 2015. Meditel lance le premier son offre 4G le 8 juin 2015 suivi par Inwi et Maroc Telecom deux mois plus tard. À l'heure actuelle le partage des infrastructures 4G n'est toujours pas effectif, les deux opérateurs mobiles alternatifs bénéficient donc d'une couverture 4G dans les villes mais en zones rurales leurs abonnés basculent en 3G.
Après avoir publié des offres de dégroupage de la boucle locale jugées onéreuses en 2014 Maroc Telecom a été sommé par l'ANRT de publier des offres moins onéreuses au plus tard le 15 octobre 2015. Aussitôt que ce fut fait les opérateurs alternatifs Meditel et Inwi lancent leurs offres ADSL double play phone fixe et Internet respectivement le 23 octobre 2015 et le 24 novembre 2015, les deux au prix de 249 Ddrhams (25 $) appels fixe et Internet illimité sans quota avec portabilité du numéro.

#### Internet 4G LTE
Malgré l'obligation faite par l'ANRT aux opérateurs de partager leurs infrastructures de communication 4G les modalités d'application ne sont pas encore fixées et début 2016 chaque opérateur utilise toujours ses propres bornes 4G. À peine 6 mois après l'introduction de la 4G LTE au Maroc les opérateurs marocains réalisent de très bonnes performances en matière de bande passante avec 16 Mbit/s de moyenne en classant le royaume chérifien premier en Afrique et 26e mondial selon le cabinet britannique OpenSignal, suivi de l'Afrique du Sud 59e mondial avec 8 Mbit/s. La couverture 4G atteint 66 % avec Maroc Telecom, 62 % pour Inwi et 42 % de la population pour Meditel selon le même cabinet. En définitive, le lancement de la 4G LTE au Maroc ayant pris plus de temps que prévu pour redistribuer le spectre de fréquence entre les télécoms, la télévision TNT et les fréquences GSM-R ferroviaires, les trois opérateurs avaient déjà anticipé le déploiement de leurs antennes 4G avec des équipements plus modernes. C'est sans doute ce facteur ou la faible proportion d'abonnés qui partagent la bande passante au Maroc qui placerait ce pays devant des pays pionniers en nouvelles technologies comme l'Allemagne classée 34e mondial selon la même étude, le Brésil (42e), le Japon (44e) ou encore Hong Kong (48e), des pays qui ont déployé leur 4G LTE depuis plusieurs années et avec des équipements d'anciennes générations.

#### Internet par satellite
En 2000 l'opérateur norvégien Telenor a créé au Maroc une filiale spécialisée dans la connexion Internet par satellite baptisée Nortis. Au début l'activité de cette société se concentrait sur les entreprises agricoles et les écoles rurales. Depuis 2014, Nortis est acheté par le groupe espagnol Quantis qui l'a ouvert aux particuliers et aux artisans pêcheurs. En 2019, Nortis totalise 5 000 établissements scolaires connectés par satellite au Maroc.

#### Fibre optique

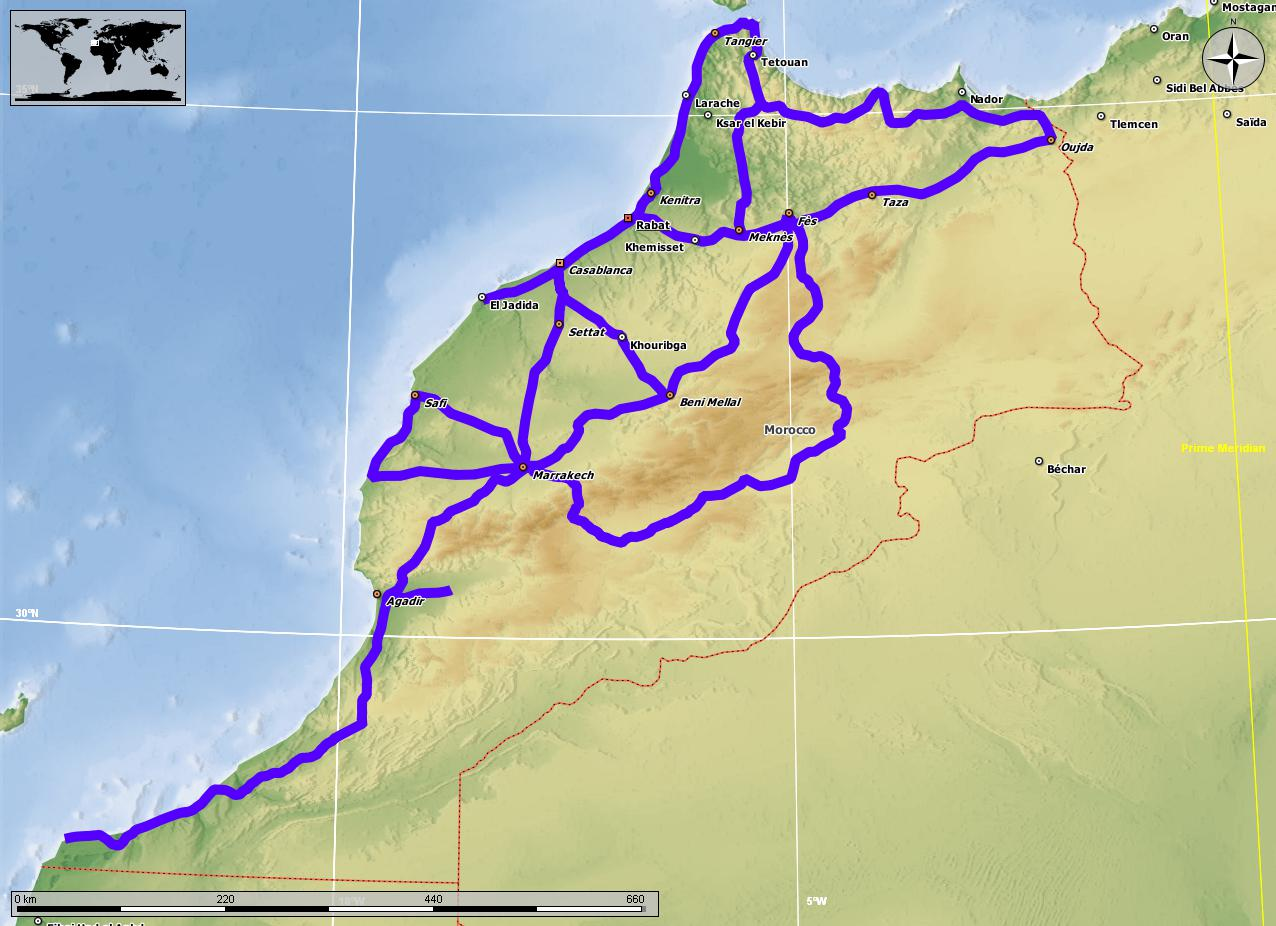
Lignes de fibre optique terrestre de Maroc Telecom (2013).

La connexion Internet par fibre optique est assez rare en Afrique en général et au Maroc en particulier, même si depuis plusieurs années Maroc Telecom fournissait la fibre optique à ses clients professionnels et institutionnels. En 2004, Maroc Telecom assurait un réseau de recherche scientifique baptisé Marwan 2 connectant les universités marocaines à une bande passante de 155 Mbit/s. En 2009 l'appel d'offres pour la nouvelle version Marwan 3 est remporté par Meditel qui fournit un débit de 300 Mbit/s à la communauté scientifique marocaine. Depuis le début des années 2000, les deux opérateurs s'activent pour équiper les locaux des entreprises en fibre optique. La fibre optique pour les particuliers (FFTH) a démarré depuis 2014 avec Maroc Telecom grâce à des offres 50 et 100 Mbit/s commercialisées respectivement à 600 et 1 000 dirhams (60 et 100 $).

### Énergies

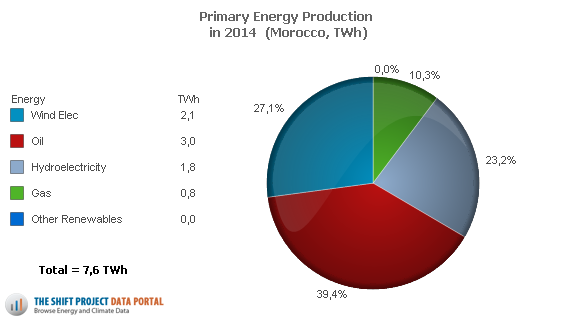
Le Maroc produit un peu de pétrole et de gaz, ainsi que de l'électricité éolienne et hydraulique.

Le Maroc produit un peu de pétrole et de gaz, mais dépend tout de même des importations.

#### Énergie électrique

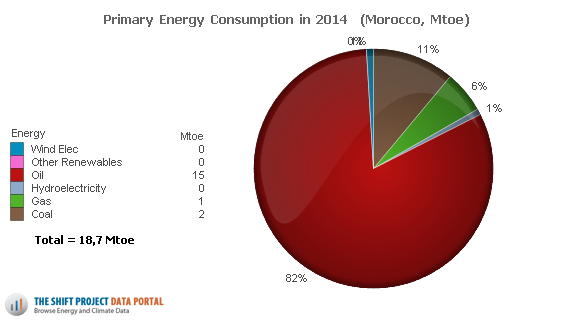
Le Maroc consomme essentiellement du pétrole (importé en grande partie) ainsi que du charbon et du gaz pour son électricité.

Le Maroc est l'une des grandes économies africaines qui est parmi les plus dépendantes des importations d'énergie, avec 95 % de sa consommation importée. La production d'électricité n'échappe pas à cette règle. Conscient de ce handicap le royaume chérifien a été le seul pays africain à adopter un modèle MARKAL clair et intégré à son espace régional notamment les pays ibériques. Le modèle marocain consiste à diversifier son mix énergétique par étapes avec une ambition de 42 % d'énergies renouvelables en 2020, 52 % en 2030 et de l'énergie nucléaire au-delà de 2030. Longtemps le Maroc a bénéficié d'un bon ratio d'énergie propre grâce à la production d'énergie hydraulique des barrages au siècle dernier. L'électrification rapide des zones rurales et l'augmentation de l'industrie ont créé une si forte demande sur l'énergie électrique qu'il a fallu satisfaire la demande aussi rapidement que possible et d'une façon peu onéreuse. Le moyen le plus compétitif trouvé fut le charbon qui constituait 48 % à lui seul de la production nationale en 2010. La même année l'électricité hydraulique s'est rétrécie à 16 %, l'apparition de l'éolien assurait 3 % de la production, le reste étant assuré par les centrales à gaz et à pétrole. En 2007 le Maroc avait lancé un programme afin d'installer 2 000 MW de moyen de production d'électricité solaire, et 2 000 MW d'éolien pour atteindre 42 % d'énergie renouvelable en 2020. Afin d'optimiser son réseau de distribution l'ONE projette de déployer la technologie des smart grid. L'ONE est en cours de déploiement d'une nouvelle solution de l'ERP allemand SAP afin d'optimiser les coûts de gestion de sa clientèle. En milieu rural, afin d'éviter les impayés et les frais de justice l'ONE a mis en place un modèle de compteur électrique fonctionnant avec une carte à puce prépayée. C'est le même modèle que ce dernier utilise dans quelques pays d'Afrique subsaharienne et qui donne entièrement satisfaction dans la mesure où cela évite les soupçons de fraudes et de raccordements sauvages de la part des voisins.
Du fait de sa position stratégique le Maroc joue un rôle primordial dans les plans d'interconnexions électriques. Il relie à ce jour le continent africain à l'Europe par deux câbles à haute tension sous le détroit de Gibraltar. À terme le Maroc projette de rajouter une troisième interconnexion avec l'Espagne et une nouvelle interconnexion de 1 000 MW avec le Portugal. D'autre part, à long terme le Maroc ambitionne d'exporter son énergie électrique vers l'Afrique subsaharienne via la Mauritanie où l'ONE possède déjà des concessions dans plusieurs pays sur le continent. En effet, depuis la dernière décennie l'ONE investit en Mauritanie, au Sénégal, en Gambie, au Niger, en Libye, au Sierra Leone et au Tchad en participant à la construction des centrales et des réseaux, à l'assistance technique et au transport. En 2006, l'ONE avait décroché des concessions de production de 7 MW à Nouadhibou en Mauritanie, ou encore une production de 15 MW à Freetown, au Sierra Leone. Cette politique de coopération régionale ferait du Maroc un carrefour énergétique entre l'Europe, le Maghreb et l'Afrique subsaharienne.

#### Énergies renouvelables
Le Maroc s'est engagé dans une démarche volontariste en matière de développement de ses ressources renouvelables accompagné par son Ministère de la transiton énergétique et du développement durable.

##### Énergie solaire
Le Maroc dispose d'un potentiel solaire important (environ 3 000 heures d'ensoleillement par an). Le royaume est particulièrement bien doté en termes d'ensoleillement direct (utile pour la technologie CSP - Concentrated Solar Power). Ce potentiel solaire est évalué à 20 000 MW.
À travers le développement de projets solaires multi-technologiques, le Maroc vise à atteindre, à l'horizon 2020, un mix électrique dont 14 % est d'origine solaire.
Aussi, ces projets devraient permettre d'éviter l'émission d'au moins 3,7 millions de tCO2.
Le Maroc explore les technologies solaires les plus matures pour répondre aux besoins de consommation électrique du pays et aux spécificités de chaque site solaire.
Jusqu'en 2018, le royaume a recours aux deux principales technologies solaires : le CSP (Concentrated Solar Power) et le PV (photovoltaïque).
La solution hybride CSP-PV retenue par Masen pour la centrale Noor Midelt I a permis, en 2019, de réduire considérablement le prix du kilowatt-heure.
Plusieurs autres sous-technologies solaires sont testées au niveau de la plateforme R&D de Ouarzazate : notamment la technologie du photovoltaïque concentré (CPV), la technologie Fresnel, ou encore le démonstrateur CSP dish stiring.
Fin 2019, on compte au Maroc 700 MW installés dans le solaire et pas moins de 2 700 MW engagés.
État des lieux des projets solaires fin 2019 :
|                         | Projets solaires | Capacité installée |
| Projets en exploitation | Noor Ouarzazate | 582 MW             |
| Projets en exploitation | Noor Laâyoune I | 85 MW              |
| Projets en exploitation | Noor Boujdour I | 20 MW              |
| Projets en exploitation | Ain Beni Mathar | 20 MW              |
| Projets engagés         | Noor Midelt I | 800 MW             |
| Projets engagés         | Noor Midelt II | 400 à 800 MW       |
| Projets engagés         | Noor Tafilalet (à travers 3 centrales prévues à Arfoud 40 MW, Zagoura 40 MW et Missour 40 MW)                                                     | 120 MW             |
| Projets engagés         | Noor PV II (à travers les 9 centrales prévues à Laâyoune, Boujdour, Taroudant, Kelaa Sraghna, Khouribga, Lhajeb, Guercif, Sidi Bennour et Jerada) | 800 MW             |
|                         | Noor Atlas (à travers 7 centrales prévues à Tantan, Tata, Outat El Haj, Ain Beni Mathar, Boudnib, Bouanane, Enjil)                                | 200 MW             |

##### Énergie éolienne

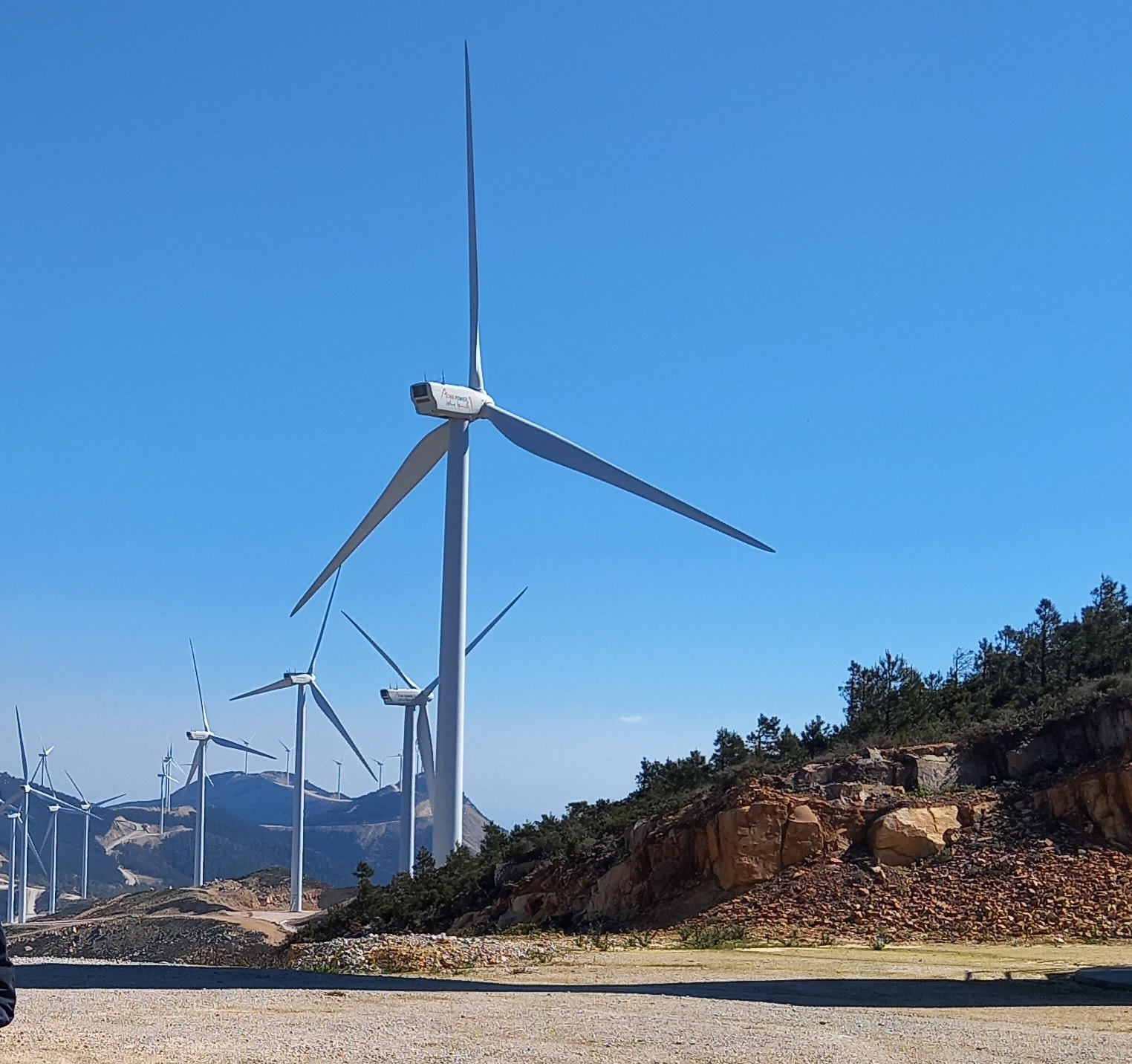
Parc éolien Khalladi.

Au Maroc, le potentiel éolien est évalué à 25 000 MW pour l'onshore et 250 000 MW pour l'offshore.
Dans le cadre du plan éolien lancé en 2010, le Maroc à travers le développement de projets éoliens répartis aux quatre coins du pays vise à atteindre, à l'horizon 2020, un mix électrique dont 14 % est d'origine éolienne.
L'éolien onshore (technologie qui consiste à installer les éoliennes sur une terre ferme pour convertir la force motrice du vent en électricité) est la technologie utilisée par les projets éoliens marocains.
Fin 2019, le Maroc dispose d'une capacité installée de 1 207 MW et d'une capacité engagée de 1 320 MW.
État des lieux des projets éoliens fin 2019 :
|                         | Projets éoliens | Capacité installée |
| Projets en exploitation | Abdelkhalek Torres (Koudia El Baida)                                                                               | 50 MW              |
| Projets en exploitation | Amougdoul (Essaouira)                                                                                              | 60 MW              |
| Projets en exploitation | Tanger I | 140 MW             |
| Projets en exploitation | Tarfaya | 300 MW             |
| Projets en exploitation | Projets privés *: Akhfenir I & II, Foum Al Oued, Haouma, Aftissat, Jbal Khalladi, Cimar, Lafarge                   | 657 MW             |
| Projets engagés         | Koudia El Baida (projet de Repowering)                                                                             | 120 MW             |
| Projets engagés         | Programme éolien intégré (PEI) : Jbel Hdid 200 MW, Tiskrad 100 MW, Tanger II 70 MW, Midelt 180 MW, Boujdour 300 MW | 850 MW             |
| Projets engagés         | Aftissat II* | 200 MW             |
| Projets engagés         | Projet éolien intégré Taza I et II                                                                                 | 150 MW             |

*Ces projets s'inscrivent dans le cadre de la loi 13-09 adoptée depuis 2010.
Pour faire monter en compétence les entreprises locales, et faire du Plan éolien un levier durable de développement industriel, le Maroc favorise l'intégration industrielle des projets éoliens. Le PEI 850 MW (Projet éolien intégré) est de ce point de vue un cas d'intégration industrielle réussi (65 % pour la phase de construction) permettant par ailleurs la création de plus de 600 emplois directs.

##### Énergie hydraulique

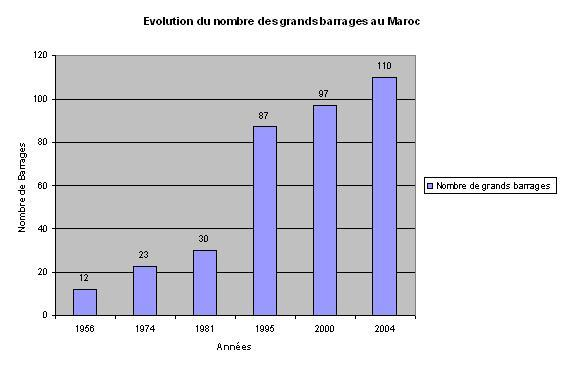
Évolution du nombre de grands barrages au Maroc.

Dès les années 1960, le Maroc se lance dans une politique des barrages qui intègre la production d'électricité propre.
148 barrages ont été édifiés, dont plus de 24 hydroélectriques et 1 STEP.
À travers le développement de projets hydrauliques, le Maroc vise à atteindre, à l'horizon 2020, un mix électrique dont 14 % est d'origine hydraulique.
Le Maroc a recours à deux technologies de production d'électricité d'origine hydraulique :
- La technologie « à réservoir » qui permet le stockage pendant de longues périodes particulièrement utile pour répondre au pic de consommation ;
- La technologie « STEP » (Station de Transfert d'Énergie par Pompage), est une technologie efficace de stockage qui contribue à maintenir l'équilibre entre production et consommation sur le réseau électrique.

Fin 2019, le Maroc dispose d'une capacité installée de près de 1 770 MW d'origine hydraulique.
Par ailleurs une STEP de 350 MW est en cours de construction.

|                         | Projets hydrauliques      | Capacité installée |
| Projets en exploitation | Barrages hydroélectriques | 1 305 MW           |
| Projets en exploitation | STEP avec stockage        | 464 MW             |
| Projets en construction | STEP Abdelmoumen          | 350 MW             |

#### Accès à l'eau et à l'électricité

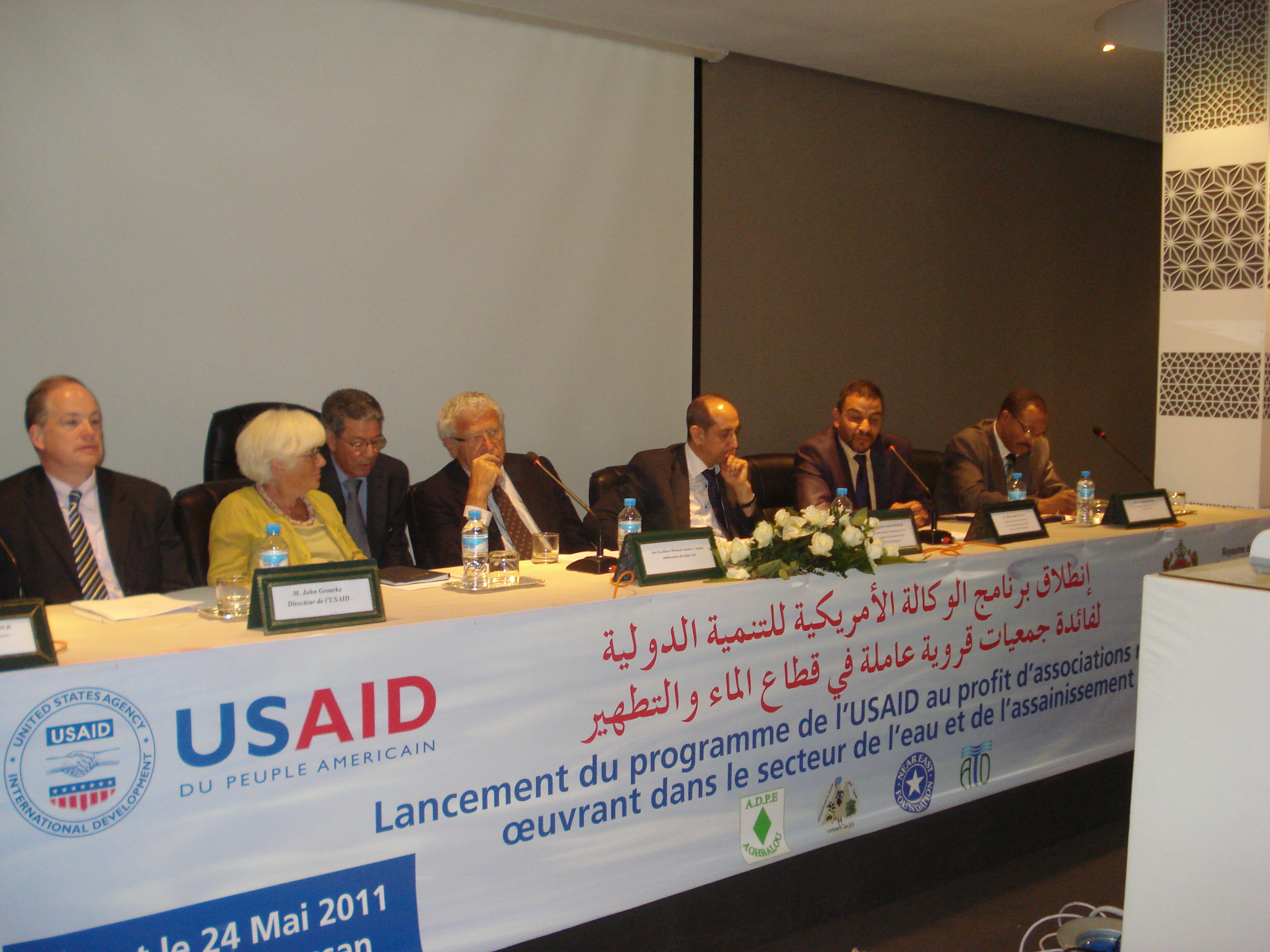
Nouveau projet américain de l'USAID permettant à des associations humanitaires d'aider le Maroc rural à bénéficier de subventions pour l'accès à l'eau potable et l'assainissement (2011).

Au Maroc l'ensemble des habitants en milieu urbain sont raccordés aux commodités, et il n'existe pas de raccordements sauvages ni de coupures intempestives d'électricité ou d'eau courante, contrairement à une grande partie des pays africains, y compris au Nigeria, Afrique du Sud, Algérie ou Égypte [réf. nécessaire], où les coupures d'eau et d'électricité sont assez fréquentes. L'accès à l'eau potable, à l'électricité et, dans une moindre mesure, à l'assainissement, a augmenté de manière significative au Maroc depuis 1990.
Concernant l'électricité, il existe toujours un seul distributeur pour les particuliers. La loi a été amendée pour permettre la libéralisation du marché, néanmoins, seulement quelques grandes entreprises ont demandé une licence pour produire leur propre électricité, souvent éolienne. La nouvelle loi oblige l'Office National d'Électricité (ONE) à acheter l'électricité d'opérateurs privés produisant de l'électricité non issue d'énergies fossiles. À l'heure actuelle, le plus grand fournisseur d'électricité de ce type est l'entreprise Nareva.
En outre, concernant la distribution d'eau potable, plusieurs communes ont lancé un appel d'offres et ont délégué ce service à des opérateurs privés, notamment à Casablanca, Mohammédia, Rabat, Salé, Témara, Bouznika, Tanger, Tétouan…, tandis qu'elle est encore assurée par des régies municipales dans 13 autres villes, et par l'Office national de l'électricité et de l'eau potable (ONEP) dans 500 communes intermédiaires et rurales.
Le pays connait depuis 2015 des mouvements sociaux liés à l'eau, d'abord à Tanger, puis dans le Rif en 2017 et à Zagora en 2018. En 2019 encore, de nouvelles manifestations ont eu lieu dans la région de Tanger. Les coupures de plusieurs semaines ne sont pas rares. Le système de gestion de l'eau marocain est jugé complexe et hybride : distribution privatisée à Casablanca ou à Tanger, publique à Marrakech ou dans le Sud, où les entreprises mandatées ne respectent pas toujours le cahier des charges. Pour l'économiste Nejib Akesbi, « les entreprises étrangères qui ont obtenu des concessions n'ont apporté aucune valeur ajoutée ni expertise en comparaison de ce qu'offraient déjà les opérateurs publics marocains ». Surtout, le Maroc subit une inquiétante crise environnementale. « La situation de pénurie hydrique au Maroc est alarmante puisque ses ressources en eau sont évaluées à moins de 650 m3/habitant/an, contre 2 500 m3 en 1960, et devraient baisser en deçà de 500 m3 à l'horizon de 2030 » relève le Conseil économique social et environnemental (CESE) en appelant le gouvernement à « entreprendre des mesures urgentes ».
Si la quasi-totalité des urbains sont rattachés à un réseau d'eau potable, cette proportion tombe à 64 % dans les zones rurales.

## Santé et enseignement
Le système de santé marocain est composé d'un secteur public et d'un secteur privé (incluant des prestataires à but lucratif et non lucratif). Le secteur public comprend 2 689 centres de soins de santé primaires et 144 hôpitaux à différents niveaux : local, provincial, régional et tertiaire. Le nombre total de lits hospitalier est de 22 146. Le secteur privé est composé de 6 763 cabinets privés et de 439 cliniques, concentrées dans les zones urbaines et dans le nord de la côte Atlantique. Le Maroc a fait des progrès significatifs dans la réduction de la prévalence des maladies infectieuses, et a éradiqué la polio, le paludisme, grâce à une variété de programmes de sensibilisation sur la façon de traiter et de prévenir les maladies transmissibles, en plus des campagnes de vaccination élargies et de l'introduction de nouveaux médicaments sur le marché. Bien que largement sous contrôle, des maladies telles que l'hépatite sont encore répandues et des efforts sont en cours pour réduire le nombre de patients affectés.
Les maladies non transmissibles constituent une priorité encore plus grande pour le secteur. Selon une étude récente menée par le ministère de la Santé (MS), les maladies non transmissibles sont à l'origine de 75 % des décès, comme les maladies cardiovasculaires (34 %), le diabète (12 %) et le cancer (11 %).
Le budget du Ministère de la Santé représente 6,9% du budget de l'État en 2021 soit moins que la norme de 10 % recommandée par l'OMS. En 2021, plus de 60 % des dépenses de santé sont payées directement par les familles marocaines, de plus il reste perfectible notamment en milieu rural.
Au niveau de la scolarité, le Maroc a consenti d'importants efforts pour généraliser I'accès au primaire. Un taux de déperdition important est enregistré d'un cycle à l'autre ramenant la moyenne nationale de scolarisation à 87,6 % au collège et a 61,1 % au lycée. L'enseignement scolaire au Maroc est obligatoire pour les enfants âgés de 6 à 15 ans depuis 1963. Depuis 1989, la langue d'enseignement dans les écoles est l'arabe. Depuis 2015, certaines écoles primaires ont commencé à offrir un enseignement en tamazight. L'enseignement primaire dure 6 ans pour les enfants de 6 à 12 ans et se termine par le certificat d'études primaires. L'enseignement secondaire de trois ans, appelé enseignement secondaire collégial, est offert aux enfants de 13 à 15 ans. Cette phase se termine par l'attribution du brevet d'enseignement collégial. Le programme de développement et de généralisation du préscolaire a été lancé en 2018, avec pour objectif d'atteindre 100 % de taux de scolarisation en 2028.

## Politique
Le Maroc a pour régime politique une monarchie constitutionnelle dont le souverain actuel est le roi Mohammed VI, de la dynastie alaouite, établie depuis 1666 et l'une des plus anciennes du monde contemporain.
Le Maroc est membre de l'Organisation des Nations unies, de la Ligue arabe, de l'Union du Grand Maghreb, de la Francophonie, de l'Organisation de la coopération islamique, du Groupe des 77, de l'Union pour la Méditerranée et de la Communauté des États sahélo-sahariens.
Le Maroc est le seul pays africain à ne pas faire partie de l'Union africaine jusqu'au 30 janvier 2017 où il finit par la réintégrer. En 1987, le Maroc a tenté, sans succès, d'adhérer à la CEE, et s'est vu octroyer en 2008 un « statut avancé » auprès de l'UE. Le 15 mai 2009, il a rejoint le Centre Nord-Sud du Conseil de l'Europe. En juin 2004, le Maroc est désigné en tant qu'allié majeur non-membre de l'OTAN par les États-Unis.
Selon l'historien Bernard Lugan, c'est entre autres l'attrait des richesses provenant du commerce du Sud (Sahara) vers le Nord (l'Occident) qui va attirer les convoitises de diverses tribus avec pour ville carrefour Marrakech qui deviendra naturellement la capitale de diverses dynasties, en particulier celles venant du Sud (Almoravides, Almohades, Saadiens) ; toute l'histoire du Maroc (des Idrissides aux Alaouites) est ainsi marquée par le commerce des richesses du Sud vers le Nord. L'histoire du Maroc fut partiellement marquée par des liens commerciaux avec le Sahara.

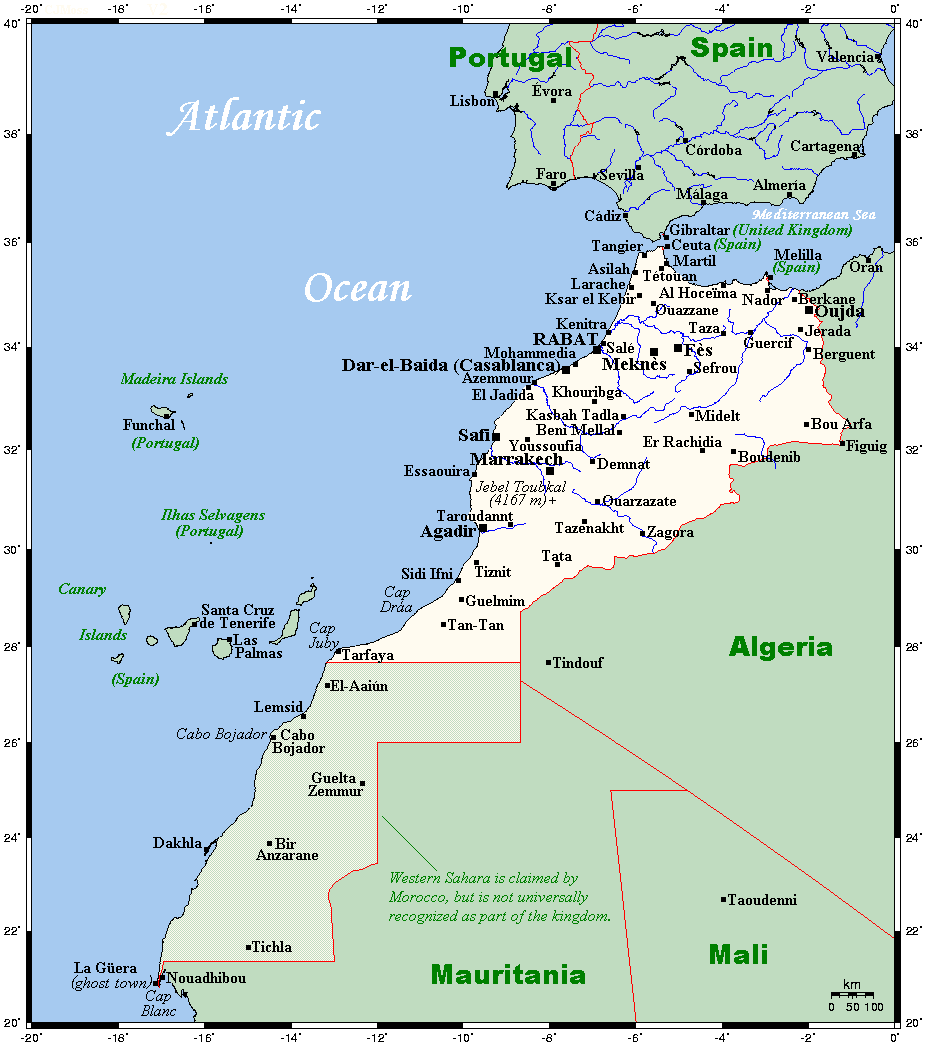
Carte des principales localités du Maroc incluant le Sahara occidental contesté.

Le Maroc est une monarchie constitutionnelle. Sa constitution est celle proposée par le roi Mohammed VI et votée par référendum en 2011, augmentant les pouvoirs du parlement bien que ceux-ci restent toujours limités sur certains points.
La première constitution a été promulguée par Hassan II en 1962. Elle avait été modifiée et enrichie en 1970, 1972, 1992 et 1996.
En effet, l'essentiel du pouvoir est concentré entre les mains du roi, monarque héréditaire. Actuellement, le pouvoir exécutif est exercé par le gouvernement sous la direction du roi. Le pouvoir législatif, bicaméral, est exercé par la Chambre des représentants composée de 395 membres élus tous les cinq ans au suffrage universel, et la Chambre des conseillers qui comprend entre 90 et 120 membres renouvelés par tiers tous les trois ans, ainsi que par le roi qui peut légiférer par décret[réf. nécessaire].
La justice est le troisième pouvoir. Ce pouvoir est en forte mutation depuis quelques années, grâce à la création de nouvelles juridictions spécialisées (tribunaux administratifs, tribunaux de commerce).
À l'international, le roi Mohammed VI s'est construit au cours de son règne, rappelle la chercheuse en relations internationales Khadija Mohsen-Finan, « une image de meilleur allié de l'Occident dans le monde arabe. Sa coopération est jugée précieuse, puisqu'il surveille le détroit de Gibraltar, autorise le survol de son territoire en cas de guerre, et joue un rôle important dans la gestion des flux migratoires, en empêchant l'immigration africaine de passer en Europe. »

### Droits de l'homme
Le Maroc a fait des progrès considérables depuis la fin des « années de plomb » du règne du roi Hassan II (1961-1999). Néanmoins, malgré la modernisation apportée par son fils le roi Mohammed VI, le respect du droit international sur ce point n'est pas encore complet. En 2011, une nouvelle constitution, approuvée par référendum, réserve une place importante aux droits de l'homme, tant politiques, sociaux, économiques que civils. Malgré cette nouvelle constitution, les gouvernements n'ont depuis pas procédé à la mise en place législative de l'abrogation des lois sanctionnant ces droits, devenues inconstitutionnelles. Sous l'impulsion du ministre de la Justice et des Libertés El Mostafa Ramid en 2015, un projet de Code pénal aggravant les sanctions est retiré en 2016 sous la pression populaire.
En 2019, l'Association marocaine des droits humains déplore une « escalade des violations des droits humains et des libertés publiques et individuelles » au Maroc, l'État « se soustrayant à ses engagements internationaux et ignorant recommandations et rapports » sur le sujet. L'ONG fait notamment état « d'actes de torture ou de traitements cruels ou dégradants » en détention, en particulier à la suite du mouvement de protestation Hirak. En 2018, l'ONG souligne déjà l'augmentation du nombre de prisonniers politiques dans le royaume.
En juin 2022, environ 2 000 migrants et réfugiés d'Afrique subsaharienne tentent de rejoindre l'Espagne depuis le Maroc par la frontière de Melilla, résultant dans la mort d'au moins 37 personnes et la disparition d'au moins 76 autres.

#### Droit des femmes
Depuis l'accession au trône de Mohammed VI, des réformes sur la condition de la femme ont été adoptées. À la suite des luttes du mouvement féminin et du mouvement démocratique et malgré la farouche résistance opposée par le mouvement intégriste et les conservateurs, le roi Mohammed VI a joué un rôle d'arbitre en sa qualité de commandeur des croyants qui lui est conféré par la constitution marocaine. Il constitua une commission consultative royale chargée de répondre aux attentes des militantes féministes qui avaient dénoncé toutes les injustices endurées par les femmes marocaines. Après des concertations de plus de trente mois avec toutes les parties concernées, le roi a tranché en présentant devant le parlement, le 10 octobre 2003, le nouveau projet de code de la famille, appelé Moudawana, discuté, amendé et adopté à l'unanimité par toutes les forces représentées au parlement en janvier 2004.
Le nouveau code de la famille est fondé sur l'égalité entre les sexes et abolit la tutelle exercée sur les femmes. La notion de « chef de famille » est abolie et remplacée par la coresponsabilité entre les époux.
Le mariage d'une jeune femme n'était possible qu'en présence de son père en tant que tuteur, seules les filles ayant perdu leur père pouvaient se marier sans tutelle. Désormais, une femme peut se marier en toute liberté, que son père soit vivant ou décédé. L'âge légal de mariage pour la jeune femme a été revu à la hausse : il est maintenant de dix-huit ans pour les filles et les garçons au lieu de quinze ans auparavant pour les filles. Enfin, et cela représente une grande avancée, la femme mariée a le droit d'obtenir le divorce de son mari sans être obligée comme c'était le cas auparavant de fournir des preuves et des témoignages pour justifier les raisons de sa demande.
En 2006, un nouveau chapitre ajouté au code de la Famille rend possible pour la mère marocaine de transmettre la nationalité marocaine de plein droit et automatiquement à ses enfants nés de père étranger, dans le cadre d'un mariage.
Le mariage de la Marocaine musulmane n'est légal qu'avec un époux musulman, et un Marocain musulman ne peut se marier avec une non-musulmane, sauf si sa religion est monothéiste.
Les Marocains de confession juive sont soumis aux règles du statut personnel hébraïque marocain.

##### Analphabétisme
En 2010, le pays compte un taux d'analphabétisme à l'échelle nationale de 30 % plus élevé chez les femmes et en milieu rural. Le taux d'activité s'élève à 86,9 % chez les hommes contre 47,9 % chez les femmes.

##### Agressions sexuelles
En dépit de ces progrès législatifs, les agressions sexuelles envers les femmes seraient selon le quotidien Le Monde de plus en plus fréquentes et resteraient impunies. Dans ce climat de violence, le port du voile deviendrait un moyen pour se protéger des agressions. Le journal avance que ces agressions sont la plupart du temps ignorées par les autorités.

### Organisations internationales et régionales
Le Maroc est membre fondateur de l'Organisation de l'unité africaine (OUA devenue Union africaine) mais s'en est retiré en 1984 pour protester contre l'admission de la « République arabe sahraouie démocratique » ; et du comité Al Qods dont la présidence est assurée par le roi marocain. L'organisation décide de réintégrer le Maroc le 30 janvier 2017.
À l'échelle régionale, le Maroc est également membre de l'Union du Maghreb arabe, qui réunit au sein d'une même entité régionale les pays du Maghreb tel qu'on le conçoit traditionnellement (Maroc, Algérie et Tunisie) ainsi que la Libye et la Mauritanie. Fondée à Marrakech en 1989, l'Union du Maghreb arabe a dû revoir au fil des années ses ambitions à la baisse au vu des dissensions persistantes qui existent entre les deux principales puissances régionales, à savoir le royaume du Maroc et l'Algérie. Le siège actuel de l'organisation se trouve à Rabat.
Le Maroc est également membre de l'Union pour la Méditerranée, fondée à Paris le 13 juillet 2008. Le royaume a en outre fait savoir dans un premier temps qu'il comptait abriter le siège de l'UPM. Rabat (ou Tanger pour certains) est donc en lice aux côtés de La Valette, Marseille, Barcelone et Tunis.
Il fait aussi partie de différentes organisations internationales, dont la Banque africaine de développement, l'Organisation des Nations unies, l'Organisation internationale de la francophonie, l'Organisation mondiale de la santé, l'Organisation mondiale du commerce et entretient des liens étroits avec l'OCDE et l'OTAN.

### Rangs internationaux
L'indice de développement humain du Maroc en 2024 (0,698, catégorie « moyen ») le classe à la 120e place sur 193.
Le Mercredi 7 Mai 2025,  Le Programme des Nations Unies pour le développement (PNUD) a publié son Rapport mondial sur le développement humain 2025. Dans ce nouveau rapport, le Maroc se distingue par une avancée majeure en matière de développement humain : si le Royaume maintient la 120ᵉ position sur 193 dans le classement mondial pour la deuxième année consécutive, le dépassement du seuil de 0,700 lui permet, pour la première fois, d’intégrer la catégorie des pays à développement humain élevé, selon les critères du PNUD. Il est à noter qu’entre 1990 et 2023, l’Indice de Développement Humain (IDH) du Maroc est passé de 0,456 à 0,710, soit une progression remarquable de 55,7 %. Cette trajectoire ascendante reflète des améliorations continues dans les variables clés du HDI (espérance de vie, niveau d’éducation, et PIB per capita),,,.
Standard & Poor's (S&P) a revu à la hausse la cote financière du Maroc en haussant la note de sa dette de BB à BB+ en 2005. Depuis le 23 mars 2010, Standard & Poor's a rehaussé la note du Maroc du crédit souverain de la dette à long terme en devises de « BB+ » à « BBB- » et de la dette en monnaie locale à long terme de « BBB » à « BBB+ » avec des perspectives stables. Attribuant ainsi au Maroc la note « Investment grade », alors que Fitch Ratings a attribué le 19 avril 2007 l'Investment grade au royaume du Maroc. Selon cette agence, la cote attribuée au Maroc reflète les progrès remarquables accomplis aussi bien sur le plan politique, économique que social au cours des dernières années, ce qui s'est traduit par des améliorations sensibles du niveau de vie.
Dans le contexte régional et conjoncturel, plusieurs pays africains sont d'un écosystème économique tellement fragile qu'ils ne sont notés par aucun des trois cabinets de notation. Cependant, la Coface permet d'avoir une estimation de risque concernant tous les pays du continent africain. Le 19 juin 2015, la Coface établit la notation A4/A4 à perspective stable concernant le Maroc, une notation à nouveau confirmée en janvier 2016. Sur la même période, la Coface place sous surveillance négative les deux derniers pays du top 10 des économies africaines à avoir été noté A4 en risque pays, avant de les rétrograder à B en janvier 2016 en pleine dégringolade du cours des matières premières.
En 2023, le Maroc est 120e sur 191 pays au classement mondial de l'indice de développement humain (IDH), derrière l'Algérie (96e) et la Tunisie (105e).
De plus, Le Maroc se distingue parmi les pays africains en matière de fourniture de services publics, selon le dernier rapport de la Banque africaine de développement (BAD) sur le Public Service Delivery Index (PSDI), affichant un score de 55,22, dépassant la moyenne continentale (45,39) ainsi que celle de l’Afrique du Nord (50,55). De même, Le PSDI évalue la capacité des systèmes publics à promouvoir un développement inclusif en renforçant les opportunités, les choix et les capacités tant des citoyens que des institutions. Le rapport souligne que le Maroc enregistre ses meilleures performances dans la dimension de l’inclusion socioéconomique, avec un indice de 63,30. Viennent ensuite les domaines de l’industrialisation (57,5), de l’énergie et de l’électricité (55,87), de l’intégration régionale (50,95) et de la souveraineté alimentaire (49,56),,,. 
| Pays                                                     | Risque pays | Environnement des affaires |
| -------------------------------------------------------- | ----------- | -------------------------- |
| Maroc                                                    | B           | A4                         |
| Afrique du Sud                                           | C           | A4                         |
| Égypte                                                   | C           | B                          |
| Tunisie                                                  | C           | B                          |
| Algérie                                                  | C           | C                          |
| Nigeria                                                  | D           | D                          |
| Libye                                                    | E           | E                          |
| Zimbabwe                                                 | E           | E                          |
| (1) Pays rétrogradés de A4 à B depuis le 26 janvier 2016 |             |                            |

### Défis de l'indépendance à l'époque moderne

#### Intégrité territoriale

Espace géographique communément revendiqué par les tenants de la thèse du Grand Maroc.

Les différends territoriaux entre le Maroc et deux de ses voisins, l'Algérie et l'Espagne, sont nombreux et sont le résultat direct de la décolonisation franco-espagnole[réf. nécessaire]. Le Maroc revendique et contrôle majoritairement le Sahara occidental, mais sa souveraineté sur ce territoire n'est pas reconnue internationalement. Il y est confronté à un mouvement indépendantiste, le Front Polisario, soutenu par l'Algérie du fait de son propre héritage révolutionnaire.

Étapes de construction du mur des sables.

Le Maroc compte comme soutien la quasi-totalité des pays membres de la Ligue Arabe ainsi qu'une grande partie de l'Afrique subsaharienne,, d'autres soutiennent les revendications du Polisario mais plusieurs de ces derniers commencent à revoir leur position, à l'image de l'Éthiopie qui auparavant était un fervant soutien de la RASD, cependant la plupart ne prennent pas parti,,.
Le Maroc réclame toutes les positions espagnoles sur ses côtes nord : Ceuta, Melilla, les îles Chafarinas, l'île Alborán, l'Îlot Persil et le rocher Vélez de la Gomera. Des tensions naissent également entre l'Espagne et le Maroc quant à la fixation des limites des eaux par le Maroc. Ce dernier considérant le Sahara occidental comme légitimement marocain, il fixe les limites aquatiques selon cette idée et étend sa zone exclusive économique (ZEE) plus au sud,.

#### Terrorisme
Le Maroc est confronté depuis plusieurs années au terrorisme islamiste, malgré une présence accrue des autorités sur le terrain de la lutte antiterroriste : l'une des principales cellules islamistes est le Groupe islamique des combattants marocains (GICM).
Les attentats de Casablanca du 16 mai 2003, qui visent en particulier la communauté juive (un centre social, un cimetière et une pizzeria casher) font 45 morts et une centaine de blessés. Fin décembre 2006, deux islamistes marocains sont condamnés à mort par le tribunal antiterroriste de Salé pour « préparation d'actes terroristes au Maroc ».
En 2007, plusieurs attentats-suicides touchent Casablanca, dans un cybercafé le 11 mars à Sidi Moumen et trois autres dans le quartier El Farah le 10 avril. Deux policiers sont blessés lors de la deuxième explosion, un succombe à ses blessures lors de son transfert à l'hôpital, l'autre a des blessures moins lourdes et survit.
Le samedi 14 avril 2007, un terroriste s'est fait exploser devant le Centre américain de langue, alors qu'un autre s'est fait exploser quelques secondes après à une centaine de mètres de lui. Ces explosions n'ont fait aucun mort sauf les kamikazes eux-mêmes. La police a réussi dans la journée à arrêter le chef de la cellule terroriste ainsi que son adjoint, et a pu localiser leur laboratoire où ils fabriquaient les explosifs.
Les attentats de 2007 ont été perpétrés à l'aide d'explosifs artisanaux de très faible puissance. Aucun lien entre ces derniers attentats et le terrorisme islamiste international n'a pu être établi de façon certaine, contrairement aux attentats de 2003.
Le jeudi 28 avril 2011, au centre de Marrakech, a lieu un attentat dans le café Argana tuant 17 personnes dont plusieurs touristes.
Le dimanche 11 janvier 2015, au lendemain des attentats perpétrés en France par des islamistes radicaux, le Maroc a dépêché son ministre des Affaires étrangères et de la Coopération Salaheddine Mezouar pour représenter le royaume. Le ministre marocain a été le seul à poser des conditions basées sur des considérations religieuses à sa participation à la marche multiconfessionnelle pour dénoncer les attentats. Le Maroc a été le seul pays représenté officiellement à ne pas participer à la marche de solidarité,.

## Démographie

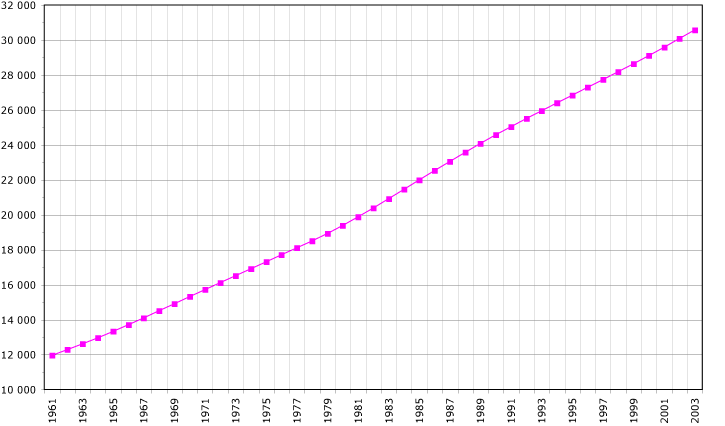
Évolution de la démographie entre 1961 et 2003 (chiffres de la FAO, 2005). Populations données en milliers d'habitants.

D'après le recensement de la population légale de 2014, le Maroc comptait alors environ 33,84 millions d'habitants, dont 86 206 étrangers.
Le pays a connu tout au long du XXe siècle une forte croissance démographique qui a multiplié par 6 sa population depuis 1912. Durant la même période, la proportion de citadins a augmenté constamment atteignant 55 % en 2005 : le pays compte aujourd'hui une trentaine de villes de plus de 100 000 habitants (alors qu'il n'en existait aucune un siècle auparavant) ; trois agglomérations comptent plus d'un million d'habitants : Casablanca, Rabat-Salé et Fès.
Le Maroc est un des premiers pays d'Afrique après la Tunisie et l'Algérie à avoir entamé sa transition démographique : l'indice de fécondité synthétique a chuté de 7,2 à 2,5 entre 1962 et 2004. En 2023, il est de 2,05, c'est-à-dire en deçà du seuil de remplacement (2,1).
| Année              | 1912 | 1936 | 1952 | 1960 | 1971 | 1982 | 1994 | 2004 | 2014   |
| ------------------ | ---- | ---- | ---- | ---- | ---- | ---- | ---- | ---- | ------ |
| Population totale  | 5    | 7    | 9,1  | 11,6 | 15,4 | 20,4 | 26,1 | 29,9 | 33,8   |
| Population urbaine | 0,4  | 1,4  | 2,4  | 3,4  | 5,4  | 8,7  | 13,4 | 16,5 | 20,4   |
| Pourcentage        | 8 %  | 20 % | 26 % | 29 % | 35 % | 43 % | 51 % | 55 % | 60,3 % |
| Source 2005        |      |      |      |      |      |      |      |      |        |

### Ethnies

#### Arabes, Berbères et Noirs
La population marocaine est principalement de souche berbère (berbérophones et Berbères arabisés), arabe et juive. Les principales ethnies berbères sont les Chleuhs, les Rifains et les Zayanes. Une partie des arabophones des plaines atlantiques et du Sahara descend des Banu Hilal et des Banu Maqil venus sous le règne des Almohades et des Mérinides. La traite des Noirs, probablement présente dès le VIIe siècle et qui ne s'achève qu'au début du XXe siècle a également contribué à un certain métissage de la population.
À partir de la fin du XVe siècle et jusqu'au début du XVIIe siècle, le Maroc accueille des populations fuyant la chute d'Al-Andalus : Andalous principalement arabophones, Juifs megorachim et enfin Morisques.
Le XXe siècle voit le bouleversement des structures sociales et démographiques marocaines, marqué par l'exode juif vers Israël, l'Europe et l'Amérique du Nord, les mouvements de migration internes dus à l'exode rural, ainsi que l'installation de communautés européennes à partir de la première moitié du XXe siècle puis africaines subsahariennes à partir du début du XXIe siècle.

#### Turcs, convertis et Jenkanes
On trouve aussi plus rarement des éléments d'origine turque ou kouloughlis, témoins d'échanges historiques entre le Maroc et l'Empire ottoman, et qui sont établis dans certaines villes comme Oujda, Tétouan et Rabat,, et d'autres éléments, d'ascendance européenne, liés à la présence multiséculaire de renégats occidentaux convertis à l'islam (parmi les renégats les plus connus de l'histoire marocaine figurent l'Espagnol Jawdar Pacha, le Néerlandais Murad Reis, l'Anglais Ahmed El Inglizi et la Corse Dawia Franceschini).
Par ailleurs, le Maroc aurait également accueilli une population de Gitans nommés les Jenkanes et probablement apparentés aux Doms.

#### Juifs

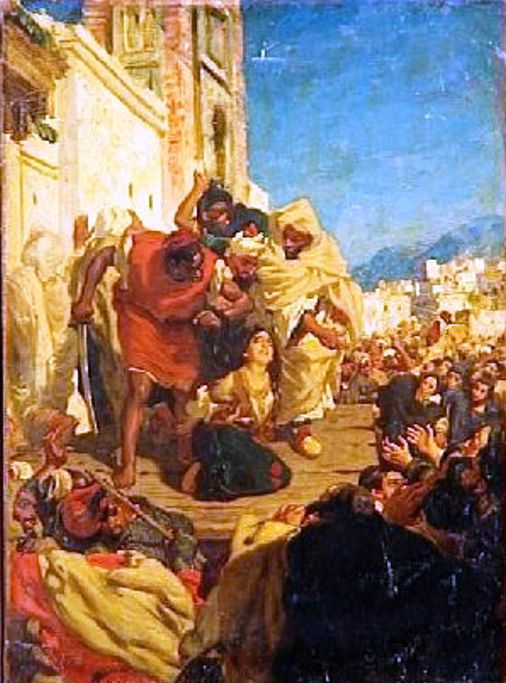
Exécution d'une juive au Maroc (Sol Hachuel) par Dehodencq (1860).

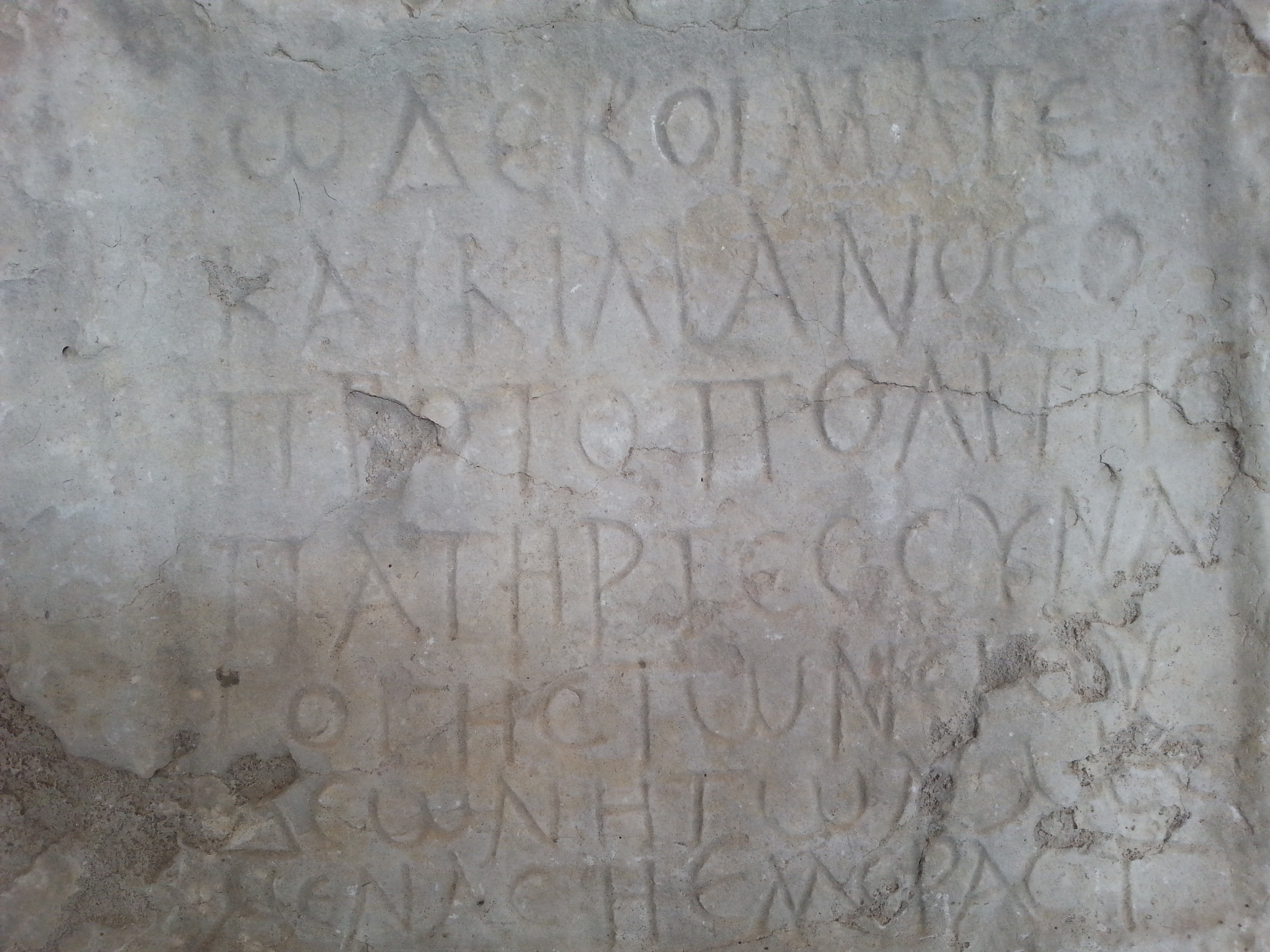
Inscription funéraire au nom en grec de Caecilianus, qualifié de chef de la communauté juive de Volubilis et fondateur sa synagogue (IIIe siècle).

La présence juive au Maroc est attestée dès le IIe siècle av. J.-C.. les Juifs connaissent ensuite la période romaine de la Maurétanie tingitane, la période pré-islamique des Vandales et des Byzantins puis la conquête musulmane du pays,,, pour devenir durant des siècles des sujets tolérés dans leur statut de dhimmis, payant l'impôt de capitation (la djizia) mais subissant toujours une rigueur et une discrimination religieuses et sociales faites de persécutions antijudaïques ou antisémites, selon les historiens, qui humilient, maltraitent, appauvrissent, massacrent ou assimilent de force une grande partie de cette communauté, à coups d'abus de pouvoir et d'arbitraire,. Ainsi, certaines familles fassies descendent de juifs islamisés à l'époque des Almohades et sont nommées les Beldiyin.
Leur condition varie « avec des degrés de gravité plus ou moins différents selon le contexte politique, la conjoncture économique et la localisation géographique » au Maroc.
Traditionnellement, les juifs citadins devaient résider dans des quartiers nommés mellahs et situés dans les villes principales dans le voisinage des palais du sultan et porter des vêtements qui les discriminent.
La communauté juive était généralement bilingue voire polyglotte et employait outre le français (depuis le début du XXe siècle), le dialecte judéo-marocain, le judéo-espagnol local (haketiya), la darija marocaine ou l'une des différentes langues amazighes en fonction de son origine géographique et culturelle (séfarade andalouse avec les Megorachim ou berbère autochtone avec les Tochavim) ; l'hébreu étant alors exclusivement réservé à la liturgie religieuse et à l'étude des textes de la Torah et du Talmud.

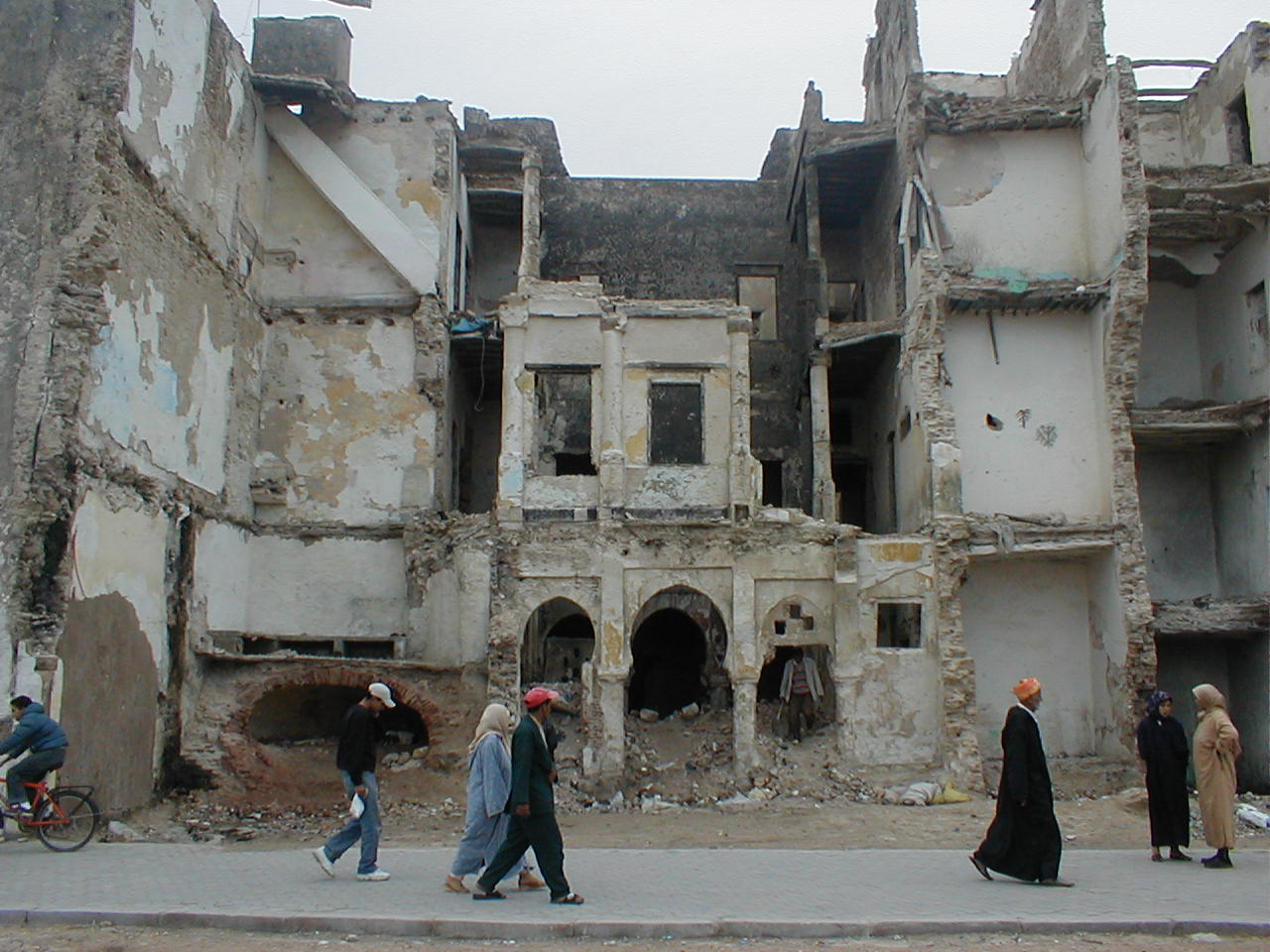
Ruines du mellah de Mogador.

Après la création de l'État d'Israël, suivie des émeutes antijuives de Oujda et Jérada en 1948, celle de Petit-Jean (Sidi Kacem) en 1955 (et malgré les paroles rassurantes de Mohammed V dans son discours du Trône), après les persécutions antijuives des années 1960 par les Oulémas, l'Istiqlal ou le ministre Allal El Fassi,,, et après les différentes guerres israélo-arabes qui suscitent de nouveaux troubles, l'essentiel de la minorité juive marocaine (forte de plus de 350 000 personnes au moment de l'indépendance en 1956),, quitte le pays avec difficulté, en raison de l'opposition des autorités,. De nos jours, il reste moins de 3 000 juifs vivant à Casablanca et dans les grandes villes marocaines mais les petites communautés rurales juives berbérophones (notamment de l'Atlas, la vallée du Draa et l'Anti-Atlas) ont totalement disparu.
Depuis 1997, Casablanca abrite le musée du Judaïsme marocain et depuis 2016, son annexe le musée El Mellah.

#### Étrangers
La plupart des étrangers vivant au Maroc sont des Français, des Algériens et des Espagnols, auxquels s'ajoutent des Africains subsahariens, des Indiens (communauté établie depuis les années 1930), des Chinois et des Syriens réfugiés fuyant la guerre qui ravage leur pays. De plus en plus de retraités européens viennent vivre au Maroc, en particulier à Marrakech et à Agadir.

### Religion

#### Islam

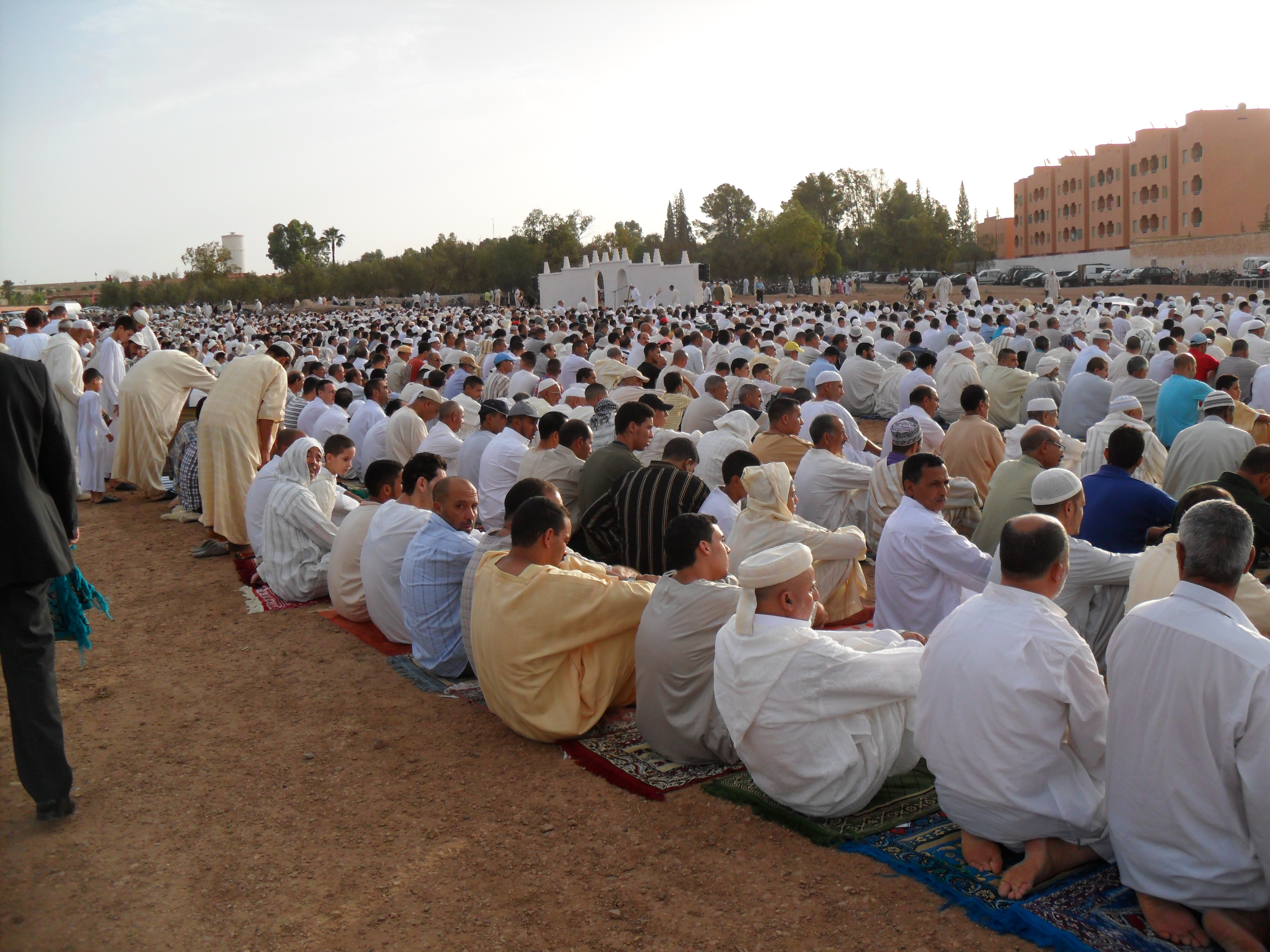
Célébration de l'Aïd el-Fitr au Maroc.

La religion la plus représentée est l'islam, qui regroupe 99,9 % des croyants. L'islam est la religion officielle, mais la coexistence avec les autres religions est effective (la pratique des autres religions révélées est d'ailleurs garantie par la Constitution).
La journée est rythmée par cinq appels à la prière. La vie religieuse suit le calendrier musulman. Il débute en 622, l'année où le prophète Mahomet quitta La Mecque pour s'établir à Médine où il avait beaucoup plus d'adeptes. L'année hégirienne, année lunaire, se compose de douze mois, mais est plus courte que l'année solaire. Le mois de Ramadan et les grandes fêtes religieuses varient par rapport au calendrier grégorien.
La vie civile est régie par le calendrier grégorien. À la différence d'autres pays musulmans, le week-end se compose du samedi et du dimanche. Le vendredi n'est pas férié mais administrations et services publics allongent leur pause-déjeuner pour permettre aux fidèles de se rendre à la prière.

#### Judaïsme, christianisme, bahaïsme

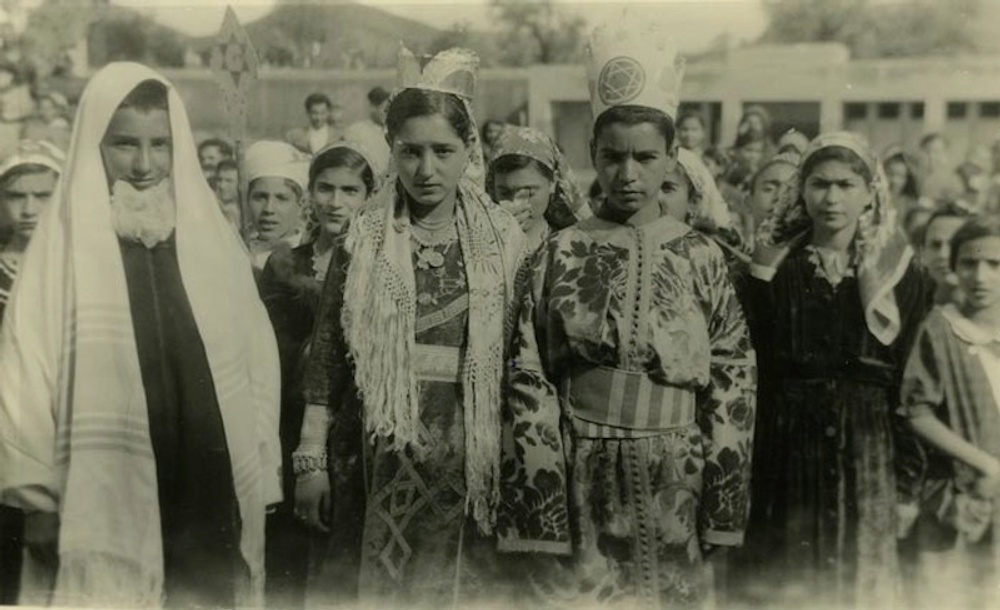
Jeunes juifs lors des festivités de Pourim à Demnate (1955).

Le judaïsme et le christianisme (ce dernier reste principalement représenté par les résidents européens et par un certain nombre de ressortissants subsahariens) suivent avec respectivement 0,01 % et 0,2 % de la population.
Sur les 265 000 Juifs qui vivaient au Maroc il y a une cinquantaine d'années, 35 000 Juifs émigrèrent en Israël avant 1954, 33 000 après 1956 ; la majorité de ceux qui restaient quittèrent le pays lors de la guerre du Kippour (1973), craignant l'antisémitisme ou que le Maroc ne rejoigne ce conflit. Seulement environ 3 000 en 2013, et environ 2 200 en 2017 vivent au Maroc à l'heure actuelle,, où ils sont devenus des citoyens à part entière. En tout, les deux tiers des anciens Juifs marocains se sont expatriés sur le territoire israélien et les autres notamment au Canada, en France voire en Espagne,.

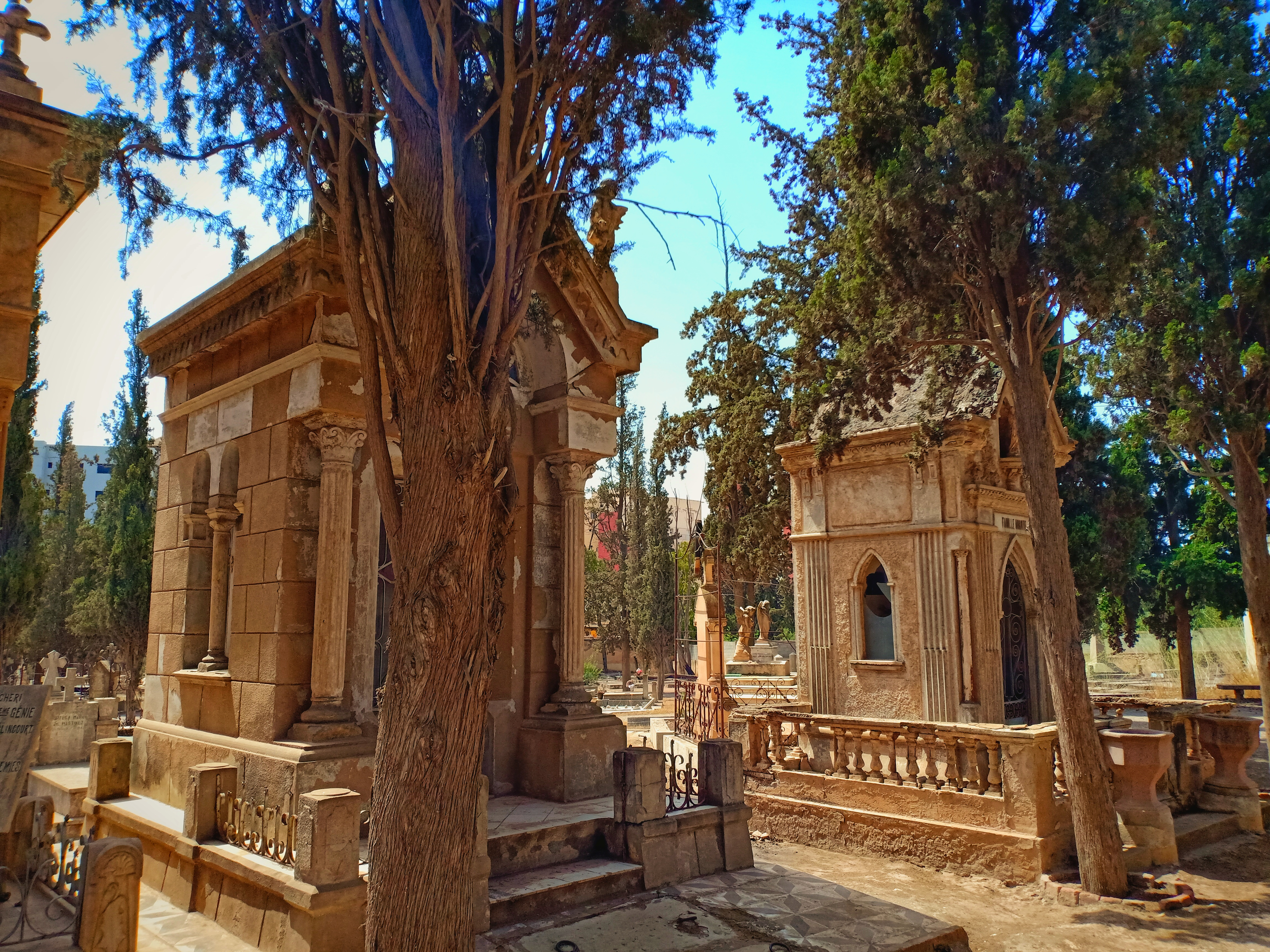
Cimetière chrétien à Oujda.

Divers dirigeants chrétiens locaux estiment qu'entre 2005 et 2010, il y a 5 000 citoyens marocains convertis au christianisme (principalement protestantisme évangélique) qui fréquentent régulièrement les églises de maison et vivent principalement dans le sud. Certains dirigeants chrétiens marocains estiment qu'il pourrait y avoir jusqu'à 8 000 chrétiens dans tout le pays, mais nombre d'entre eux ne se réuniraient pas régulièrement par crainte de la surveillance du gouvernement et de la persécution sociale. Le nombre de Marocains convertis au christianisme (la plupart gardent leur foi secrète pour ne pas être persécutés) est estimé entre 8 000 et 50 000,,,.
La communauté baha'ie, située dans les zones urbaines, compte 350 à 400 personnes.

### Langues
Les langues officielles du Maroc sont le berbère et l'arabe classique qui se décline lui-même en plusieurs dialectes parlés selon les régions, comme les parlers hilaliens dans les plaines occidentales par exemple.
Le pays considère comme autres langues culturelles le français et l'espagnol (au Sahara occidental).

#### Arabe

##### Littéraire
La langue enseignée dans les écoles publiques et employée à l'écrit, dans les discours formels et les médias est l'arabe littéraire.
Elle n'est bien maîtrisée que par la population la plus éduquée.

##### Dialectal
Par un phénomène de diglossie, le dialecte arabe couramment parlé dans la rue et la vie quotidienne est la darija, ou arabe marocain, langue maternelle des Marocains arabophones (environ 60 % de la population) et pratiquée également par les berbérophones dans leur grande majorité (bien que beaucoup d'hommes et de femmes, surtout en milieu rural, ne parlent que le berbère). La darija diffère peu des autres dialectes du Maghreb mais est incompréhensible pour les locuteurs du Machrek, contrairement à l'arabe littéraire qui sert alors de lingua franca.
Le hassanya, dialecte arabe utilisé dans le Sahara et les régions du sud (Guelmim, Assa, Tarfaya, M'Hamid El Ghizlane), est cité lui aussi dans la Constitution, après l'arabe et l'amazighe.

#### Amazighe (berbère)

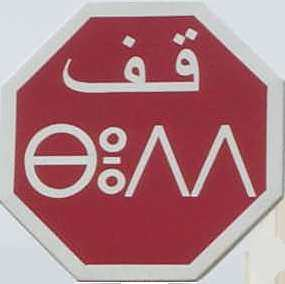
Signalisation routière bilingue à Nador, en tifinagh, apparue le 29 avril 2003.

Environ 40 % de la population parle l'amazighe. La reconnaissance de l'amazighe est une revendication ancienne des mouvements berbères qui s'estiment culturellement opprimés par la politique d'arabisation menée après l'indépendance. Le 17 octobre 2001, le roi Mohammed VI a créé l'Institut royal de la culture amazighe, régi par le dahir royal no 1-01-299 et qui a pour vocation de donner avis « sur les mesures de nature à sauvegarder et à promouvoir la langue et la culture amazighes dans toutes ses formes et expressions ».
Le 1er juillet 2011, la Constitution approuvée par référendum à plus de 98 %, fait de l'amazighe une langue officielle du Maroc, après l'arabe, et institue un Conseil national des langues et de la culture marocaine « chargé notamment de la protection et du développement des langues arabe et amazighe ». Cette mesure, considérée comme une défaite par certains arabophones, ne satisfait pas pleinement les amazighophones qui notent que seul l'arabe, dans la Constitution, bénéficie de la protection et des efforts de développement de la part de l'État.
Étant une langue de tradition principalement orale, la langue berbère présente de nombreuses variantes régionales ou locales dans toute l'Afrique du Nord. Pour ce qui concerne le Maroc, les linguistes ont coutume de distinguer trois principaux parlers, le rifain au Nord, le tachelhit au Sud et le « tamazight du Maroc central », en plus de dialectes parlés par un nombre plus restreint de locuteurs comme le chleuh de Figuig à l'est, le ghomari au nord et le sanhadji de Srayr dans le sud du Rif. Cependant cette classification reste très théorique, la transition entre ces différentes variantes étant progressive ; de plus, les mouvements de population et notamment l'émigration vers les villes modifient la répartition traditionnelle.
L'amazighe développé par l'IRCAM se veut une langue commune à toutes les régions du royaume, empruntant un peu à tous les dialectes et réinventant l'alphabet tifinagh, au risque de créer un sabir incompréhensible pour tous.

#### Français

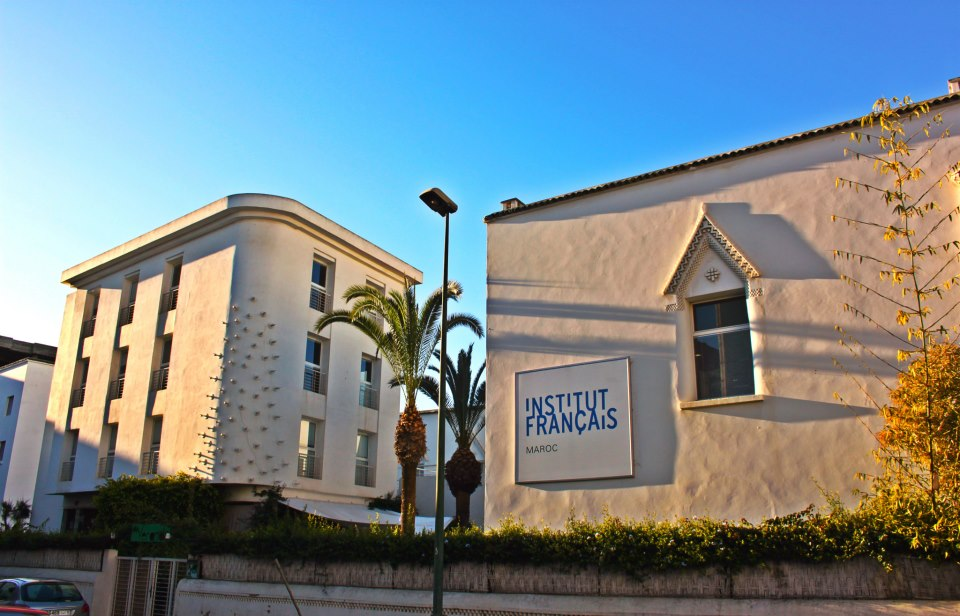
Institut français de Rabat.

Le français est la langue de l'économie, des études supérieures scientifiques et techniques, et la langue de travail de plusieurs ministères. Il est enseigné dans les écoles primaires, collèges et lycées, dans toutes les universités et dans les écoles supérieures. Le français intervient également de facto comme langue administrative à côté de l'arabe. La forte persistance du français dans la vie administrative est en partie due au règne du roi Hassan II (1961-1999), monarque notoirement connu pour sa maîtrise de cette langue et ayant effectué l'intégralité de ses études en France.
L'enseignement dans les écoles publiques ayant été arabisé puis islamisé dans les années 1980, les familles issues de l'élite marocaine préfèrent scolariser leurs enfants dans le privé afin de leur donner une meilleure maîtrise du français et une meilleure ouverture sur le monde.
Selon une enquête publiée en 2010, le français est très largement maîtrisé au Maroc : 10 366 000 personnes sont considérées comme francophones (sachant le lire et l'écrire), soit 32 % de la population totale ou 39 % de la population âgée de 10 ans et plus. Ceci n'inclut pas les personnes sachant parler le français mais qui ne savent pas l'écrire ou le lire. Le français est bien plus parlé en ville qu'en milieu rural.
Plusieurs régions marocaines sont membres de l'Association internationale des régions francophones et le Maroc fait partie de l'Assemblée parlementaire de la francophonie.

#### Autres langues
L'espagnol reste pratiqué dans le nord du pays et dans le Sahara, du fait de l'ancienne présence espagnole.
L'anglais, l'allemand et l'italien sont aussi très pratiqués dans le secteur touristique.

### Éducation supérieure

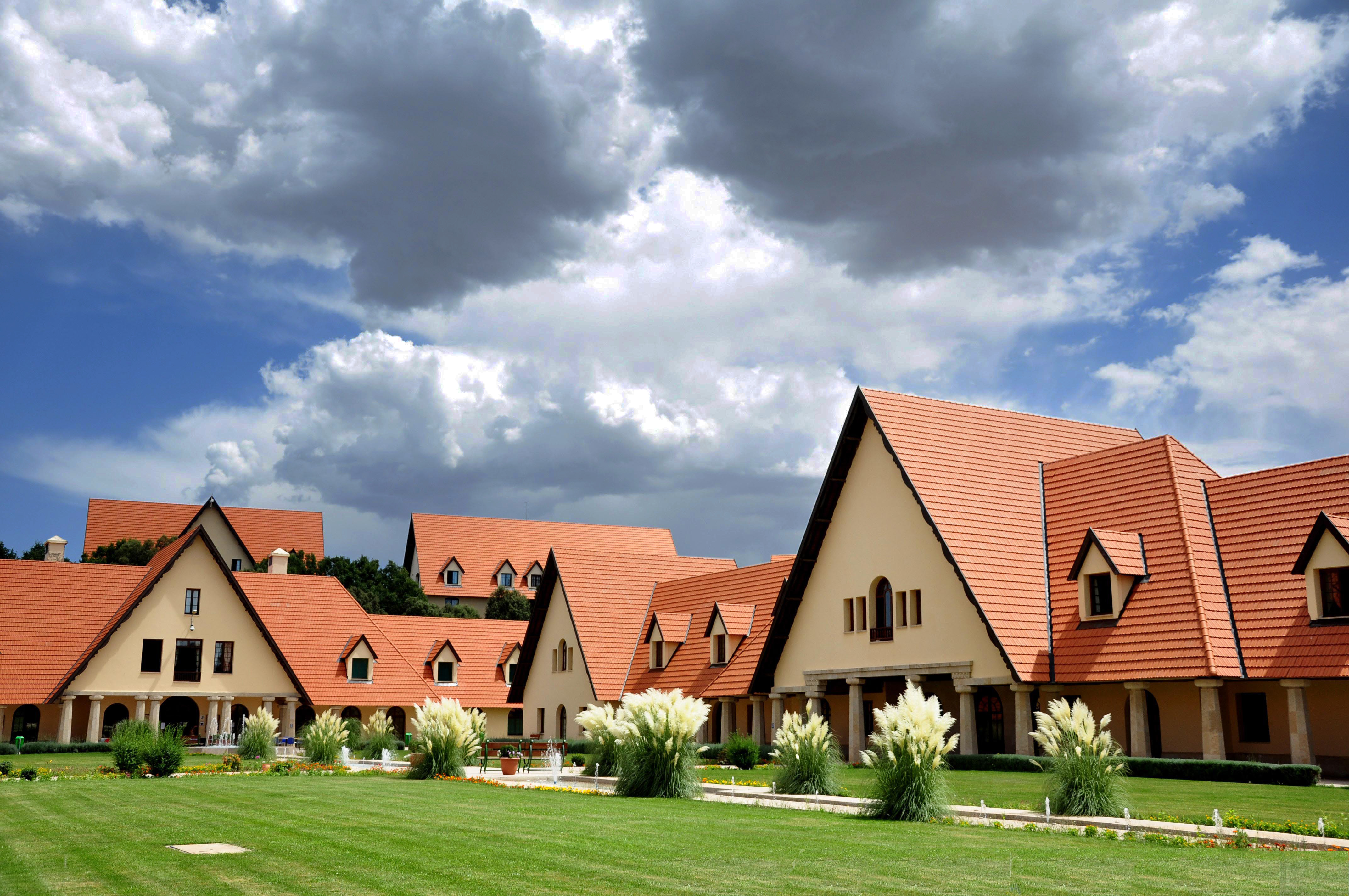
Université Al Akhawayn, Ifrane.

Une étude de la Revue internationale d'éducation de Sèvres juge « vitale une réforme radicale qui permettra au système éducatif marocain de progresser et de remplir ses missions ». Une classe peut ainsi comprendre une cinquantaine d'élèves.
Il existe au Maroc une quinzaine d'universités publiques comprenant 230 000 étudiants, et plusieurs universités privées dont l'université Al Akhawayn à Ifrane et l'Université internationale de Rabat. Le Maroc compte aussi un grand nombre de grandes écoles d'ingénieurs et de commerce telles que l'Académie internationale Mohammed VI de l'aviation civile, l'EHTP, l'EMI, l'ISCAE et l'ENCG.

### Immigration
Il existe au Maroc une importante communauté algérienne issue notamment des vagues d'exil datant de la période coloniale (ces vagues concernent aussi la Tunisie). Le Maroc accueillait également en 2007 une communauté d'expatriés français de l'ordre de 42 644 individus. Enfin, les divers protocoles d'accords culturels signés avec de nombreux pays africains et portant notamment sur l'octroi de bourses d'études ont permis au Maroc d'accueillir en 2007 une communauté de 9 500 étudiants subsahariens (chiffre représentant 70 % de l'ensemble de la communauté estudiantine étrangère).
Par ailleurs une communauté chinoise commence à se constituer à Casablanca, notamment au sein du quartier commerçant de Derb Omar. Signe de relations anciennes avec l'Asie, le Maroc abritait déjà une communauté indienne historique établie depuis les années 1930. Depuis le déclenchement de la guerre civile syrienne en 2011, le Maroc accueille également des réfugiés originaires de Syrie. Une importante communauté belge existe aussi au Maroc. En février 2016, 4 000 Belges résident au Maroc et sont inscrits au consulat belge, et entre 20 000 et 40 000 Belges y séjournent l'essentiel de l'année.

## Armée et police
Les différents corps d'autorité ayant un pouvoir de police sont la Direction générale de la Sûreté nationale (DGSN — police urbaine à statut civil), la Gendarmerie royale (police rurale à statut militaire), les Forces auxiliaires (garde nationale et territoriale — rurale, urbaine, aux frontières — à statut militaire), la Direction générale des affaires intérieures (police préfectorale et provinciale, avec contrôle administratif et territorial par les moqqademns, chioukhs, caïds, préfets, walis), la Douane (police fiscale), la Protection civile (sapeurs-pompiers de protection), la Brigade des eaux et forêts (police des eaux et forêts).
Parmi ces différents corps, seules la DGA, la Protection civile et la Brigade des eaux et forêts ne sont pas armés. Certains corps sont régis comme paramilitaires (Gendarmerie royale, Forces auxiliaires, Protection civile).
La fonction d'autorité est attribuée à tous ces corps. La fonction de police est attribuée à la DGSN, à la Gendarmerie royale, aux Forces auxiliaires et à la DGA. Quant à la fonction militaire de défense, elle est attribuée à la Gendarmerie, aux Forces auxiliaires et bien sûr aux Forces armées.
Les armées marocaines se composent de :
- une armée régulière professionnelle de 256 000 hommes, les Forces armées royales, dépendant de l'Administration de la défense nationale (ADN) ;
- une garde nationale de 45 000 militaires, les Forces auxiliaires, qui dépendent du ministère de l'Intérieur ;
- une réserve de 250 000 militaires.

Soit 301 000 militaires professionnels et 250 000 militaires réservistes, au total environ 550 000 soldats.
En effectif, l'armée marocaine est la deuxième armée d'Afrique, derrière l'armée égyptienne, et la 21e armée au monde[réf. souhaitée].
En août 2018, le gouvernement marocain adopte un projet de loi rétablissant le service militaire obligatoire dans le royaume, où la conscription avait été abolie depuis 2006.

### Forces armées royales

Drapeau des Forces armées royales.

Les Forces armées royales sont un ensemble de cinq armées dépendant de l'Administration de la défense nationale. Le roi du Maroc porte le titre de « chef suprême et chef d'état-major général des Forces armées royales ». Celles-ci ont été créées le 14 mars 1956, à la fin du régime du Protectorat (la Marine royale a seulement été fondée en 1960).
Elles ont combattu lors de la guerre des Sables en 1963, puis sur le front du Golan en 1973, contribué à sauver le régime zaïrois en 1977 lors des guerres du Shaba, se sont illustrées lors des affrontements avec le Polisario pour le contrôle du Sahara occidental, surveillent le mur marocain et ont participé en 1991 à la guerre du Golfe. Elles sont également intervenues en Somalie en 1993 et au Kosovo en 1999.
Le 14 juillet 1999, elles ont défilé sur les Champs-Élysées, ce qui était alors exceptionnel pour une armée non française, à l'invitation du président de la République française de l'époque : Jacques Chirac.
Aujourd'hui, elles participent aux missions de paix (MONUC, ONUCI, EUFOR, KFOR…). Elles sont très bien entraînées et considérées comme l'une des meilleures armées africaines. De nombreux généraux, mais aussi officiers et sous-officiers africains, sont formés à l'école militaire de Rabat où l'ancien souverain Hassan II a été formé. Mais également, les Forces armées royales (FAR) sont impliqués depuis 2020 dans les combats face au Front Polisario, avec l'incident d'El-Guerguerat qui a relancé les hostilités entre les indépendantistes sahraouis et le Maroc.

#### Composition

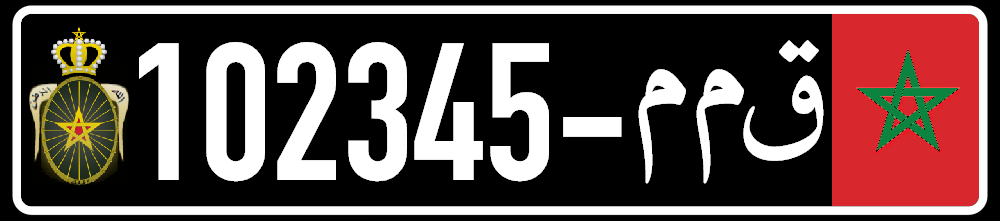
Plaque d'immatriculation des voitures de l'Armée royale du Maroc.

Les FAR sont des armées régulières et comprennent cinq armées :
- l'Armée royale, ou l'Armée de terre, avec 180 000 hommes ;
- la Marine royale, avec 9 000 hommes ;
- les Forces royales air, avec 13 000 hommes ;
- la Garde royale, avec 5 000 hommes ;
- la Gendarmerie royale, avec 50 000 hommes.

Elles disposent aussi d'une réserve de 150 000 militaires.
Les FAR sont composés ainsi de près de 250 000 soldats militaires professionnels et 150 000 militaires réservistes, soit au total 400 000 soldats.

##### Garde royale

Drapeau de la garde royale marocaine.

La Garde royale marocaine est un corps d'armée chargé de la sécurité du roi et des palais royaux. Elle a aussi une fonction protocolaire.
Elle est composée aujourd'hui de plus de 5 000 hommes répartis en quatre bataillons d'infanterie et services, et deux groupes d'escadrons à cheval.
La Garde royale puise ses origines dans la prestigieuse Garde noire qui fut créée en 1088 par l'Émir almoravide Youssef Ibn Tachfine pour assurer sa protection. Elle doit ce nom de garde noire à l'origine de ses troupes, traditionnellement recrutées aux confins méridionaux des territoires du sultan, dans la région du fleuve Sénégal et sur l'ancien territoire de l'Empire songhaï du Mali, appelé alors Soudan marocain, ainsi qu'en Guinée.

##### Gendarmerie royale

Drapeau de la gendarmerie royale marocaine.

À l'indépendance du Maroc, la Gendarmerie royale marocaine fut créée par le décret-loi (Dahir) du 29 avril 1957 et prit la relève de la légion de gendarmerie française du Maroc. Elle se compose aujourd'hui de 23 000 hommes. Le décret-loi reprend très largement le décret organique français du 20 mai 1903 et prolonge ainsi l'organisation, les principes d'action et les missions de l'ex-légion dissoute. Depuis octobre 1999, la gendarmerie royale est membre de l'Association internationale de gendarmeries et forces de police à statut militaire (FIEP).
La gendarmerie fait partie intégrante de l'Administration de la défense nationale, notamment en sa qualité de Police militaire judiciaire. Il s'agit d'une armée dans l'armée, tant cette gendarmerie concentre des pouvoirs et moyens (financiers et militaires) très importants (Gendarmerie marine, de l'air, de terre, de police administrative, de police judiciaire, de police militaire judiciaire, mobile, d'intervention (GIGR), de sécurité royale, et la fameuse élite de gendarmerie qui constitue le corps de la Garde royale). Ainsi l'on voit que la gendarmerie royale est l'élite des forces armées marocaines.
Elle est rattachée pour emploi au roi, chef suprême et chef de l'état-major général des forces armées royales, et pour administration et gestion au Secrétariat général pour l'administration de la défense nationale qui reçoit délégation du Premier ministre. Elle assure d'ailleurs la sécurité du souverain.
La gendarmerie relève également du ministre de la Justice, pour l'exercice de la police judiciaire, et du ministre de l'Intérieur pour l'exercice de la police administrative.
Les principes d'action sur le service de la gendarmerie royale sont contenus dans le Dahir du 14 : la gendarmerie royale assure des missions de police judiciaire (à la campagne), administrative, militaire (en temps de paix ou en temps de guerre), de service d'ordre, de maintien de l'ordre…

### Forces auxiliaires marocaines
Les Forces auxiliaires marocaines sont des forces paramilitaires non armées qui « concourent avec les autres forces de police » et que l'on retrouve auprès des différents corps d'autorité du Maroc. Les agents des Forces auxiliaires sont anciennement nommés Mkhaznis ou Mrouds. Autrefois présents partout y compris en ville pour disperser les manifestations, les attroupements de hooligans les jours de match, assurer les couvre-feux après minuit jusqu'à 1985, et garder des bâtiments publics, voire des banques privées. Aujourd'hui tous les établissements publics ont été forcés de faire appel à des sociétés de sécurité privées, excepté les tribunaux et les prisons qui sont gardées par des policiers. À cause de leurs rôles comme forces antiémeutes pendant les années 1980, les éléments des Forces auxiliaires ont été pendant longtemps méprisés par la société marocaine, même une fois déployés en zones rurales où ils apportent un grand soutien à la prévention des feux de forêts, participent aussi à éteindre les feux avec les pompiers, aident les populations rurales en cas de sinistres. Les FA sont aussi postées sur les rives maritimes, protègent les randonneurs et surveillent les zones de baignade dangereuse, gardent les côtes contre les trafics d'armes, de drogues, d'émigration clandestine et de vol de sable en zone fragile.
Malgré leur disponibilité, ces derniers sont les premiers à intervenir en cas d'inondation par exemple. Les Marocains, notamment les jeunes, gardaient encore une relative haine envers les FA ; cependant, depuis un triste événement survenu en 2010 où pendant une de leurs interventions à Gdeim Izik dans une zone rurale à une dizaine de kilomètres de Laâyoune pour disperser un campement sauvage d'activistes Sahraouis, les FA ont perdu onze de leurs membres assassinés par des jeunes militants Sahraouis pro-Polisario. Une partie de ces onze membres assassinés ont été égorgés par les militants indépendantistes sahraouis, filmés et postés sur YouTube. Depuis cet incident les Forces auxiliaires bénéficient d'un grand élan de sympathie de la part de la population marocaine, un élan qui a été exploité par quelques membres de ces Forces qui postaient anonymement sur internet la situation précaire de leurs revenus. À la suite de cela, des collectes de dons en faveur des enfants des membres de FA assassinées et plusieurs pétitions ont eu lieu pour réclamer la mise à niveau de leurs salaires, chose qui a été accomplie en 2011 puis en 2014. La réévaluation des salaires des Forces auxiliaires fut compliquée. Tout d'abord du fait que le Maroc est une démocratie et donc contrairement aux nombreuses dictatures militaires du tiers-monde où les seuls fonctionnaires bien entretenus sont les militaires, au Maroc généralement pour le même niveau d'études, un civil est mieux rétribué qu'un militaire. Les FA ont un statut militaire mais dépendent du ministère de l'intérieur, cependant le revenu des forces auxiliaires relève du budget du ministère de la Défense. Alors qu'au ministère de l'Intérieur les plus bas échelons de rémunération des policiers dépassaient 3 000 dirhams ou 4 000 s'ils sont mariés, le revenu des forces auxiliaires avant 2011 était dérisoire (à peine 1 400 dirhams) quoiqu'ils officiaient souvent en zones rurales et bénéficiaient d'un logement de fonction. Depuis 2011 au moins trois augmentations majeures ont eu lieu les concernant mais on ne connaît toujours pas leur salaire actuel.
Les Forces auxiliaires se composent de 47 000 hommes et constituent l'un des six corps des Forces armées du Maroc, à côté de la Gendarmerie, de l'Armée de terre, de l'aviation, de la marine et de la Garde royale. Les FA sont en très grande majorité des unités paramilitaires non armées, elles ne portent que des matraques en caoutchouc. Cependant, les unités servant de gardes-côtes et assistant à la surveillance des frontières sont armées. Comme armement, elles possèdent des MAS 36, des AK-47, des MAG et des véhicules blindés Thyssen Henschel UR-416, Panhard AML.

#### Protestations sociales

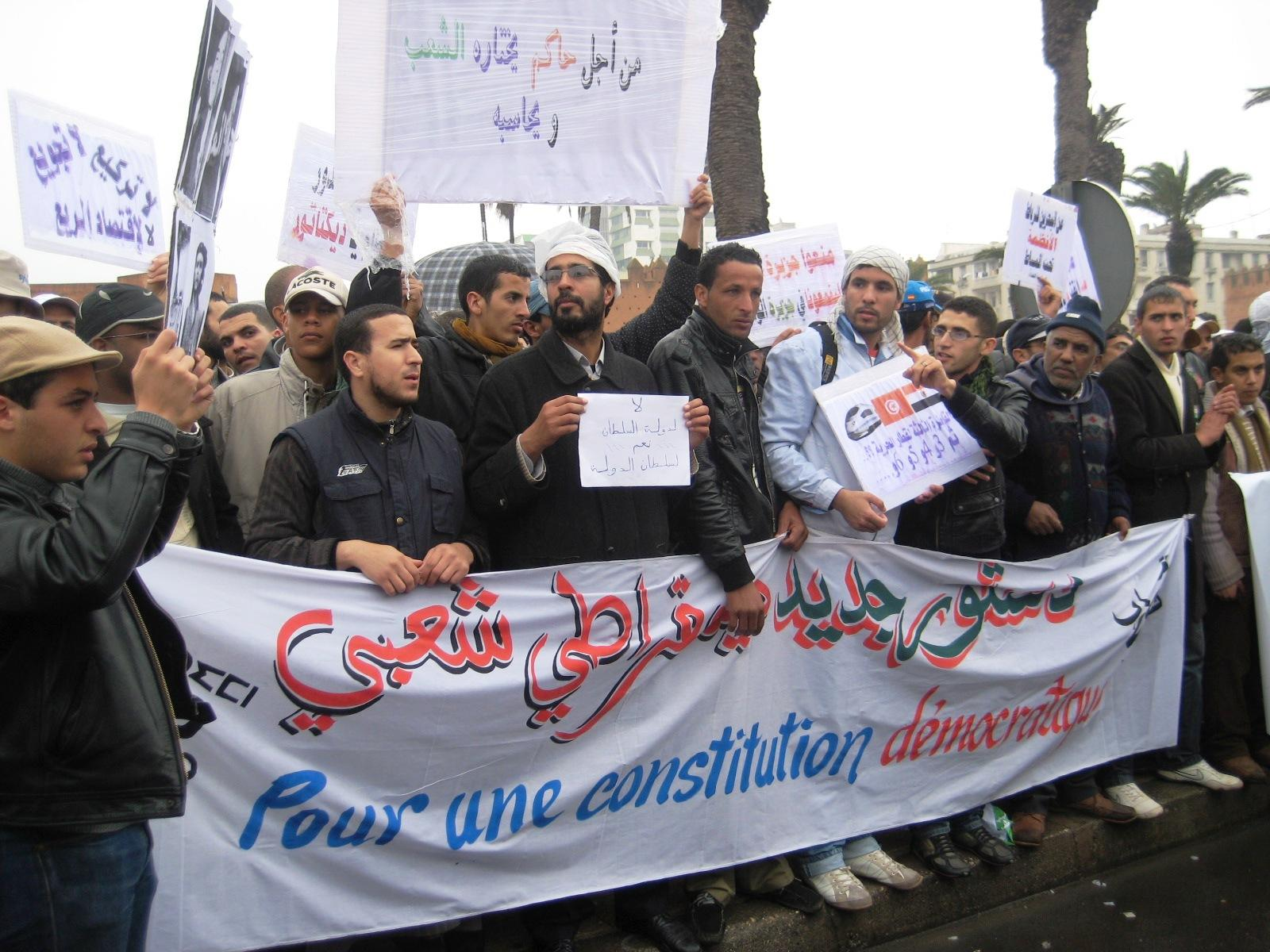
Manifestation réclamant des réformes et plus de démocratie (février 2011).

De 2011 à 2013, le Maroc a connu une grande vague de protestations sociales sans précédent où des centaines de manifestations immenses ont eu lieu dans tout le pays ; dans les villes la sécurité des cortèges a été assurée par des policiers afin d'éviter les pillages de magasins et les échauffourées. Dans les petits villages et en zone rurale ce sont les forces auxiliaires qui ont joué le rôle d'unités antiémeutes.

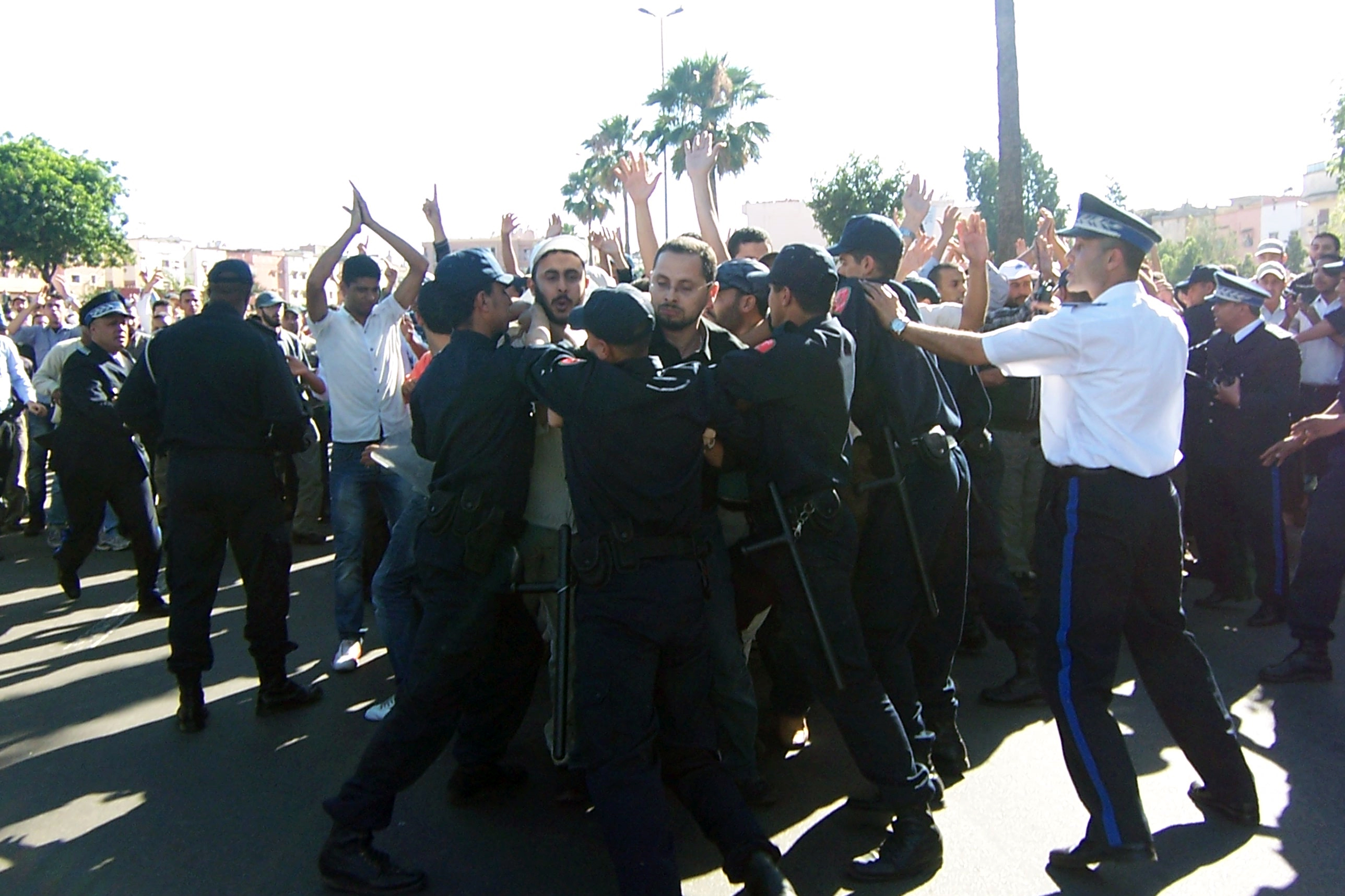
35 arrestations et des dizaines de blessés lors d'une manifestation à Casablanca (22 mai 2011).

Alors qu'on a dénombré des morts assassinés par les forces de l'ordre par centaines voire par milliers dans la plupart des pays lors du printemps arabe, au Maroc les manifestants descendirent dans la rue chaque dernier dimanche du mois par millions sans qu'aucune victime ne soit à déplorer dans aucune manifestation.
Les forces auxiliaires qui sont souvent d'un âge très avancé qui les empêche de communiquer avec les jeunes semblaient avoir bien pris conscience que ce furent ces mêmes jeunes qui ont réussi à leur obtenir leur augmentation salariale grâce à leurs pétitions Facebook, les jeunes manifestants distribuaient parfois des fleurs aux forces antiémeutes. Le chef de file du mouvement du 20 février qui fut à l'origine de ces grandes manifestations est fils d'un policier au plus bas de l'échelle, que sa hiérarchie harcelait et avait tout fait pour qu'il change l'avis de son fils qui habitait encore sous son toit.

### Sûreté nationale
La Sûreté nationale est un corps d'autorité et de police nationale à statut civil, agissant dans les communes urbaines et dépendant du ministère de l'Intérieur.
Avec près de 60 000 policiers, la Sûreté nationale est divisée en plusieurs services :
- police judiciaire ;
- sécurité publique ;
- systèmes d'information, de la communication et du diagnostic ;
- renseignements généraux ;
- ressources humaines ;
- équipement et budget.

L'importance des services et attributions de la Sûreté nationale font d'elle un puissant corps d'autorité, à statut civil mais rival de la Gendarmerie.

### Services de renseignements marocains

#### Sous la tutelle du ministère de l'Intérieur
- Renseignements généraux marocains (RG)
- Service autonome de renseignement des Forces auxiliaires marocaines (FA)
- Direction générale de la surveillance du territoire du Maroc (DGST)
- Direction générale des affaires intérieures (DGAI)

#### Sous la tutelle du ministère de la Défense
- Direction générale des études et de la documentation (DGED)
- 2e Bureau (2B)
- 5e Bureau (5B)
- Service de renseignement de la Gendarmerie royale marocaine

## Culture
Même si la grande majorité de sa population est musulmane avec un fond ethnique berbère prédominant, le Maroc se veut un pays multiculturel du fait de ses contacts multiples et plus ou moins importants tout au long de son histoire, notamment avec les Phéniciens, les Romains, les Byzantins, les Vikings, les Arabes, les Juifs, les Portugais, les Ottomans, les Africains subsahariens, les Espagnols et les Français,,.
L'état civil marocain n'autorise pas de nombreux prénoms que des parents marocains souhaitent donner à leurs enfants pour des raisons de « rupture avec l'identité marocaine ». Alors que cette mesure concernait surtout les prénoms berbères, elle « est de plus en plus élargie aux appellations d’origine arabe, liés à l'islam ou parfois inspirés des célébrités de cinéma. »

### Artisanat

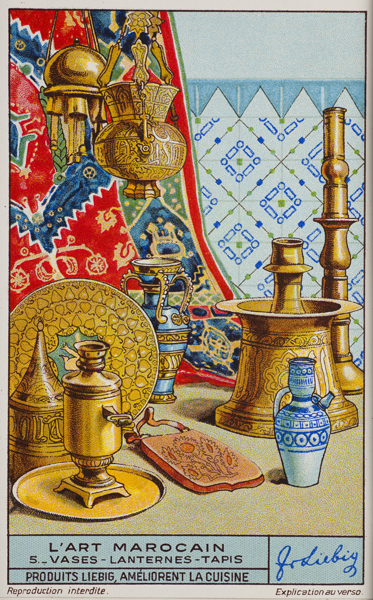
Chromo vantant l'artisanat marocain (1937).

La région est réputée pour ses tapis de campagne, ses paniers et ses différents autres objets de grande utilité. Le tissage de tapis modernes et la broderie sont très prospères surtout dans les complexes artisanaux.
D'autres objets de grande utilité sont fabriqués par les artisans de la région, tels que les tajines, les jarres, etc.
Les artisans marocains sont également réputés pour avoir le sens de la ligne et de la couleur dont témoignent les objets en tout genre qu'ils fabriquent et ornementent. « Les plaques de métal martelées repoussées ciselées sont populaires au Maroc. Le damasquinage, qui consiste à enchâsser un fil de cuivre, d'or ou d'argent sur une surface de fer ou d'acier, se retrouve dans l'ornementation des armes, sabres et fusils. Les lanternes ajourées, aux verres multicolores et aux cuivres découpés, sont d'un art délicat et fragile ». En poterie, faïences, céramiques, les Marocains révèlent tout leur art dans la décoration des amphores, des terrines, des grands plats…

### Caftan marocain

Caftan marocain du XIXe siècle.

Les caftans du Maroc sont des vêtements originaires de l'Andalousie mauresque (Al-Andalus) où les élites arabo-musulmanes de l'Empire omeyyade (dont Zyriab, le père de la musique arabo-andalouse) ont apporté à partir du IXe siècle les caftans empruntés aux Perses.

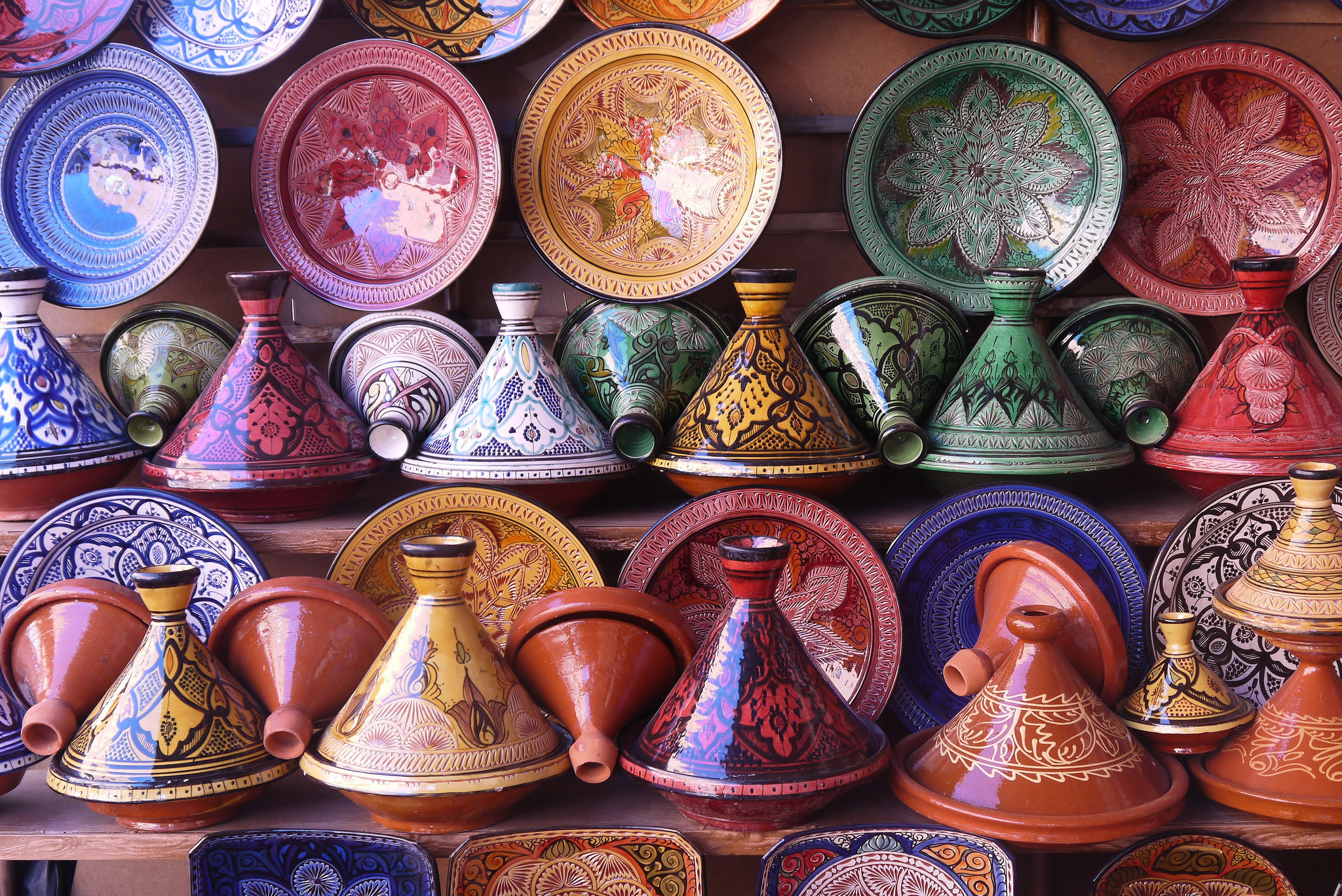
Tajines in a pottery shop in Morocco.

Entre le IXe et le XVe siècle, les émirats arabo-andalous (composés de peuples d'origines variées) ont progressivement donné aux caftans leurs touches civilisationnelles, alors que l'Andalousie mauresque des Omeyyades de Cordoue s'est construite en opposition vis-à-vis de l'Empire abbasside de Bagdad. Cette divergence va se traduire entre autres par la divergence des tenues vestimentaires.

### Fantasia

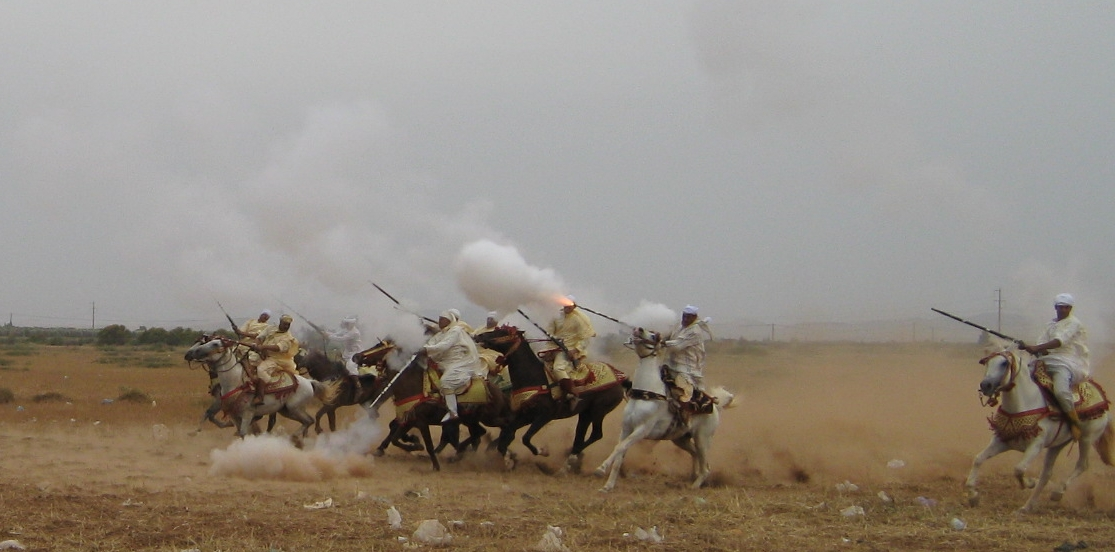
La fantasia marocaine.

Au vu des diverses archives actuelles, il est clair que cette tradition est bien inscrite dans le patrimoine séculaire équestre marocain.
Au Maroc, pays fortement agricole et resté longtemps tribal (et cela même après l'indépendance en 1956 du pays), cette démonstration de fantasia va perdurer en devenant une tradition tribale, rurale et religieuse : les tribus guerrières rurales l'associeront, avec la collaboration active de la population, aux Moussem (fête des semailles, de la moisson) et à la fête d'un saint de la tribu (ou reconnu par la tribu) et cela de façon annuelle et séculaire. La fête des saints a été instaurée au XVe siècle par les Mérinides.

### Musées
Le Maroc abrite une variété de musées qui reflètent son histoire, sa culture et son art:
1. Musée Mohammed VI d’art moderne et contemporain à Rabat: Ce musée présente des œuvres d’art moderne et contemporain du Maroc et d’ailleurs. Il est situé dans le quartier de l’Océan à Rabat.
2. Maison de la Photographie à Marrakech : Ce musée expose des collections de photos historiques du Maroc.
3. Musée Dar Si Saïd à Marrakech : Situé dans un ancien palais, ce musée met en valeur l’artisanat marocain, notamment la céramique, les tapis et les bijoux.
4. Musée Nejjarîn des Arts et Métiers du bois à Fès, musée Art D’Argile, Dar Batha Museum, Musée des armes : Situé dans le fort Borj Nord, ce musée abrite une collection d’armes marocaines, allant de la préhistoire au XXe siècle.
5. Musée du Palais Dar Jamaï à Meknès : Ce musée abrite des collections d’art islamique, d’archéologie et d’ethnographie.
6. Musée de l'histoire et des civilisations de Rabat : Ce musée présente des artefacts et des découvertes archéologiques du Maroc, remontant à la préhistoire et à la période antique.
7. Musée des Oudayas à Rabat : Situé dans la médina de Rabat, ce musée offre un aperçu de la vie traditionnelle marocaine.
8. Musée National de la Céramique à Safi : Il expose des pièces de céramique traditionnelle et contemporaine.
9. Musée Bab El Oqla à Tétouan : Ce musée est consacré à l’histoire et à la culture de la région de Tétouan.
10. Le musée de la Kasbah à Tanger, Le musée de la légation américaine, Le Musée d'art contemporain, Le Dar el Makhzen, Le Musée Municipal de Tanger, Le Musée des Cultures Méditerranéennes, Le musée Forbes, Le Musée des Antiquités.
11. Depuis 1997, Casablanca abrite le musée du Judaïsme marocain[414], avec son annexe le musée El Mellah également à Casablanca et inauguré en 2016.

### Médias
Le premier journal à apparaître au Maroc était un hebdomadaire anglophone appelé « Maghreb Al Aksa », en 1877. De telles publications n'étaient généralement pas disponibles dans les villes marocaines jusqu'en 1908.
Pendant le protectorat français, à partir de 1920, commença l'apparition des publications françaises comme L'Écho du Maroc et La Vigie marocaine. Elle fut suivie par le lancement d'un groupe de presse appelé Mas, qui publia Farmhouse ainsi que les quotidiens Le Petit Marocain et L'Écho du Maroc, bien que ces derniers continuèrent à s'adresser principalement aux étrangers.
Ensuite, les nationalistes marocains tels que Mohamed Hassan Ouazzani commencèrent leurs propres publications. En 1933, ce dernier fonda « L'Action du peuple », un hebdomadaire francophone. Plus tard, Abdelkhalek Torres et Mohamed Bennouna, à Tétouan, publièrent en arabe, respectivement deux publications : « Al Salam » et « Al-Hayat ». Ces journaux donnèrent aux nationalistes une plateforme pour exprimer leurs revendications indépendantistes vis-à-vis de la France et de l'Espagne. De plus en plus de journaux étrangers furent publiés au Maroc.
Plus tard, le Maroc édita un « code de la presse », le 15 novembre 1958.

#### Actuellement
Le gouvernement marocain dispose de nombreux moyens audiovisuels comme la radio et la télévision marocaine (2M, Arriyada).
L'agence de presse marocaine Maghreb Arabe Presse et un quotidien en langue arabe Al-Anbaa sont des organes officiels du gouvernement. Des organes semi-officiels sont les suivants : le quotidien Assahra Al Maghribia, le quotidien de langue française Le Matin du Sahara et du Maghreb.
Les Marocains ont à leur disposition environ 2 000 publications locales ou étrangères[réf. souhaitée].

### Gastronomie

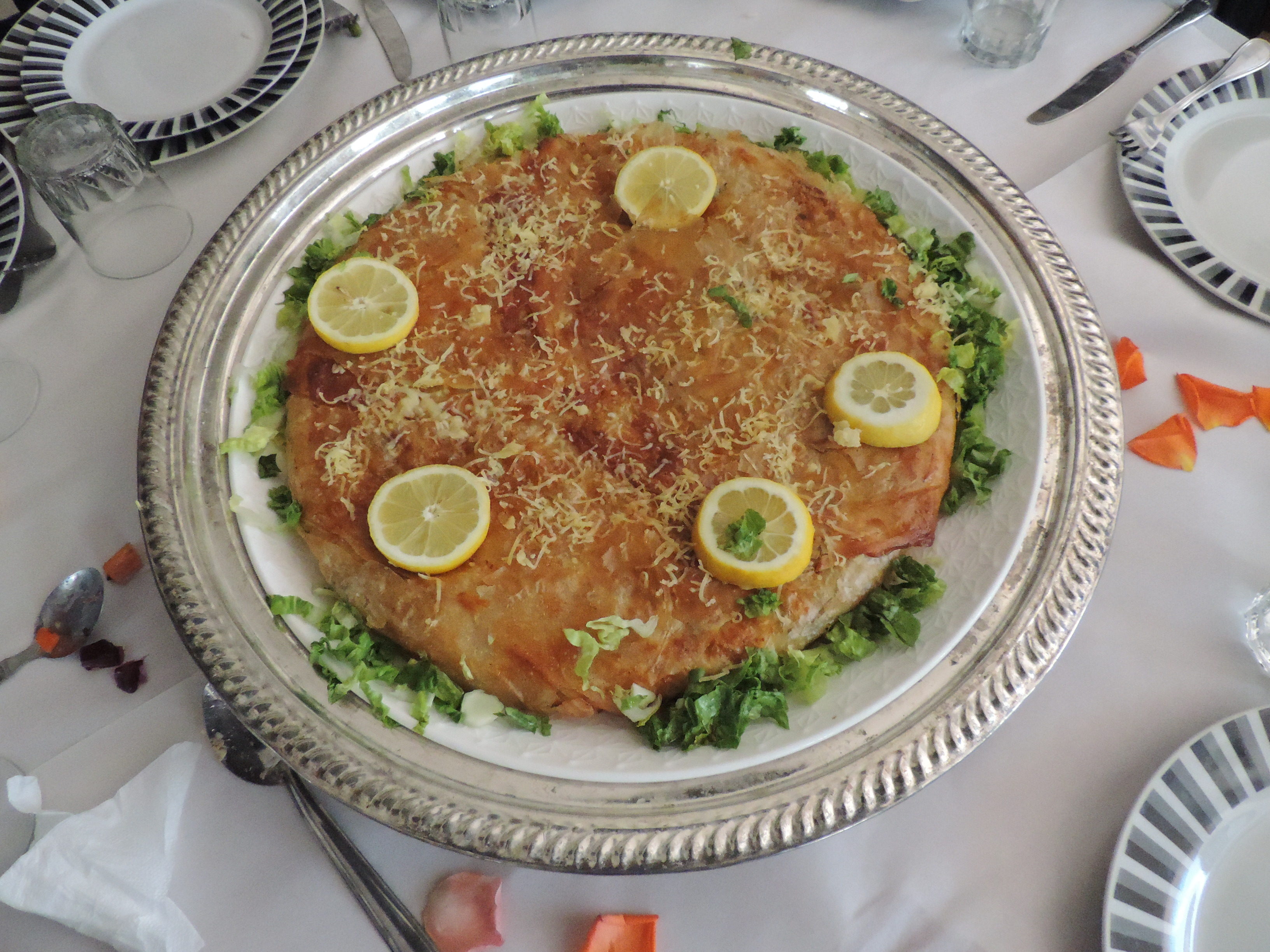
Pastilla au poisson.

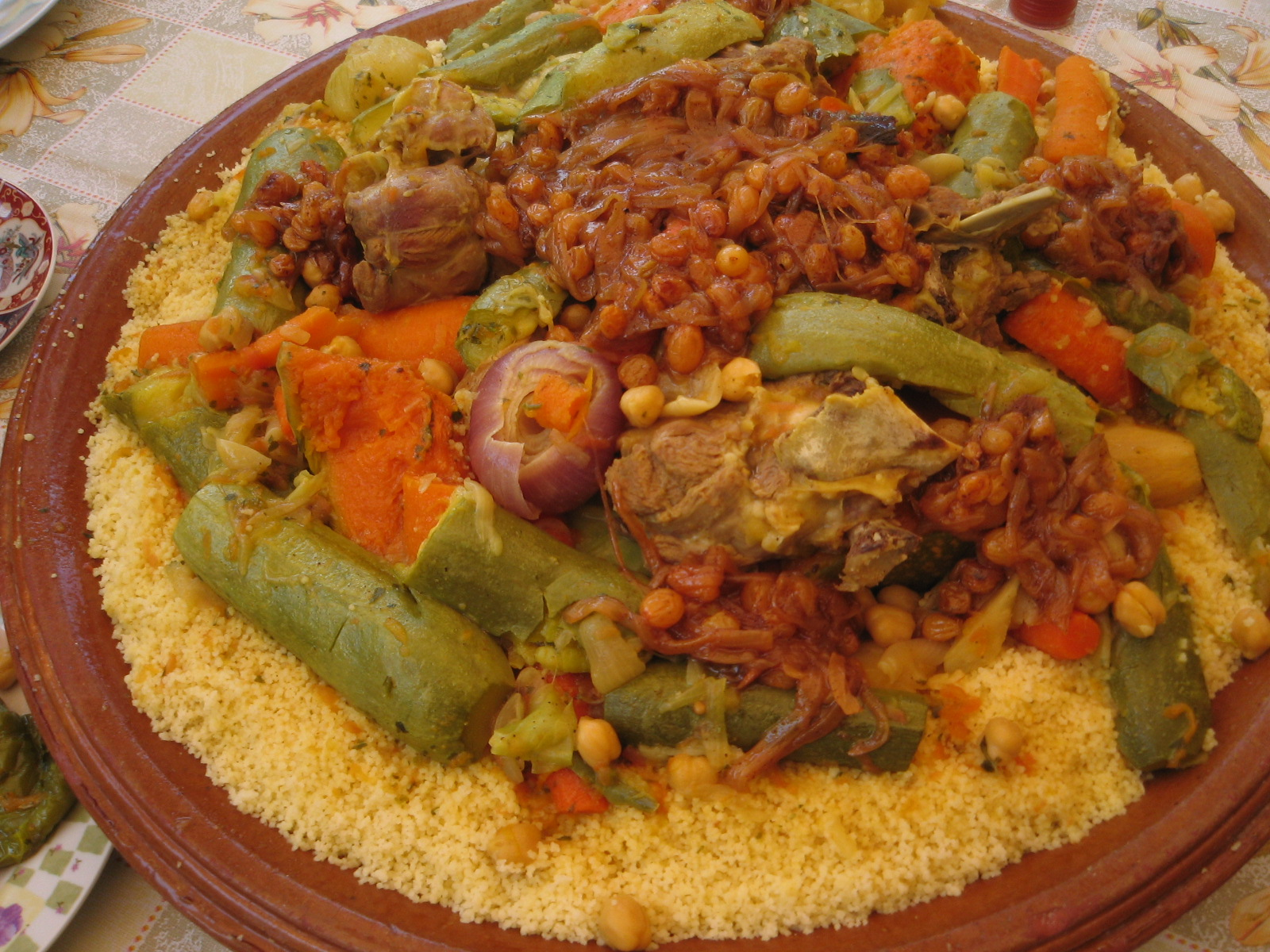
Couscous.

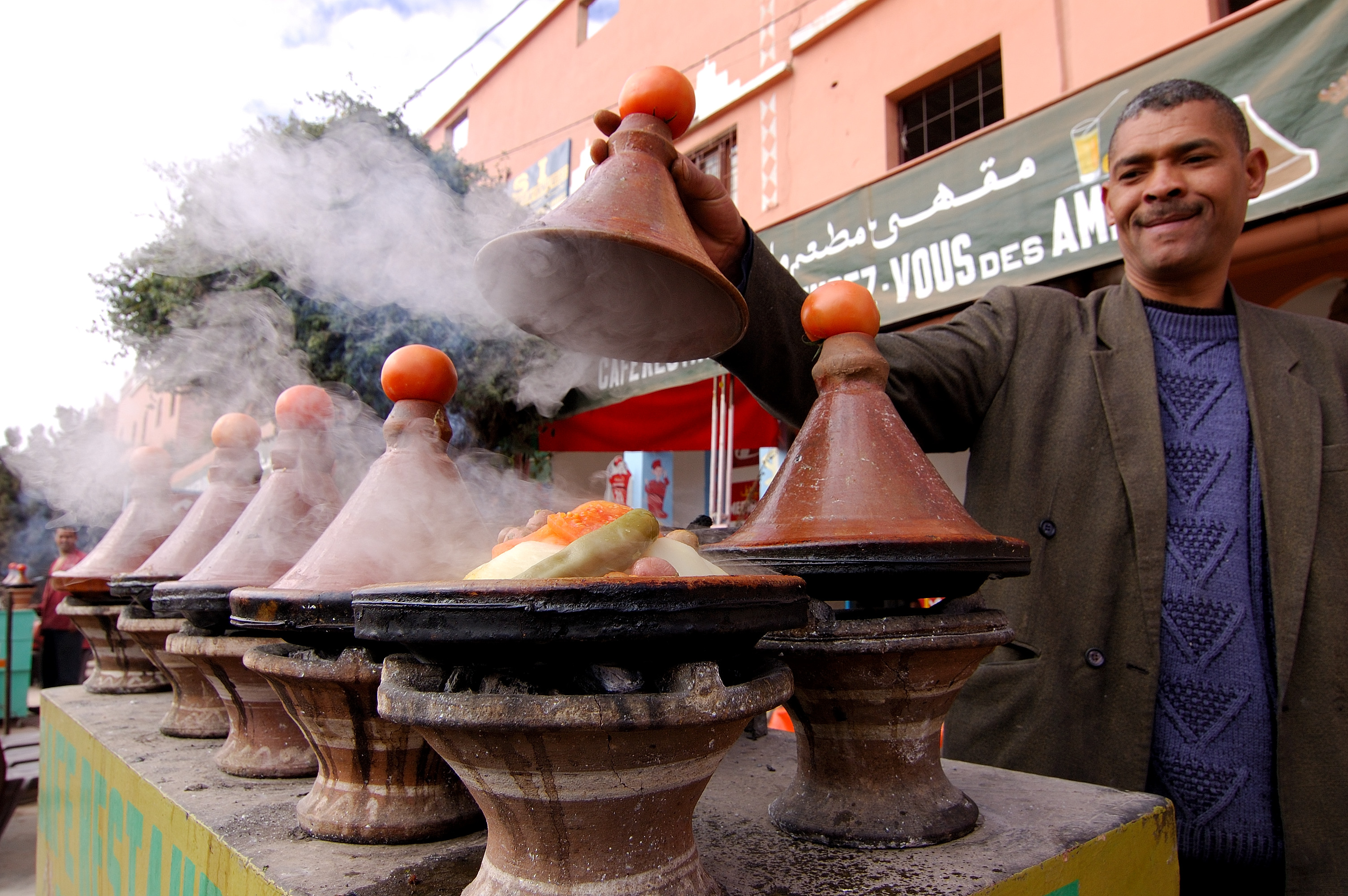
le Tajine.

La cuisine marocaine traditionnelle est extrêmement riche, elle tient un rang élevé dans le classement international des meilleures gastronomies.
Le couscous et le tajine sont considérés comme des spécialités classiques et constituent les plats de résistance des repas qui commencent par des assortiments de salades variées (composées de tomates, poivrons, oignons, carottes, etc.). Ils sont préparés avec du mouton, du bœuf, (voire du dromadaire, principalement dans le Sud), de la volaille ou du poisson, accompagnés de légumes ou de fruits secs. Le tajine de khlii aux œufs, la bissara, les grillades de brochettes, les fritures de poissons et de fruits de mer, les sandwichs de type bocadillo (héritage de l'influence espagnole dans le Nord), constituent les mets populaires par excellence, ainsi que les escargots vendus par les marchands ambulants et servis dans un bouillon aromatisé. Durant les fêtes, on mange d'autres plats plus raffinés : les pastillas, le tajine d'agneau au miel et pruneaux, le tajine de poulet aux olives et citron confit, la mrouzia, la seffa, la rfissa, le couscous tfaya, les briouates salées farcies de kefta (viande hachée et épicée) et assez proches des samoussas, le méchoui. Les soupes, comme la harira ou la hssoua, occupent une place importante, notamment pendant les repas de rupture du jeûne de ramadan.

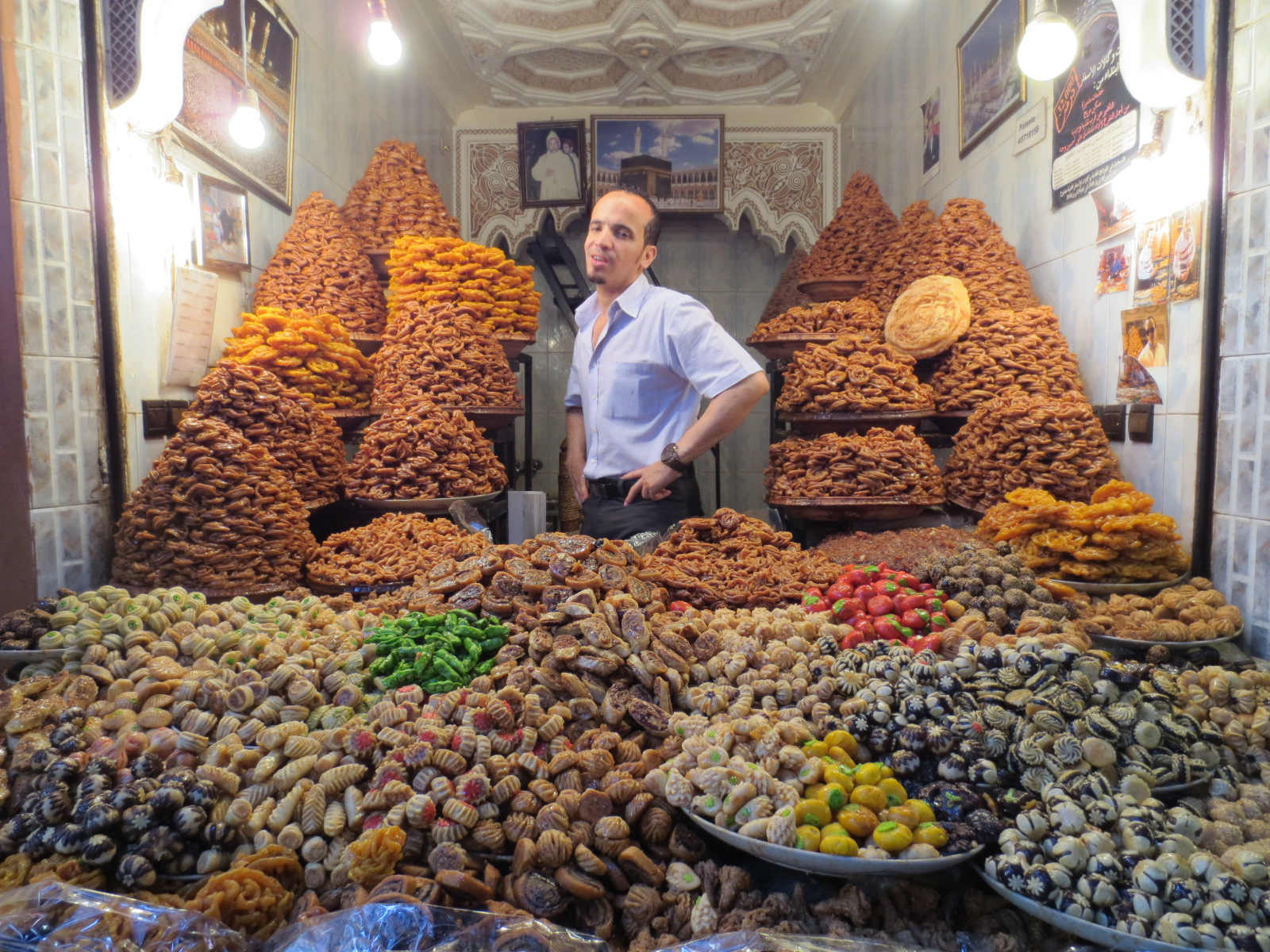
Etals de pâtisseries marocaines (souk de Marrakech).

Le cumin, le safran, le ras el-hanout, le gingembre ou la cannelle agrémentent tous ces plats pour leur donner des colorations et des saveurs particulières.
Les pâtisseries traditionnelles, souvent à base d'amandes, sont également très diverses, et incluent par exemple les cornes de gazelle, les chebakias, ou les sablés comme les ghoribas. Les beignets sfenj sont en outre largement consommés pour accompagner le thé à la menthe, de même que les crêpes msemmen et baghrir.

### Danse

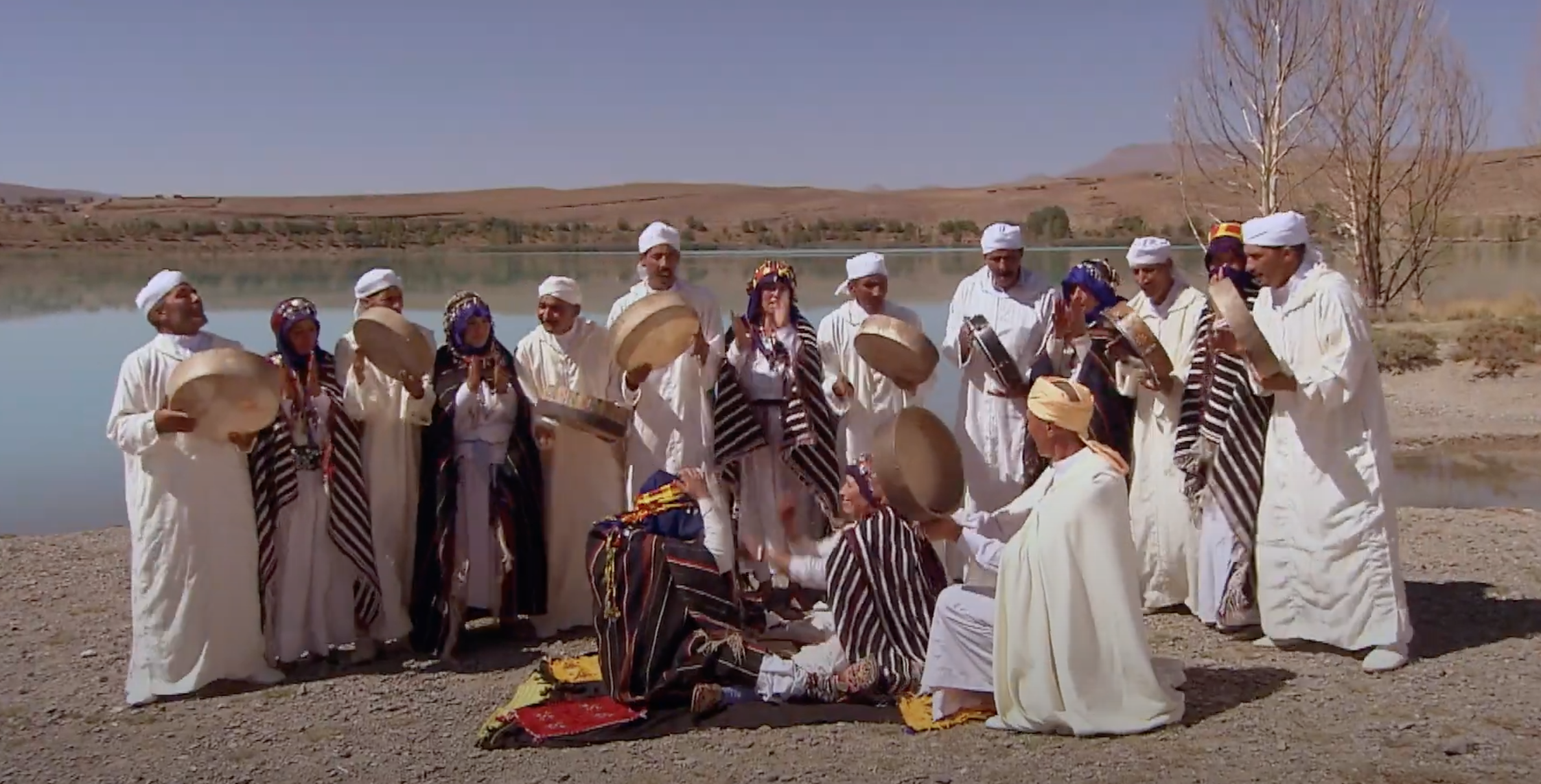
Ahidous au Maroc.

Le ahidou est une danse collective traditionnelle, typique des Berbères du Moyen Atlas. Un demi-cercle se forme : hommes et femmes se croisent et se tiennent la main. Au milieu, un ou plusieurs chefs de troupe mènent la danse au son du bendir, un grand tambourin.
Cette danse symbolise l'unité de la communauté et un moyen pour résoudre des conflits quelquefois meurtriers qui se déroulaient autrefois au sein des tribus, comme le rappellent les pacifiques joutes poétiques (abraz) mais aussi les sabres, fusils, bâtons, utilisés par les danseurs.

### Musique

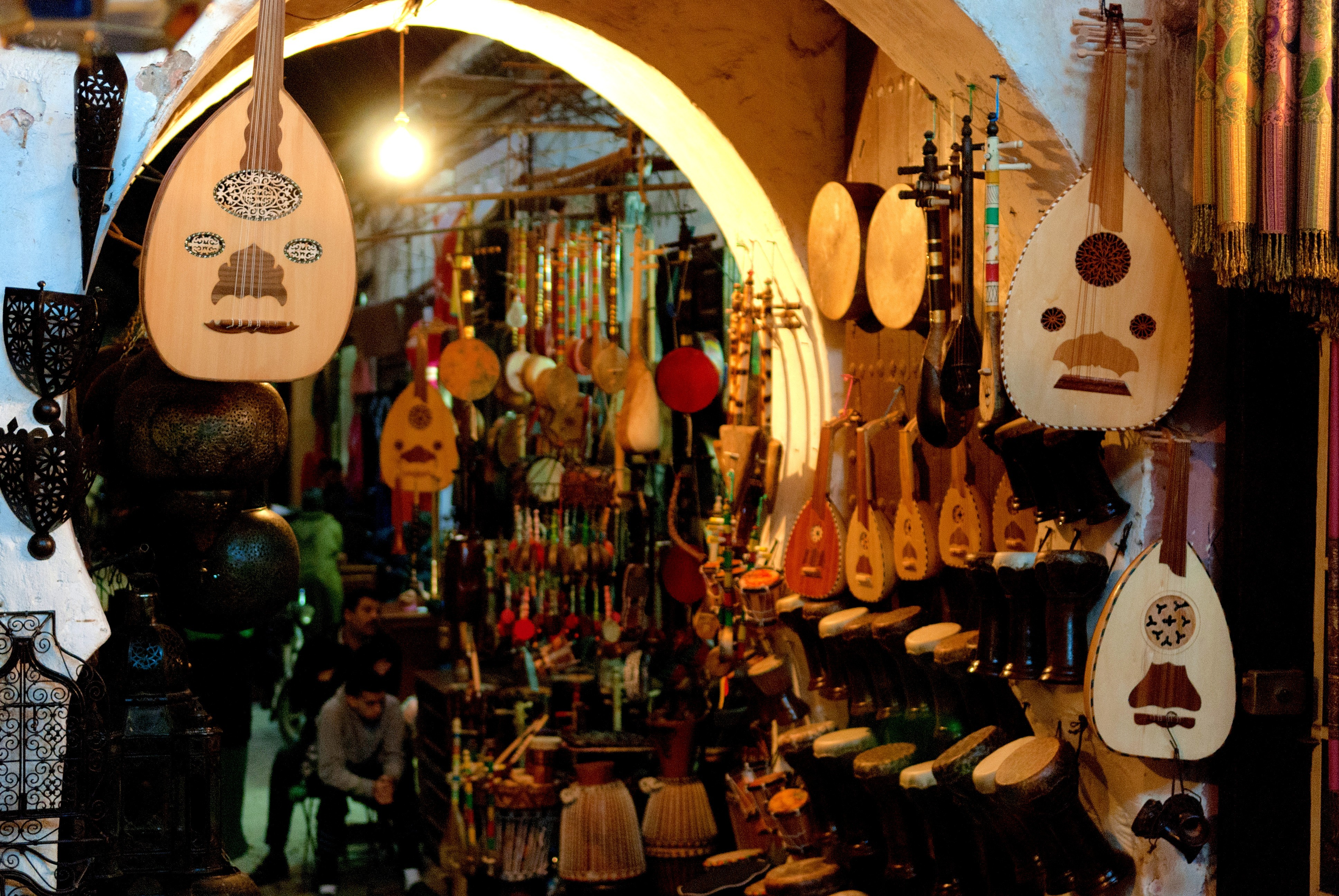
Magasin vendant des instruments de musique marocains à Marrakech.

La musique au Maroc est très diversifiée et se compose de quatre grands groupes ou familles de musique : la musique berbère (amazigh), la musique africaine, la musique internationale, la musique hassanie des régions du sud et la musique arabe.

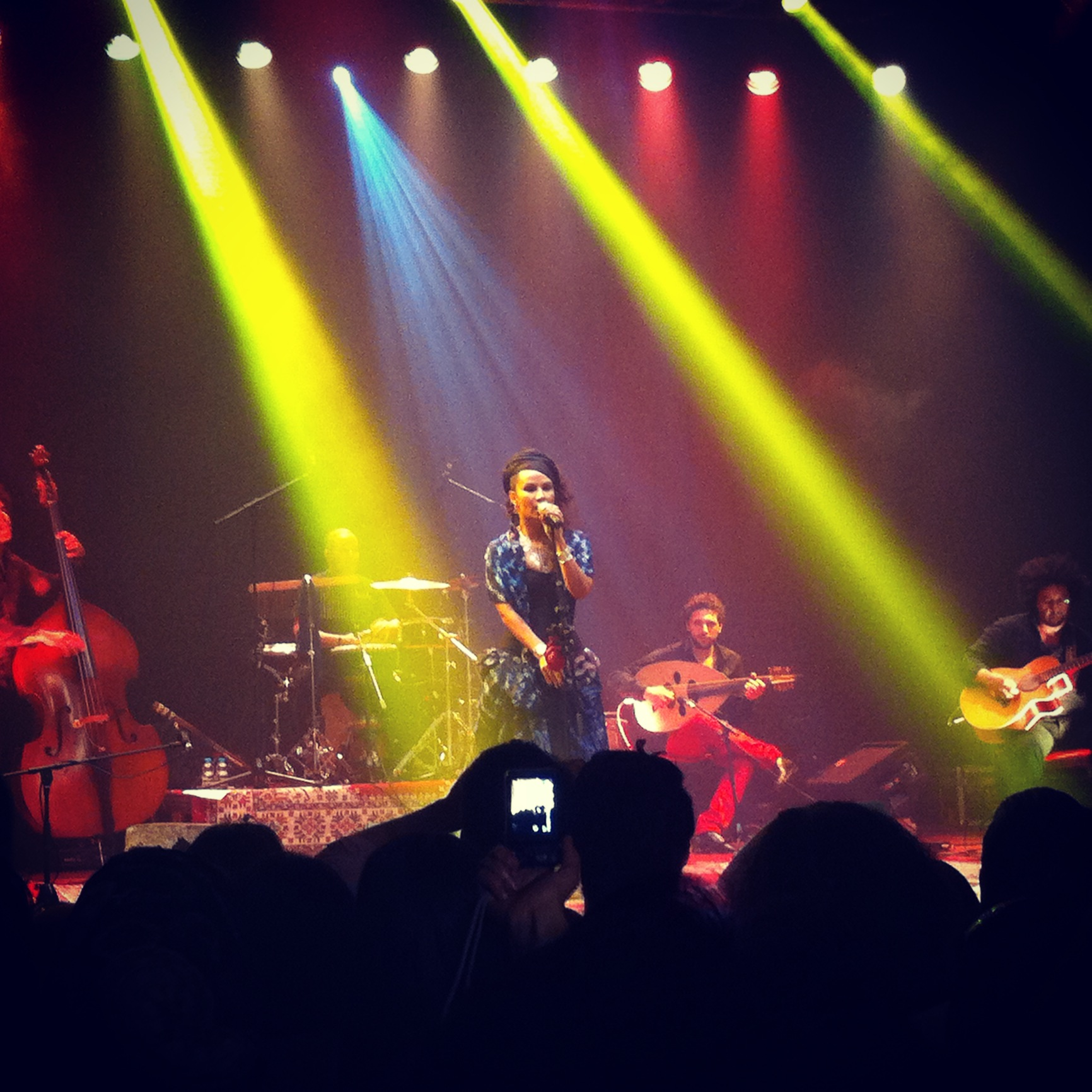
La chanteuse marocaine Oum, en concert à Rabat.

Chaque groupe est lui-même constitué de sous-groupes. Ainsi la musique arabe au Maroc est-elle constituée de musique arabe moderne influencée par la musique arabe contemporaine du reste du monde arabe (Égypte, Liban, Syrie, Émirats arabes unis, etc.), la musique arabe du terroir (populaire) propre à chaque région du Maroc, généralement chantée en arabe dialectal de chaque région, la musique « classique » arabo-andalouse, elle-même composée de sous-groupes de Fès, Rabat, Salé, Tétouan, Oujda (gharnati). Le Rif et les Béni Snassen constituent le berceau de la musique folklorique aarfa qui est la source de plusieurs genres de musique guerrière comme reggada, allaoui, nâari. Il y a aussi le raï de la région d'Oujda trouvant sa source à proximité de la frontière algérienne (Oran, Tlemcen, Saïda). La musique berbère du Souss se distingue par son système pentatonique, ce qui la rapproche de la musique éthiopienne ou encore de la musique asiatique.
Enfin, il existe une nouvelle génération de jeunes, qui crée une musique qui synthétise l'esprit marocain aux influences venues du monde entier (blues, rock, metal, reggae, rap marocain, etc.), soit une musique fusion. Un des évènements les plus importants de cette scène « underground », est le festival du Boulevard des jeunes musiciens qui a lieu tous les ans à Casablanca et qui rallie la jeunesse marocaine dans un même événement culturel.
Le Festival Mawazine-Rythmes du Monde est un festival de musique organisé chaque année aux mois de mai et juin, à Rabat et Salé depuis 2001. Selon un classement de la chaine MTV, Mawazine est le deuxième plus grand festival de musique dans le monde en 2013.
La musique amazighe (berbère) est, elle aussi, divisée en sous-groupes, généralement suivant les diverses régions et parlés : amazigh, tachelhite, tarifite, etc. Cette musique est aussi divisée en « moderne » et « traditionnelle ».
La musique afro-marocaine, connue sous le nom de Gnaoua est propre à la région de Marrakech, Essaouira ainsi que le sud du Maroc, les paroles sont soit en arabe, en amazigh ou en un mélange afro-arabe.

### Cinéma

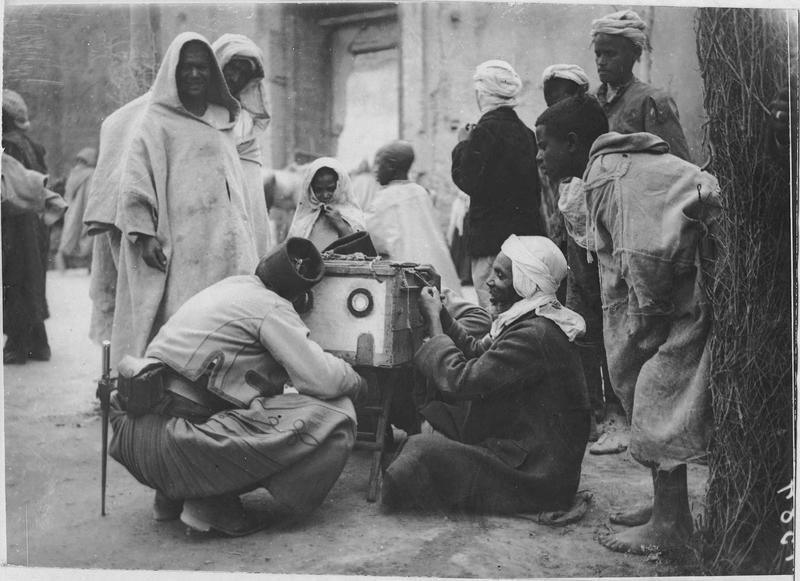
« Cinéma indigène » à Fès (1918).

Le cinéma marocain regroupe à la fois les films, téléfilms et les productions cinématographiques produites au Maroc.
À l'opposé d'autres cinémas d'Europe ou du Maghreb, l'État marocain a longtemps laissé son cinéma trouver par lui-même les moyens nécessaires à sa survie et son épanouissement national et international, créant ainsi un déséquilibre entre cinéma commercial (souvent médiocre) et cinéma esthétisant à public essentiellement élitiste.

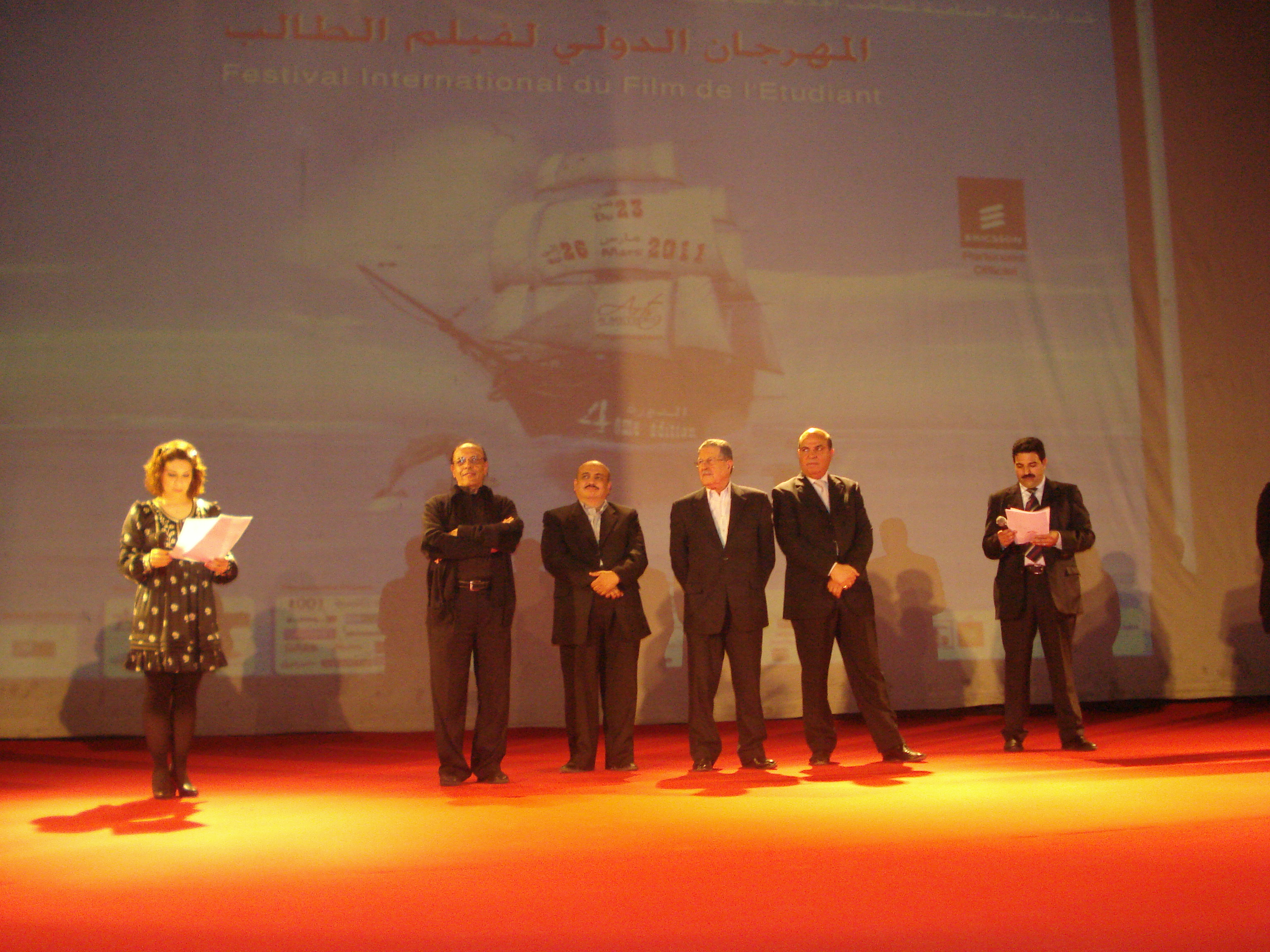
Festival de musique de Casablanca mettant à l'honneur les étudiants du cinéma (2011).

Le Protectorat français du Maroc (1912-1956) avait établi une commission de censure ayant survécu à l'indépendance. Cet organisme de réglementation s'est occupé jusqu'aux années soixante-dix surtout de contrôler la distribution des films étrangers en raison d'une production nationale encore faible comparée à celle des pays francophones voisins. De ce fait, le Maroc a laissé le champ libre à d'autres cinémas concurrents qui se sont affirmés aisément auprès du public marocain ; aujourd'hui, il doit lui faire face avec plusieurs années de retard. Il en est de même pour d'autres secteurs artistiques tel que la musique par exemple.
Récemment, la politique culturelle du pays a changé (en particulier sous l'impulsion du Festival international du film de Marrakech) et le Maroc vient de se doter d'une toute neuve industrie du film (voir infra). À ce jour, le cinéma marocain progresse et les nombreuses perspectives d'évolution semblent prometteuses ; le cinéma marocain est de plus en plus sélectionné et/ou primé dans des festivals arabes, africains et occidentaux, ce qui encourage de plus en plus de jeunes à se lancer dans une carrière dans le 7e art (voir infra). Ce progrès sert également de référence au cinéma africain.

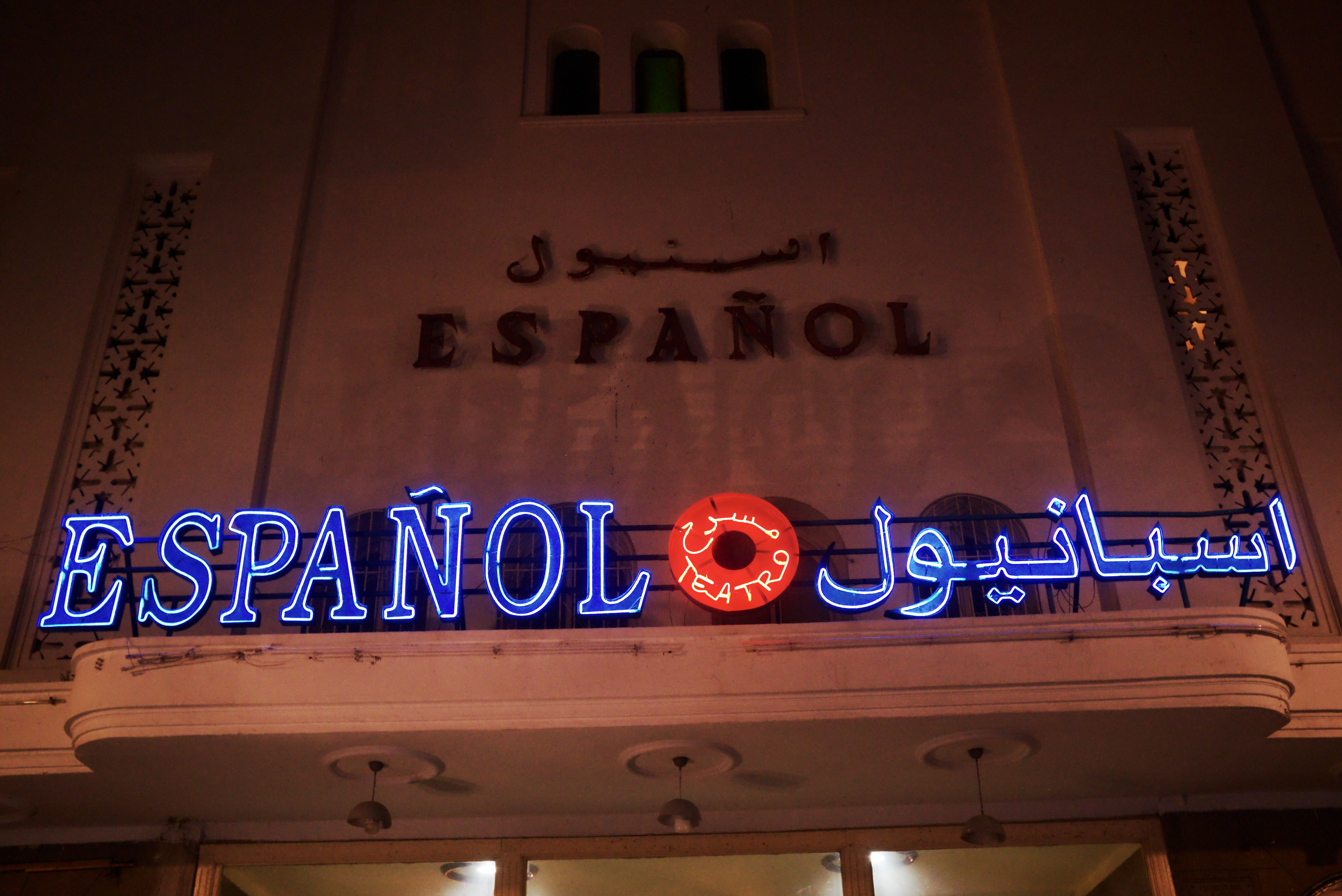
Fronton du cinéma Teatro Español à Tétouan (2019).

Les cas de censures religieuses malgré la constitution de 2011 sont de plus en plus nombreux. Le film Exodus : Gods and Kings de Ridley Scott (évoquant l'exode hors d'Égypte des Hébreux) a tout d'abord obtenu son visa d'exploitation par le Centre cinématographique marocain, visa retiré quelques heures avant la projection pour « raisons religieuses » avant d'être à nouveau autorisé après la censure de certaines scènes.
En mai 2015, alors qu'il était présenté devant un parterre de professionnels lors de la Quinzaine des réalisateurs à Cannes, le film Much Loved de Nabil Ayouch a été sévèrement critiqué au Maroc au travers de quatre bandes-annonces mises à disposition du Festival de Cannes. Le film, qui traite la réalité de la prostitution (féminine et masculine) au Maroc, et en particulier à Marrakech, a déplu aux intégristes religieux et au gouvernement qui a décidé pour raison politique et religieuse une censure totale avant même que la demande de visa d'exploitation ne soit déposée, prétextant avoir visionné le film (alors qu'il n'a pas encore été diffusé ailleurs qu'à Cannes). Les motifs invoqués sont de montrer la pure réalité de la prostitution, contrairement à l'idéologie forcenée prônée par le gouvernement islamiste et les intégristes religieux qu'il n'y a ni prostitution ni homosexualité au Maroc, et surtout à Marrakech. Pourtant, un précédent film de 2012 du même Nabil Ayouch, Les Chevaux de Dieu (évoquant les attentats-suicides de Casablanca de 2003), plusieurs fois primé, montre une scène de viol d'un garçonnet de 10 ans par un autre de 14 ans, situation qui a alors semblé « normale » aux institutions.

### Sport
Le Maroc s'illustre dans de nombreux sports au niveau continental et mondial et constitue la locomotive du développement du sport du continent africain et du monde arabe. À titre d'exemple, l'augmentation à cinq du nombre de pays africains à représenter l'Afrique à la Coupe du monde de football est en partie due aux bonnes prestations que le Maroc réalise ces trois dernières décennies dans ce sport. Il s'illustre également dans d'autres compétitions internationales telles que l'athlétisme, la motomarine, le taekwondo, la boxe thaïe, la pétanque, etc. Voici quelques sportifs et équipes ayant marqué le sport marocain :

#### Athlétisme
- Soufiane El Bakkali décroche la médaille d'or sur 3 000 m Steeple lors des Jeux olympiques de Tokyo 2021 et Championnats du monde d'athlétisme 2022 en réalisant un temps de 8 min 8 s 90 et 8 min 25 s 13, brisant la domination kényane dans cette discipline.
- Hicham El Guerrouj est double médaillé d'or des Jeux olympiques de 2004 sur 1 500 m et 5 000 m et détenteur du record du monde du 1 500 m en 3 min 26 s[458].
- Saïd Aouita réussit à battre les records du monde du 1 500 m et du 5 000 m en 1985. Ancien détenteur du record olympique sur 5 000 m.
- Nawal El Moutawakel, la première femme arabe et africaine à se hisser à ce niveau de compétition et par la même occasion casser tous les tabous dans les pays émergents, elle est vice-présidente du Comité international olympique.
- Khalid Skah, Nezha Bidouane, Hasna Benhassi et Jaouad Gharib s'illustrent dans des courses de fond ou de demi-fond.

#### Football
- La sélection nationale participe aux Coupes du monde en 1970, 1986, 1994, 1998, 2018 et 2022. En 1986, le Maroc se qualifie en huitièmes de finale. C'est le premier pays arabe et africain à atteindre ce stade de la compétition et pour la première fois de son histoire, le Maroc est le premier pays africain et arabe à se qualifier pour les demi-finales de la Coupe du Monde 2022 en battant le Portugal[459].
- Le Maroc remporte la Coupe d'Afrique des nations de football en 1976 et a été finaliste en 2004.
- Le Maroc se classe 4e à la Coupe du monde de football des moins de 20 ans 2005 organisés aux Pays-Bas.
- L'équipe olympique se qualifie sept fois aux Jeux olympiques.
- Le Raja Club Athletic est le premier club arabe et africain à se qualifier à la Coupe du monde des clubs en 2000 et le premier club arabe à atteindre la finale de cette compétition en 2013. Il est aussi le club marocain plus titré en compétitions internationales (reconnues par la FIFA) avec, entre autres, trois Ligues des champions de la CAF. Le Wydad Athletic Club est le club marocain le plus titré au niveau national avec 20 titres en championnat et un total de 40 titres nationaux et internationaux. Les AS FAR de Rabat est le plus titré en Coupe du Trône. Les clubs du Maghreb de Fès, FUS de Rabat, KAC de Kénitra et Kawkab de Marrakech ont gagné à plusieurs reprises des compétitions continentales et régionales tels que la Coupe arabe des clubs champions, la Coupe de la CAF (anciennement Coupe d'Afrique des vainqueurs de coupe de football), la Supercoupe de la CAF, la Coupe afro-asiatique des clubs de football (abandonnée après la création de la Coupe du monde des clubs de la FIFA)…

#### Tennis
- Younès El Aynaoui est quart de finaliste de l'Open d'Australie en 2000 et 2003 puis à l'US Open en 2002, 2003. Son meilleur classement est la 13e place mondiale qu'il atteint le 3 novembre 2003 après sa victoire au tournoi de Doha. Il est considéré comme le meilleur tennisman marocain de l'histoire.
- Hicham Arazi est classé 22e meilleur joueur mondial le 5 novembre 2001 tandis que Karim Alami est 25e le 15 mai 2000.

#### Sports de combat
- Mustapha Lakhsem, 8 fois champion du monde de kick-boxing et de full-contact.
- Badr Hari, un des plus grands kickboxeurs de l'histoire, est 6 fois champion du monde.
- Mohamed Rabii, champion du monde de boxe en 2015 et médaille de bronze aux Jeux olympiques de Rio 2016.

#### Pétanque
Le Maroc est champion du monde de pétanque à quatre reprises.

#### Galerie

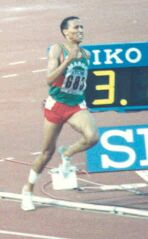
Saïd Aouita, athlète, ancien détenteur des records du monde du 1 500 m, 2 000 m, 3 000 m et 5 000 m.
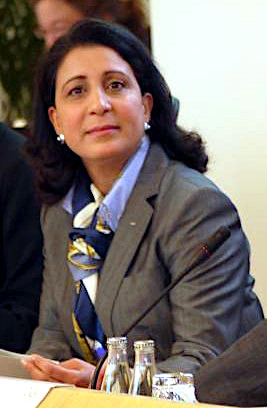
Nawal El Moutawakel, 1re femme arabe, africaine et musulmane à remporter une médaille d'or aux Jeux olympiques.
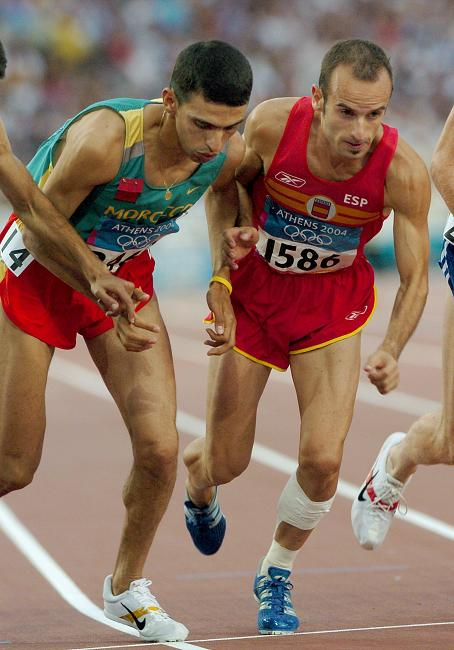
Hicham El Guerrouj, double champion olympique et quadruple champion du monde.
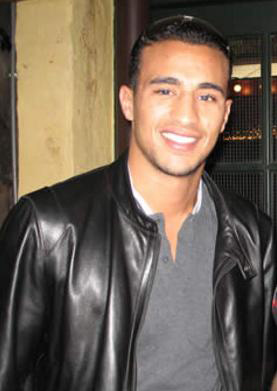
Badr Hari, parmi les plus importants kickboxeurs au monde.
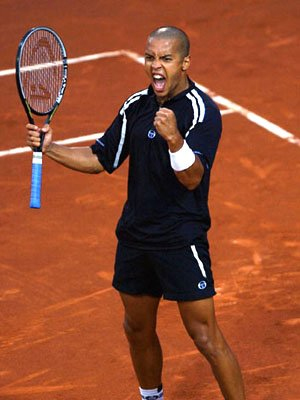
Hicham Arazi, tennisman surnommé « le péon des courts ».
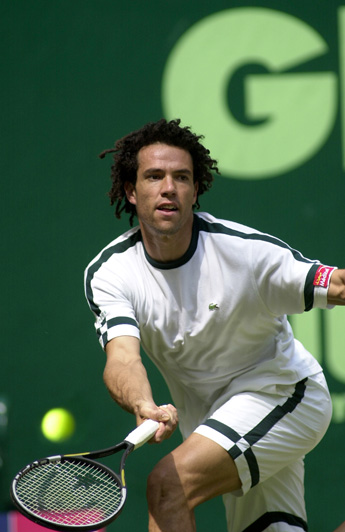
Younès El Aynaoui, tennisman classé 14e mondial en 2003.
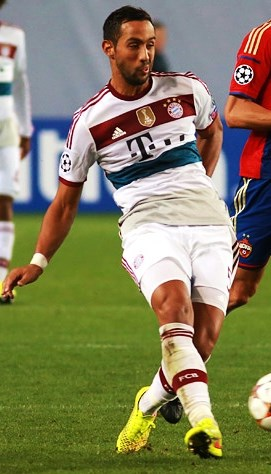
Mehdi Benatia, footballeur ayant notamment joué au Bayern Munich et à la Juventus.

## Patrimoine national

### Patrimoine naturel
La conscience sur le patrimoine naturel du Maroc est faible. Le film documentaire Le Fil vert aborde en 2010 le problème de la conservation de l'environnement et la biodiversité.

## Monuments et sites remarquables du Maroc

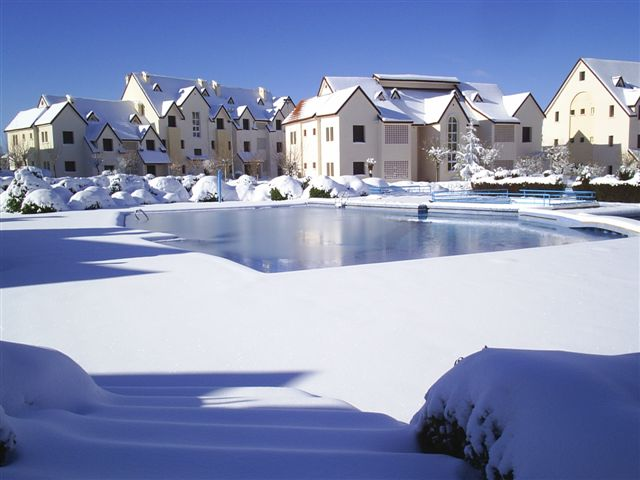
Des chalets à Ifrane dans le Moyen Atlas.
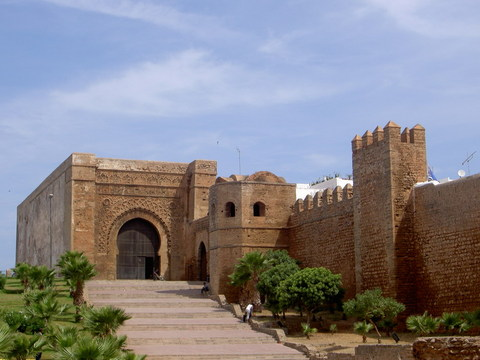
La Kasbah des Oudayas à Rabat.
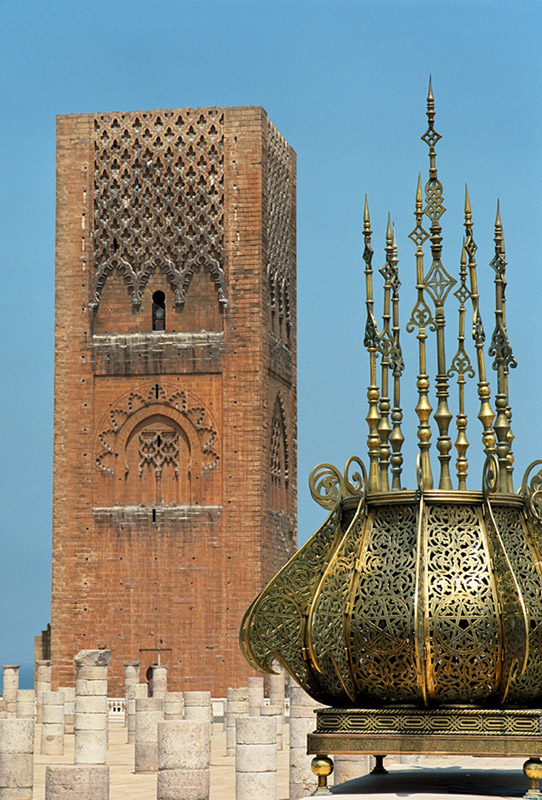
La tour Hassan à Rabat.
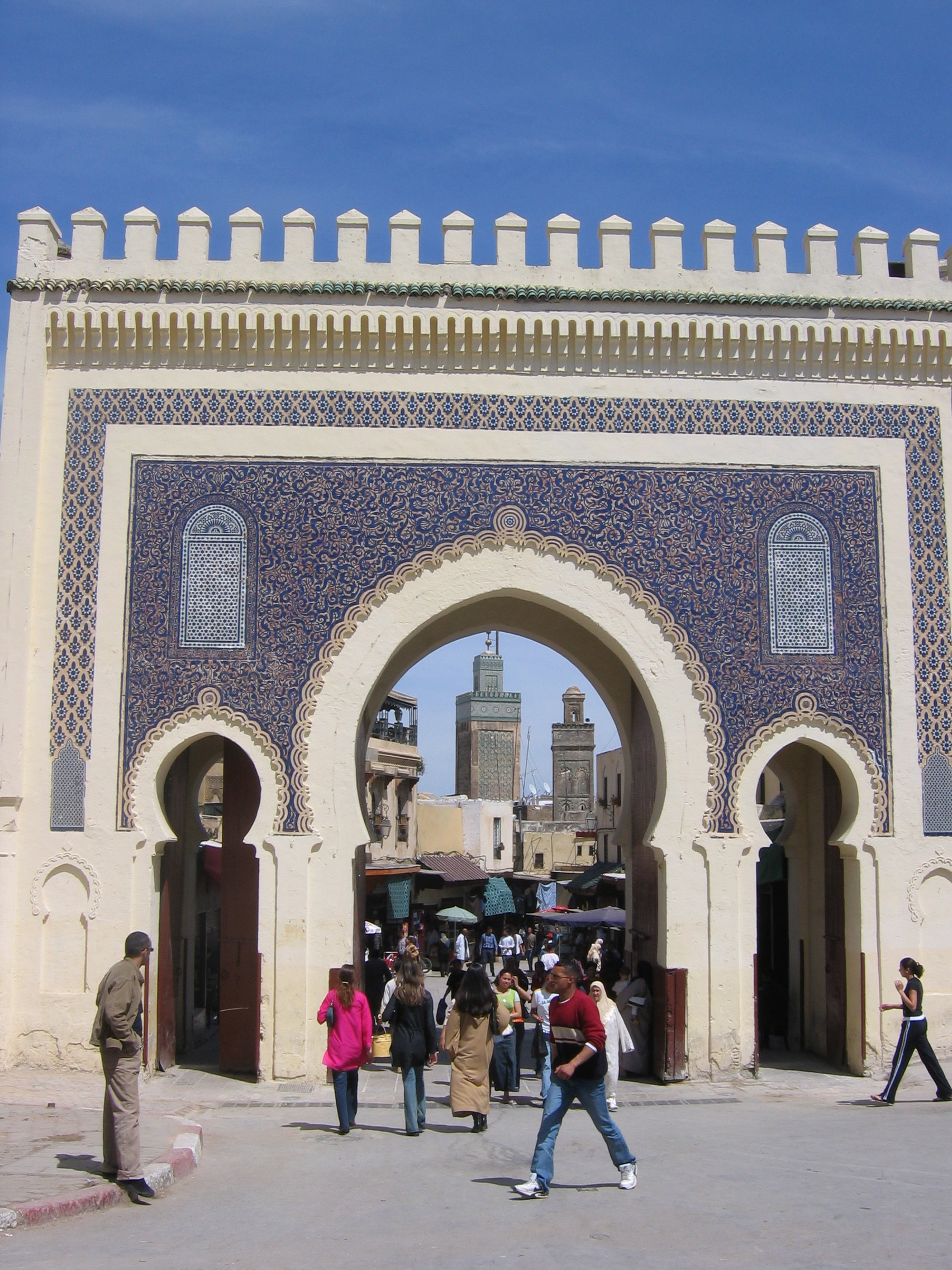
Bab Bou Jeloud à Fès.
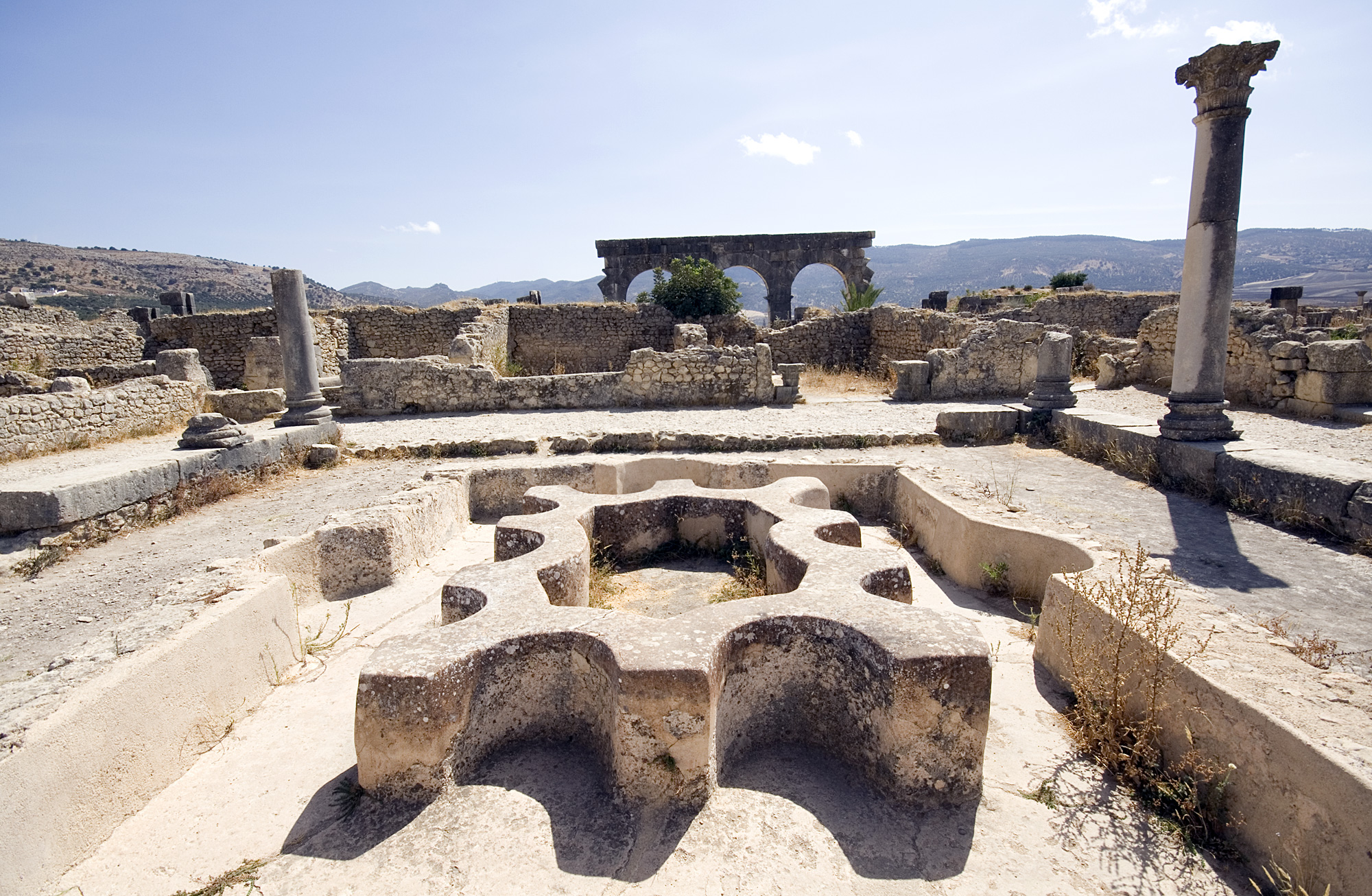
Thermes romains au site archéologique de Volubilis.
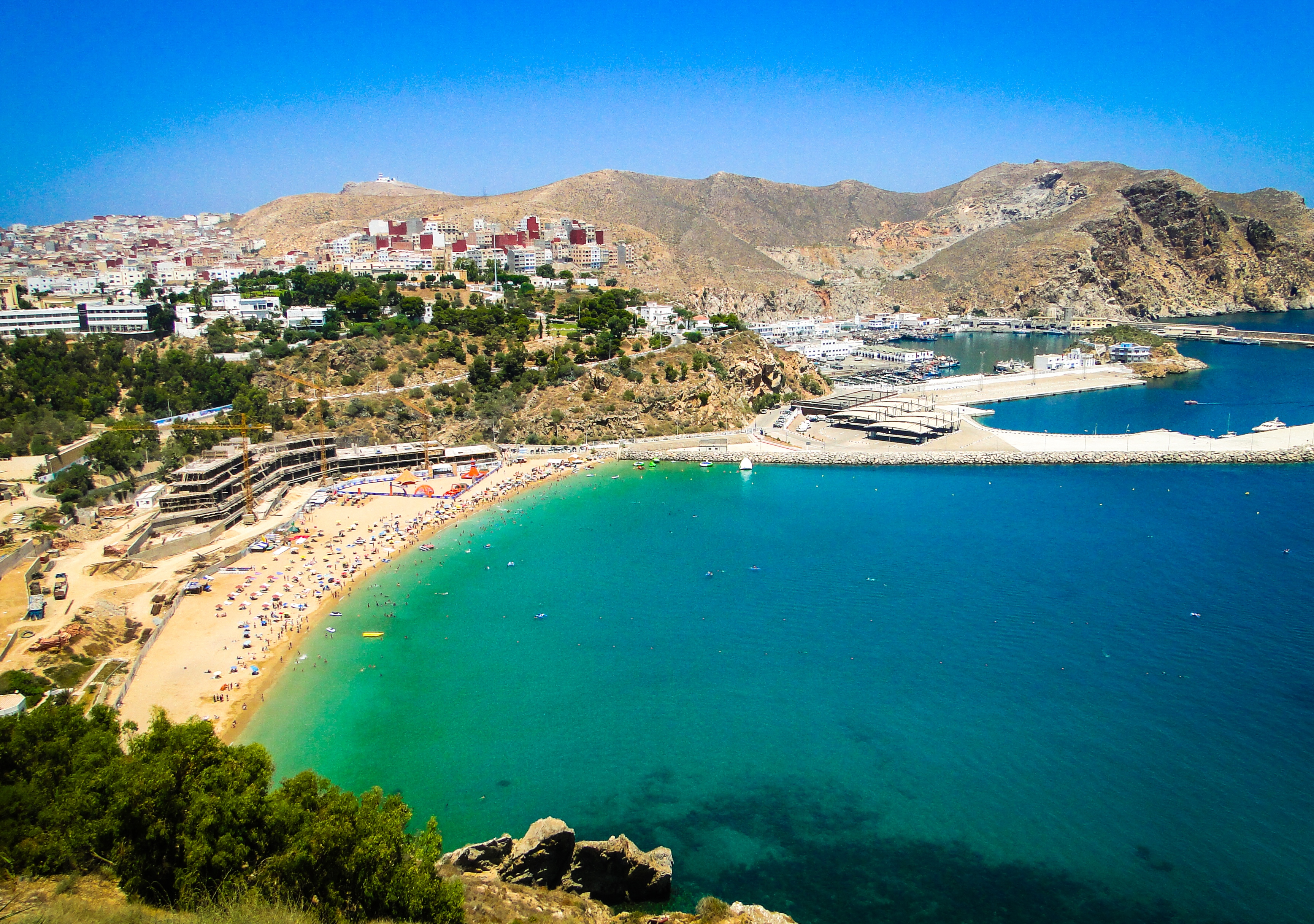
Plage de la côte méditerranéenne (Al Hoceïma).
Palais royal à Tétouan.
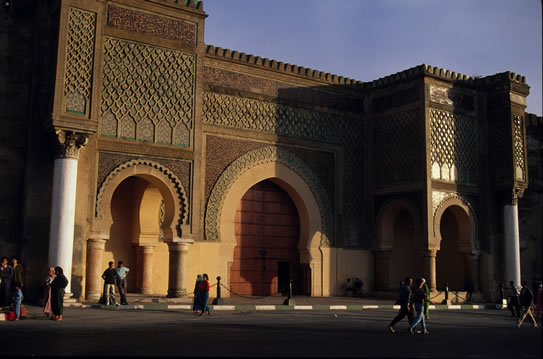
Bab Mansour el Aleuj.
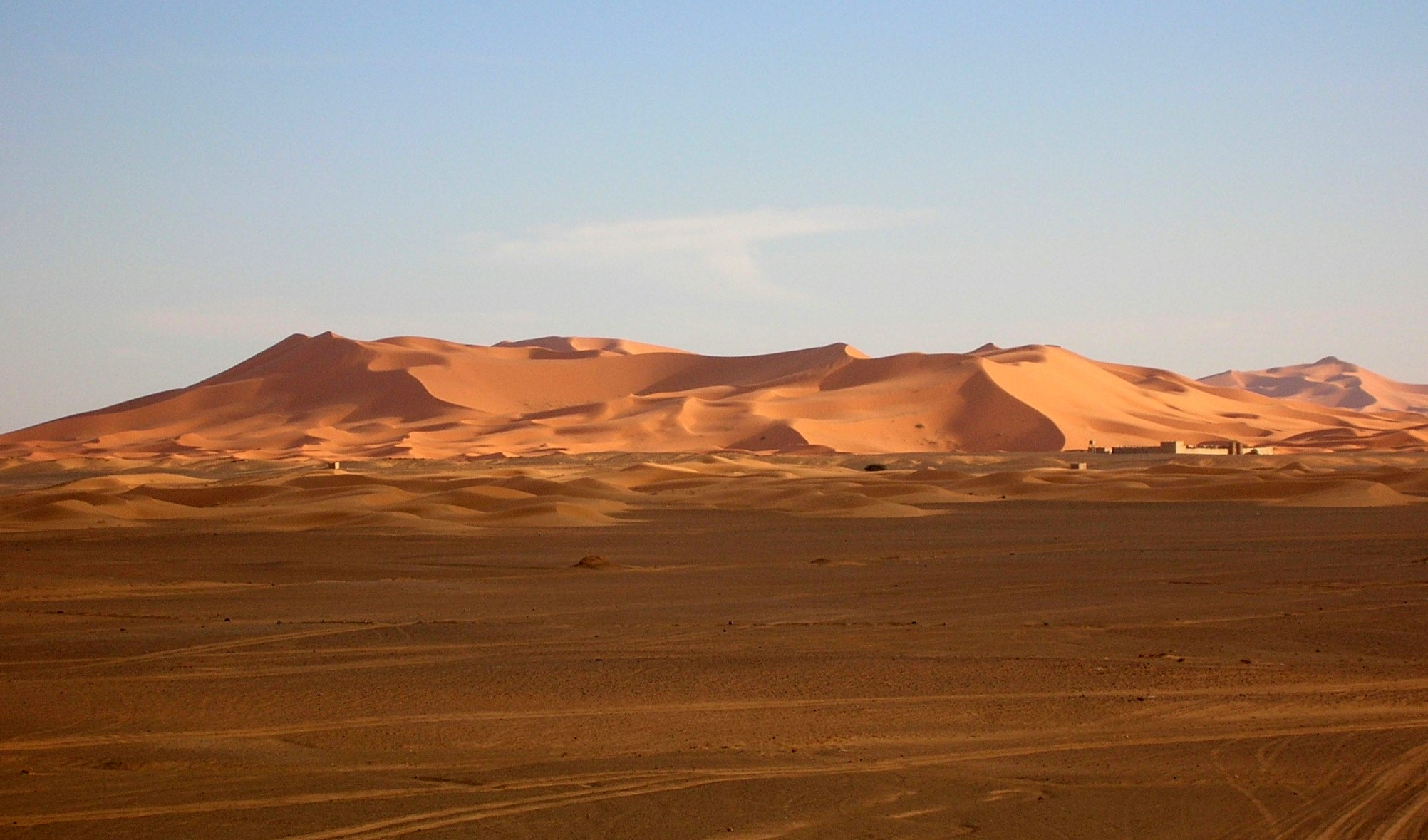
Dunes de Merzouga.
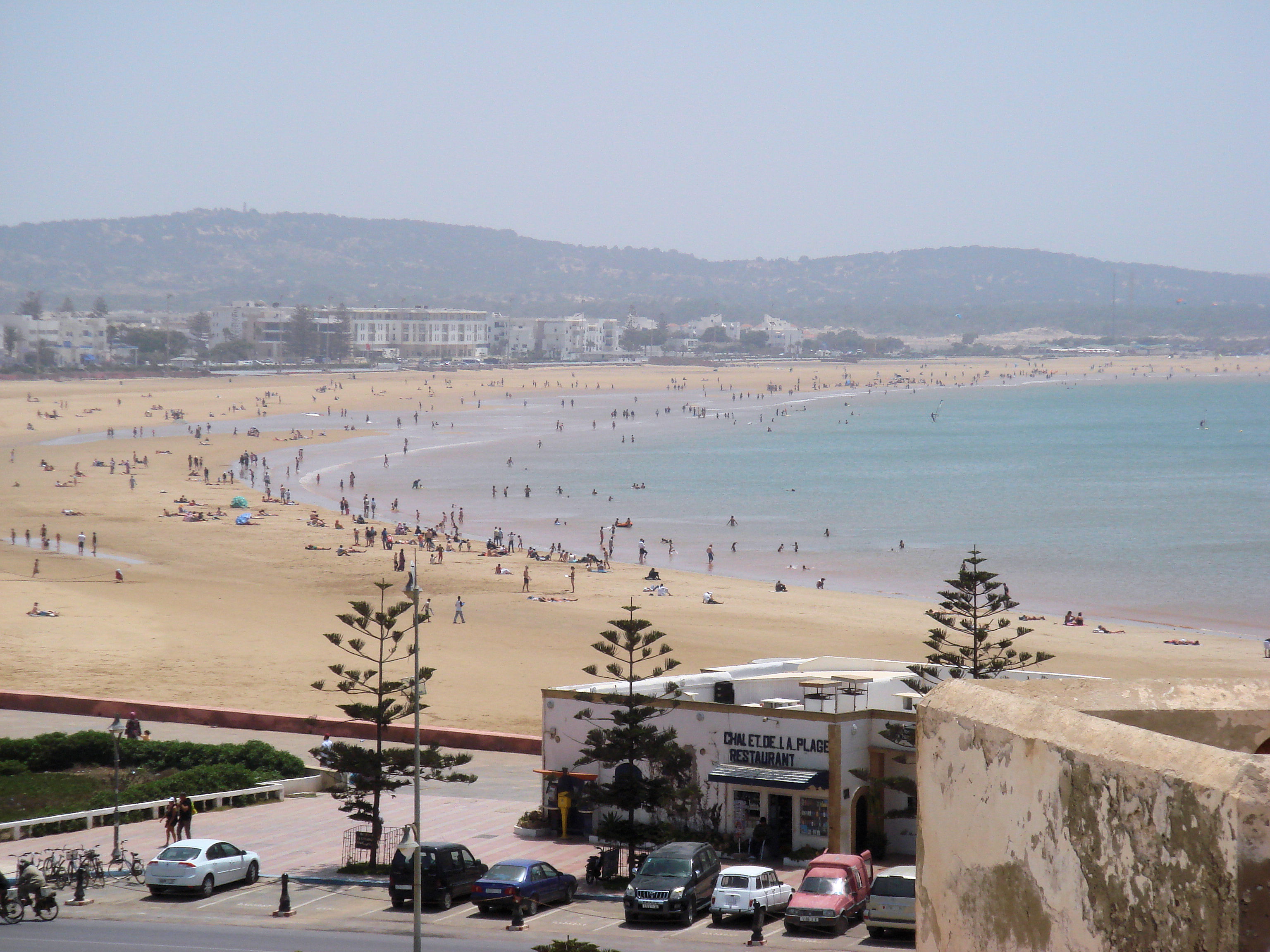
Plage d'Essaouira sur l'océan Atlantique.
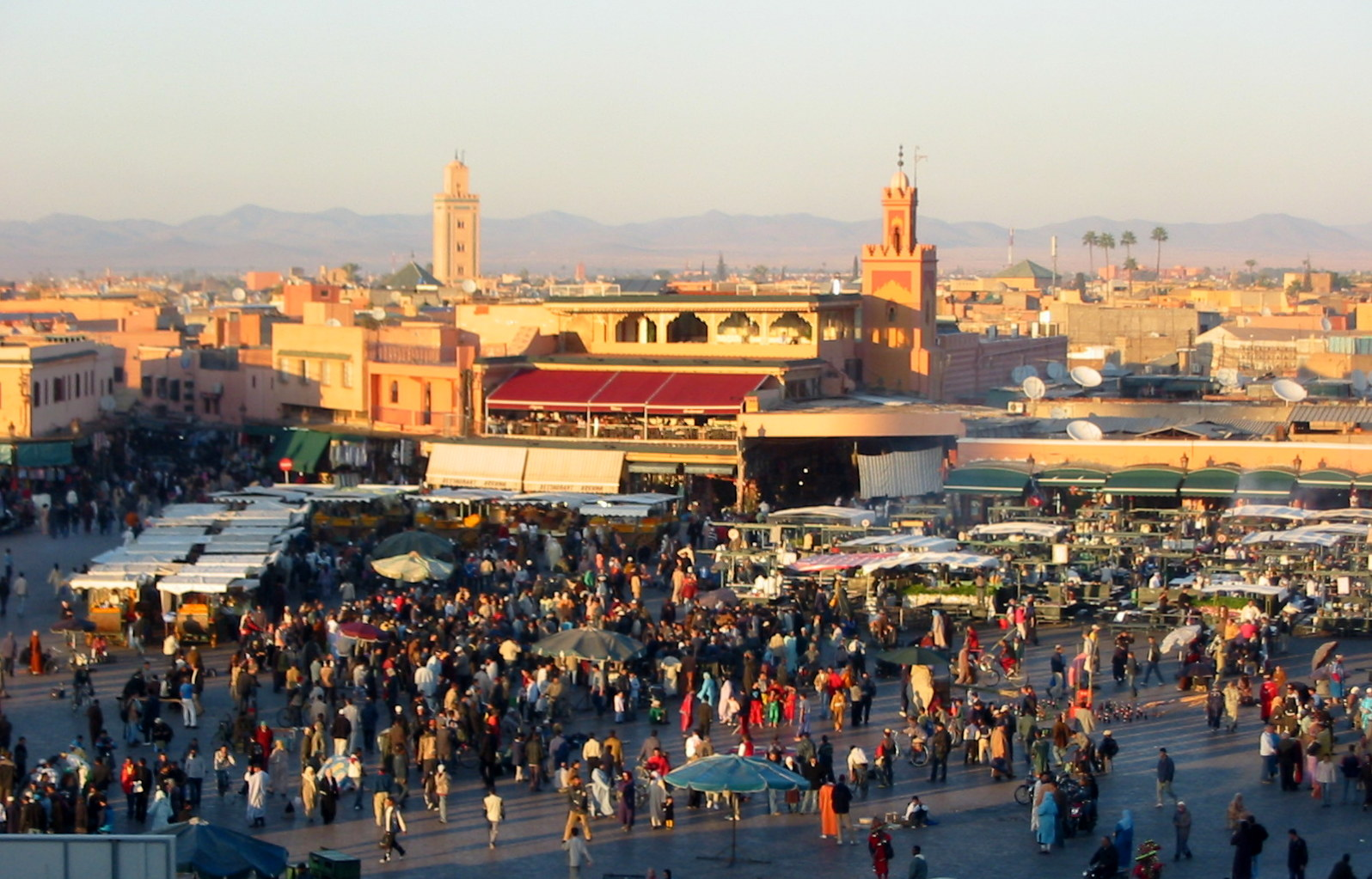
Place Jemaa el-Fna.
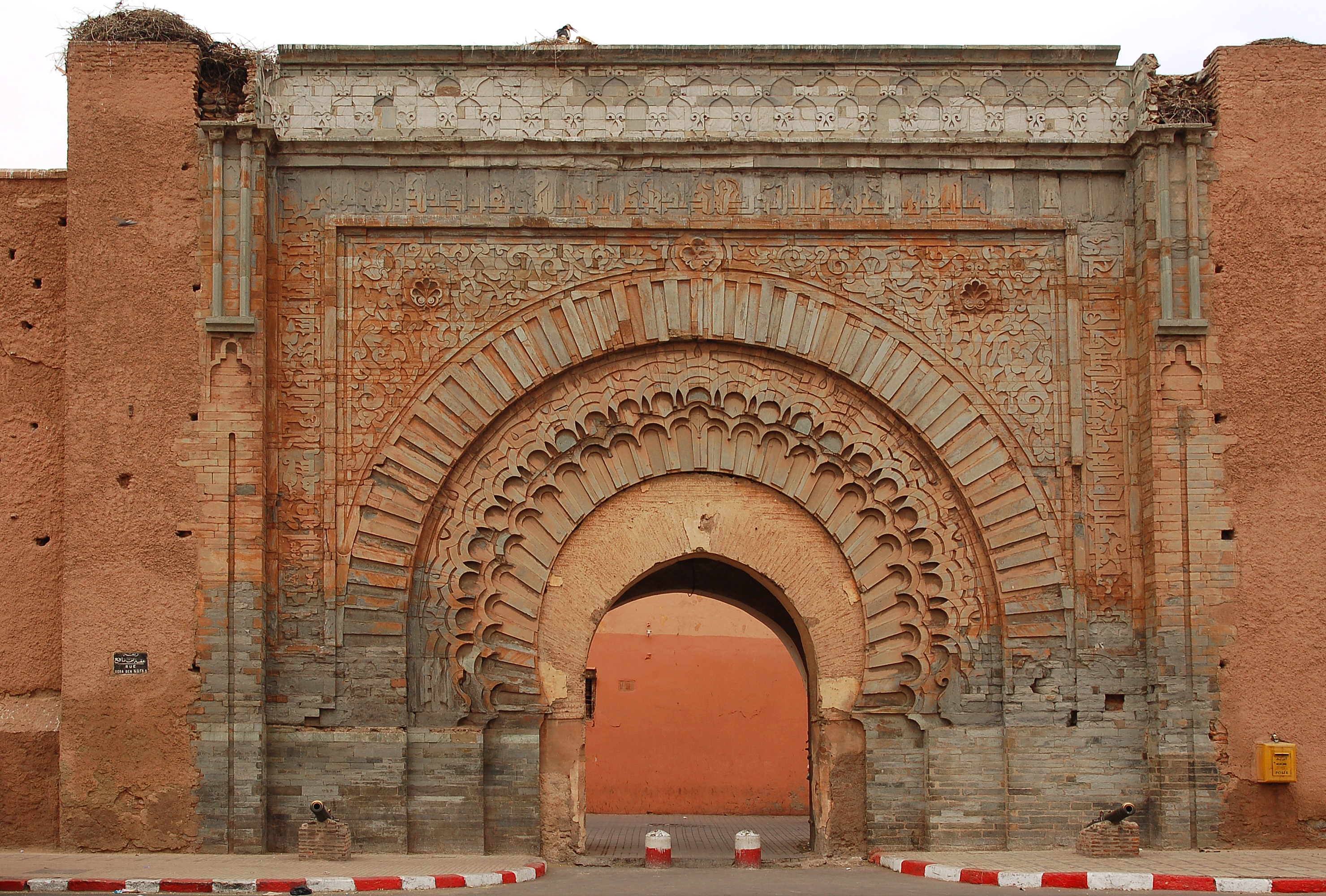
Bab Agnaou à Marrakech.
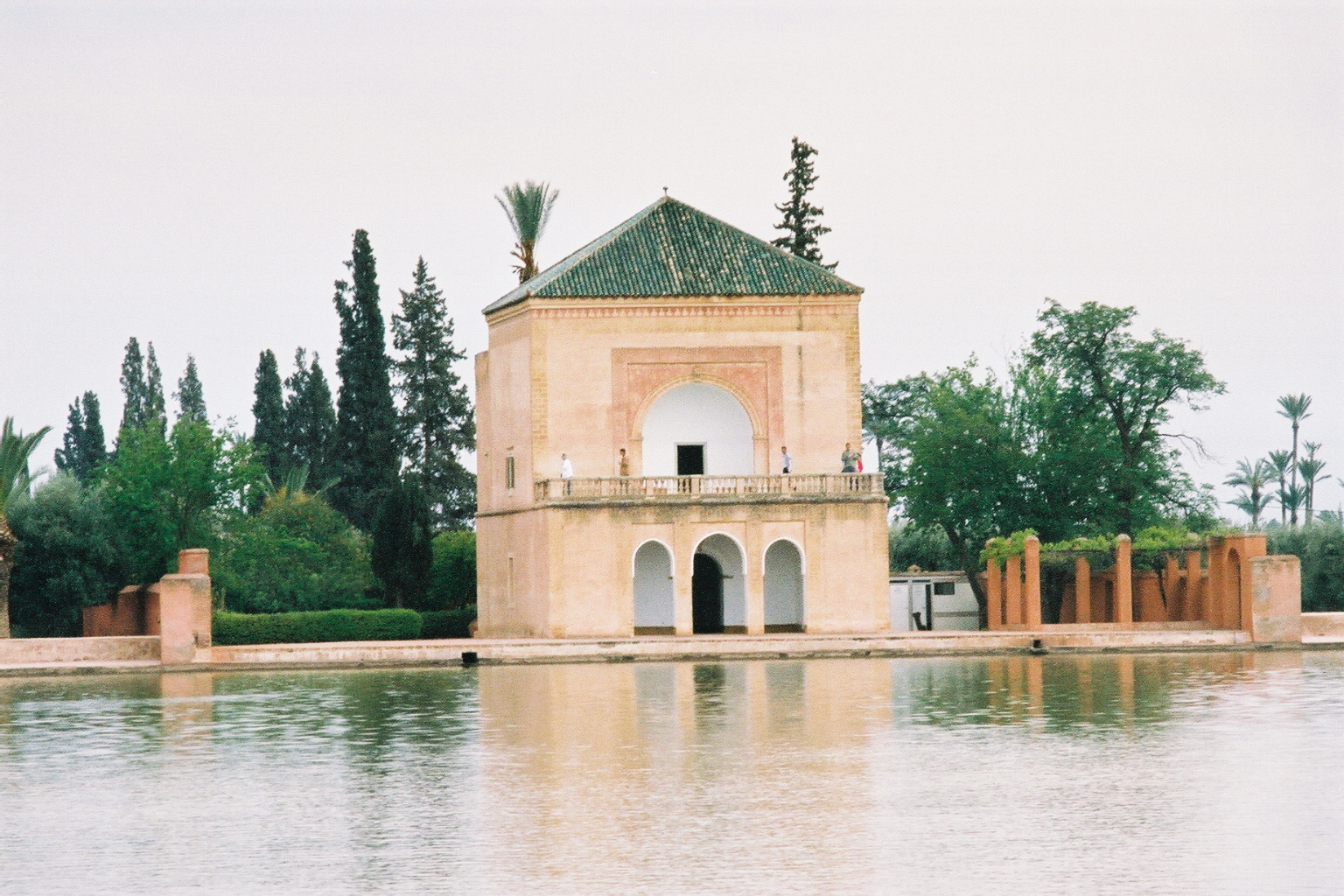
La Ménara.
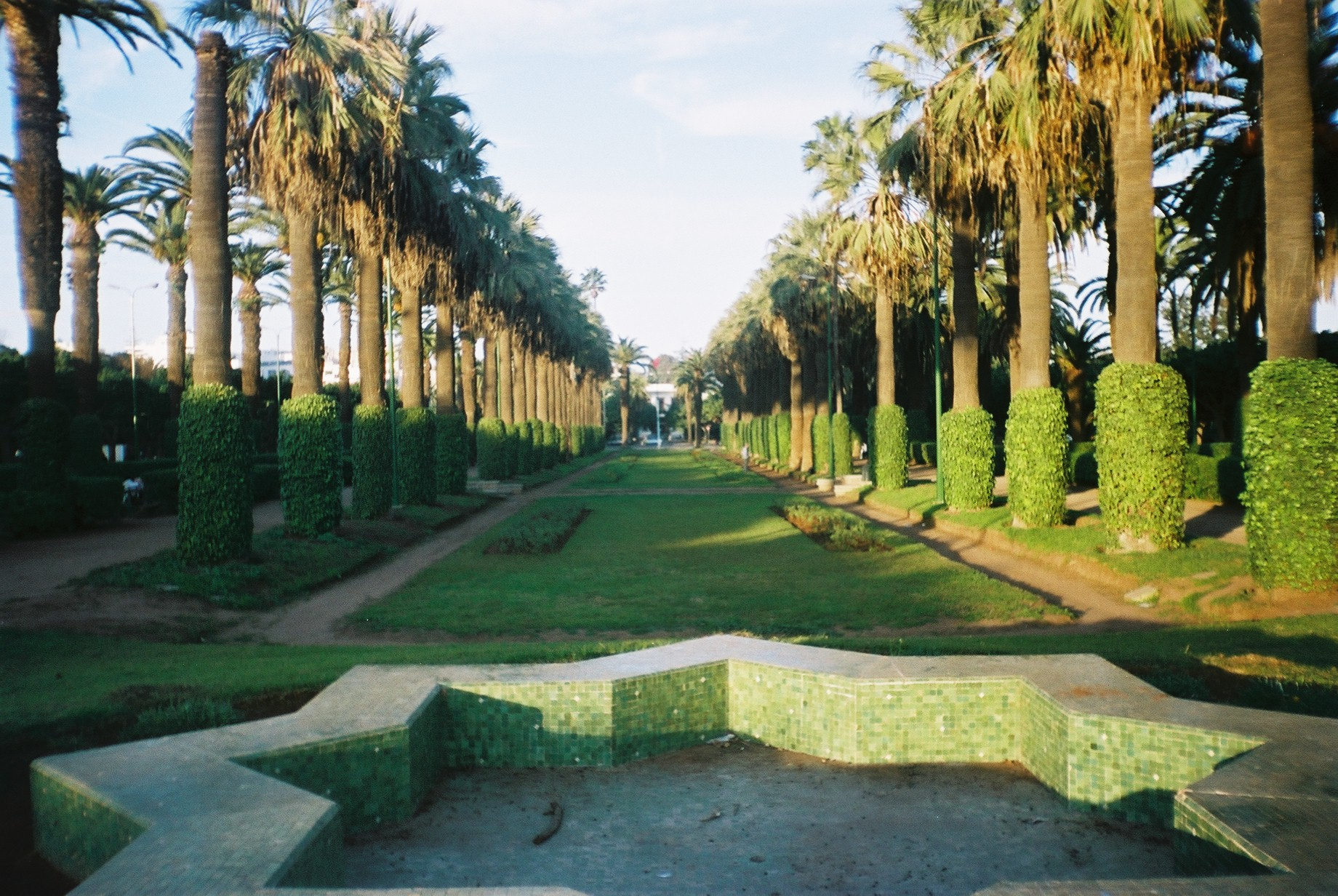
Parc de la Ligue arabe à Casablanca.
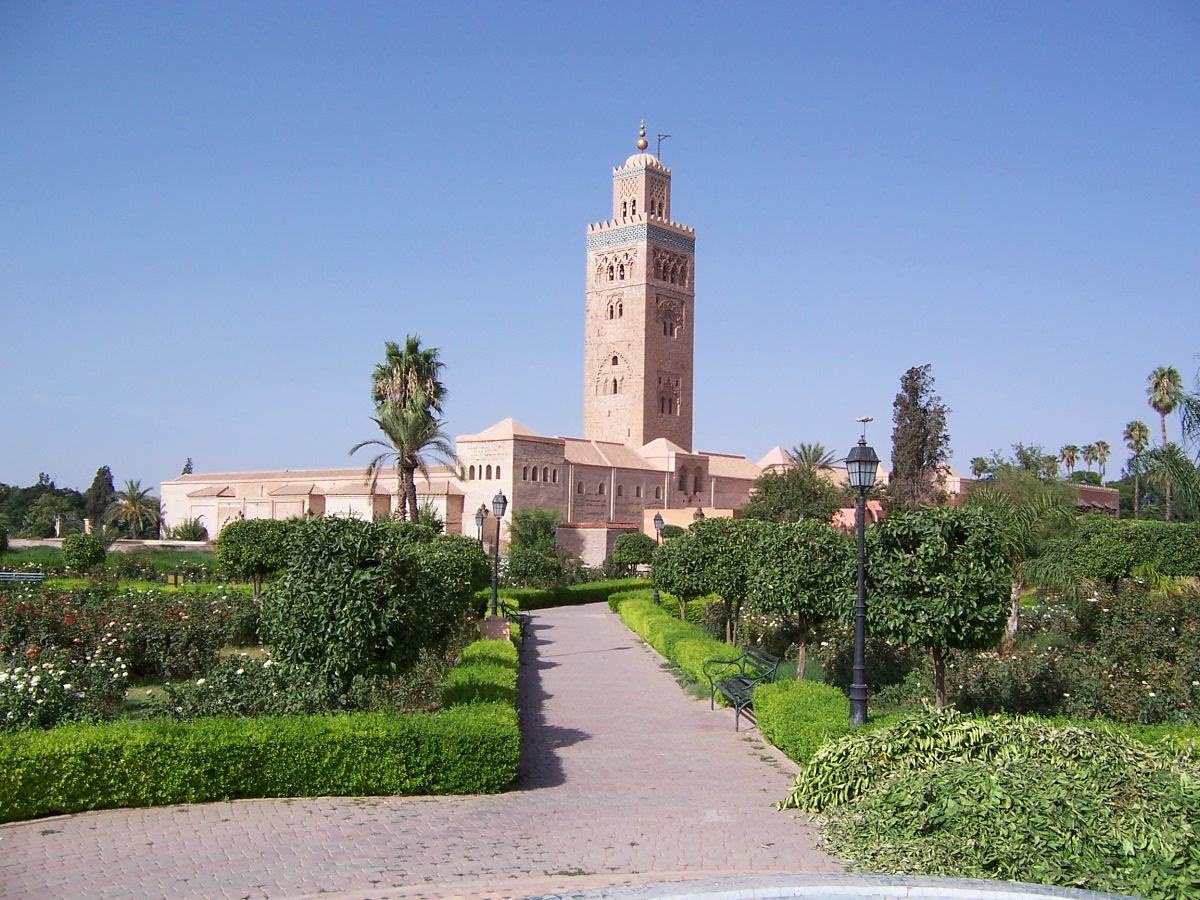
La mosquée Koutoubia.
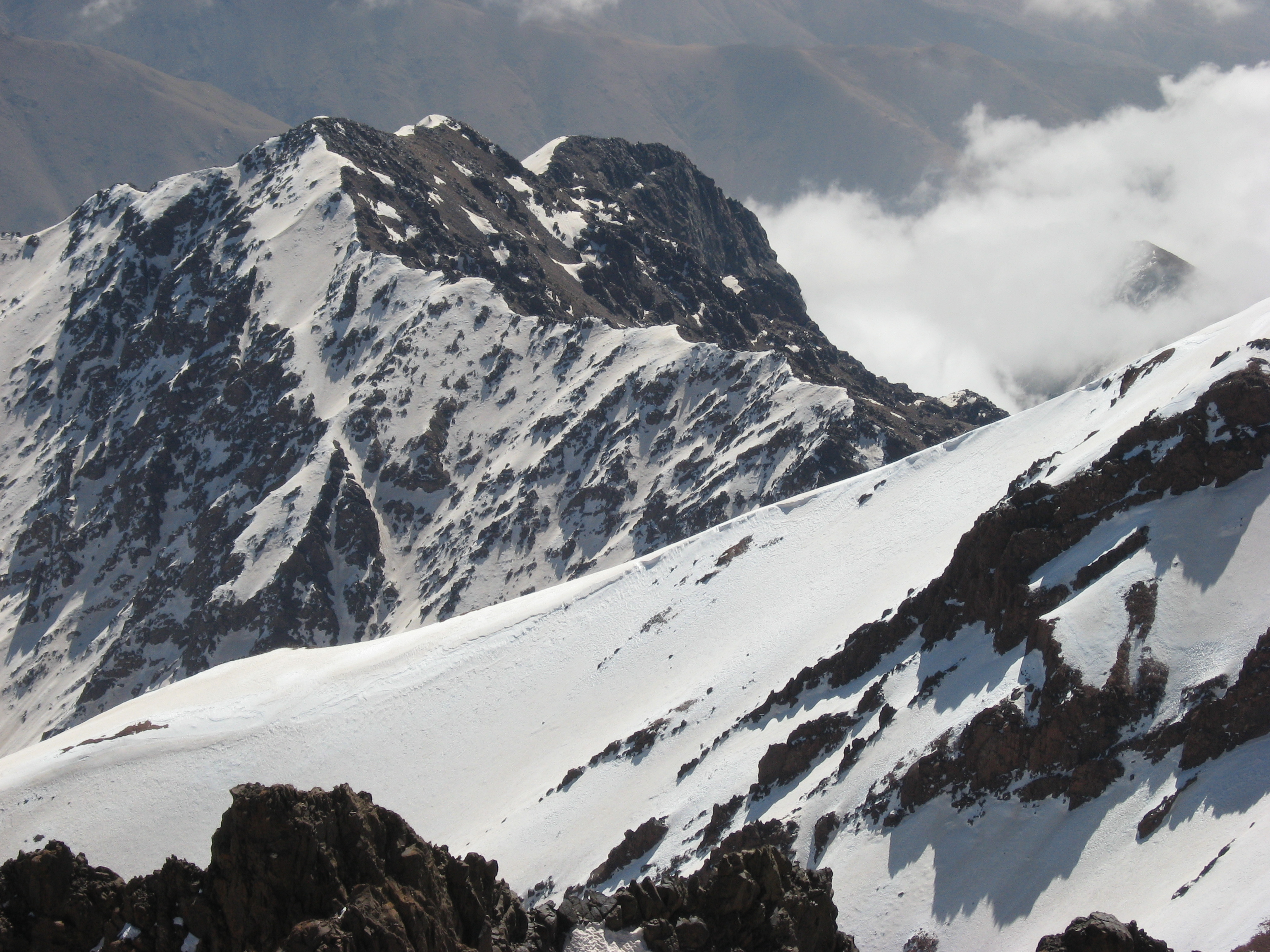
Massif du Toubkal dans le Haut Atlas, point culminant de l'Afrique du Nord à 4 167 mètres.
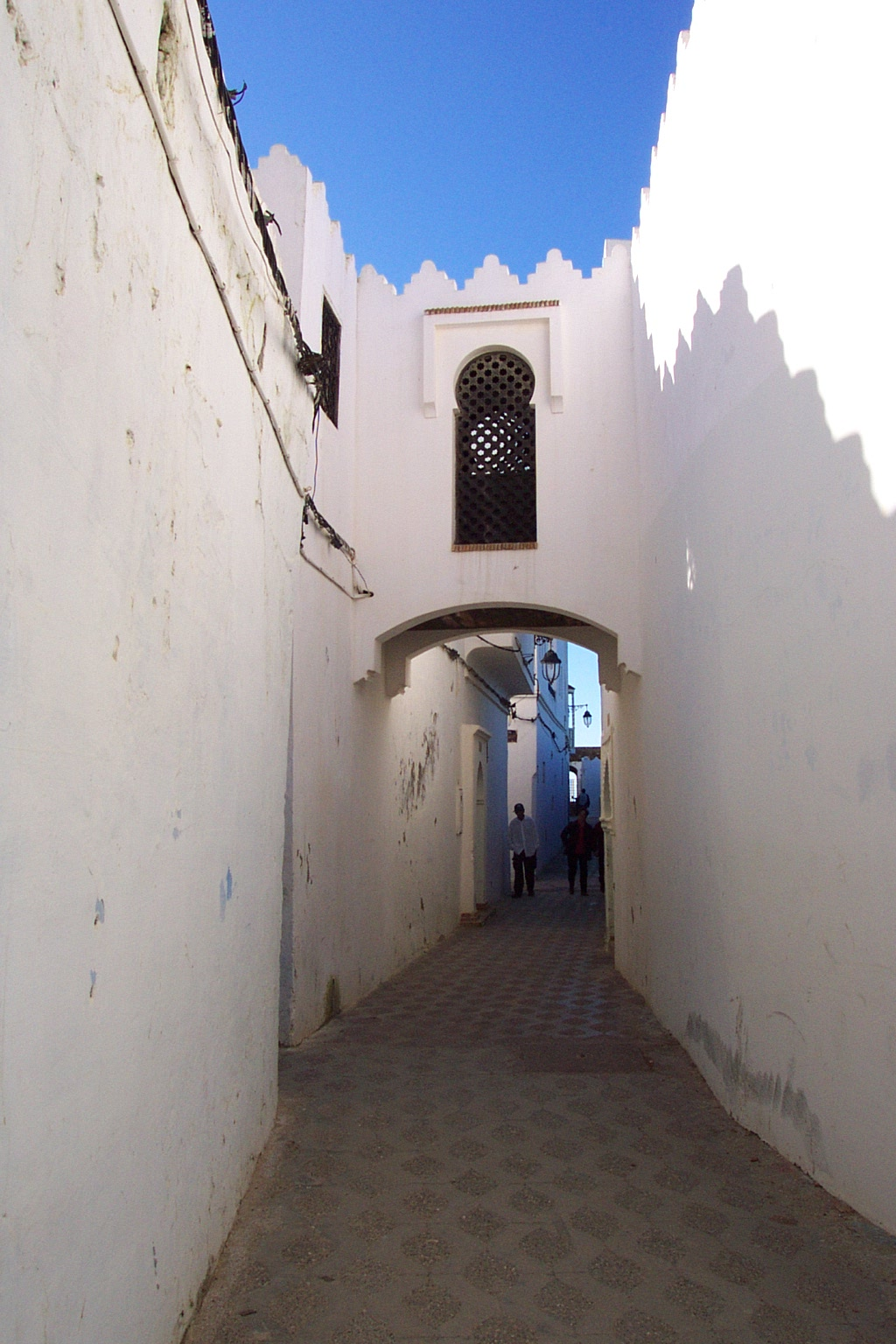
Rues d'Assilah.
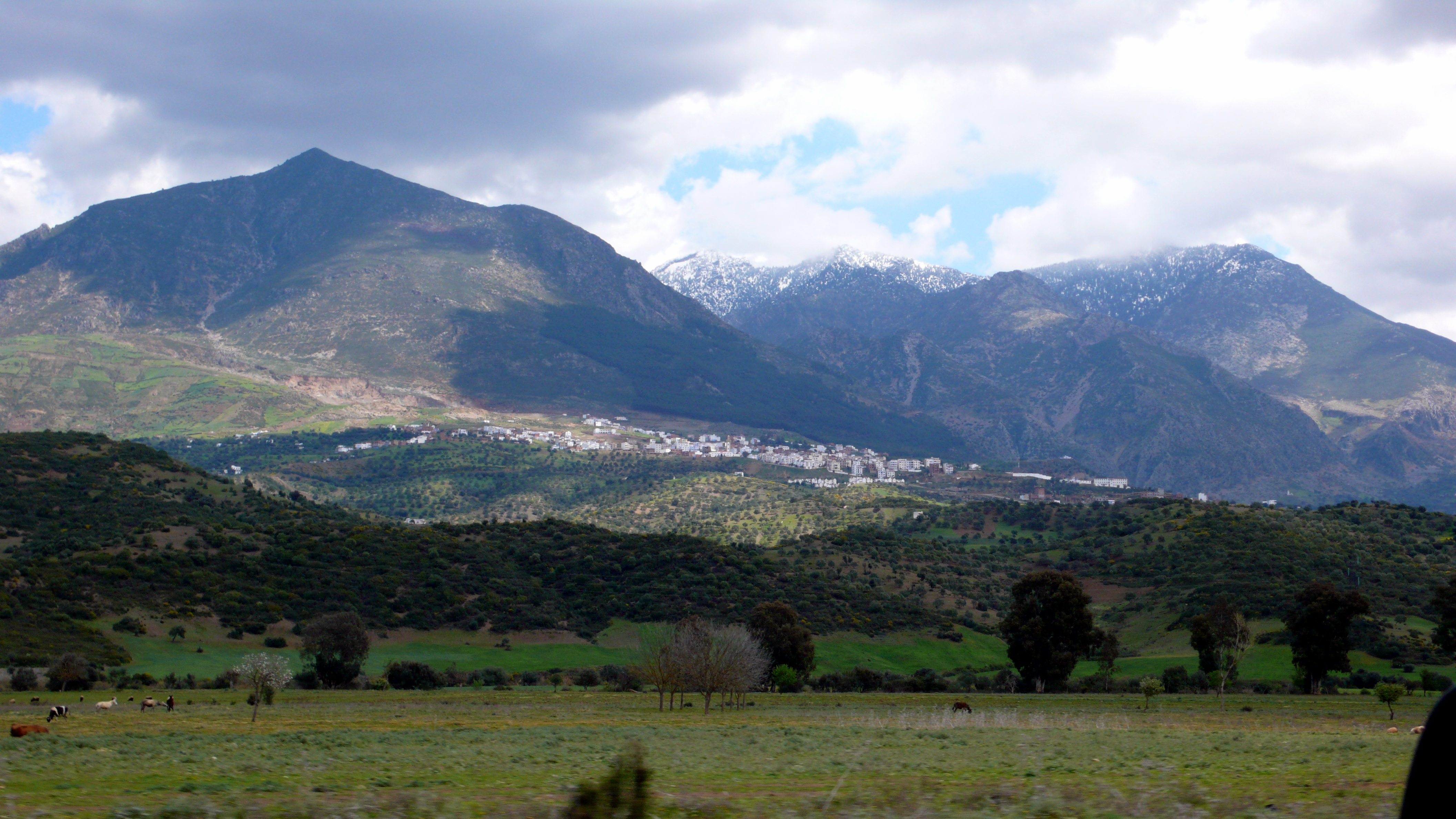
Montagnes du Rif dans le nord du Maroc.
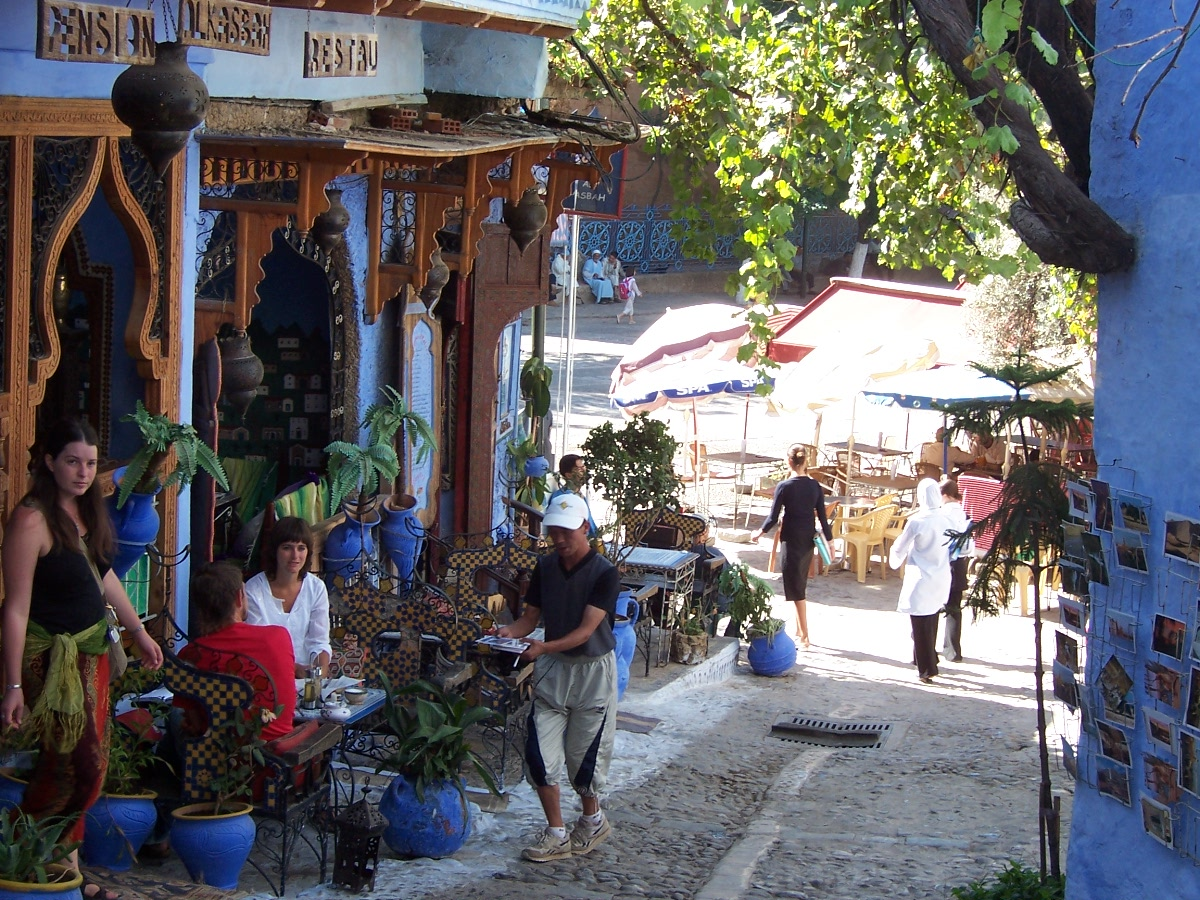
Rues de Chefchaouen.
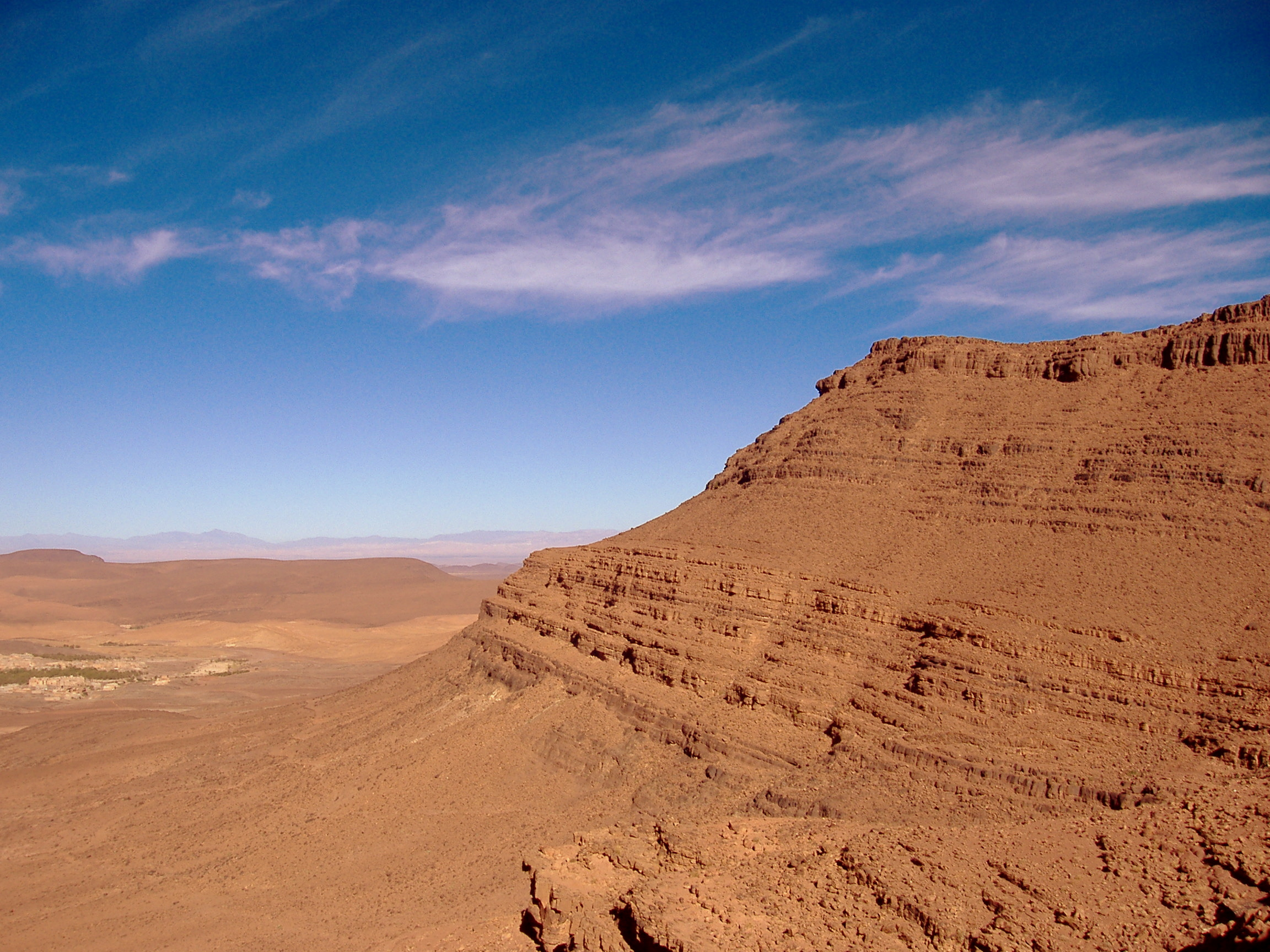
Paysage à proximité de Ouarzazate.
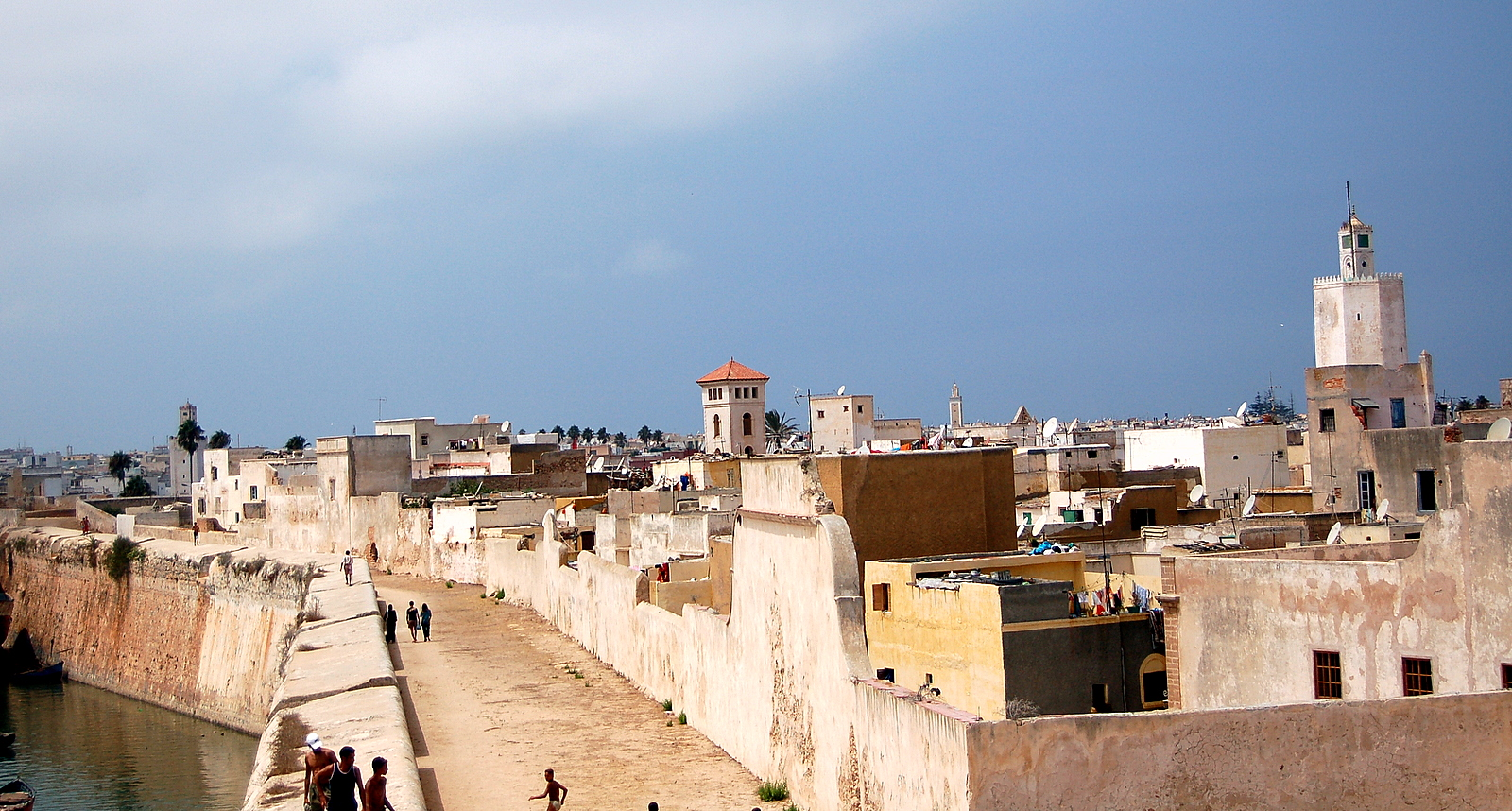
Médina d'El Jadida.
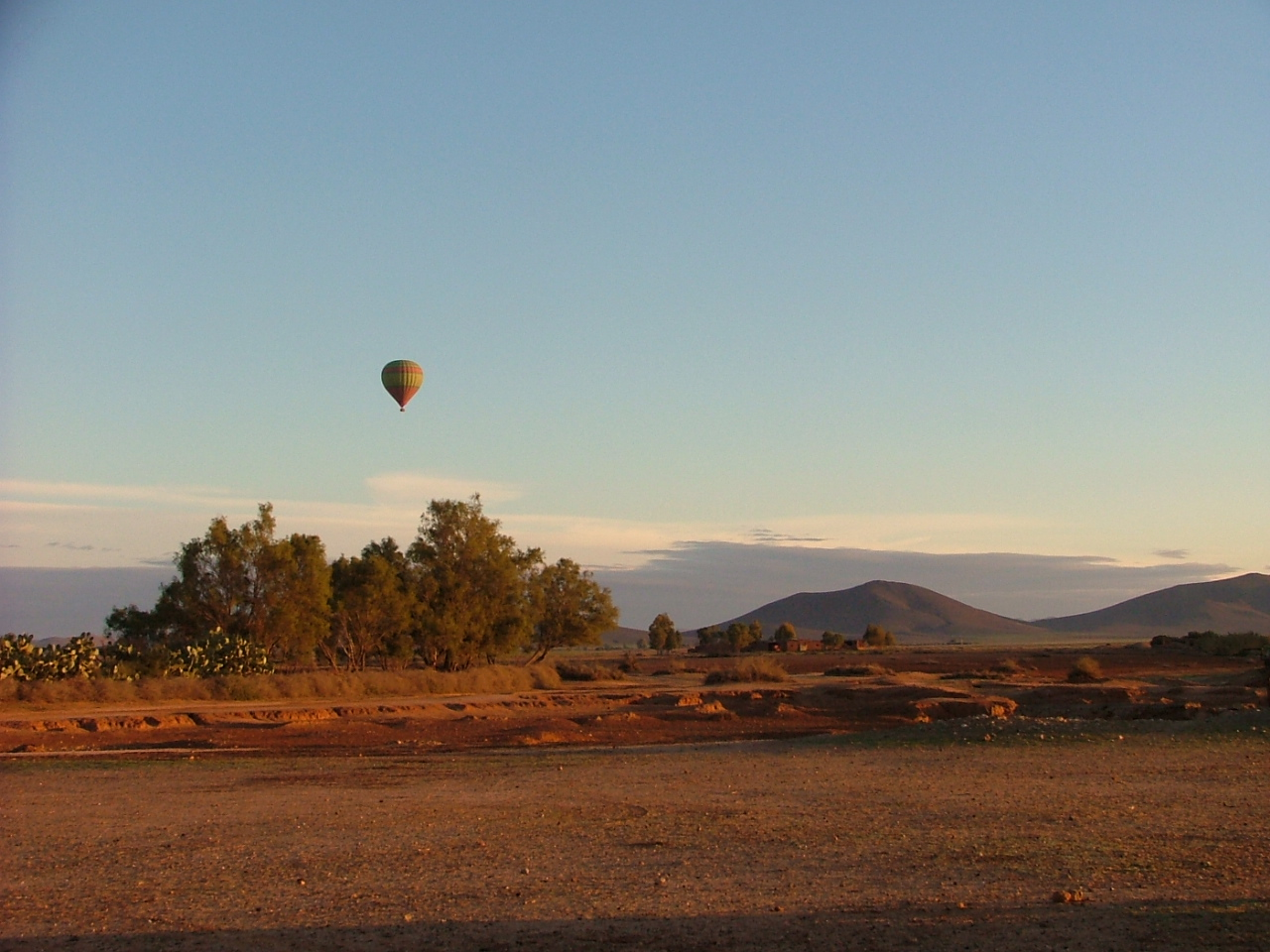
Vol en montgolfière à Marrakech.
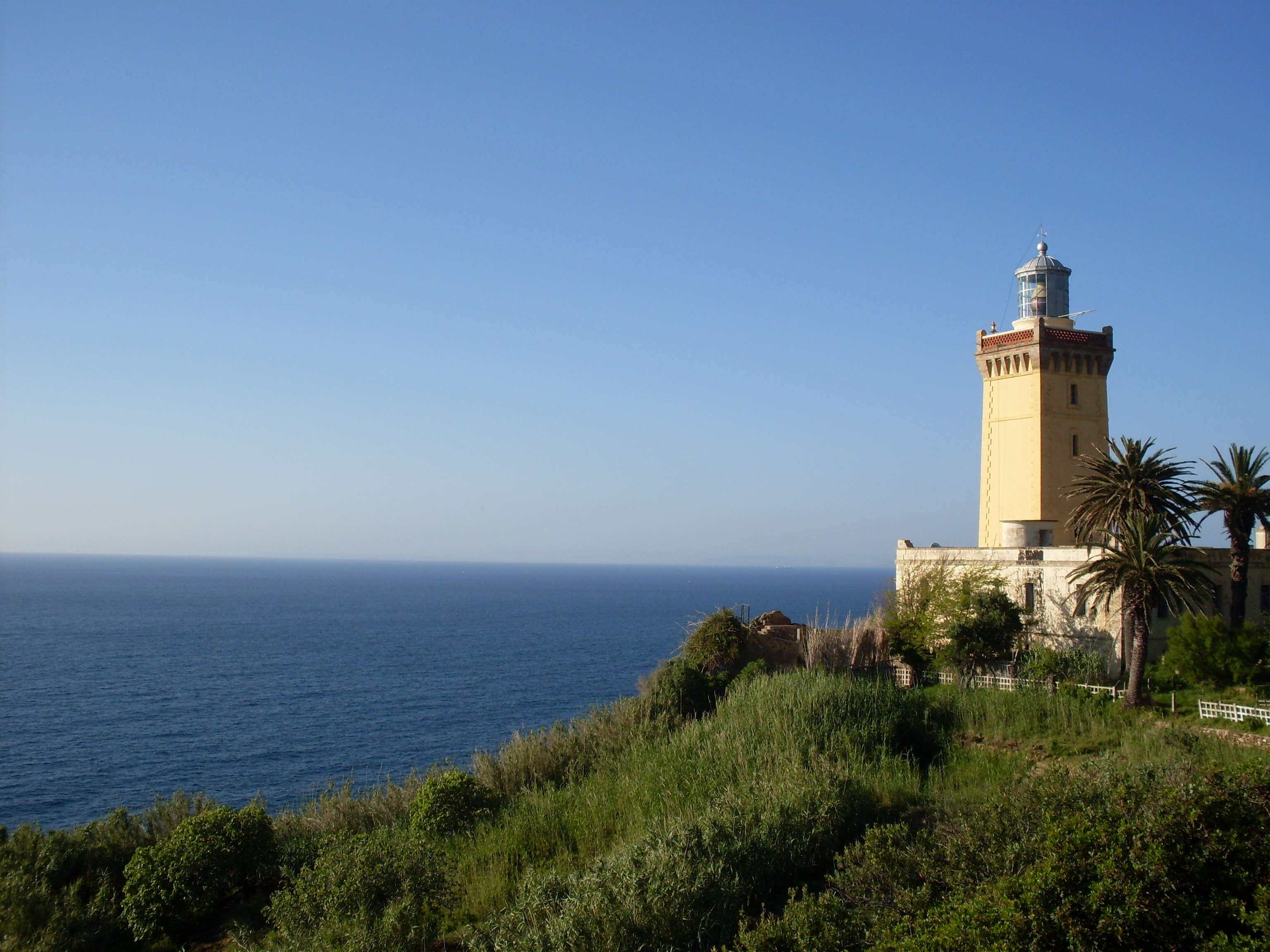
Phare du cap Spartel à l'entrée du détroit de Gibraltar.
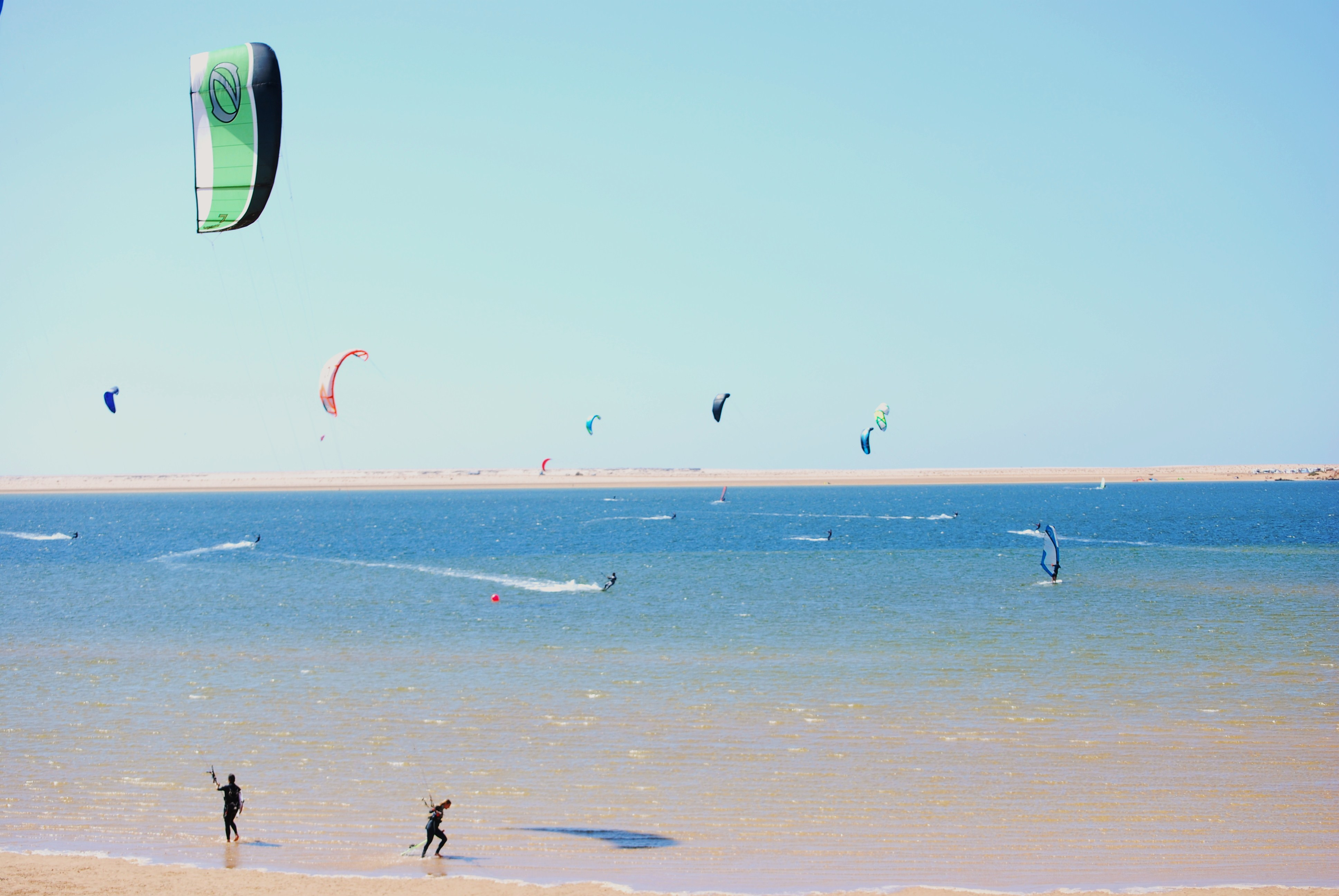
La lagune de Dakhla.
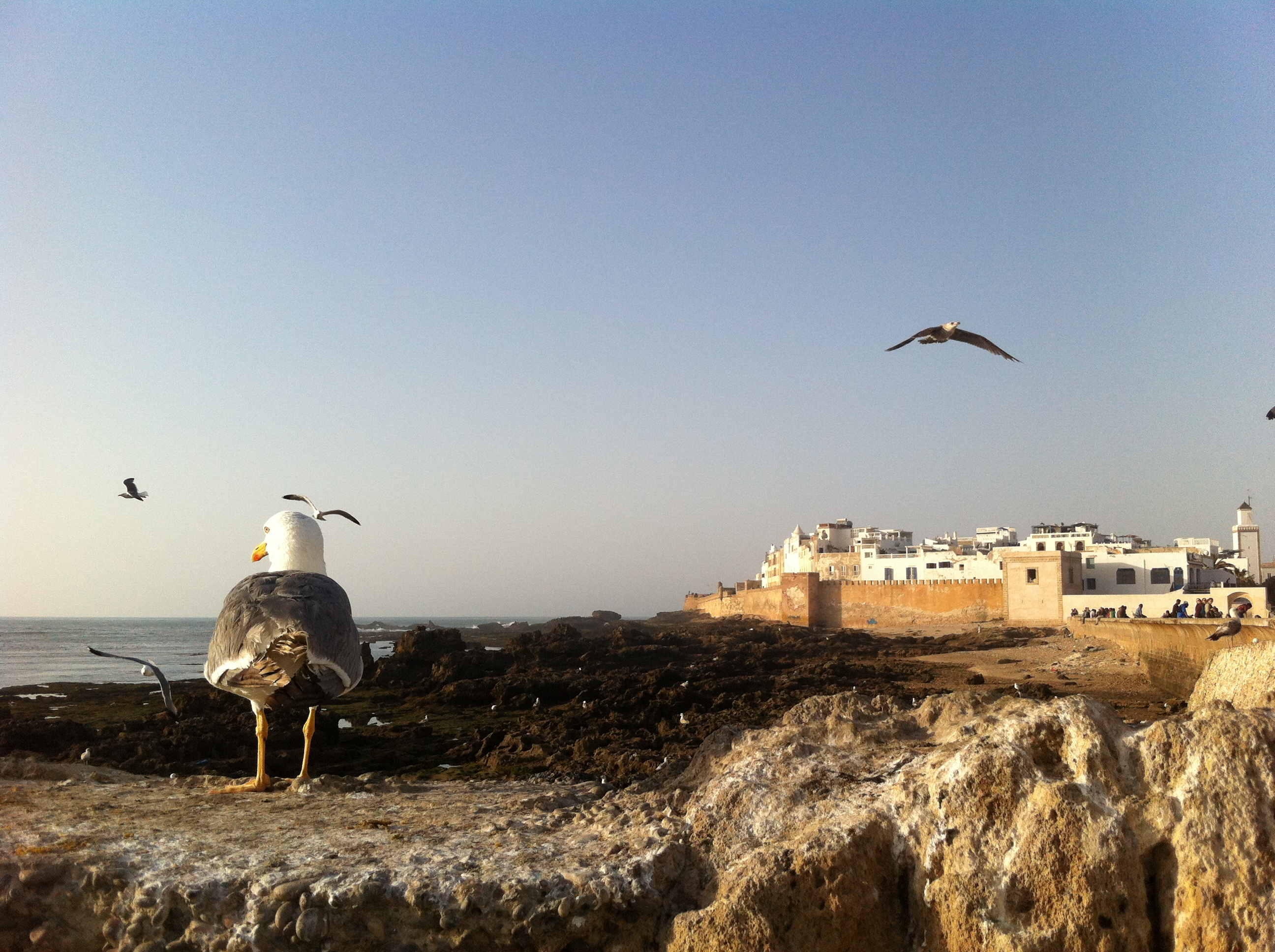
Vue sur la médina d'Essaouira.